# Strasbourg
Pour les articles homonymes, voir Strasbourg (homonymie).
Vous lisez un « article de qualité » labellisé en 2008.
Strasbourg (prononcé /stʁas.buʁ/  en français ; en alsacien : Strossburi /ʃdɾoːsburi/ ; en allemand : Straßburg /ʃtraːsbuʁk/) est une commune française située dans la collectivité européenne d'Alsace dont elle est le chef-lieu. Elle est la préfecture du Bas-Rhin et de la région Grand Est. Capitale de la région historique d'Alsace, elle est bordée par le Rhin et directement frontalière avec l'Allemagne.
Par sa population, Strasbourg intra-muros est la première commune du Grand Est français et, à la date du 1er janvier 2021, la huitième de France. Son aire d'attraction est la huitième de France, comptant 864 993 habitants en 2021 dans sa seule partie française. Ses habitants sont appelés les Strasbourgeois. Elle est le principal pôle économique de la région Grand Est et se distingue par un secteur secondaire très diversifié, un secteur marchand important et un secteur tertiaire essentiellement tourné vers les activités financières, juridico-administratives publiques et parapubliques, la recherche scientifique et le conseil aux entreprises. En 2023, pour la première fois, Strasbourg entre dans le classement GaWC des villes à rayonnement mondial, basé sur leurs fonctions politiques, culturelles et d'affaires.
Strasbourg a été marquée par les différentes administrations germaniques puis allemandes et françaises. Son histoire riche et tourmentée a laissé un patrimoine architectural remarquable, aux influences culturelles uniques. Son centre-ville, situé sur la Grande Île, est entièrement inscrit au patrimoine mondial par l’UNESCO depuis 1988 et comprend notamment la cathédrale Notre-Dame de Strasbourg et le quartier de la Petite France. En 2017, le périmètre classé est étendu à une partie de la Neustadt, quartier construit par les autorités allemandes à partir de 1880, après la défaite de Sedan.
Strasbourg est également devenue le symbole de la réconciliation franco-allemande et plus généralement de la construction européenne. La ville s’est progressivement spécialisée dans les fonctions politiques, culturelles, et institutionnelles. Elle est une des trois « capitales européennes » de l'UE historiques aux côtés de Bruxelles et Luxembourg, et est parfois qualifiée de « capitale parlementaire de l'Union européenne » ou de capitale européenne de la démocratie, par opposition à Bruxelles qui accueille surtout des fonctionnaires européens et des lobbyistes. Strasbourg est et demeure la capitale de l'Europe continentale, car la ville accueille en effet la totalité des institutions européennes dépendant du conseil de l'Europe. Le secrétariat général, le conseil des ministres, l'assemblée parlementaire, le congrès des pouvoirs locaux ainsi que toutes les agences, organes et tribunaux des droits de l'homme ou administratif de l'Europe des 46 états qui y siègent. Elle est le siège officiel du Parlement européen, qui y organise ses douze sessions plénières annuelles, ainsi que des réunions trilogue* (*Commission-Parlement-Conseil Européen) depuis 2024, du Médiateur européen. Le Conseil de l'Europe (distinct de l'Union européenne) dont dépendent la Cour européenne des droits de l'homme et la Pharmacopée  direction de la qualité des médicaments européenne entre autres. Genève ,New York et Strasbourg sont les trois seules villes au monde à être le siège de plusieurs institutions politiques internationales sans pour autant être capitale politique d’un État. Strasbourg est également la deuxième ville diplomatique de France et en nombre de congrès internationaux, juste après Paris.
La présence de plusieurs établissements nationaux renommés, comme le théâtre national, la bibliothèque nationale et universitaire et l’Opéra national du Rhin en fait un centre culturel important.
Strasbourg est aussi une grande ville étudiante, qui accueille plus de 85 000 étudiants en 2020-2021. Son université, ses grandes écoles et son hôpital universitaire forment un pôle universitaire important.

## Toponymie
Attestations anciennes : Argentorate, Argentoratum, Argentina (Antiquité), Stradeburgum (590), Strateburgo (590), Stratburgo (728), Strasburga (762), Strazburc (1061), Straborc (1262), Estrabourch (1289).
Le premier nom de la ville fut en celtique Argantorati < Argentorate, romanisé en Argentoratum (Argentoraton IIe siècle), même nom qu'Argentré (Mayenne, Argentrato IXe siècle). L’étymologie de ce terme est discutée, certains y voyant un lien avec la Grande déesse celte, dont Argantia est une des épithètes et qui est identifiée avec la lune. L’acception la plus courante voudrait que la racine celtique arganto- (argent, luisant) renvoie à la couleur et la brillance argentée d'un cours d'eau (cf. l’Argens, l'Arc, etc.), en l'occurrence de l'Ill (Ainos en gaulois). Cette hypothèse est renforcée par l’ancien nom de Horbourg (Argentovaria), commune également située sur l’Ill, dont l'élément ver / var désigne précisément un cours d'eau en indo-européen.
-rate de rāti désigne une levée de terre ou une fortification (cf. vieil irlandais ráith / ráth, fortin, fortification). Cette hypothèse affirme donc qu'Argentoratum est l'enceinte sur l'Argenta, in extenso la cité de la rivière, du fleuve. Ce nom était alors en parfaite cohérence avec la perception de ce lieu frontière, situé à proximité du Rhin, fleuve large de plusieurs kilomètres dont les bras d'eau s'entremêlaient avec ceux de l'Ill.
Avec la chute de l'Empire romain, les Alamans la renomment Stratiburg ce qui signifie « la place forte des routes ». La ville était en effet située à la croisée de routes importantes et au niveau de l’un des rares ponts permettant de franchir le Rhin. Par ailleurs, les longues voies romaines pavées de plusieurs kilomètres reliant les faubourgs au castrum, cœur de l'ancienne cité romaine, semblent bien octroyer cette nouvelle appellation. Son nom évolua ensuite en Straßburg, le château/la place forte (die Burg, bâtiment fortifié,) sur les routes (die Straße), issu de Stratiburg nom antérieur à la mutation consonantique du haut allemand mentionné pour la première fois au VIe siècle par saint Grégoire. En allemand, Straß(e) = rue et Burg = château fort.
La commune est appelée Strassburg ou Straßburg en allemand, Strossburi ou Stroßbùrri en alsacien (Alémanique) Strossburch en francique rhénan (Nord de l'Alsace, Plateau lorrain, Palatinat), et Chtrasbourg en welche (dialecte francophone des vallées vosgiennes, notamment haute vallée de la Bruche).
Stras est une appellation familière, dans l'agglomération strasbourgeoise et en Alsace, pour désigner Strasbourg.

## Géographie

### Situation géographique
Excentrée par rapport au reste de la France, dont la plaine d'Alsace représente l'extrême façade nord-est, Strasbourg occupe en revanche une position centrale en Europe occidentale, sur une importante voie de passage nord-sud. Il faut en effet la replacer dans l'entité plus vaste dont elle fait partie de la vallée du Rhin supérieur qui, de Bâle à Mayence, forme un couloir naturel.
À la limite de l'Europe atlantique et de l'Europe continentale, elle communique au sud par les vallées de la Saône et du Rhône avec l'Europe méditerranéenne et s'ouvre au nord, au-delà des massifs hercyniens allemands, sur les grandes plaines de l'Europe du Nord jusqu'à la vallée de la Ruhr.
Strasbourg est distante de 190 kilomètres de Francfort-sur-le-Main, de 192 kilomètres de Luxembourg, de 397 kilomètres de Paris et de 406 kilomètres de Bruxelles (distance orthodromique),. La ville est par ailleurs située à une trentaine de kilomètres du massif des Vosges à l'ouest et à la même distance de la Forêt-Noire à l'est.

#### Communes limitrophes
Les communes limitrophes sont Bischheim, Eckbolsheim, Eschau, Illkirch-Graffenstaden, Lingolsheim, Oberhausbergen, Ostwald, Schiltigheim et La Wantzenau.

### Hydrographie et les eaux souterraines

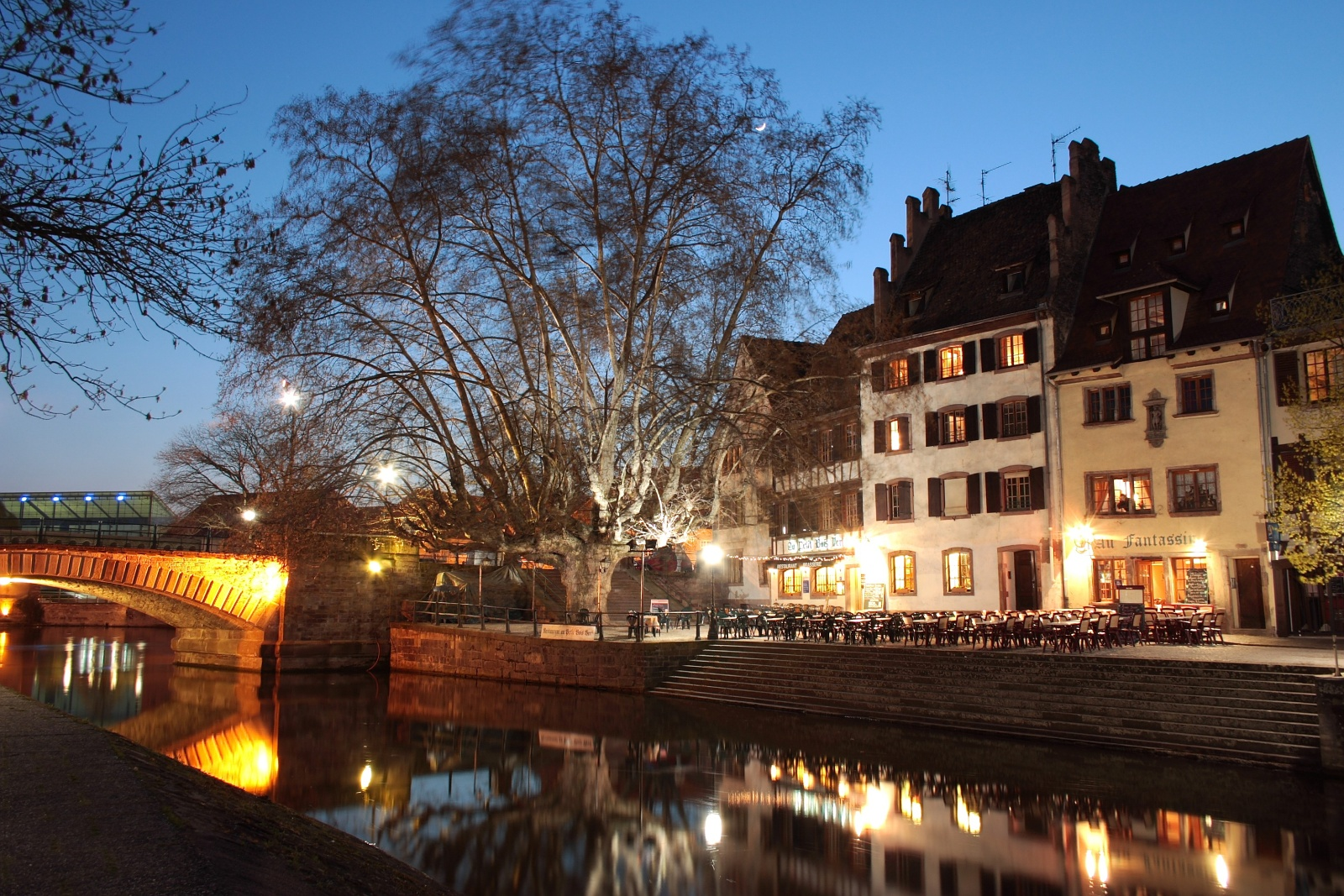
Les quais de l’Ill dans le quartier de la Petite France.

Hydrogéologie et climatologie : Système d’information pour la gestion de l’Aquifère rhénan :
Territoire communal : Occupation du sol (Corinne Land Cover); Cours d'eau (BD Carthage),
Géologie : Carte géologique; Coupes géologiques et techniques,
 Hydrogéologie : Masses d'eau souterraine; BD Lisa; Cartes piézométriques.
La ville est construite sur l'Ill ainsi que le long de la rive gauche du Rhin. L'Ill est la colonne vertébrale de la ville, reliée au Rhin par des anciens bras désormais canalisés (le canal de jonction et différents bassins portuaires). Plusieurs affluents traversent les différents quartiers de la ville : la Bruche et le canal de la Bruche à la Montagne Verte et à Koenigshoffen, l'Aar au Contades et au Wacken, le Krimmeri et le Ziegelwasser (anciens bras du Rhin) à la Meinau, au Neuhof et au Neudorf, le canal de la Marne au Rhin au nord. Ainsi Strasbourg est constituée de plusieurs îles dont l'ellipse insulaire du centre historique, l'île Sainte-Hélène dans le quartier du Contades, l'île aux Épis et l'île du Rohrschollen dans le quartier du Port du Rhin.
La ville est par ailleurs située sur l'une des plus grandes réserves d'eau potable d'Europe (près de 35 km3). La densité importante de l'hydrographie cumulée à l'affleurement de la nappe phréatique rhénane contribue à rendre le secteur très sensible aux inondations. C'est pourquoi la plupart des extensions urbaines de la ville puis de l'agglomération se sont faites au moyen de remblais importants (notamment pour la construction du quartier allemand), accompagnées du comblement ou de la canalisation des multiples bras d'eau, réduisant d'autant les surfaces d'épandage et augmentant la rapidité et le débit des eaux en cas de crue.
Strasbourg est aujourd'hui confrontée à un risque d'inondation important dans certains quartiers (Montagne Verte au sud-ouest et La Robertsau au nord) qui pèse sur les projets d'extension urbaine et de densification de l'habitat.

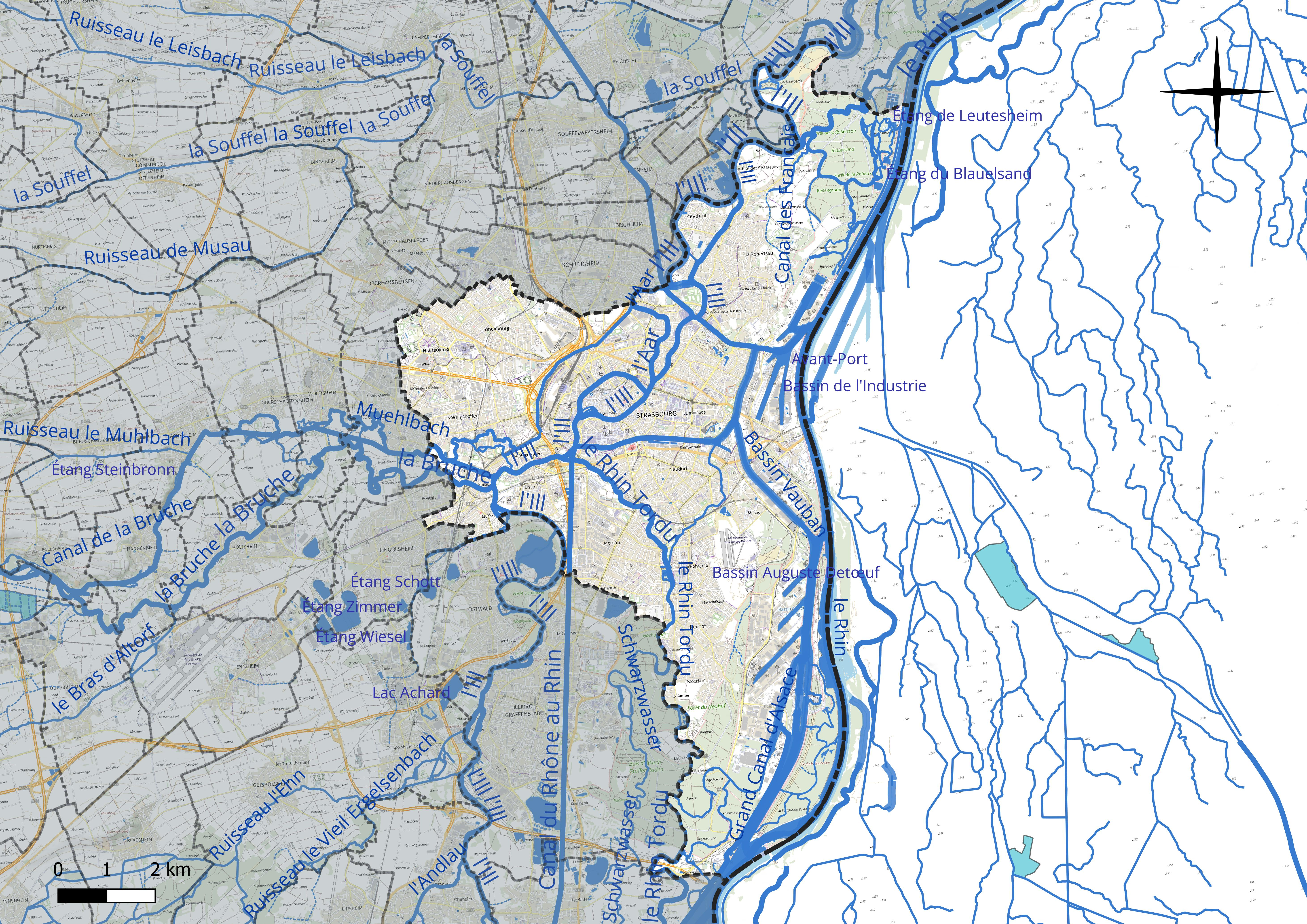
Réseau hydrographique de Strasbourg.

### Géologie et relief

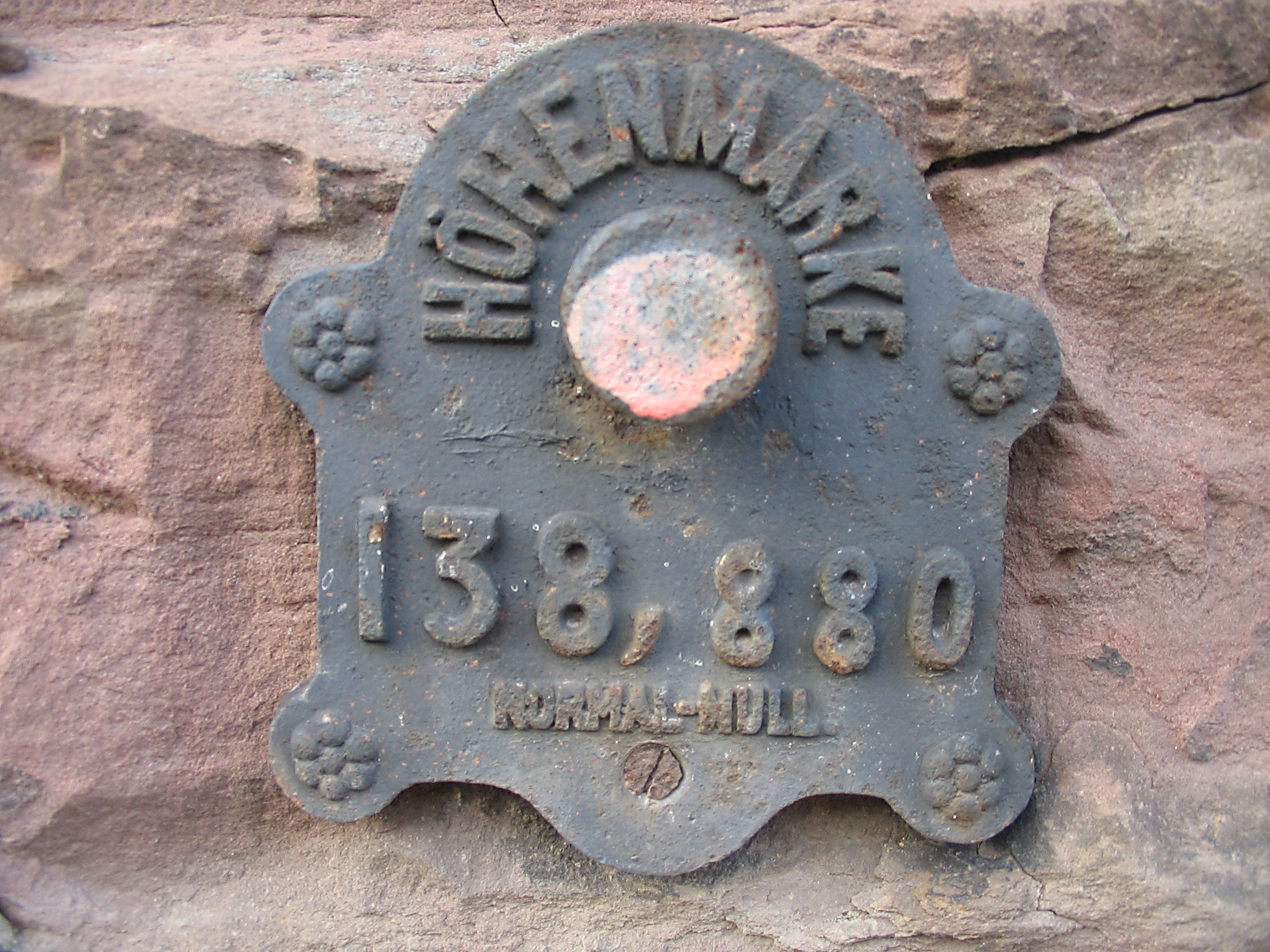
Repère Normalnull à Strasbourg.

Située à une altitude moyenne de 140 mètres, Strasbourg est caractérisée par un relief relativement plat. Ainsi au centre-ville, on ne perçoit que de très légères ondulations du terrain, culminant notamment à proximité de la cathédrale et à la croisée de la Grand'Rue et de la rue du Fossé-des-Tanneurs, correspondant aux zones d'habitation les plus anciennes, établies à l'origine sur une butte émergeant des marais environnants. Pour des raisons historiques, le niveau normal d'Amsterdam, ou Normalnull, a pu servir de référent altimétrique, comme en témoignent de vieilles plaques encore visibles. Mais à l'instar du reste de la France métropolitaine, le nivellement général de la France s'applique, et les altitudes sont données par rapport au niveau du marégraphe de Marseille.
Le territoire de la commune se situe au sein de la plaine d'Alsace. Ce fossé rhénan d'effondrement, séparant le massif des Vosges à l'ouest de celui de la Forêt-Noire à l'est, est né il y a 65 Ma à l'occasion de l'érection des Alpes. Des fissures orientées Nord-Sud se formèrent alors ; la partie médiane s'effondra et fut envahie par la mer à l'Éocène supérieur (vers -35 Ma) et à l'Oligocène inférieur (Rupélien, vers -30 Ma). D'abord comblée par des dépôts marins qui recouvrirent le socle hercynien, la plaine accueillit le cours du Rhin qui y déposa ses alluvions fluviatiles, il y a un million d'années seulement. Le bassin houiller de la vallée de Villé s'étend à quelques kilomètres de la banlieue strasbourgeoise, au sud-ouest et au centre du département, quelques lambeaux de ce gisement sont dispersés vers le nord.

### Climat
Pour des articles plus généraux, voir Climat du Grand Est et Climat du Bas-Rhin.
En 2010, le climat de la commune est de type climat océanique altéré, selon une étude du Centre national de la recherche scientifique s'appuyant sur une série de données couvrant la période 1971-2000. En 2020, Météo-France publie une typologie des climats de la France métropolitaine dans laquelle la commune est exposée à un climat semi-continental et est dans la région climatique Alsace, caractérisée par une pluviométrie faible, particulièrement en automne et en hiver, un été chaud et bien ensoleillé, une humidité de l’air basse au printemps et en été, des vents faibles et des brouillards fréquents en automne (25 à 30 jours).
Pour la période 1971-2000, la température annuelle moyenne est de 10,7 °C, avec une amplitude thermique annuelle de 17,9 °C. Le cumul annuel moyen de précipitations est de 637 mm, avec 8 jours de précipitations en janvier et 10,3 jours en juillet. Pour la période 1991-2020, la température moyenne annuelle observée sur la station météorologique de Météo-France la plus proche, « Strasbourg-Entzheim », sur la commune d'Entzheim à 9 km à vol d'oiseau, est de 11,4 °C et le cumul annuel moyen de précipitations est de 635,7 mm.
La température maximale relevée sur cette station est de 38,9 °C, atteinte le 25 juillet 2019 ; la température minimale est de −23,6 °C, atteinte le 23 janvier 1942,,.
| Mois                                  | jan.             | fév.             | mars             | avril           | mai             | juin            | jui.            | août            | sep.            | oct.            | nov.             | déc.             | année      |
| ------------------------------------- | ---------------- | ---------------- | ---------------- | --------------- | --------------- | --------------- | --------------- | --------------- | --------------- | --------------- | ---------------- | ---------------- | ---------- |
| Température minimale moyenne (°C)     | −0,2             | 0                | 2,6              | 5,7             | 10,1            | 13,4            | 14,9            | 14,5            | 10,7            | 7,2             | 3,3              | 0,8              | 6,9        |
| Température moyenne (°C)              | 2,5              | 3,6              | 7,4              | 11,3            | 15,5            | 18,9            | 20,6            | 20,3            | 16,1            | 11,5            | 6,3              | 3,3              | 11,4       |
| Température maximale moyenne (°C)     | 5,2              | 7,3              | 12,1             | 17              | 21,3            | 25,4            | 27,3            | 26,1            | 21,6            | 15,8            | 9,4              | 5,9              | 16         |
| Record de froid (°C) date du record   | −23,6 23.01.1942 | −22,3 15.02.1929 | −16,7 04.03.1965 | −5,6 21.04.1938 | −2,4 11.05.1953 | 1,1 02.06.1936  | 4,9 07.07.1961  | 4,8 30.08.1998  | −1,3 27.09.1943 | −7,6 31.10.1950 | −10,8 30.11.1973 | −23,4 23.12.1938 | −23,6 1942 |
| Record de chaleur (°C) date du record | 17,6 25.01.2025  | 21,1 25.02.2021  | 26,3 31.03.2021  | 30 22.04.2018   | 34,6 20.05.2022 | 38,8 30.06.2019 | 38,9 25.07.2019 | 38,7 07.08.2015 | 33,4 11.09.2023 | 31 13.10.2023   | 22,1 18.11.1926  | 18,6 31.12.2022  | 38,9 2019  |
| Ensoleillement (h)                    | 55,5             | 85,8             | 146,4            | 186,9           | 209,1           | 226,4           | 239,7           | 224,2           | 173,5           | 100,4           | 55,2             | 44,2             | 1 747,3    |
| Précipitations (mm)                   | 35,4             | 34,1             | 38,6             | 41,8            | 77,2            | 68,5            | 71,9            | 61,3            | 54,6            | 59,5            | 47,6             | 45,2             | 635,7      |

| Diagramme climatique                                  |          |             |           |              |              |              |              |              |             |            |            |
| J                                                     | F        | M           | A         | M            | J            | J            | A            | S            | O           | N          | D          |
| 5,2−0,235,4                                           | 7,3034,1 | 12,12,638,6 | 175,741,8 | 21,310,177,2 | 25,413,468,5 | 27,314,971,9 | 26,114,561,3 | 21,610,754,6 | 15,87,259,5 | 9,43,347,6 | 5,90,845,2 |
| Moyennes : • Temp. maxi et mini °C • Précipitation mm |          |             |           |              |              |              |              |              |             |            |            |

Les paramètres climatiques de la commune ont été estimés pour le milieu du siècle (2041-2070) selon différents scénarios d'émission de gaz à effet de serre à partir des nouvelles projections climatiques de référence DRIAS-2020. Ils sont consultables sur un site dédié publié par Météo-France en novembre 2022. Chaque année, la municipalité met en place un plan canicule.

## Urbanisme

### Typologie
Au 1er janvier 2024, Strasbourg est catégorisée grand centre urbain, selon la nouvelle grille communale de densité à sept niveaux définie par l'Insee en 2022.
Elle appartient à l'unité urbaine de Strasbourg (partie française), une agglomération internationale regroupant 23 communes, dont elle est ville-centre,,. Par ailleurs la commune fait partie de l'aire d'attraction de Strasbourg (partie française), dont elle est la commune-centre,. Cette aire, qui regroupe 268 communes, est catégorisée dans les aires de 700 000 habitants ou plus (hors Paris),.

### Occupation des sols
L'occupation des sols de la commune, telle qu'elle ressort de la base de données européenne d’occupation biophysique des sols Corine Land Cover (CLC), est marquée par l'importance des territoires artificialisés (66,8 % en 2018), en augmentation par rapport à 1990 (65,6 %). La répartition détaillée en 2018 est la suivante :
zones urbanisées (37,9 %), zones industrielles ou commerciales et réseaux de communication (22,3 %), forêts (16,6 %), eaux continentales (8,7 %), espaces verts artificialisés, non agricoles (6,5 %), terres arables (3,9 %), zones agricoles hétérogènes (2 %), prairies (1,2 %), milieux à végétation arbustive et/ou herbacée (0,7 %). L'évolution de l’occupation des sols de la commune et de ses infrastructures peut être observée sur les différentes représentations cartographiques du territoire : la carte de Cassini (XVIIIe siècle), la carte d'état-major (1820-1866) et les cartes ou photos aériennes de l'IGN pour la période actuelle (1950 à aujourd'hui).

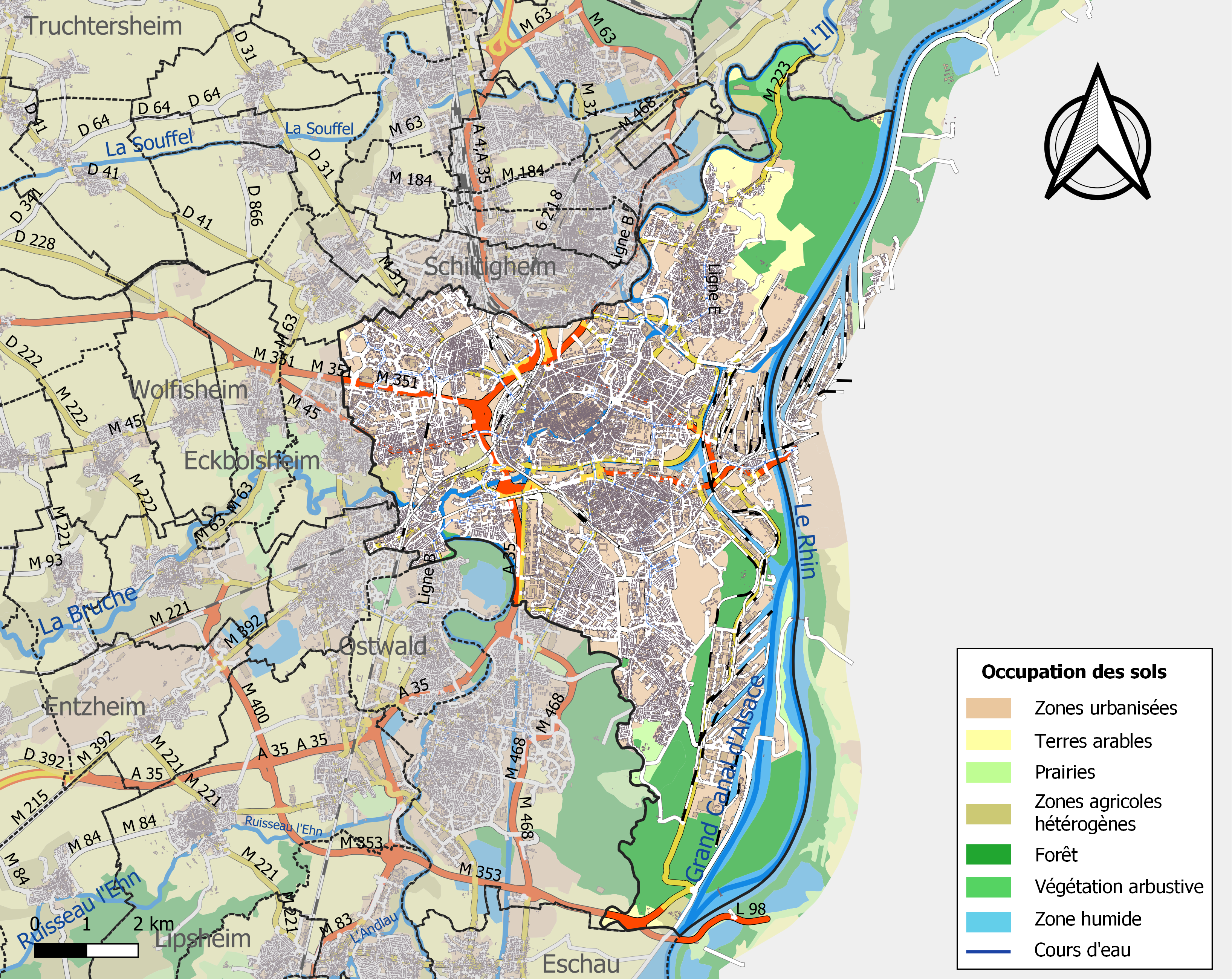
Carte des infrastructures et de l'occupation des sols de la commune en 2018 (CLC).

### Voies de communication et transports
Dès l'origine, Strasbourg doit son nom à sa position « à la croisée des chemins ». Encore aujourd'hui, la ville bénéficie d'une situation géographique privilégiée qui en fait un important carrefour européen, à l'intersection de quelques-uns des principaux axes de communication du continent.

#### Transports urbains

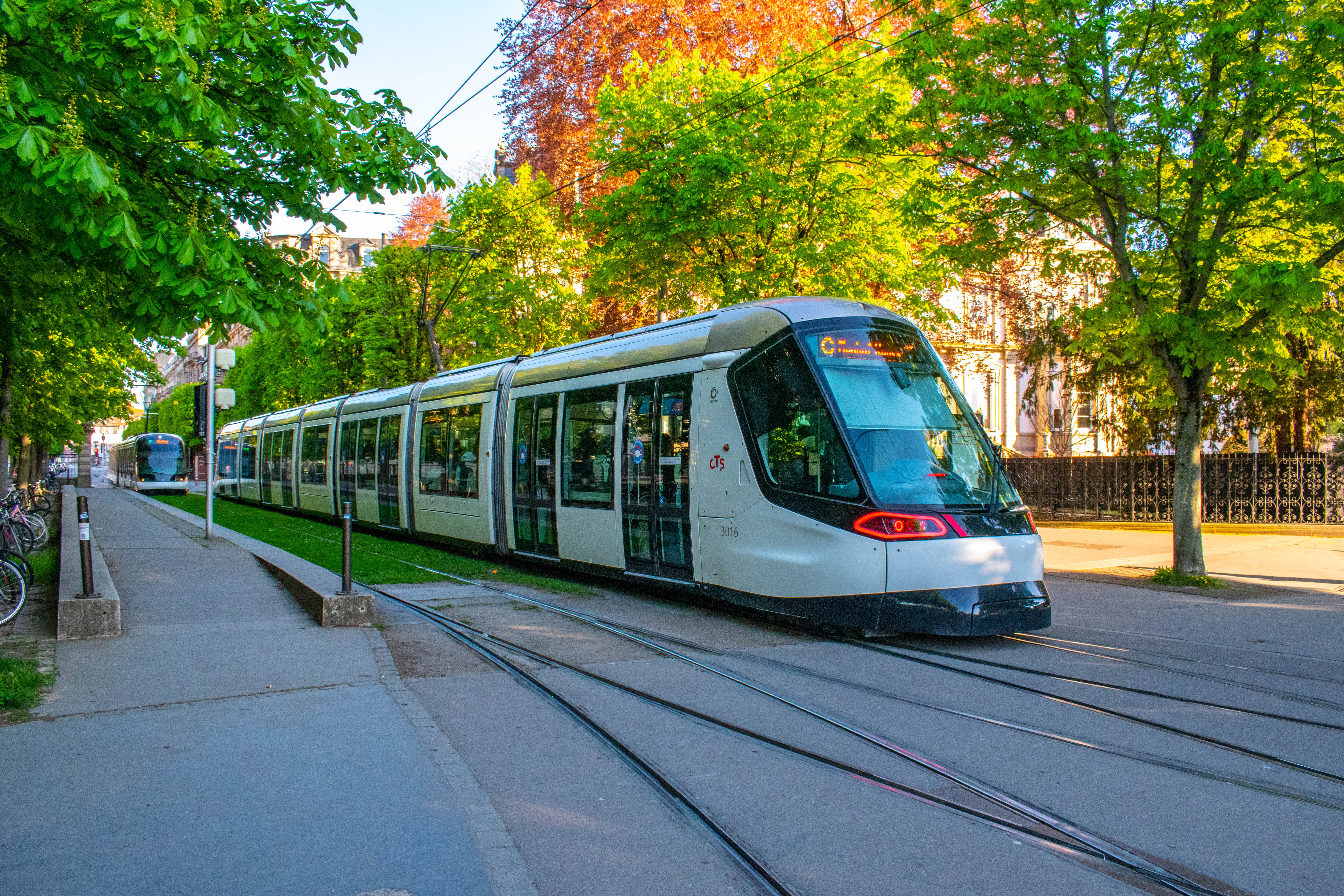
Rames du tramway de Strasbourg, près de la station République

Strasbourg se dote d'un premier réseau de tramway en 1878. À son apogée, en 1937, celui-ci comptait près de 83 kilomètres de lignes urbaines tandis que le réseau suburbain était composé d'environ 200 kilomètres de lignes des deux côtés du Rhin. Au lendemain de la Seconde Guerre mondiale, le tramway entre dans une période de déclin et les dernières lignes sont définitivement fermées en 1960.
En 2023, le réseau moderne du tramway, exploité par la Compagnie des transports strasbourgeois (CTS), est le troisième plus étendu de France (derrière ceux de Lyon et d'Île-de-France), avec 87 stations et 77 kilomètres de lignes. Outre Strasbourg, le tramway dessert six communes de l'Eurométropole ainsi que la ville de Kehl en Allemagne. Le maillage du réseau permet d'utiliser un tronçon pour plusieurs lignes. La capacité de transport (tram et bus) est de 442 000 voyages par jour.
La première ligne du tramway moderne fut inaugurée le 25 novembre 1994. Depuis cette date, le réseau n'a cessé de se développer et compte actuellement six lignes en service : A, B, C, D, E et F. La dernière extension est mise en service le 29 août 2020 : la ligne F est prolongée jusqu'au quartier de Koenigshoffen.
Par ailleurs, le projet de tram-train devant relier Strasbourg à Gresswiller et Barr est abandonné fin 2012,.
Une ligne de bus à haut niveau de service (BHNS), reliant la gare centrale à l'Espace européen de l'entreprise à Schiltigheim, est mise en service le 30 novembre 2013. Elle est complémentaire du réseau de tramway et prend ainsi la désignation de ligne G. Une seconde ligne — désignée ligne H et utilisant des bus électriques — est ouverte le 24 février 2020 entre la gare centrale et le quartier du Wacken. Le 20 novembre 2023, la ligne G est prolongée de la gare centrale jusqu'à la cité Rotterdam via la place de l'Étoile.
Un réseau de bus, également exploité par la CTS, dessert l'ensemble de l'agglomération strasbourgeoise. Il comporte 39 lignes urbaines à la suite de la dernière restructuration intervenue en novembre 2023. Les lignes de bus portent un numéro pour les distinguer des lignes de tram et de BHNS, ces dernières étant désignées par une lettre.
La ville compte également deux gares routières : place des Halles pour le trafic interurbain (réseau Fluo Grand Est) et place de l'Étoile pour les lignes nationales et internationales.

#### Réseau routier

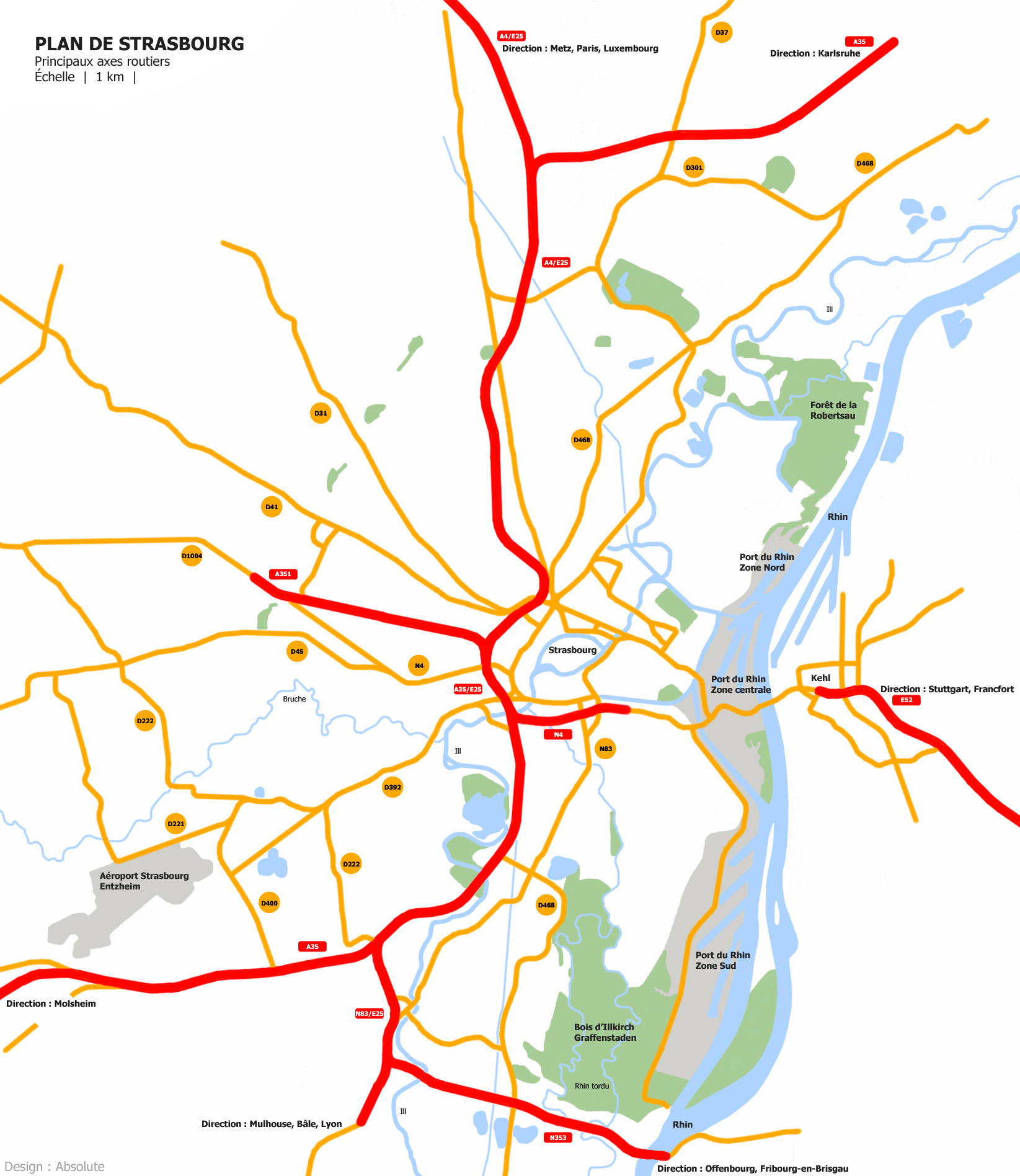
Les principaux axes routiers (avant la mise en service du contournement ouest et de la rocade sud).

Strasbourg se situe sur un axe est-ouest qui la relie d'une part à Paris via Reims et Nancy/Metz (autoroute A4/RN4) et d'autre part à Munich via Stuttgart (E52). La ville est également placée sur un axe nord-sud qui la relie d'une part au Sud de la France via Lyon (autoroute A6, autoroute A7) et d'autre part à Francfort-sur-le-Main via Karlsruhe (E35). Strasbourg est par ailleurs reliée à l'Allemagne par deux ponts : le pont de l'Europe, situé à l'est de la ville et le pont Pierre-Pflimlin, situé dans l'agglomération sud et qui permet une meilleure desserte des villes d'Offenbourg et de Fribourg.
Du fait de la conception des autoroutes — comme étant à la fois des voies de transit et des voies de desserte des grandes agglomérations — qui prévalait dans les années 1970 et 1980, Strasbourg voit son agglomération traversée par des voies autoroutières portées aujourd'hui à deux fois trois voies (deux fois quatre voies sur un court tronçon prolongeant un tronçon surélevé condamné à rester en deux fois deux voies), et ce à moins d'un kilomètre du centre-ville. Il en résulte de fortes nuisances dans certains quartiers (Gare, Cronenbourg). L'autoroute A35, avec environ 170 000 véhicules (dont 19 000 camions) par jour à hauteur de Cronenbourg, est en effet la plus saturée de France après le périphérique parisien. Entre 1990 et 2000, le trafic a en outre augmenté de 40 %.
La construction d'une nouvelle autoroute de deux fois deux voies (autoroute A355), dite grand contournement ouest de Strasbourg (GCO ou COS) est évoquée depuis les années 1970. Il a pour objectif de capter le trafic de transit nord-sud et de délester la rocade ouest. Il doit permettre une réduction de la pollution et des nuisances sonores à proximité de la ville grâce à la requalification de l'A35 en boulevard urbain. Cependant, ses opposants craignent un effet d’aspirateur du trafic nord-sud européen et un accroissement des nuisances. Le tracé, de 24 km, relie la jonction A4/A35 au nord, à la bifurcation A35/A352 au sud. Les travaux débutent en octobre 2018 pour une mise en service le 17 décembre 2021.

#### Voies ferrées

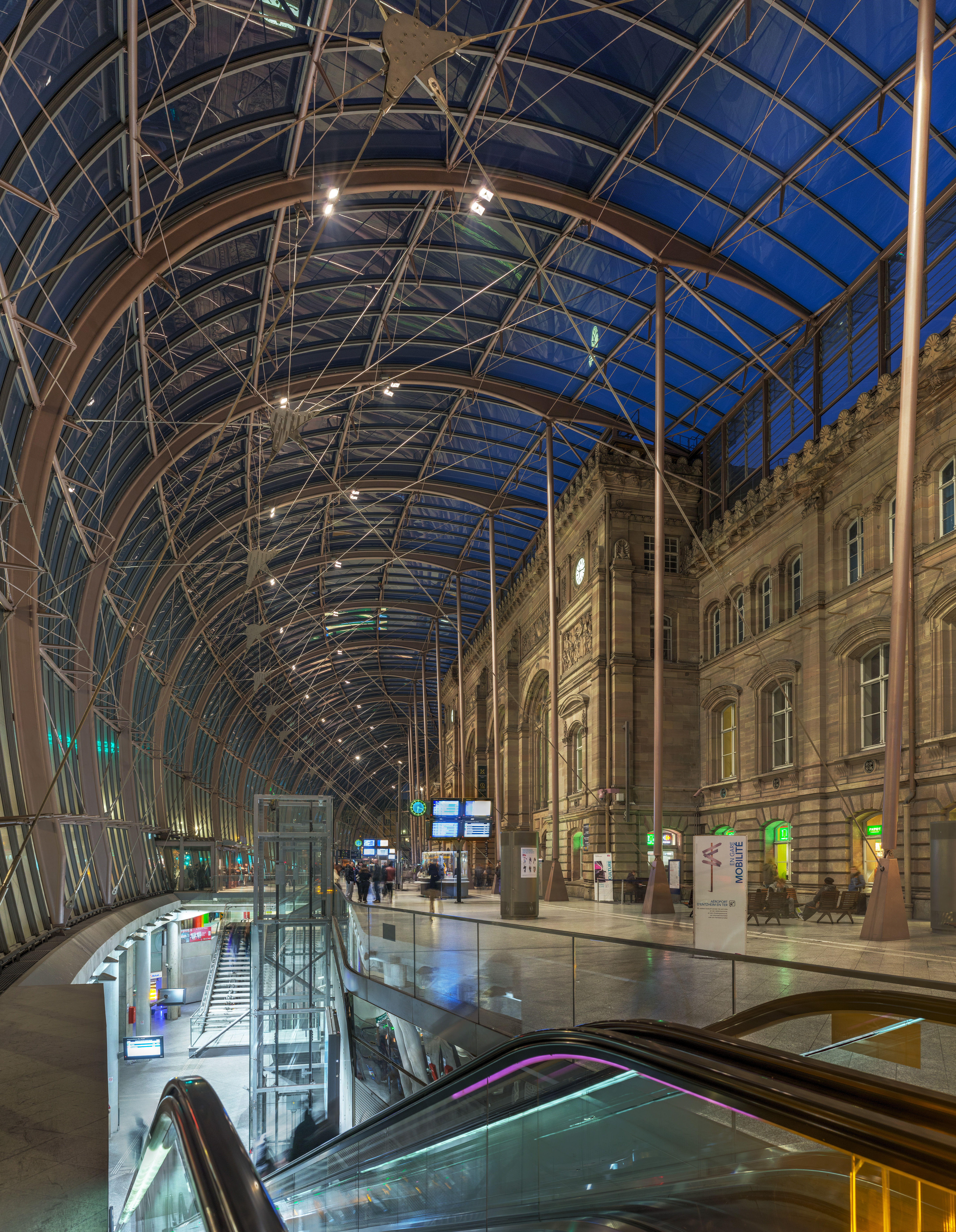
La verrière de la gare de Strasbourg-Ville.

La gare de Strasbourg-Ville, aussi appelée gare centrale, est le centre d'une importante étoile ferroviaire à cinq branches. Elle est le principal pôle d'échanges de l'agglomération. Elle est la 2e gare de province en France la plus fréquentée après celle de Lyon Part-Dieu avec plus de 20 millions de voyageurs.
Strasbourg est l'une des étapes de la « Magistrale européenne », principal axe ouest-est de l'Europe, de Paris à Budapest (soit le trajet de l'ancien Orient-Express). Le premier tronçon de la LGV Est européenne — reliant la gare de Paris-Est à Baudrecourt en Moselle — a été mis en service le 10 juin 2007, ramenant le meilleur temps de trajet vers Paris de 4 h à 2 h 20 min. Le second tronçon, entre Baudrecourt et Vendenheim, est ouvert le 3 juillet 2016. Le temps de parcours entre Paris et Strasbourg est désormais d'environ 1 h 50 min. L'ouverture de la LGV Rhin-Rhône, fin 2011, permet de placer la ville sur un second axe à grande vitesse entre mer du Nord et Méditerranée.
Le trafic de la gare de Strasbourg-Ville était d'environ 35 000 passagers par jour en 2006, mais l'arrivée des TGV Est puis Rhin-Rhône et le développement des TER portent ce nombre à 60 000 passagers en 2012 et 70 000 par jour en 2015. La gare accueille un total de 550 trains dont environ 50 TGV par jour.
Les gares de Krimmeri-Meinau et Strasbourg-Roethig sont deux haltes ferroviaires affectées au trafic TER.
Les autres gares voyageurs de l'Eurométropole sont les gares de Bischheim, Entzheim-Aéroport, Fegersheim - Lipsheim, Geispolsheim, Graffenstaden, Hœnheim, Lingolsheim, Mundolsheim, Vendenheim et La Wantzenau.
Depuis le 11 décembre 2016, les abonnés de la Compagnie des transports strasbourgeois résidant dans une commune de l'Eurométropole peuvent également utiliser les trains du réseau TER Alsace au sein de l'agglomération.
La ville compte aussi trois gares ouvertes uniquement au service du fret : les gares de Strasbourg-Cronenbourg, Strasbourg-Neudorf et Strasbourg-Port-du-Rhin. Enfin, la vaste gare de triage de Hausbergen se trouve au nord de l’agglomération.

#### Trafic aérien

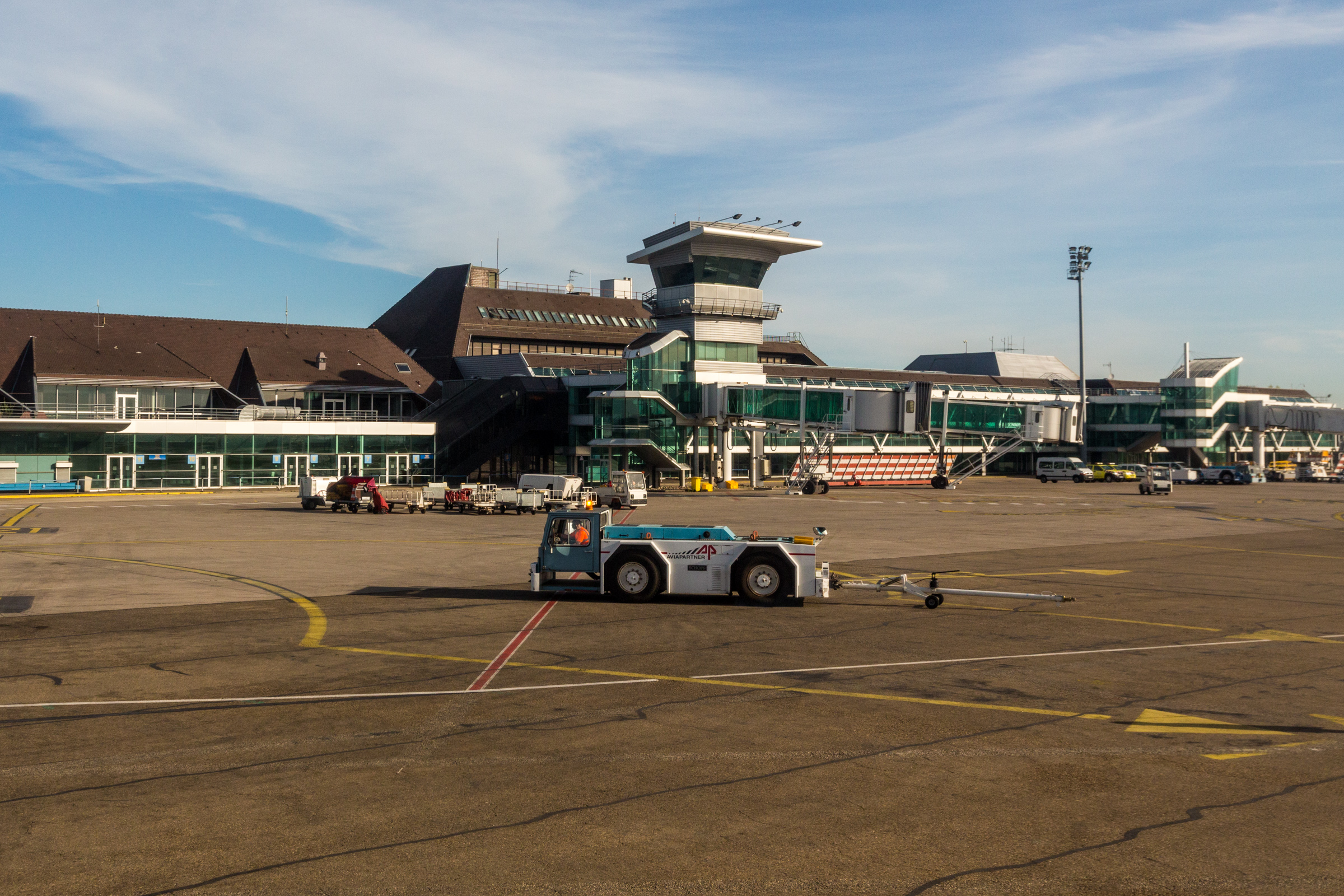
L'aéroport de Strasbourg-Entzheim.

L'aéroport de Strasbourg-Entzheim est situé à une quinzaine de kilomètres au sud-ouest de la ville, à Entzheim. Son trafic s'était stabilisé depuis 1996, oscillant autour de 2 millions de passagers annuels (avec un pic à 2,2 millions en 1999). Cependant, la mise en service de la première phase de la LGV Est européenne en juin 2007 et la suppression des vols vers Paris-Charles-de-Gaulle et Paris-Orly ont provoqué une chute du trafic qui oscille aux alentours de 1,1 million de passagers par an au milieu des années 2010.
L'aéroport de Strasbourg souffre également de la proximité des aéroports de Bâle-Mulhouse-Fribourg (137 kilomètres), de Stuttgart (149 kilomètres) et de Francfort (175 kilomètres). Une cinquantaine de destinations sont desservies, essentiellement en Europe.
Le trafic repart à la hausse depuis 2012 grâce à la diminution des taxes et au repositionnement vers les vols vacances (low cost). En 2018, le trafic s'élève à près de 1,3 million de passagers.
La gare d'Entzheim-Aéroport permet de relier ce dernier à la gare centrale de la capitale alsacienne et européenne en 9 minutes, à la fréquence d'un train tous les quarts d'heure en période de pointe.
Pour les vols long-courriers, un service de bus réguliers effectue la liaison entre la gare centrale et l'aéroport de Francfort, qui est l'un des principaux hubs européens avec plus de 300 destinations autour du monde.
L'aéroport de Karlsruhe-Baden-Baden, situé à une soixantaine de kilomètres de Strasbourg et accessible en voiture en moins de trois quarts d'heure, fait office d'aéroport « low cost » avec des lignes régulières vers de nombreuses destinations dont plusieurs capitales européennes comme Londres, Berlin, ou encore Vilnius. Cet aéroport est desservi principalement par la compagnie Ryanair.
L'aérodrome du Polygone, située dans le quartier du Neuhof, est utilisé exclusivement pour l'aviation de loisir.

#### Trafic fluvial

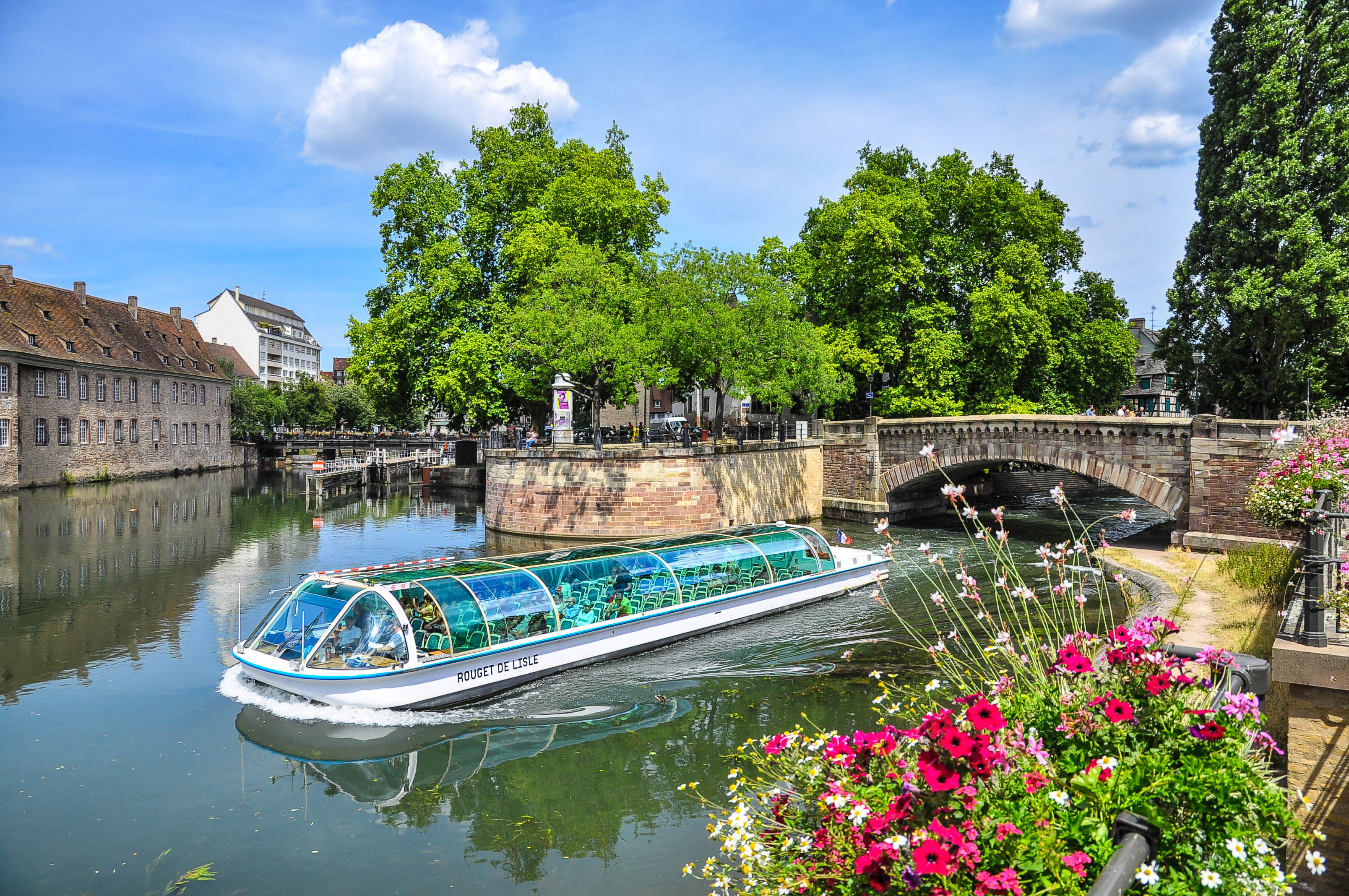
Bateau-promenade Batorama sur l’Ill, près des ponts couverts.

Strasbourg a été fondée sur l'Ill et les activités batelières y ont toujours été très importantes vu la densité du réseau hydrographique. En 2019, on compte 786 000 passagers sur les bateaux-promenades de Batorama, le service touristique du Port autonome de Strasbourg (PAS). La ville accueille chaque année plus de 200 000 visiteurs grâce au tourisme fluvial.
La ville possède d'importantes installations portuaires sur le Rhin, qui constitue la première voie navigable d'Europe et le premier fleuve commercial du monde. En 1920, le siège de la Commission centrale pour la navigation du Rhin fut transféré de Mannheim à Strasbourg et logée dans l'ancien palais impérial, rebaptisé palais du Rhin. Le Port autonome de Strasbourg est le deuxième port fluvial de France et le quatrième d'Europe (après Duisbourg, Paris et Liège) avec, en 2019, un trafic de 7,6 millions de tonnes de marchandises transbordées et 381 565 conteneurs. Les principales marchandises qui transitent par le port sont les céréales, les graviers et les produits pétroliers.

#### Mobilité active

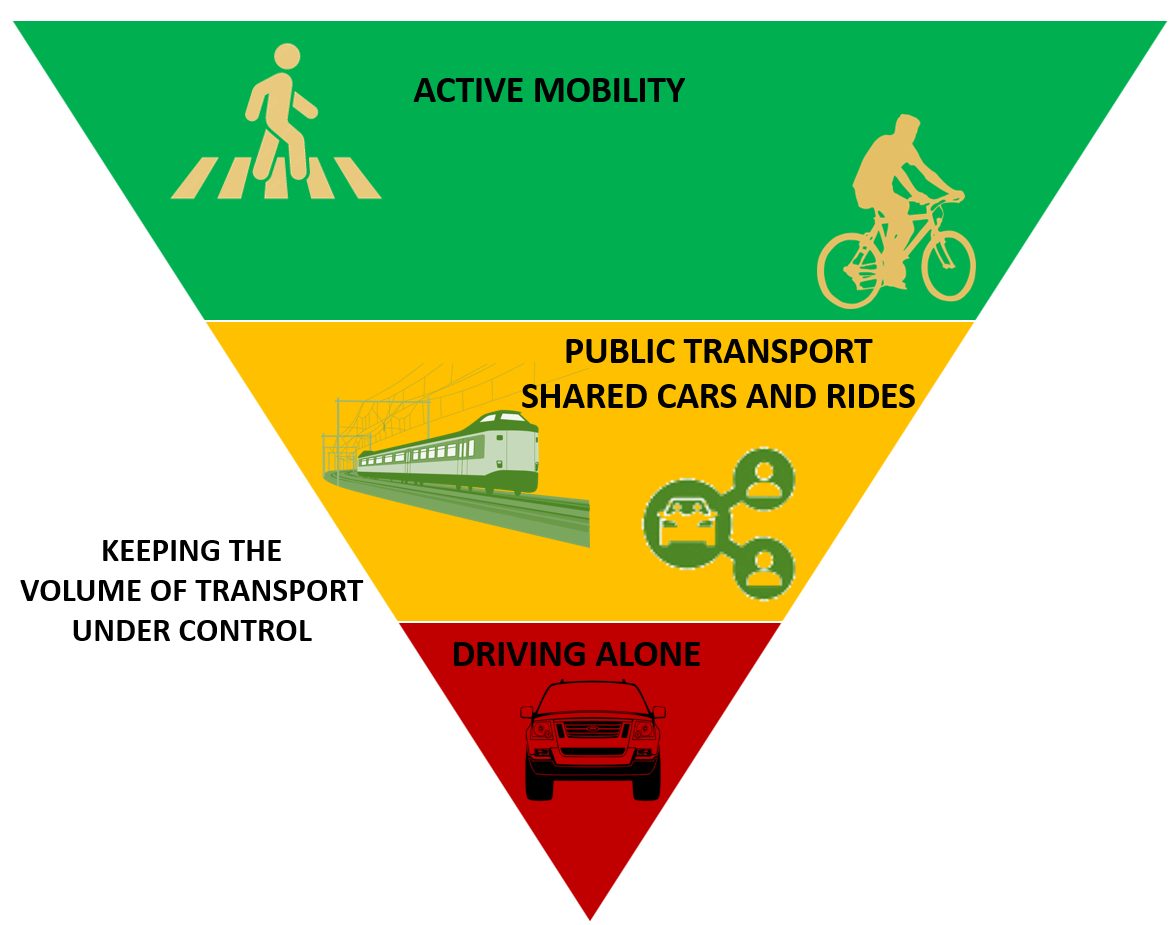
Pyramide de la mobilité, proposée par le projet européen Share North.

##### Ville marchable
En 2021, Strasbourg est classée deuxième dans le classement des villes marchables de plus de 200 000 habitants.

##### Réseau cyclable et location de vélos

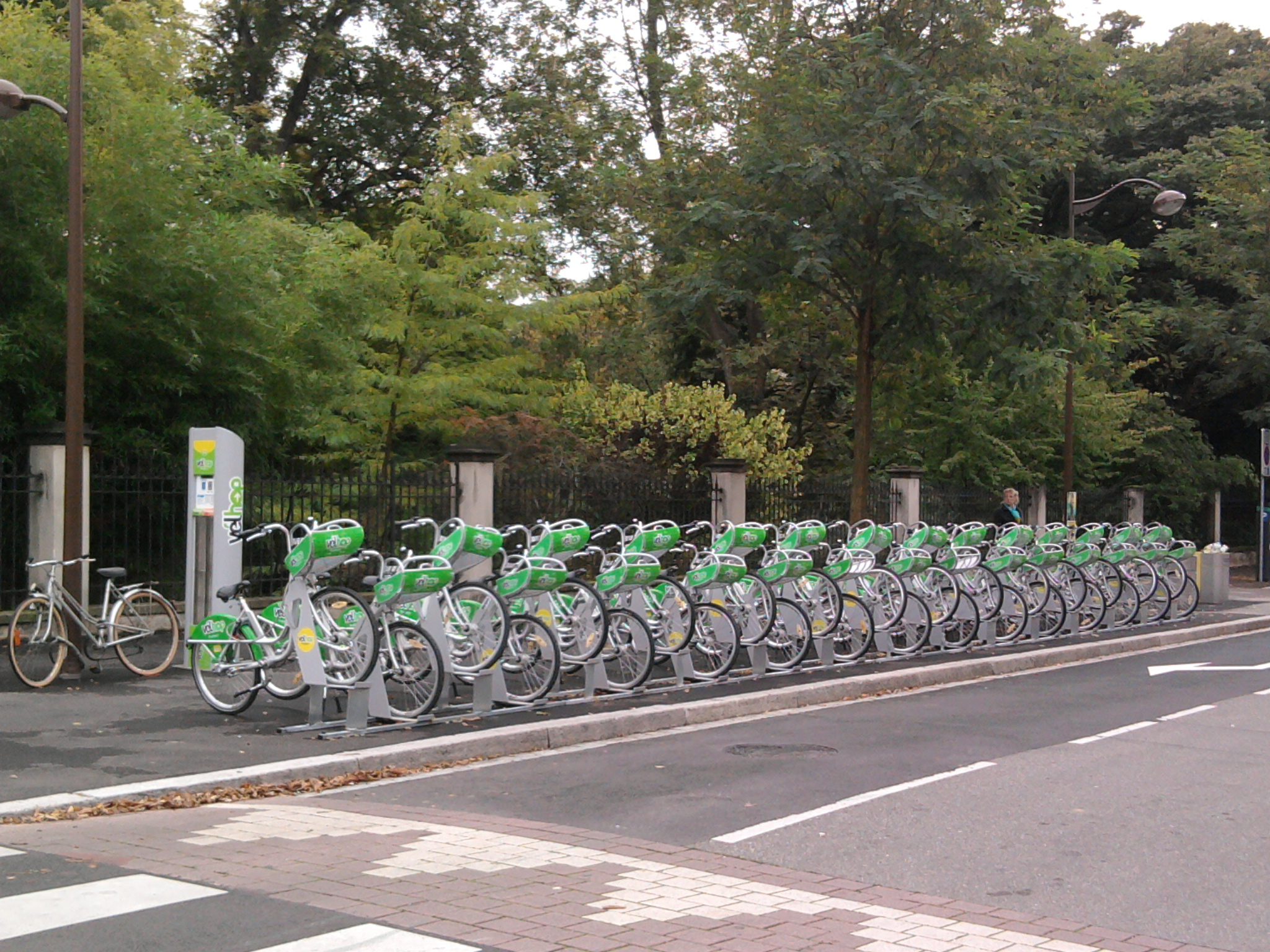
Station Vélhop.

Située à la jonction des deux EuroVelo routes EV5 et EV15, Strasbourg possède le premier réseau cyclable de France et l'un des plus importants d'Europe avec 560 kilomètres de pistes et bandes cyclables en 2017.
Dès 1869, la municipalité strasbourgeoise édite un arrêté sur l'usage du vélo, complété par une réglementation détaillée en 1892. La première piste cyclable de la ville, reliant le cimetière Sainte-Hélène à la place du Faubourg de Pierre, est réalisée en 1930. Un « schéma directeur vélo » est adopté en 1978. Dix ans plus tard, la ville compte 100 kilomètres de pistes cyclables. D'autres plans d'action en faveur du vélo sont adoptés en 1994 puis en 2010.
Strasbourg est reliée à Rotterdam, au nord, et à Andermatt en Suisse, au sud, par la véloroute Rhin (EuroVelo 15). Une jonction directe au réseau allemand s'effectue par la passerelle des deux rives empruntée par une piste européenne transfrontalière de près de 60 kilomètres de long qui relie Molsheim, sur la véloroute du vignoble d'Alsace, à Offenbourg, étape du « Drei Täler Radweg » sur la Route des Vins badoise, en longeant le canal de la Bruche. Une autre piste revêtue de longueur similaire, partie intégrante de l'EV5 (Via Francigena de Londres à Rome/Brindisi), entre dans l'agglomération par le canal de la Marne au Rhin depuis la sortie du tunnel d'Arzviller à proximité du plan incliné de Saint-Louis-Arzviller via Saverne. À Strasbourg, l'EV5 croise l'EV15 (véloroute Rhin) et quitte la capitale européenne vers l'ouest par la voie verte du canal de la Bruche pour rejoindre la véloroute du vignoble d'Alsace à Soultz-les-Bains. Quant à l'EuroVelo 15, elle quitte la ville par le sud sur le chemin de halage du canal du Rhône au Rhin pour rejoindre la Suisse par Bâle.
Le principal itinéraire cyclable de l'agglomération est la Piste des Forts. Celle-ci propose un parcours de 85 kilomètres, de part et d'autre du Rhin, permettant de découvrir l'ancienne ceinture de forts construite durant l'annexion de l'Alsace-Lorraine.
La ville s'est dotée d'infrastructures adaptées et compte aujourd'hui plus de 7 700 arceaux. Strasbourg compte également plusieurs parkings à vélos répartis en son centre. Le plus grand d'entre eux, couvert et sécurisé, est situé près de la gare et compte 760 places.
Inauguré le 23 septembre 2010, l'Eurométropole propose un service de location de vélos, le Vélhop. Basé sur la technologie Smoove et géré par la Compagnie des transports strasbourgeois (CTS), il permet de louer une bicyclette pour une courte (heure, journée) ou longue durée (semaine, mois, trimestre, année). Ne permettant pas de trajets occasionnels d'une station à une autre, le Vélhop n'est pas un service de vélos en libre-service.
Enfin, la Fédération française des usagers de la bicyclette (FUB), qui fédère plus de 170 associations locales de promotion du vélo en tant que mode de transport au quotidien, s'est implantée à Strasbourg à sa création en 1980.

### Morphologie urbaine

#### Tissu urbain

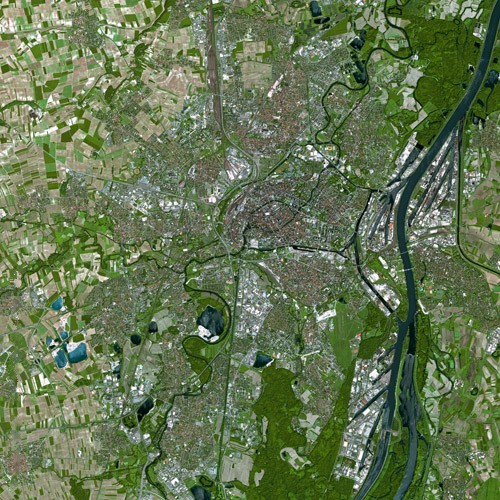
Strasbourg vue par le satellite SPOT.

Le centre historique de Strasbourg, qui occupe la Grande Île, se caractérise par des rues étroites typiquement médiévales, notamment autour de la cathédrale Notre-Dame et dans le quartier de la Petite France. Le secteur allant de la cathédrale à la place Broglie et jusqu'à la place Gutenberg est néanmoins encore marqué par le plan en damier datant de l'époque romaine dont le cardo decumanus se croise rue des Hallebardes et rue du Dôme. Au nord, le vaste quartier de la Neustadt construit entre 1880 et 1914 s'étend de la gare centrale jusqu’aux bassins du port. Il est irrigué par de larges avenues rectilignes qui débouchent sur des zones moins denses, notamment sur le quartier du Conseil des XV dont les premières constructions remontent au début du XXe siècle. Le sud-est est occupé par le quartier de la Krutenau, l'un des plus anciens de la ville. Un peu plus à l'est se trouve le quartier de l'Esplanade. Construit à partir des années 1960 pour faire face à la poussée démographique, il est essentiellement composé de grands immeubles (plus de dix étages) ce qui en fait le plus dense de la ville. Ce quartier accueille le campus central de l'université.
Les quartiers centraux sont entourés par la « ceinture verte ». Il s'agit de l'ancienne zone non ædificandi qui faisait partie des défenses de la ville. Les constructions y sont limitées à 20 % de surface bâtis au sol (les routes, autoroutes et voies ferrées ne sont cependant pas considérées comme des constructions).
À l'ouest et au nord, les quartiers de Cronenbourg, Koenigshoffen et La Robertsau ont conservé leur aspect d'anciens faubourgs.
Au sud, les habitations de densité moyenne prédominent, comme dans le quartier de Neudorf. Les habitations les plus récentes sont réparties dans l'agglomération, mais aussi au sein de la commune, notamment dans les quartiers sud et sud-est de la ville Danube, Rives de l'Étoile et Porte de France. Dans les quartiers ouest et sud-ouest, on retrouve la plupart des logements sociaux de la ville construits dans les années 1960 et 1970 sous la forme de grands ensembles : cité Nucléaire à Cronenbourg, Hautepierre, Koenigshoffen, Montagne Verte, Elsau et Neuhof.
La ville compte deux zones industrielles : la plaine des Bouchers au sud-ouest et le Port du Rhin sur toute sa frange est.
Afin d'améliorer la desserte du Port du Rhin et du pont de l'Europe, la route du Rhin (RN4) a été réaménagée en avenue. Elle doit permettre à terme de désengorger le trafic des poids lourds sur cet axe majeur et ainsi contribuer à créer une nouvelle centralité transfrontalière en désenclavant le quartier du Port du Rhin. L'objectif principal étant de paysager l'entrée en France depuis l'Allemagne. De l'habitat plus dense devrait donc apparaître, et connecter la ville aux franges du Rhin.

#### Quartiers

Les 15 quartiers administratifs de Strasbourg.

Strasbourg compte 15 quartiers « fonctionnels ». Ces 15 quartiers ont vu le jour en 2013 après que la ville décida d'affiner le découpage des quartiers, qui comportait au départ 10 quartiers calqués sur les cantons de la ville, formant des regroupements de plusieurs véritables quartiers.
1. Bourse - Esplanade - Krutenau ;
2. Centre-ville ;
3. Gare - Tribunal ;
4. Orangerie - Conseil des XV ;
5. Cronenbourg ;
6. Hautepierre - Poteries ;
7. Koenigshoffen ;
8. Montagne Verte ;
9. Elsau ;
10. Meinau ;
11. Neudorf - Musau ;
12. Port du Rhin ;
13. Neuhof 1 ;
14. Neuhof 2 comprenant le Stockfeld et la Ganzau ;
15. Robertsau - Wacken (dont le quartier européen).

#### Architecture

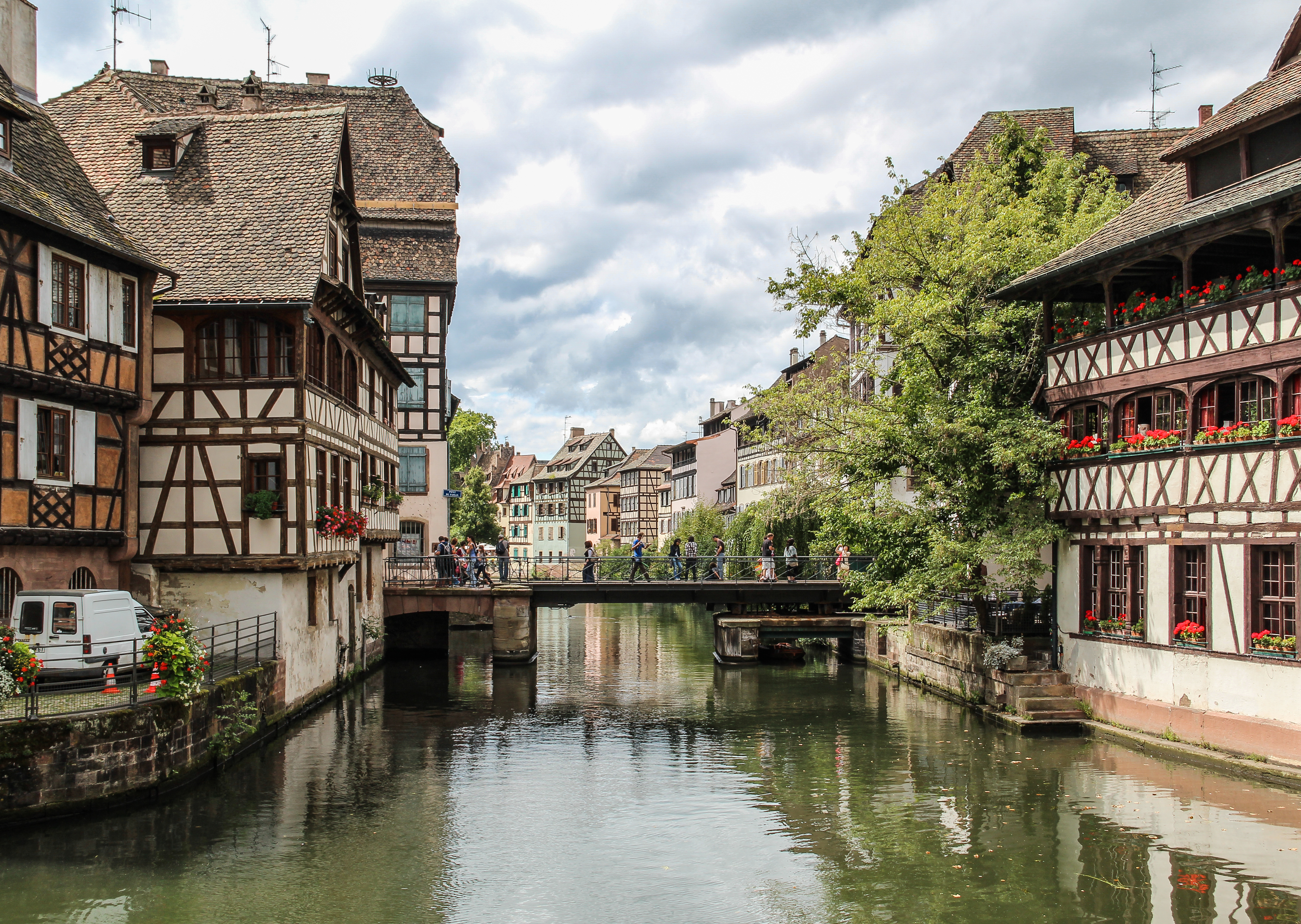
Maisons à colombages dans le quartier de la Petite France.

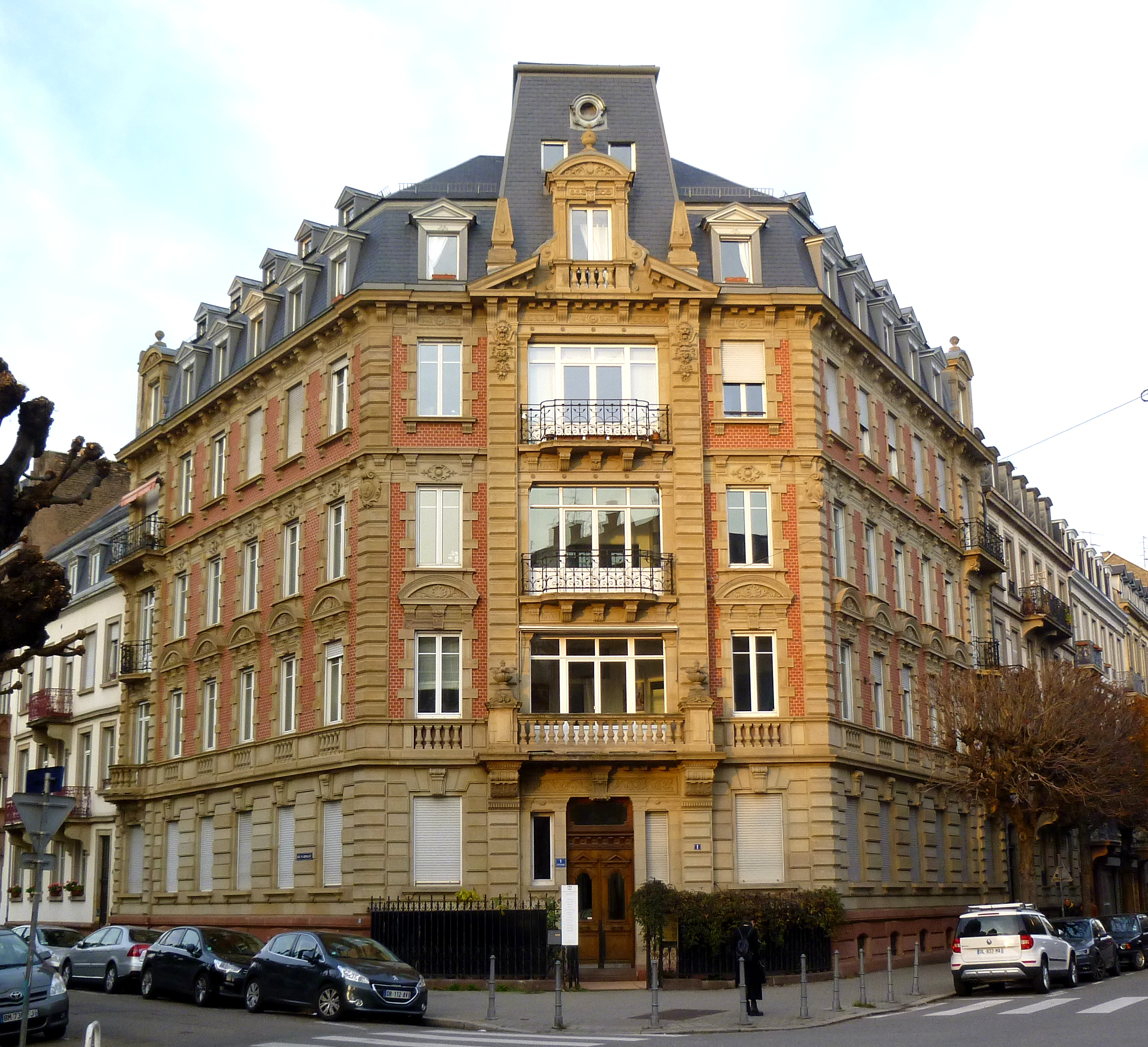
Immeuble de la Neustadt près de la station de tram Gallia

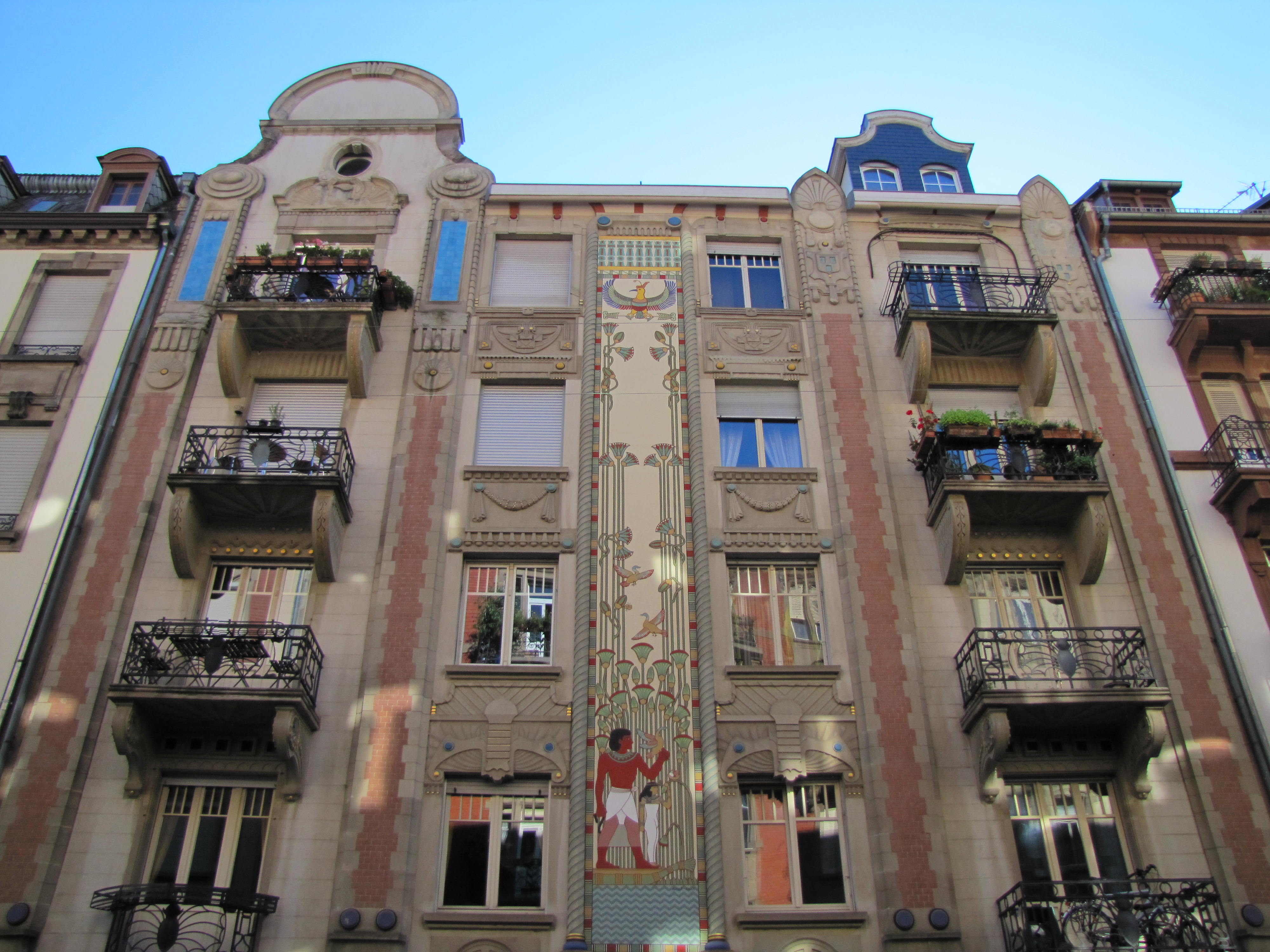
La « maison égyptienne », art nouveau, dans la Neustadt.

L'architecture est une spécificité intéressante de la ville, car elle est profondément biculturelle. Le centre historique regroupe de nombreuses maisons à colombages, notamment dans le quartier de la Petite France, aux abords de l'hôpital civil (quartier du Finkwiller) et de la cathédrale. Ces maisons ont été construites pour la plupart entre le XVIIe et le XVIIIe siècle ; les plus emblématiques sont la maison Kammerzell et la maison des tanneurs. D'autres courants architecturaux sont représentés par certains bâtiments remarquables : la Renaissance avec le Neue Bau et le Classicisme avec le palais Rohan et l'Aubette. À partir de l'arrivée de Louis XIV, Strasbourg reprend certains codes architecturaux français, notamment la construction d'hôtels particuliers : l'hôtel de Hanau (actuel hôtel de ville, place Broglie), l'hôtel de Deux-Ponts, le palais épiscopal, l'hôtel de Klinglin (actuelle résidence du préfet).
Le grès rose des Vosges est l'une des pierres les plus utilisées, du fait de sa proximité géographique. On le retrouve donc sur de nombreux monuments, et notamment sur la cathédrale. La couleur de cette pierre est cependant très variable. Ainsi, l'église Saint-Paul utilise un grès pâle, tandis que l'Aubette présente une teinte très marquée. Le grès des Vosges est cependant une pierre très friable qui nécessite une attention régulière.
Entre 1880 et 1914, le quartier allemand, dit de la Neustadt (« nouvelle ville » en allemand) est construit. Il forme un ensemble particulièrement homogène à prédominance résidentielle et au style typiquement germanique (wilhelmien). Les architectes allemands reprennent de nombreux codes esthétiques : néo-renaissance pour le palais du Rhin (ancien palais impérial), néo-gothique pour l'hôtel des Postes, néo-classique pour le campus historique ; on note aussi la présence d'immeubles Art nouveau (notamment allée de la Robertsau, à l'intersection des rues Foch et Castelnau ou encore le palais des Fêtes) qui font de Strasbourg l'un des centres de cette architecture (Jugendstil allemand). Strasbourg est aussi la seule ville avec Metz qui a gardé une trace de l'architecture monumentale allemande du XIXe siècle à travers la place de la République (palais du Rhin, préfecture, trésorerie générale, bibliothèque nationale et universitaire et théâtre national). Les immeubles résidentiels utilisent généralement la pierre de taille (pour le rez-de-chaussée et les ornements) associée à la brique (rouge ou ocre, pour le reste de la façade). Le grès rose est lui aussi couramment utilisé pour certaines parties.

### Logement
En 2014, Strasbourg compte 26 181 bâtiments. La ville possède 3 250 bâtiments soit 12,4 % du total tandis que l’État en détient 325 soit 1,2 %. Parmi ces 26 181 bâtiments, 44,6 % appartiennent à des copropriétés, 722 immeubles sont détenus par des SCI, 95 par des compagnies d'assurances et 78 par des banques. L'ensemble de ces 26 181 bâtiments est estimé à 28 milliards d'euros.
En 2005, la commune de Strasbourg comptait 135 340 logements. Par rapport à 1999, le nombre de logements a augmenté de 1,9 % alors que le nombre de ménages a grimpé de 6,8 % sur cette même période. Néanmoins, Strasbourg compte plus de 9 % de logements vacants.
Selon le recensement complet de 1999, la ville compte 87,9 % de résidences principales contre seulement 0,4 % de résidences secondaires. Les logements individuels représentent 6,6 % du parc immobilier, ce qui est très faible comparé à des villes comme Bordeaux (26,9 %) ou Nantes (23,4 %) mais supérieur à Lyon (3,3 %). La ville se caractérise aussi par l'importance des logements anciens puisque 35,5 % d'entre eux ont été construits avant 1949. En revanche, les logements construits après 1990 ne représentent que 8,9 % du parc. Enfin, les logements strasbourgeois sont essentiellement de grande taille avec 38,3 % de 4 pièces et plus.
Entre 1999 et 2005, la part des propriétaires a légèrement augmenté en passant de 24 % à 26 %, mais reste relativement faible. La part des locataires s’établit à 71 %.
Les logements sociaux représentent environ 22 % des logements. Parmi les 30 507 logements sociaux que compte la ville, 3,4 % d’entre eux sont vacants. Ces logements sont essentiellement des 3 pièces (37,6 %) et des 4 pièces (31,0 %). On dénombre en revanche peu de petits appartements (studios et 1 pièce).

### Projets d'aménagement
Le développement de la ville s'appuie sur plusieurs grands projets urbains, notamment :

#### Aménagement des Fronts de Neudorf et des Deux-Rives

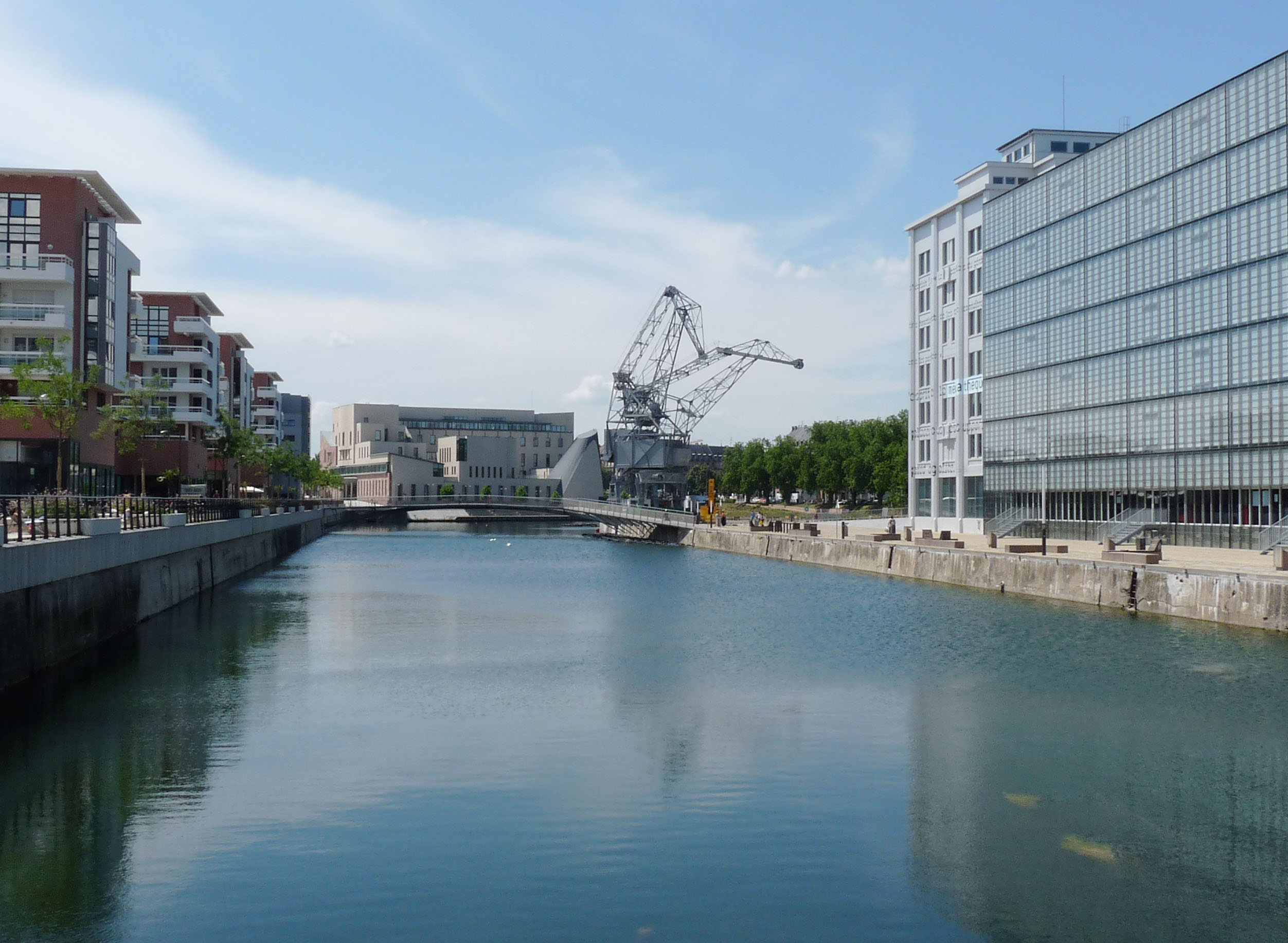
Le nouveau quartier Fronts de Neudorf articulé autour du centre commercial Rivetoile, du cinéma multiplexe UGC Ciné-Cité Étoile, du môle Seegmuller et de la médiathèque André Malraux.

Depuis les années 1990, la ville envisage la requalification des anciennes zones portuaires situées aux abords de la place de l’Étoile.
Lancé en 2011, le projet d'aménagement urbain « Deux-Rives » consiste à urbaniser l'axe Strasbourg - Kehl soit environ 7 km du Heyritz jusqu'au Port du Rhin. Selon la municipalité, cela devrait permettre d'ouvrir Strasbourg « à 360° ». Il s'agit d'un projet urbain de grande ampleur concernant près de 250 hectares et visant à la construction de 9 000 logements. L'opération est articulée autour de l’extension de la ligne D du tramway de Strasbourg vers Kehl qui est inaugurée le 28 avril 2017. À cette occasion, un nouveau pont sur le Rhin est mis en service. Dans ce projet, on trouve notamment l'aménagement du quartier du Heyritz, la construction de l'écoquartier Danube ou la requalification du quartier du Port du Rhin avec le lancement d'un concours d'urbanisme pour les anciennes emprises douanières de Kehl et Strasbourg. La réalisation est échelonnée de 2012 à 2025.
La presqu'île André Malraux, ou se trouvait l'ancien Armement Seegmuller, constitue le cœur du projet « Deux-Rives ». Celui-ci comprend, entre autres, la construction de trois tours de 55 mètres de haut, baptisées « Black Swans », dont la réalisation a été confiée à l'architecte Anne Demians fin 2012 (les travaux se déroulent de 2014 à 2018), la construction d'une tour à énergie positive (la tour Elithis Danube) et l'aménagement de l'espace urbain.
Parmi les équipements urbains déjà réalisés, citons : la création du parc du Heyritz, le réaménagement de la place de l’Étoile et de la route du Rhin, la construction de la Cité de la musique et de la danse, le centre commercial Rivetoile, le cinéma multiplexe UGC Ciné Cité Strasbourg Étoile, la médiathèque André Malraux ainsi que la réhabilitation de la tour Seegmuller en « Maison universitaire internationale », et d'un ancien bâtiment portuaire comportant logements, commerces et un lieu consacré à la culture numérique, le Shadok.

#### Aménagement de «l'Archipel» (ancien projet «Wacken-Europe»)
Le projet comprend la construction d'un nouveau parc des expositions (PEX), la rénovation et l'agrandissement du palais de la musique et des congrès (PMC), la construction d'un nouveau théâtre du Maillon mais principalement la réalisation d'un quartier d'affaires à la place de l'ancienne patinoire et d'anciens halls du parc des expositions.
Le nom initial du projet, « Wacken-Europe », est changé pour celui d'« Archipel » en mars 2017.
L'extension et la restructuration du palais de la musique et des congrès est achevée en 2016. Le quartier d'affaires comprendra 45 000 m2 de bureaux, 30 000 m2 pour les institutions européennes, 18 000 m2 de logements, 2 000 m2 de commerces, 10 000 m2 pour les équipements hôteliers ainsi que plusieurs parkings. Les travaux, réalisés en plusieurs lots, s'échelonneront jusqu'en 2022,. Le premier occupant du quartier, Adidas France, s'y installe en avril 2018.
Le nouveau parc des expositions, conçu par l'architecte japonais Kengo Kuma, est livré en septembre 2022.
Le club de basket-ball SIG Strasbourg souhaite également agrandir et transformer sa salle, le Rhénus Sport. Celle-ci passerait de 6 000 à 8 000 places et comprendrait aussi 6 000 m2 de surfaces commerciales.

#### Aménagement de la gare basse
Le projet d'aménagement de la gare basse de Strasbourg se tient à un horizon plus lointain ; 2025, car c'est le délai que la SNCF estime nécessaire pour déplacer toutes les installations ferroviaires de cette partie de la gare. À cette échéance, la ville souhaite aménager ce secteur pour permettre l'ouverture à 360° de la gare. Un quartier d'affaires prendra place sur ces emprises, en lien direct avec la LGV Rhin-Rhône et la LGV Est européenne. Toutefois, en 2014, ce projet est au point mort. En 2019, le maire Roland Ries laisse entendre que l'« ouverture de la gare à 360° » pourrait se faire après la mise en service du contournement ouest de Strasbourg (A355) et la requalification de l'autoroute A35 en boulevard urbain.

### Forêts et espaces verts

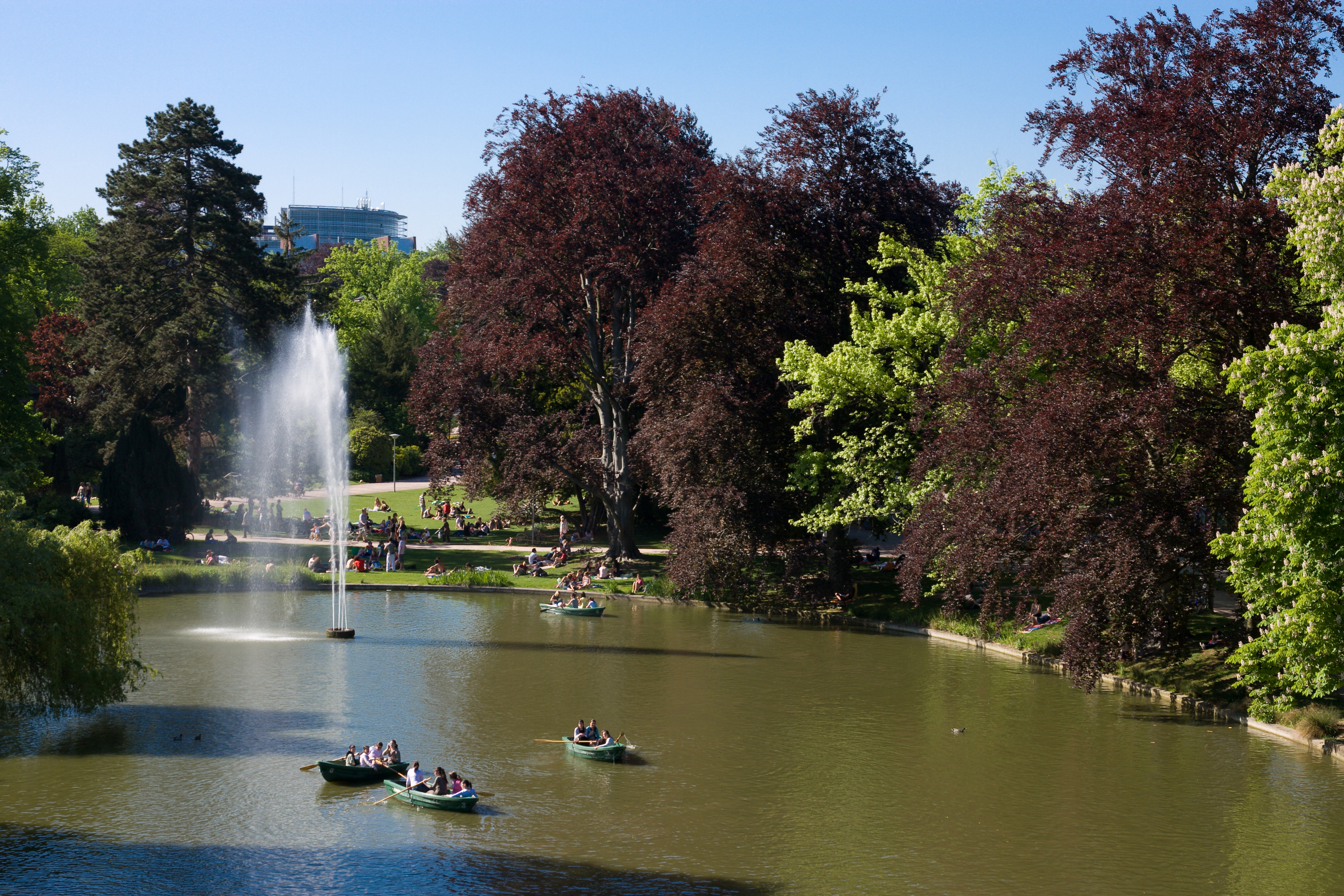
Le parc de l'Orangerie.

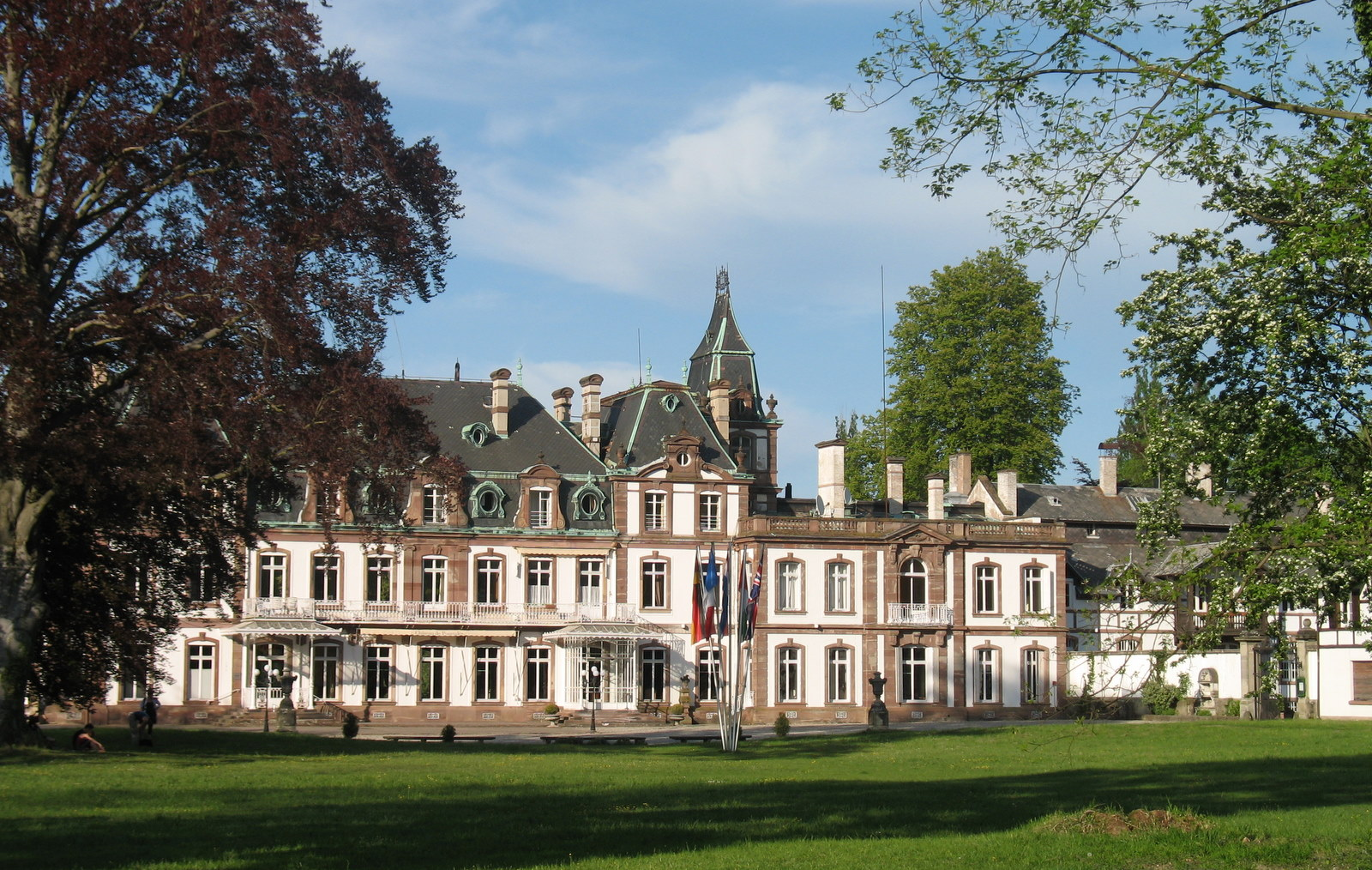
Le château de Pourtalès et son parc, dans le Quartier de la Robertsau.

Le Nord-Est et le Sud-Est de la commune sont couverts de vastes forêts : la forêt de la Robertsau (493 hectares) et la forêt du Neuhof (797 hectares). Elles sont les vestiges de l'ancienne luxuriante forêt rhénane qui occupait tout le lit majeur du Rhin, fleuve tumultueux et sauvage jusqu'au XIXe siècle. Cette forêt présentait une vitalité et une richesse en espèces remarquables, abritant une avifaune très diversifiée. Si l'endiguement et les aménagements successifs du fleuve l'ont fortement réduite, elle conserve son caractère de zone humide et abrite, dans la partie sud du quartier du Port du Rhin, la réserve naturelle de l'île du Rohrschollen. Elle demeure un terrain d'élection pour la LPO. En outre, le programme « Rhin vivant » dans le cadre du projet « LIFE Nature conservation et restauration des habitats naturels de la bande rhénane » a été lancé avec l’objectif de restaurer les écosystèmes rhénans.
En 2016, le domaine public de la ville compte 80 313 arbres. Près de 5 000 spécimens ont été plantés entre 2013 et 2015.
Par ailleurs, la ville compte 324 hectares de parcs et de jardins dont le plus réputé est le parc de l'Orangerie. Situé face au palais de l'Europe, il comporte des attractions telles qu'une mini-ferme, un élevage de cigognes et s'agrémente d'un lac avec une cascade romantique ainsi que d'un pavillon construit en 1804 en l'honneur de l'impératrice Joséphine. Il couvre une superficie de 26 hectares. L’Orangerie comportait également un zoo mais ce dernier est fermé en 2022 sur décision unilatérale de la municipalité écologiste.
Le jardin botanique possède quant à lui des origines très anciennes. Le premier jardin botanique de la ville est créé en 1619 puis transformé en cimetière en 1870 après le siège de la ville par les Allemands. Le jardin actuel, situé à l'arrière du palais universitaire, a été inauguré en 1884 pour les étudiants de la faculté de médecine et de pharmacie. Il regroupe 6 000 espèces réparties sur une surface de 3,5 hectares.
Très original puisque situé sur les vestiges de la citadelle de Vauban construite en 1681 à l'Esplanade, le parc de la Citadelle s'étend sur 12,5 hectares. Plus conventionnel, le parc du Contades créé au XVIIIe siècle par le maréchal de Contades est d'abord une promenade arborée extérieure à la ville. Aujourd'hui, il fait partie intégrante de la Neustadt et couvre 7,9 hectares.
De nombreuses places de la Neustadt comportent un jardin central, caractéristique typiquement germanique.
Situé à La Robertsau, aux abords de la forêt, le parc de Pourtalès est un espace de 24 hectares entourant le château du même nom qui abrite notamment une collection de sculptures contemporaines. Une grande partie des berges est également aménagée, notamment dans le centre, à la Montagne Verte, à la Robertsau et à la Meinau.
Le nouveau quartier des Poteries situé à l'ouest de Strasbourg a été aménagé autour du parc du même du nom, de conception très contemporaine, inauguré en 1995.
Le jardin des Deux Rives, ancien parc du Rhin, est quant à lui un parc transfrontalier situé de part et d'autre du Rhin, en partie sur la commune de Kehl. La superficie de sa partie française est d'environ 25 hectares. Les deux rives du Rhin sont reliées par la passerelle piétonne Mimram.
En 2003, la place de l’Étoile a été réaménagée pour devenir un parc. Non loin de là, le nouveau parc du Heyritz a été inauguré en 2014.
Enfin Strasbourg est la première ville en France à soutenir un projet de jardin partagé en permaculture sur 80 ares dans le quartier de Koenigshoffen,.
Strasbourg a également été récompensée par deux fleurs au palmarès 2007 du concours des villes et villages fleuris et a obtenu sa troisième fleur en 2013,.
La ville de Strasbourg est aussi propriétaire des forêts du Hohwald (880 hectares), du Herrenwald près de Brumath (188 hectares), de l'Oedenwald près de Cosswiller (1 001 hectares) et de l'Elmerforst près de Balbronn (362 hectares).

## Histoire

### Préhistoire et Antiquité
De nombreux objets du Néolithique, de l’âge du bronze et de l’âge du fer ont été retrouvés lors de fouilles archéologiques. Mais c’est des environs de 1300 av. J.-C. que date l’installation durable de peuples protoceltes.
Vers la fin du IIIe siècle av. J.-C. le site est devenu une bourgade celte du nom d’Argentorate, dotée d’un sanctuaire et d’un marché. Grâce à d’importants travaux d’assèchement, les maisons sur pilotis cèdent leur place à des habitations bâties sur la terre ferme.
Les Romains arrivent en Alsace en 58 av. J.-C. et s’installent sur le site de Strasbourg. En 12 av. J.-C. la ville devient un camp militaire fortifié (castrum) positionné sur le limes du Rhin faisant partie des forts de Drusus. Au fil du temps, la ville va prendre de l’importance. Promue colonie militaire, Argentorate est déjà un carrefour commercial important et aux alentours de l’an 20 la population est estimée à près de 10 000 habitants, armée romaine incluse. La ville reste néanmoins essentiellement militaire et donc totalement dépendante de cette activité. Au cours des IIe et IIIe siècles, avec l’agrandissement de l’Empire romain, Argentoratum va servir de base de repli pour les troupes romaines installées en Germanie. Mais en 260, les légions quittent la Germanie et Strasbourg redevient une ville frontière.
À son apogée la ville romaine est constituée du castrum dans l'angle nord-est de la Grande Île, entre la place Broglie, la rue du vieux marché aux vins et les deux bras de l'Ill. Elle est prolongée par de vastes faubourgs qui se poursuivaient de manière rectiligne (avant les dévoiements du XIXe siècle pour les voies ferrées) sur la route des Romains (nommée route de Pierre jusqu'en 1911). L'analogie entre la route de Pierre et la rue du Faubourg de Pierre n'est pas un hasard : elles correspondaient dès le Haut Moyen Âge aux deux routes pavées romaines. Cette première enceinte va constituer le noyau pré-urbain de la future ville.
En 355, la ville est saccagée par les Alamans, mais dès 357, Julien reconquiert la ville après une victoire décisive lors de la bataille d'Argentoratum. En 406 les Germains envahissent à nouveau la Gaule. Argentorate repasse sous administration romaine sous le terme d'un « comes argentoratum » pour un demi-siècle. En 451, la ville est complètement détruite (à l'instar de dizaines d'autres villes telles que Metz) par Attila.

### Moyen Âge

#### Ville épiscopale en développement
L'histoire est muette sur ce qui se passe entre 451 et la fin du Ve siècle. Il est probable que les restes de la chrétienté romaine y subsistent et y côtoient les Alamans qui s'installent dans la région. La cité est restaurée sous le nom de Strateburgum. Il semblerait que les Alamans, dans leur majorité, privilégient des implantations en campagne et évitent la ville. La transition linguistique entre le latin et l'alémanique dans la ville s'est faite très rapidement, du fait de l'apport important d'Alamans et du peu de gallo-romains restés sur place. Après une série de batailles, dont la plus connue est celle de Tolbiac en 496, les Francs finissent par prendre l'ascendant sur la gouvernance de la ville et de la région (coté Alsace mais pas coté suisse alémanique) vers 530. Ces derniers favorisent le développement de la ville, après la conversion de Clovis Ier au christianisme. En effet, elle est l’une des rares villes de la région à devenir le siège d'un évêque, véritable gouverneur de l’époque, à l'instar de Bâle plus au sud et de Cologne au nord.
En cette période de paix, la ville se développe à nouveau. Dès le VIIe siècle, sous l’impulsion de l’évêque Arbogast, une première cathédrale est édifiée à l’emplacement d’un ancien sanctuaire romain utilisé par les chrétiens depuis le IVe siècle (actuelle église Saint-Étienne).

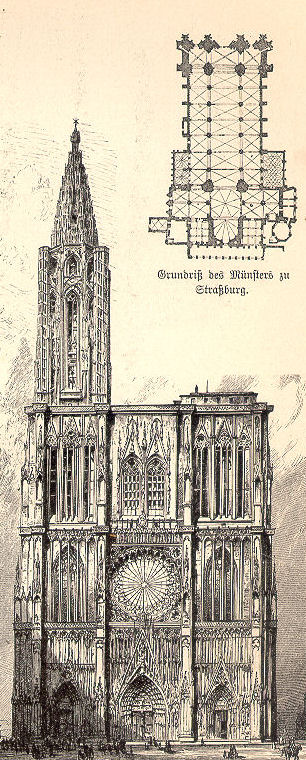
La cathédrale Notre-Dame.

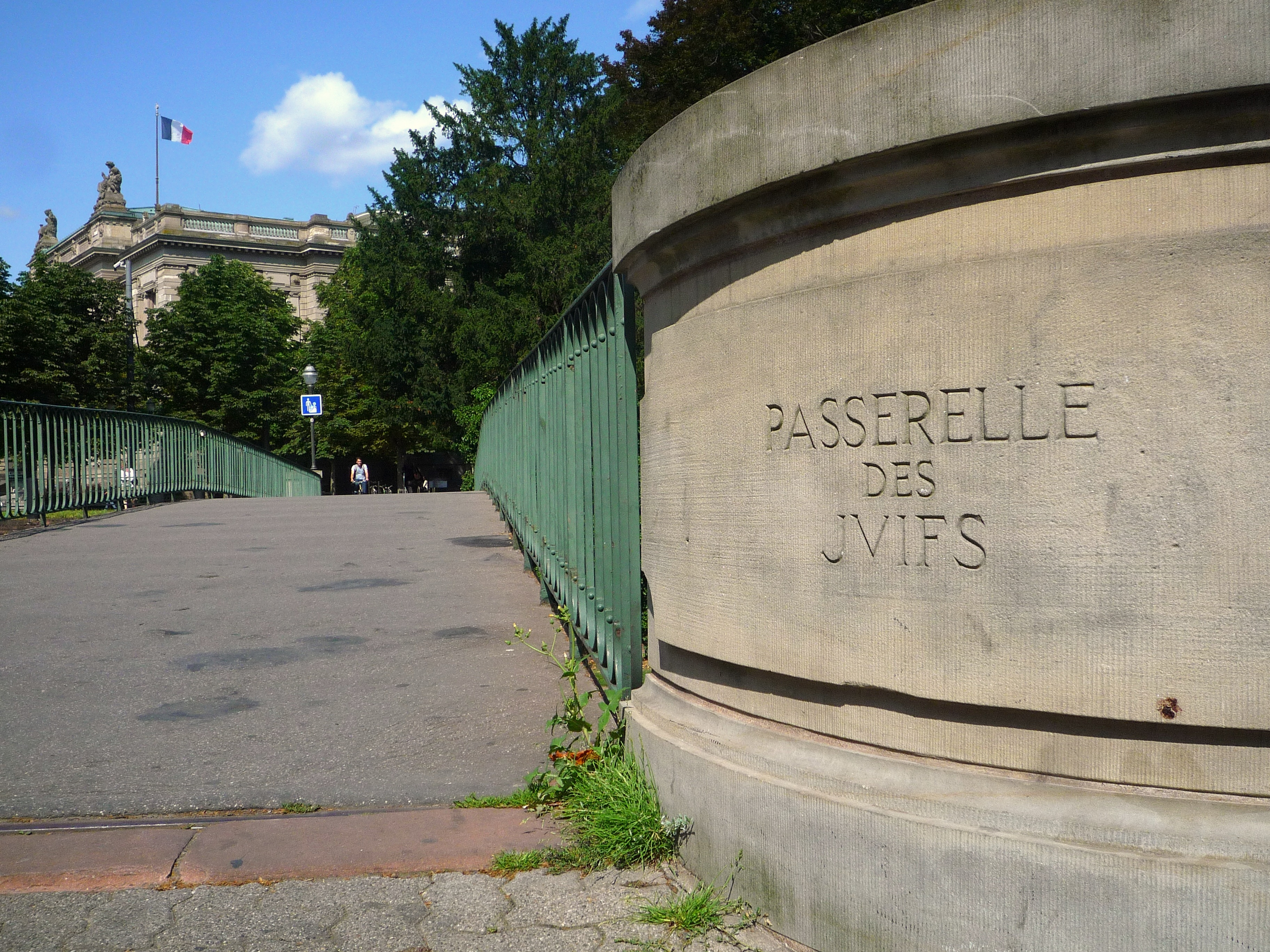
Passerelle des Juifs enjambant l'Ill.

Sous l’ère mérovingienne, Strasbourg devient ville royale mais reste de taille très modeste. Au VIIIe siècle, la ville compte plus de 1 500 habitants et dirige le duché d'Alsace ainsi que les deux comtés d'Alsace, allant de Haguenau jusqu'au-delà de Bâle ainsi qu’en Forêt-Noire. Les activités sont essentiellement agricoles mais on exporte déjà du vin, du blé et du bois de chêne vers l’Allemagne, les Pays-Bas, l’Angleterre et la Scandinavie. En 842, la ville accueille Charles II le Chauve et Louis II de Germanie qui s’allient contre leur frère Lothaire pour le partage de l’Empire légué par leur grand-père Charlemagne et prononcent les Serments de Strasbourg, le plus ancien texte rédigé en langue romane (ancêtre du français, entre autres) et en langue tudesque (ancêtre de l’allemand).
En 843, le traité de Verdun attribue Strasbourg à Lothaire. Mais peu après sa mort, en 870, la ville revient à Louis le Germanique. En 962, Otton le Grand fonde le Saint-Empire romain germanique et Strasbourg va connaître une période d’expansion.
Au cours du Xe siècle, les enceintes romaines sont réfectionnées et la construction d’une nouvelle cathédrale débute en 1015. Au XIIe siècle de nouvelles enceintes fortifiées et un hôpital voient le jour tandis que la construction de l'actuelle cathédrale débute en 1180 tout en conservant le cœur roman de l'ancienne. En seulement deux siècles, la ville passe de 3 000 à 10 000 habitants et devient l’une des plus grandes villes du Saint-Empire.

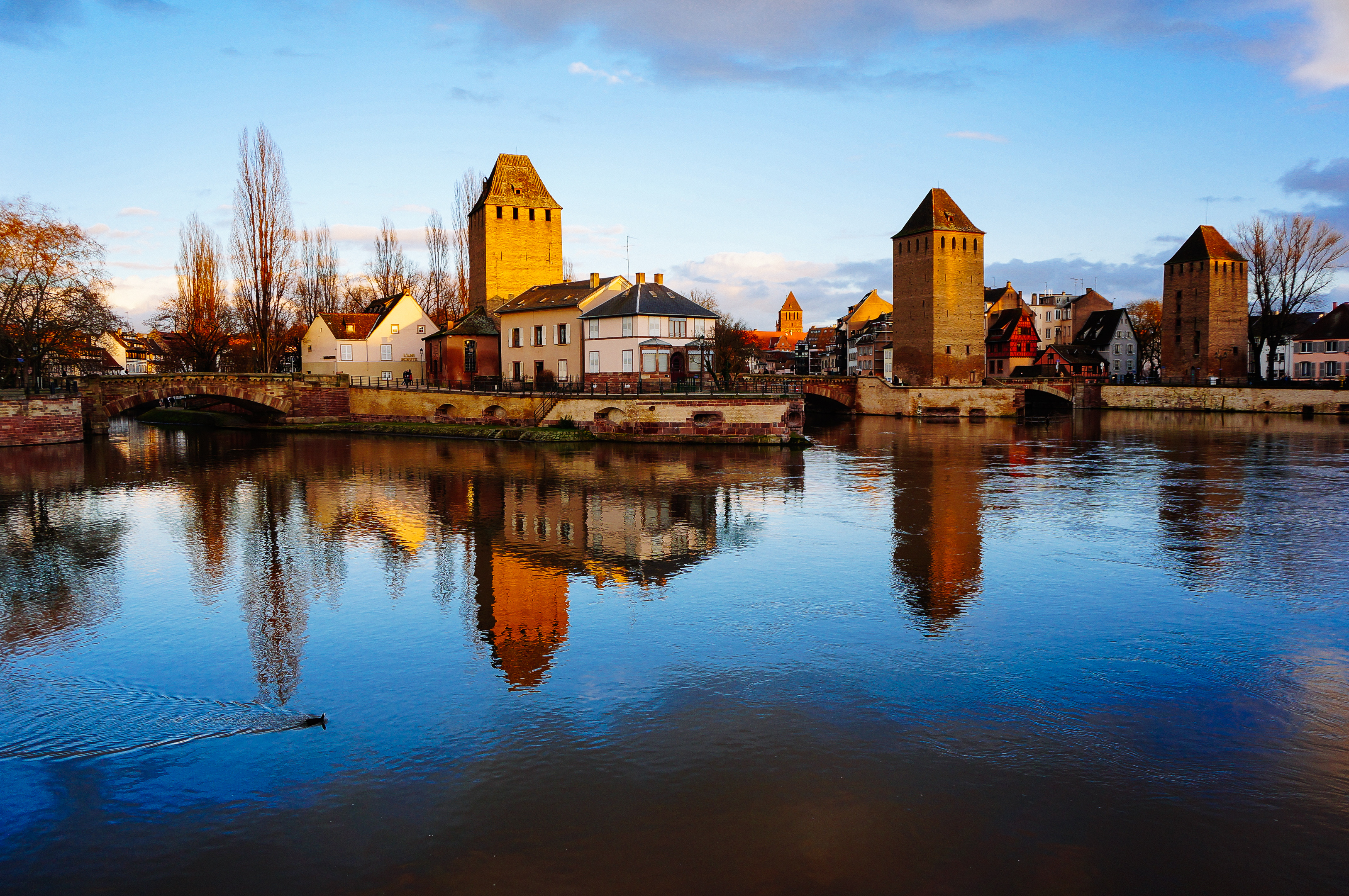
Les ponts couverts du XIIIe siècle.

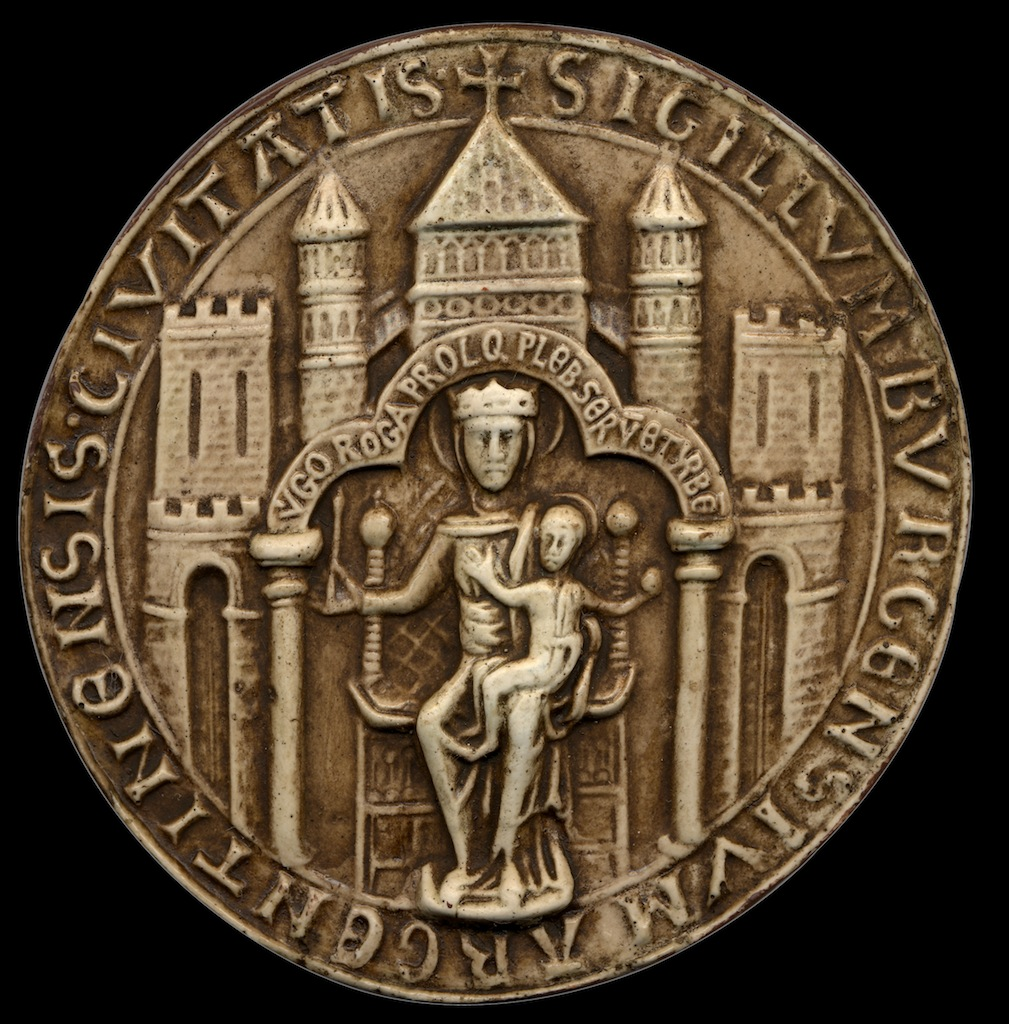
Grand sceau des bourgeois de Strasbourg, 1201.

L'enceinte fortifiée est agrandie aux XIIe et XIIIe siècles et le système défensif des ponts couverts édifié. Les quatre tours actuelles faisaient partie des remparts (qui comptaient quatre-vingts tours) et étaient reliées par des ponts couverts d'une toiture en bois, disparue au XVIIIe siècle. Elles abritaient les corps de garde mais servaient aussi de prison.
En 1201, Philippe de Souabe élève Strasbourg au rang de ville libre. Peu après, en 1220, naît le conseil municipal. Il est alors chargé de fonctions jusque-là attribuées au clergé, notamment l’administration et la justice. La bourgeoisie acquiert une autonomie remarquable vis-à-vis du pouvoir épiscopal. Mais en 1260, Walter de Geroldseck est élu évêque de Strasbourg et exige qu’on lui restitue les pleins pouvoirs. Très vite, une guerre éclate entre les Strasbourgeois et l’armée épiscopale. En 1262, le prélat est vaincu à la bataille de Hausbergen, par les troupes strasbourgeoises, bien aidées par Rodolphe Ier du Saint-Empire.
Strasbourg tombe alors entre les mains des plus grandes familles nobles de Strasbourg dont les rivalités incessantes, ainsi que leur mépris des bourgeois, finissent par agacer et en 1332 une guerre civile éclate. Le pouvoir revient alors à la classe marchande.
Au milieu du XIVe siècle, la peste envahit toute l’Europe et atteint Strasbourg. Comme dans de nombreuses villes, les juifs sont accusés d’avoir empoisonné les puits. Lors du pogrom de Strasbourg le 14 février 1349 près de 2 000 juifs sont brûlés vifs pour ce motif ou pour spolier leurs biens, notamment à la passerelle des Juifs qui enjambe un bras de l'Ill, près de la porte des Juifs de l'ancienne enceinte de la ville conduisant au cimetière près de l'actuelle place de la République, dans ce pogrom de Strasbourg appelé aussi « massacre de la Saint-Valentin »,,.

#### Les Hospitaliers
En 1371, le banquier Rulman Merswin fonde la « maison de l’Îsle-Verte » destinée à devenir un ermitage pour des laïques désireux de vivre une vie authentiquement évangélique au cœur de la cité. Il rachète le couvent aux Trinitaires pour le confier aux Hospitaliers de l’ordre de Saint-Jean de Jérusalem.
La commanderie devient un des hauts-lieux de la mystique rhénane où l’empereur du Saint-Empire romain germanique, Maximilien 1er d’Autriche séjournera à plusieurs reprises entre 1492 et 1507, et qui hébergea aussi des légats pontificaux de passage à Strasbourg.
L’ensemble était constitué d’une église, d’une grange, d’écuries et de divers bâtiments à usage de logements. En 1520 est érigé un petit hôpital pour syphilitiques dont le bâtiment subsiste encore de nos jours.
La Commanderie Saint-Jean est évacuée le 16 janvier 1633 et les locaux fermés. En mars 1633, la démolition de la Commanderie est engagée. La majorité du mobilier est spoliée ou vendue. Malgré les efforts des Hospitaliers pour tenter de récupérer leur bien une fois la paix signée, le lieu reste à l’abandon. Il ne subsiste de cette époque que le petit pavillon de l’hôpital de 1547, avec sa façade ornée de fenêtres peintes en trompe-l'œil à la manière de Wendel Dietterlin.
La ville prend possession du terrain et des ruines de la Commanderie en 1687. Devant l’état désastreux des prisons médiévales qui se trouvent alors dans les tours des Ponts couverts, la municipalité engage la construction d’une maison de force et de correction en 1734. Celle-ci est remaniée en 1747. Au milieu du XXe siècle le bâtiment est totalement vétuste. Le sol carrelé s’effondre en de nombreux endroits, les murs suintent d’humidité, la peinture au plomb s’écaille…
Après restauration et restructuration des bâtiments pénitentiaires, effectués sous la direction des architectes Michel Moretti et Gérard Altorffer, Édith Cresson alors premier ministre annonce le 7 novembre 1991 le transfert de l’École nationale d’administration à Strasbourg.

#### Strasbourg, ville impériale libre
1262–1681
(419 ans)
Entités précédentes :
- Principauté épiscopale de Strasbourg

Entités suivantes :
- Royaume de France (province d'Alsace)

Affranchie du pouvoir épiscopal, Strasbourg est reconnue Ville libre d'Empire par Charles IV. En cette période de trouble politique, la cité va cependant accroître sa notoriété et de nombreux édifices y seront construits. Le commerce fluvial se développe sous l'égide de la corporation des bateliers, chargée de taxer les marchandises.
À la fin du XIVe siècle, un nouvel agrandissement de la ville est entrepris. Toute la cité se transforme en un véritable chantier d'églises et de couvents, fondés par des moines ou des familles nobles. De cet ensemble demeurent le cloître de l'église Sainte-Madeleine et celui de Saint-Pierre-le-Jeune ou la commanderie Saint-Jean. En 1439, après quatre siècles de construction, la flèche de la cathédrale Notre-Dame est achevée. Elle est alors le monument le plus haut de la chrétienté et symbolise la puissance de la ville.
Cinq ans plus tard, en 1444, Strasbourg compte 26 000 habitants — dont 10 000 réfugiés de la guerre de Cent Ans qui vivent extra muros — et peut lever, à tout moment, une armée de 4 500 hommes. Son enceinte fortifiée et son impressionnant dispositif d’artillerie en font une place fortifiée de tout premier plan. La ville est à son apogée. La ville sera jusqu'à la guerre de Trente Ans, l'un des grands centres du commerce des munitions de guerre (armes, armures, accessoires et poudre) en Europe. La cité en fabrique, mais en importe — principalement d'Allemagne — et en exporte dans la région, en France et en Allemagne. Une partie ne fait que transiter et est vendue aux foires de Lyon.

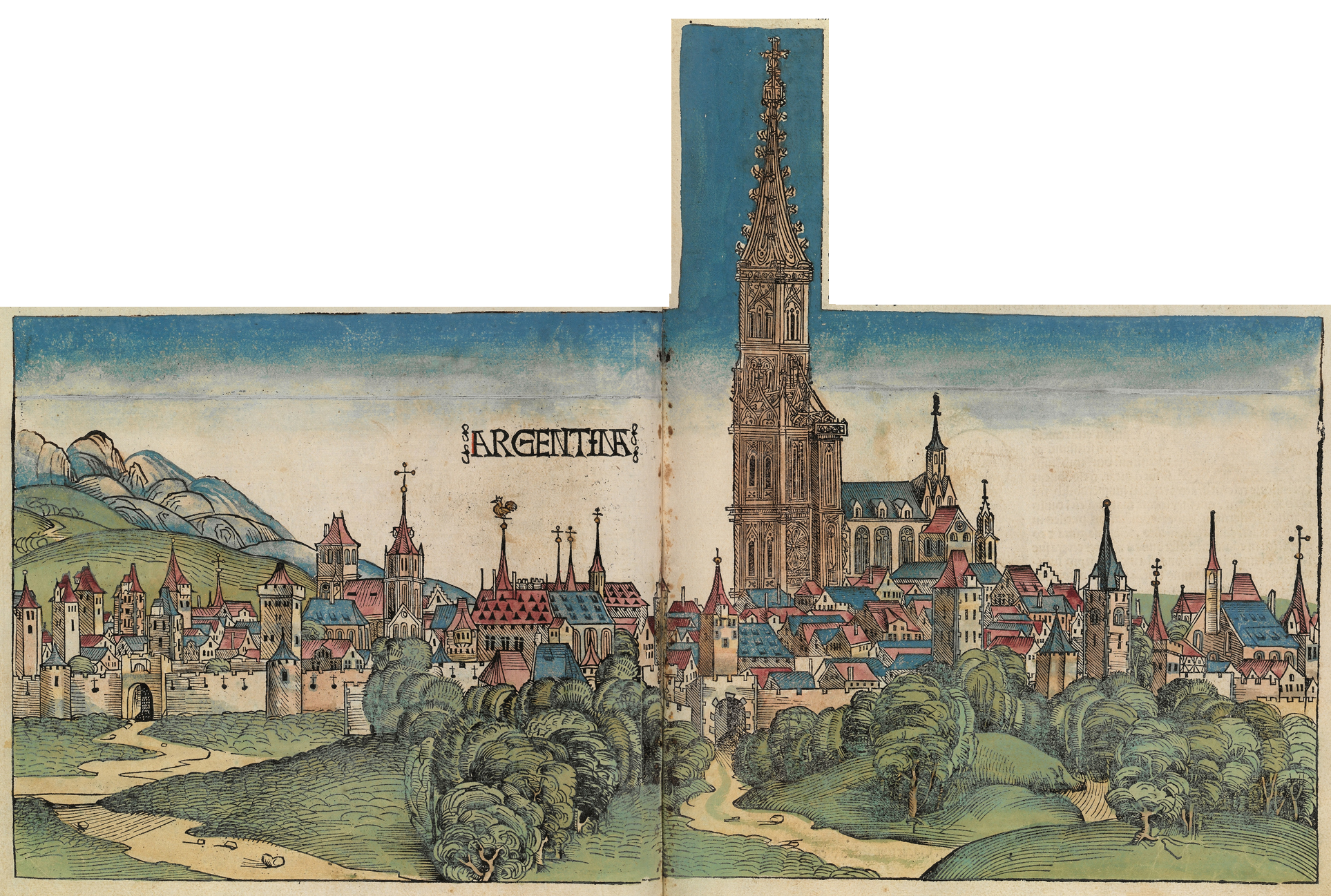
Vue de Strasbourg en 1493.

S’ensuit au début du XVe siècle une période de conflits qui oppose les bourgeois strasbourgeois gouvernant la ville, à la noblesse alsacienne. Ville bancaire par excellence, Strasbourg est en effet une ville riche qui suscite la convoitise. La vie intellectuelle est marquée au XVe siècle par la révolution de l'imprimerie. Né à Mayence et installé à Strasbourg depuis 1434, Johannes Gensfleisch, dit Johannes Gutenberg, conçoit l’imprimerie à caractères mobiles. On note cependant que Gutenberg est retourné à Mayence entre 1444 et 1448 ce qui fait qu’on ignore exactement où a été finalisée cette invention majeure. Toujours est-il que Strasbourg devient très vite un des grands centres de l'imprimerie, puisque dès la fin du XVe siècle la ville compte une dizaine d’ateliers d’imprimerie, notamment la prestigieuse officine des Grüninger. De fait, Strasbourg va attirer nombre d’intellectuels et d’artistes. Sculpteurs, architectes, orfèvres, peintres, horlogers, la ville excelle dans de nombreux domaines.

### Époque moderne

#### Berceau de l'humanisme et bastion de la Réforme

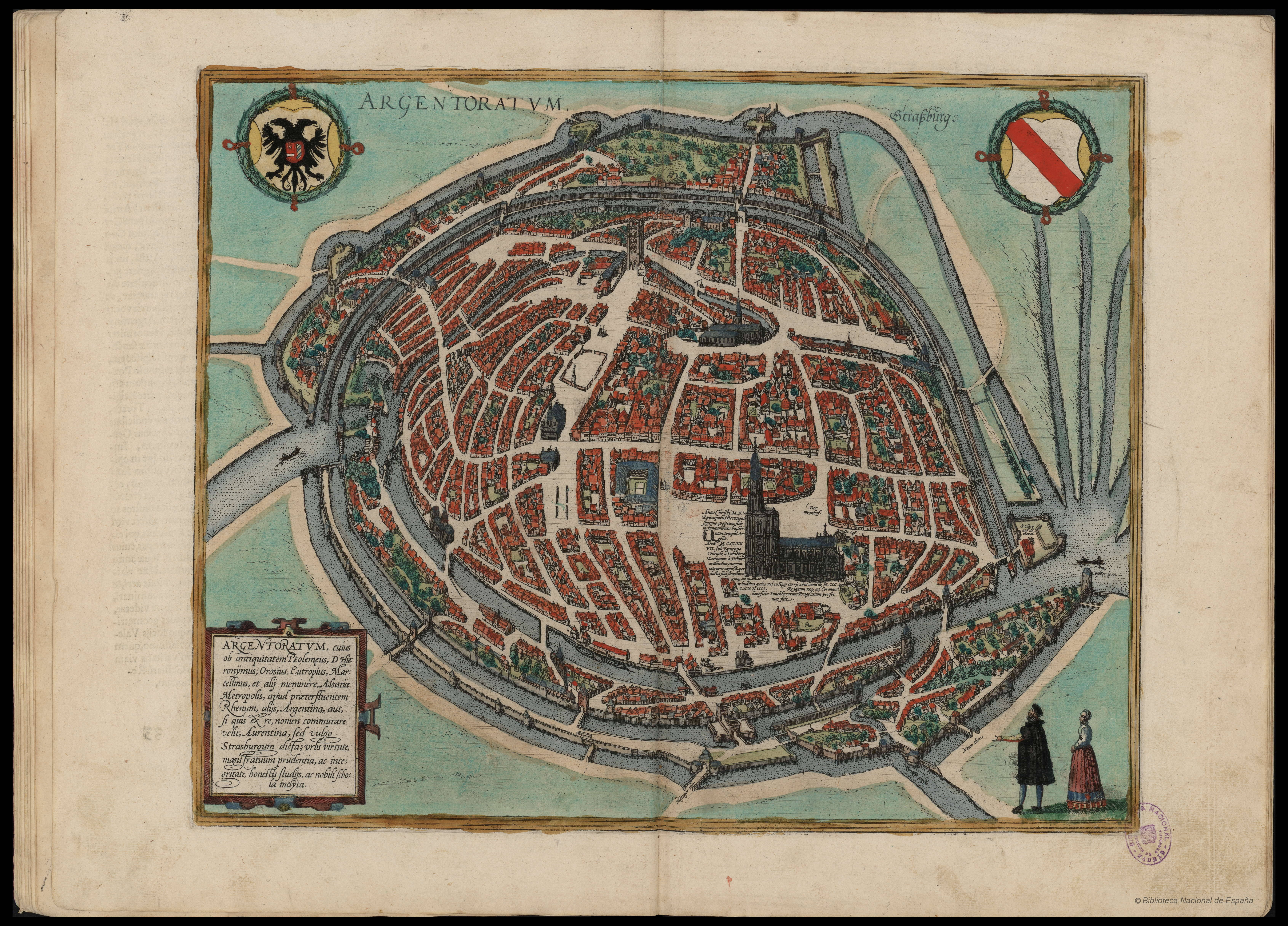
Plan de la ville en 1572.

Le développement de l'imprimerie favorise le courant humaniste qui fait jour à Strasbourg et qui va préparer l'avènement de la réforme protestante.
En effet, l’humanisme et la Réforme sont les faits marquants de l'époque et Strasbourg est une des premières villes qui appelle au changement. Dès 1519, les thèses de Martin Luther sont affichées aux portes de la cathédrale et les dirigeants de la ville, notamment Jacques Sturm, sont favorables à ce changement. La ville adopte la Réforme en 1525 et devient protestante en 1532 avec l’adhésion à la confession d'Augsbourg. Strasbourg est alors l’un des principaux bastions de la Réforme protestante, ce qui va largement contribuer à son rayonnement.
La ville devient une terre d’accueil pour les huguenots, ces protestants chassés de France pour leur croyance. Parmi eux, notamment Jean Calvin qui s’installera plus tard à Genève. Cependant, devenue ville protestante, Strasbourg ne sera pas autorisée à créer sa propre université. La ville propose déjà de nombreux enseignements, notamment en médecine et en théologie depuis 1538 grâce au gymnase de Jean Sturm, mais ceux-ci ne donnent pas lieu à un grade universitaire reconnu.

#### Une période de conflits

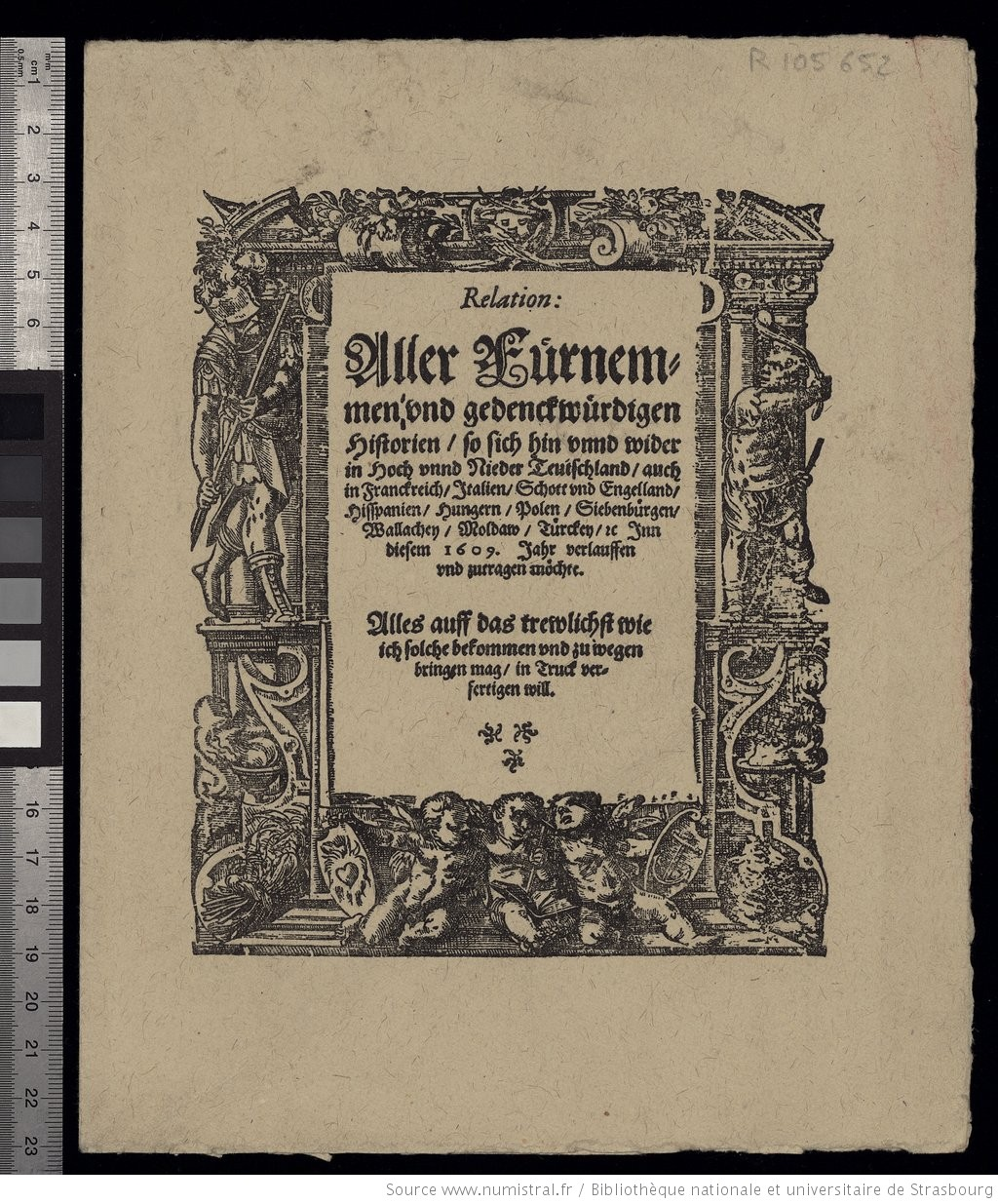
Frontispice d'une Relation de 1609.

Dans les années 1530, l’empereur Charles Quint, catholique, entre en guerre contre les princes protestants et leurs alliés et les vainc en 1547 à la bataille de Muehlberg. Strasbourg va alors conclure plusieurs alliances, notamment avec Zurich. Mais en 1592, après d’interminables délibérations, la cathédrale est partagée en deux avec l’élection de deux évêques : un catholique et un protestant. Commence alors la longue guerre des évêques qui va plonger la ville dans d’importantes difficultés financières. Ce conflit qui durera jusqu’en 1604 se solde par la victoire des Catholiques, Charles de Lorraine devenant l'unique évêque de la ville. En 1605, l'éditeur Johann Carolus commence à Strasbourg à produire la première gazette hebdomadaire du monde au nom de « Relation aller Fürnemmen und gedenckwürdigen Historien » (« Communication de toutes histoires importantes et mémorables »).
Dans toute l’Europe, la tension monte entre les protestants et les catholiques et en 1618, la guerre de Trente Ans éclate. Strasbourg, à l’abri dans ses fortifications modernisées par Daniel Specklin, n’intervient pas dans le conflit.

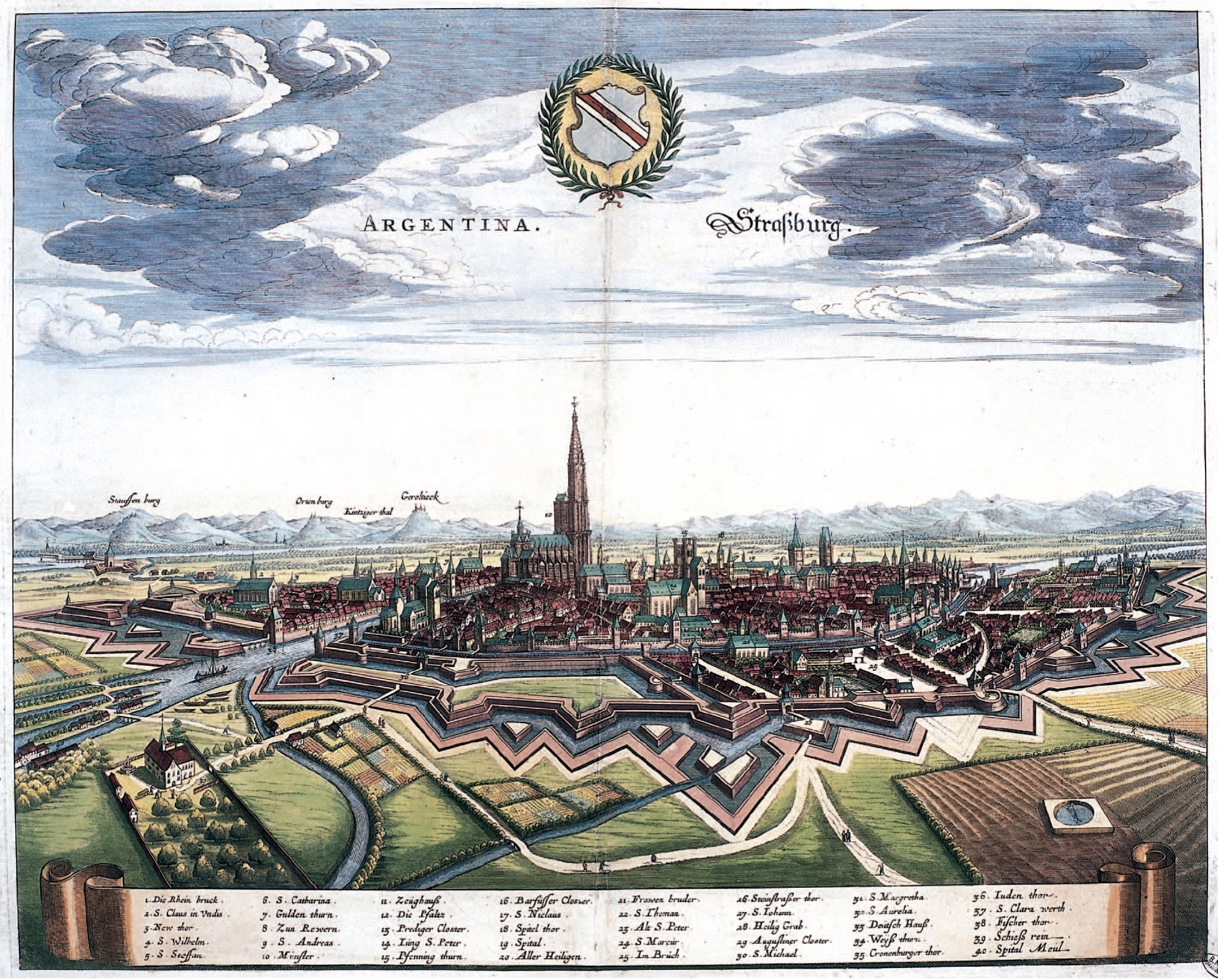
Vue de Strasbourg en 1644.

À l’issue de la guerre en 1648, par les traités de Westphalie, une partie de l’Alsace (les possessions des Habsbourg) est rattachée à la France, mais Strasbourg demeure ville libre impériale. Épargnée par la guerre, la ville est néanmoins isolée, financièrement affaiblie, et n’a rien à attendre de l’Empire germanique vaincu. Le 28 septembre 1681, la ville est assiégée par une armée de 30 000 hommes sous le commandement de Louis XIV et deux jours plus tard, après de rapides négociations, Strasbourg accepte la reddition. Les privilèges et les institutions de Strasbourg sont confirmés et liberté de culte garantie, mais la cathédrale est rendue aux catholiques. Le 24 octobre 1681, le roi Louis XIV fait une entrée somptueuse à Strasbourg, au son des cloches et des canons pour célébrer l'annexion de la ville à la France, qui sera confirmée en 1697 par le traité de Ryswick.

#### Strasbourg, une ville du royaume de France

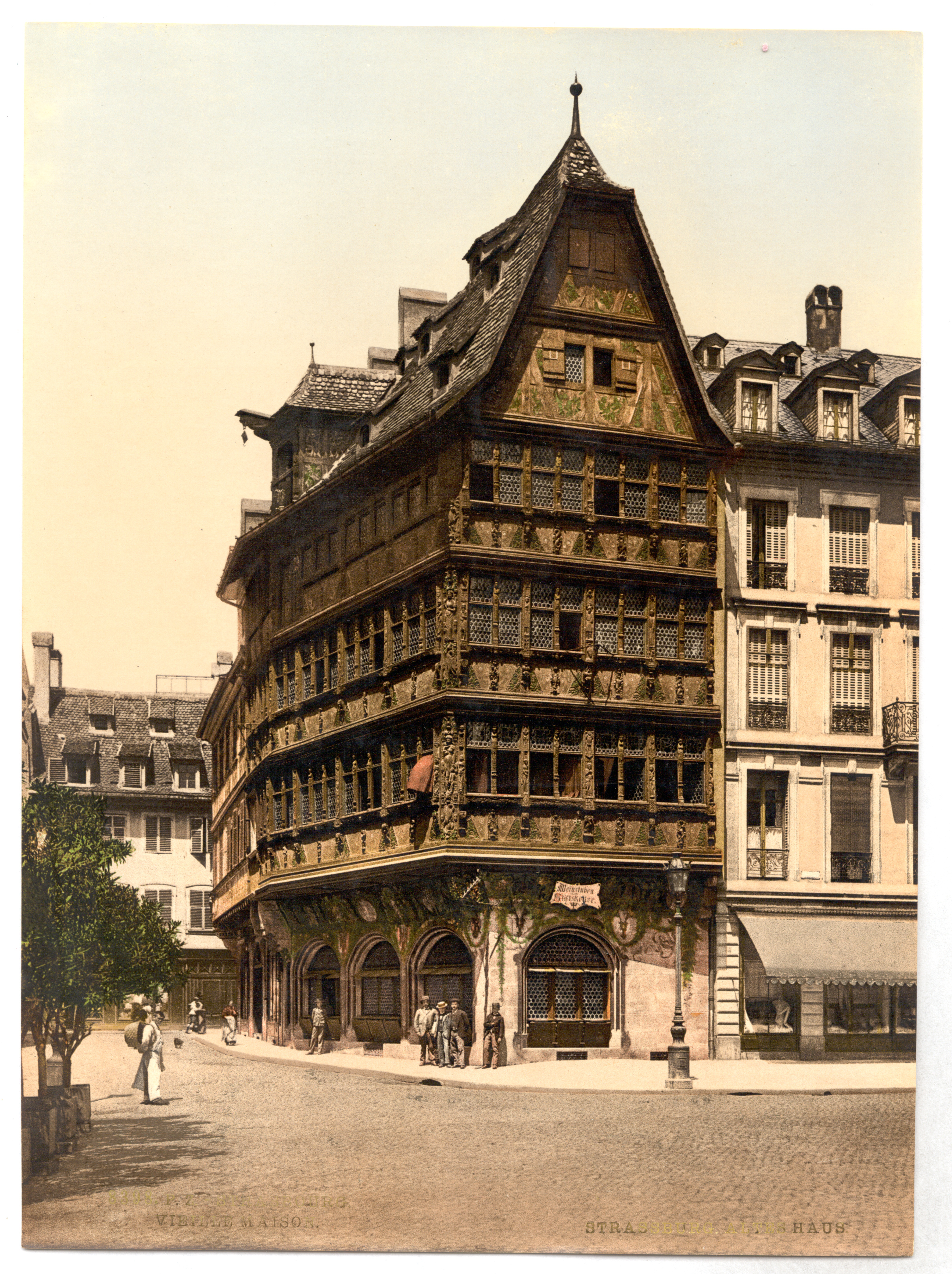
La maison Kammerzell, de type Renaissance rhénane.

Un accord est passé entre Louis XIV et Strasbourg visant à préserver les libertés essentielles de la cité, sur les plans politique, administratif et religieux. Par contre, elle est privée de son artillerie et de ses milices et doit accepter l'installation d'une troupe de garnison. De surcroît, un prêteur royal doit veiller à ce qu’aucune décision ne soit préjudiciable aux intérêts du roi.
Si la ville a changé de nationalité, elle reste une ville frontière et un point de passage important pour rejoindre l’empire germanique.
De fait, Louis XV séjournera à Strasbourg durant la guerre de Succession d'Autriche. La société aristocratique se développe et de nombreux hôtels particuliers voient le jour. Si l’allemand reste la langue courante, Strasbourg accueille de nombreux immigrants : entre 1681 et 1697, la ville passe de 22 000 à 26 500 habitants. Par ailleurs, Strasbourg abrite environ 6 000 soldats français, basés pour la plupart à la citadelle de Vauban dont les travaux ont débuté dès 1682.

Jeux en l'honneur de Louis XV lors de sa visite de Strasbourg, octobre 1744
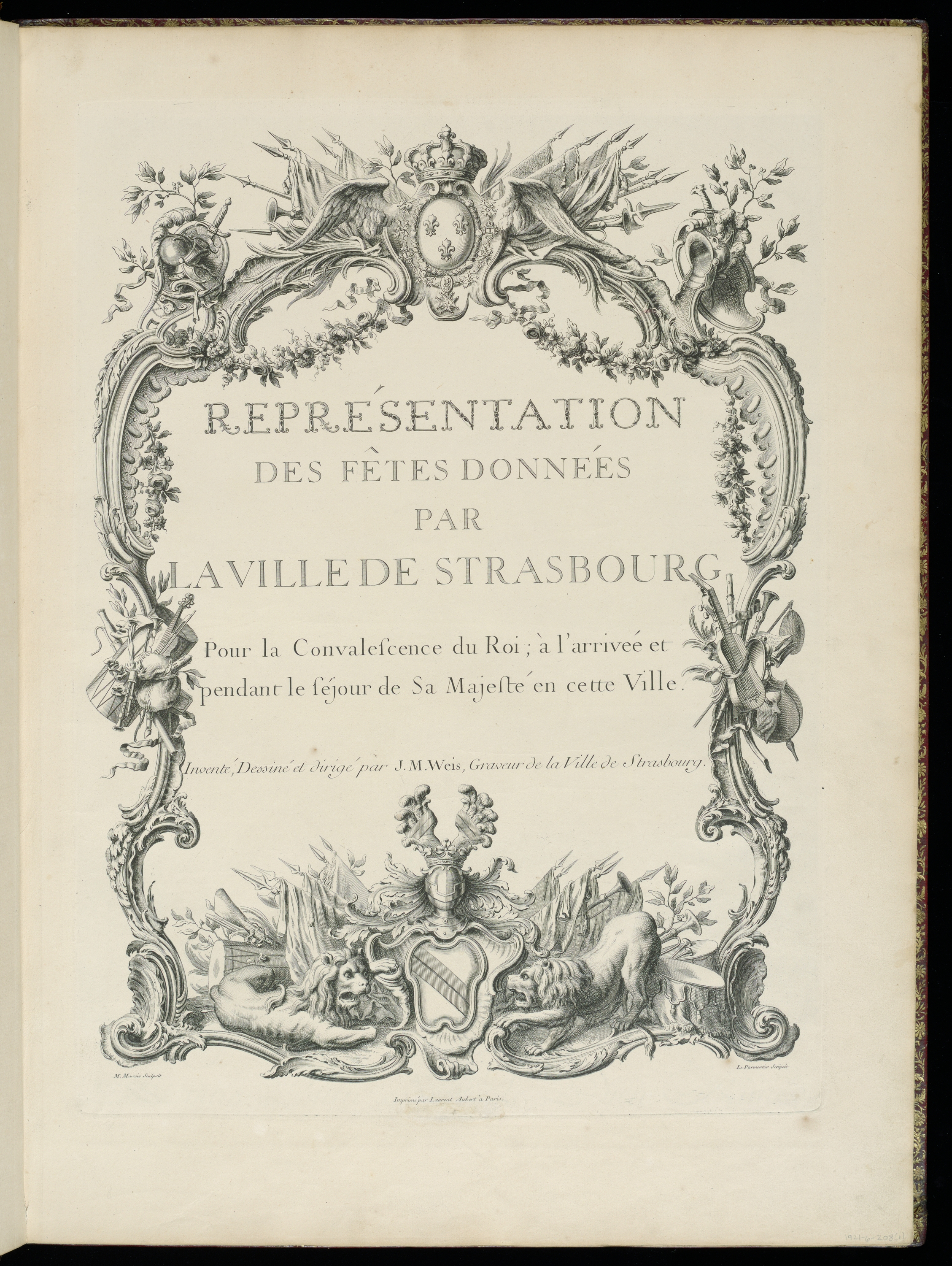
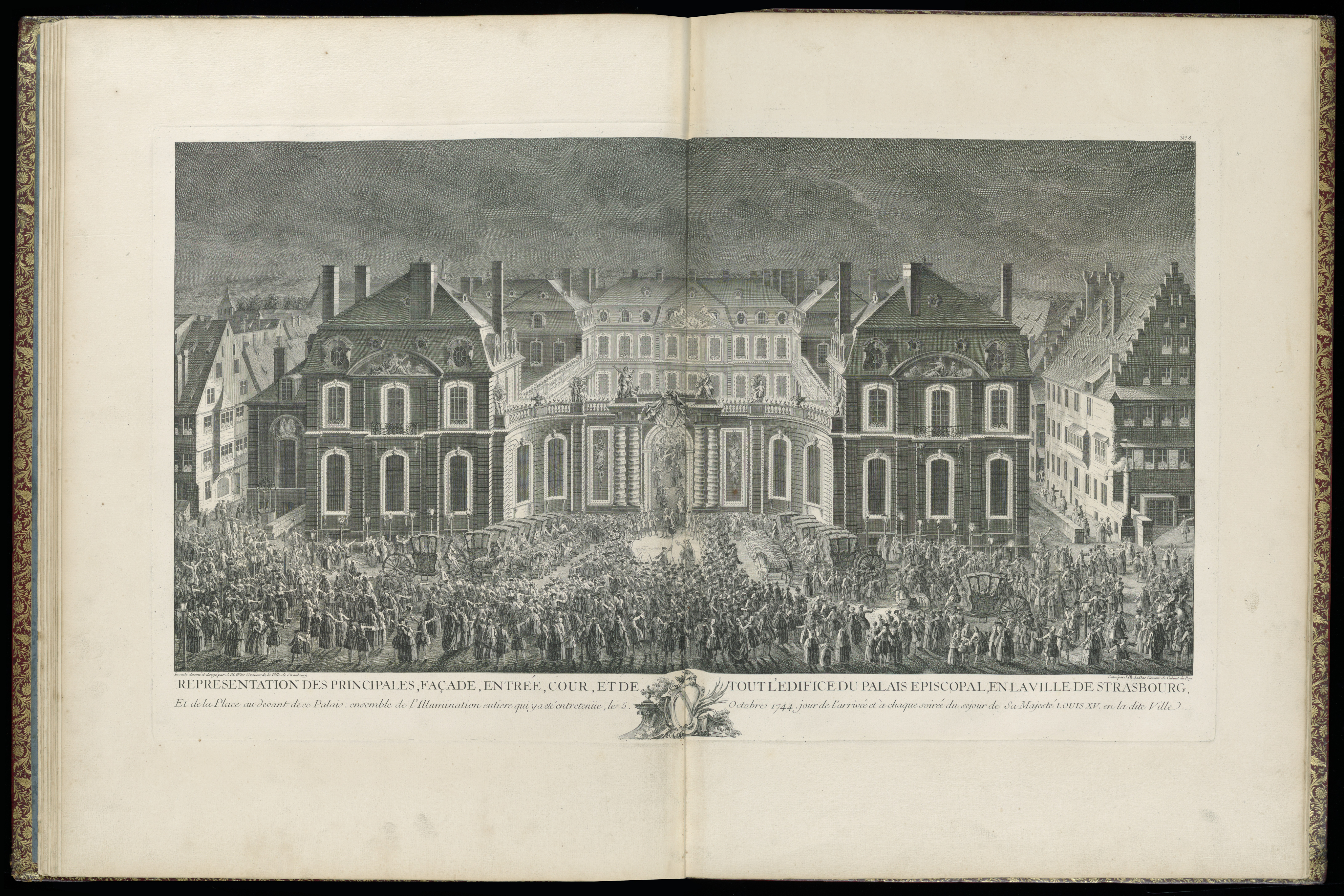
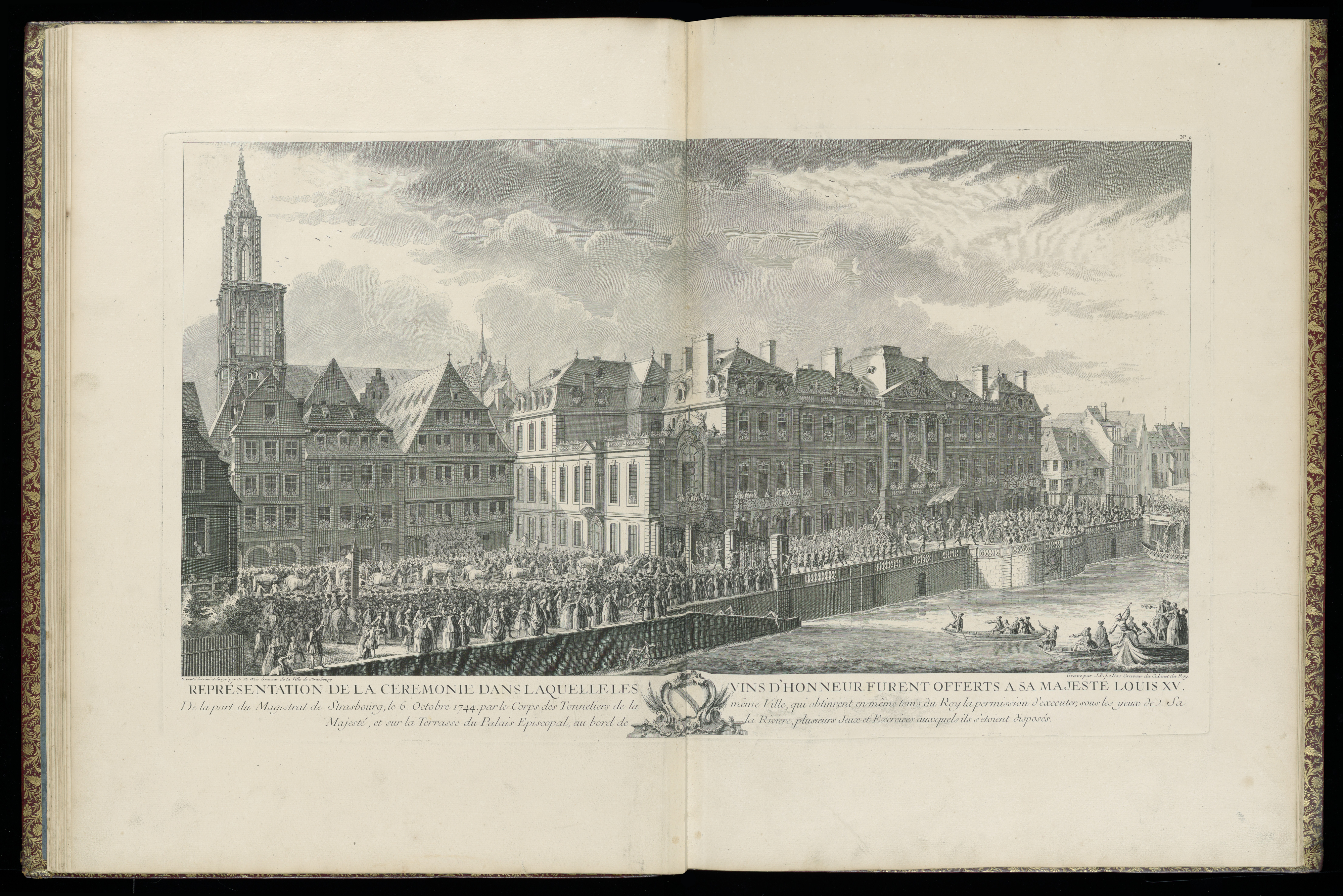
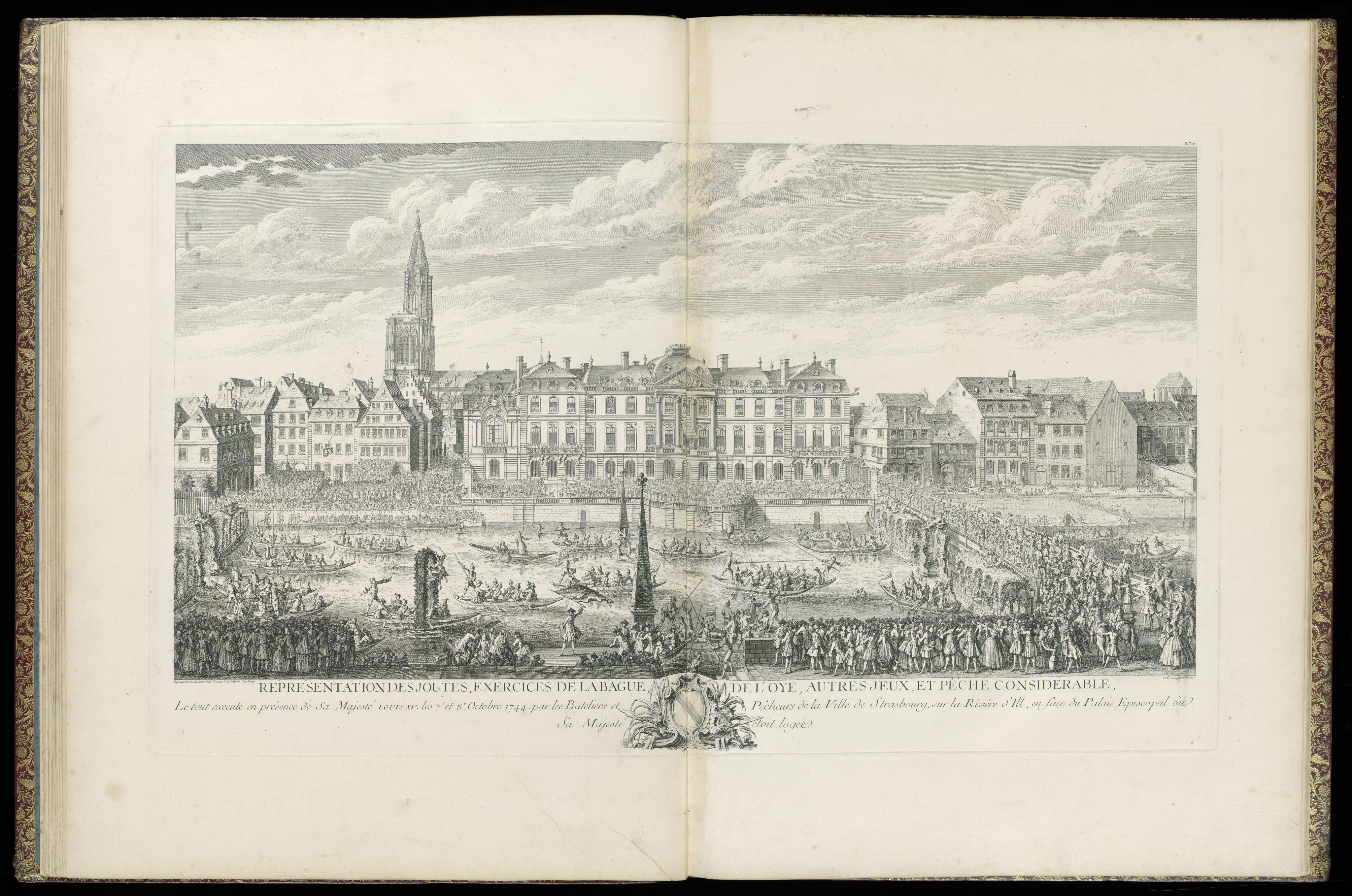
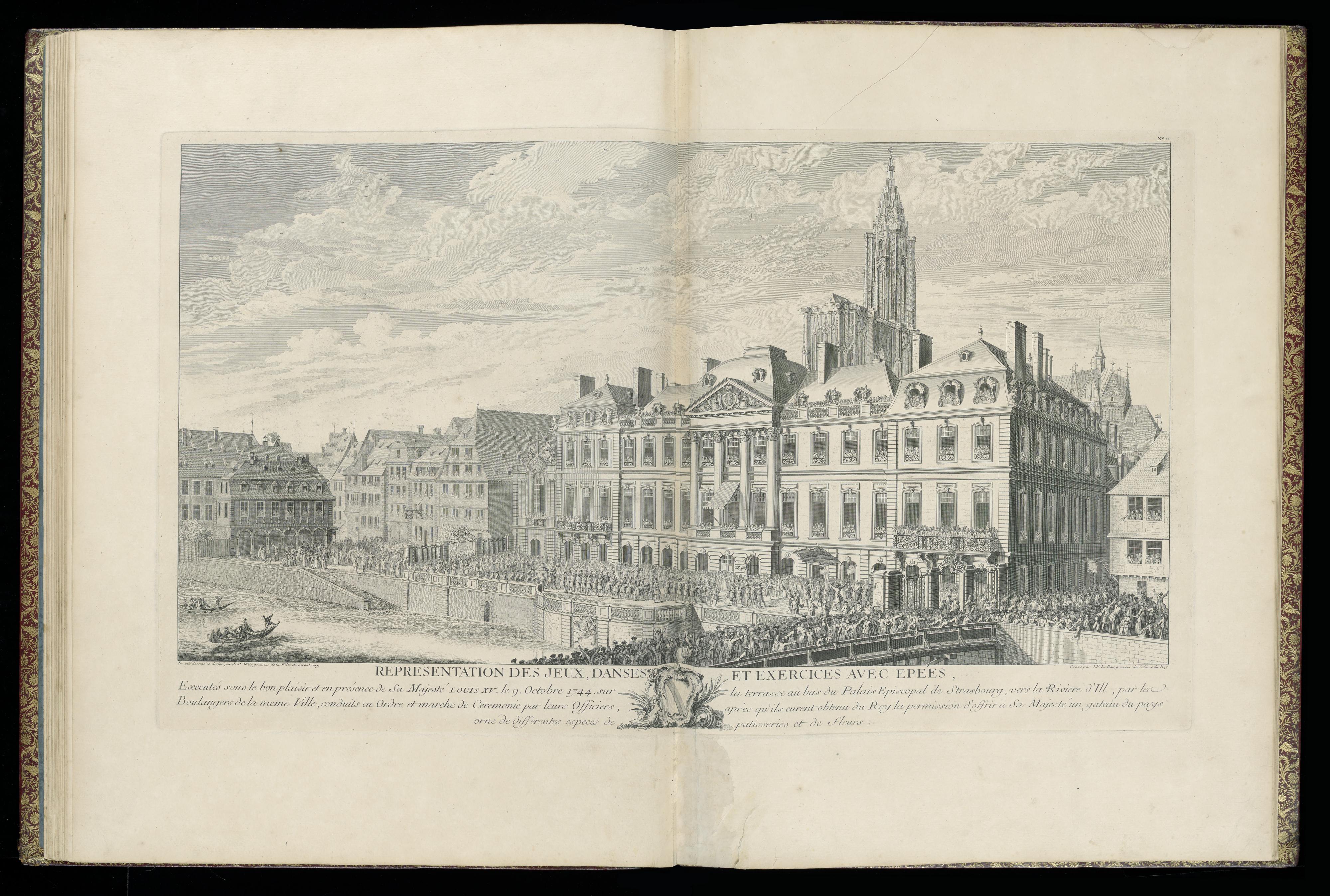

Sur le plan religieux, la ville prend un tournant important. En 1704, un prince de la famille Rohan devient évêque de la ville. La famille conservera le pouvoir épiscopal jusqu’en 1790 et fera construire le fameux palais des Rohan de Strasbourg, situé tout près de la cathédrale, sur les rives de l’Ill. Durant toute cette période, le catholicisme va se développer même si les protestants restent majoritaires. En 1716, peu après la mort de Louis XIV, des sociétés françaises de colonisation de l'Amérique décident de faire un vaste appel à l'émigration alsacienne, en particulier strasbourgeoise. Des publicités attirent en Louisiane des Alsaciens, qui fondent la ville Des Allemands.
Assoupie depuis l’annexion de Strasbourg à la France, l’université de Strasbourg retrouve peu à peu son éclat d’antan et entre 1721 et 1755 la ville va accueillir plus de 4 000 étudiants. L’université est déjà internationale : les étudiants étrangers viennent généralement d’Allemagne, de Scandinavie ou des Pays-Bas, mais aussi de Grande-Bretagne et de Russie. Certains d’entre eux sont devenus célèbres, comme Johann Wolfgang von Goethe qui y fit des études de droit. Le rayonnement universitaire de Strasbourg est important et certains enseignements comme le droit et la médecine sont très réputés.

#### Chant pour l'armée du Rhin

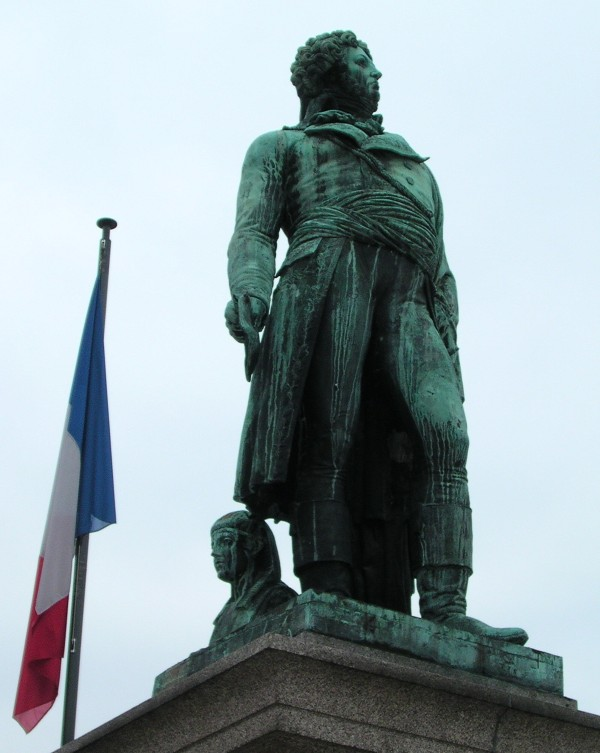
Statue du général Kléber, sur la place du même nom.

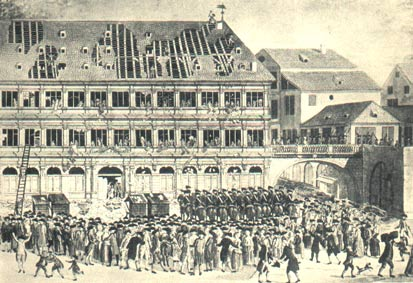
Mise à sac de l’hôtel de ville de Strasbourg, le 20 juillet 1789.

Lorsque le 14 juillet 1789 la Bastille tombe aux mains des révolutionnaires, la population strasbourgeoise se soulève. Le 21 juillet, l’hôtel de ville est saccagé. Le calme revient très vite jusqu’en 1792, date à laquelle la France entre en guerre contre la Prusse et l’Autriche. Le 26 avril, le jeune Rouget de l’Isle compose, à la demande du maire de Strasbourg, Un chant pour l’armée du Rhin sans se douter qu’il deviendra un symbole de la Révolution française en devenant la Marseillaise. Cette même année, François Christophe Kellermann, natif de Strasbourg, est nommé à la tête de l'armée de la Moselle, avec laquelle il remporte la bataille de Valmy, arrêtant les troupes ennemies à Verdun et Longwy, et sauve la France. Il sera par la suite nommé Duc de Valmy par Napoléon en 1808 en souvenir de son rôle historique.
C'est également à cette époque que Jean-Baptiste Kléber, natif lui aussi de Strasbourg, commence à s'illustrer dans de nombreuses batailles pour la défense de la jeune République française. Lors de la déclaration de guerre de 1792, Kléber s'engage dans l'armée du Rhin et s'illustre dans la défense de la forteresse de Mayence assiégée en 1793. Il meurt assassiné au Caire, durant l'expédition napoléonienne. Sa statue trône au centre de la place Kléber, l'ancienne place d'Armes au cœur de la cité. Sa statue est l'œuvre de Philippe Grass en 1840.
En 1797, l’armée française prend plusieurs villes allemandes, notamment Kehl et Offenbourg. Strasbourg est hors de danger, mais la révolution a profondément désorganisé la ville. Deux ans plus tard, Napoléon Bonaparte prend le pouvoir et plusieurs institutions voient le jour : la préfecture, la bourse de commerce en 1801, la chambre de commerce en 1802. Un nouveau pont sur le Rhin est construit et les routes sont rénovées. Autant d’évolutions qui vont favoriser les activités commerciales de la ville. Strasbourg redevient un carrefour commercial important ; on vend notamment du tabac, du vin, du coton et des épices. Sur la cinquantaine de noms qui composent la « liste des négociants et commerçants les plus distingués de Strasbourg » de 1810, cinq d'entre eux seulement appartiennent à de vieilles familles strasbourgeoises, toutes luthériennes : Franck, de Turckheim, Oesinger, Mannberger et Saum.

### Époque contemporaine

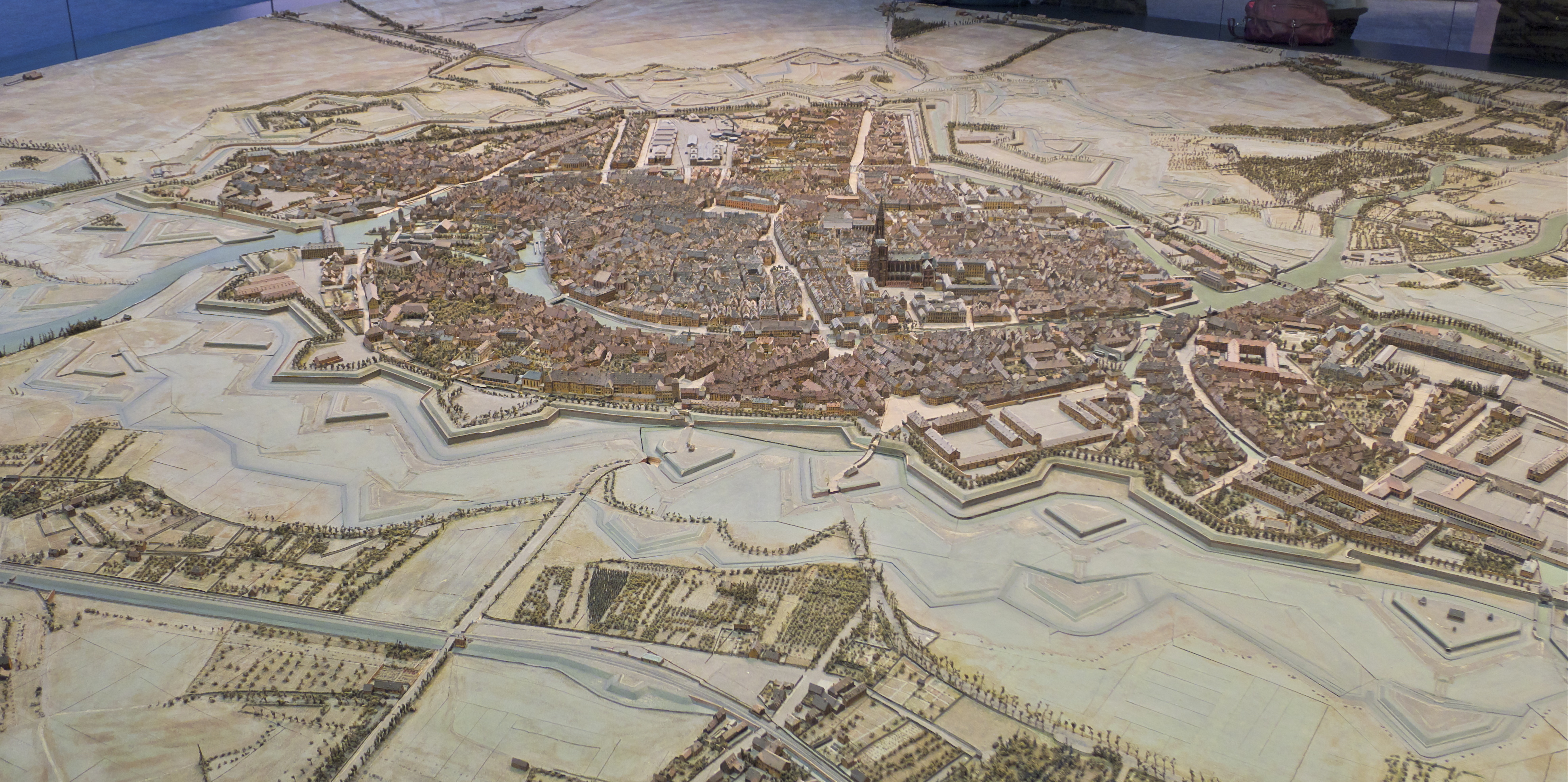
Plan-relief de Strasbourg au milieu du XIXe siècle.

#### Révolution industrielle
À la fin du XVIIIe siècle, la ville est engoncée dans ses murailles, et d’importants travaux débutent au début du XIXe. C'est le début de la révolution industrielle. De nouveaux canaux vont être construits, reliant la Marne et le Rhône au Rhin. La ligne Strasbourg - Bâle est mise en service entre 1840 et 1844 par la Compagnie du chemin de fer de Strasbourg à Bâle. La gare provisoire est alors installée à Koenigshoffen, en dehors des murs de la ville. La première gare intra-muros de Strasbourg est ouverte en 1846. La ligne de chemin de fer reliant Paris à Strasbourg est achevée en 1852. Le télégraphe électrique est mis en place la même année. Néanmoins, la ville reste essentiellement tournée vers le commerce et la finance, contrairement à Mulhouse dont l’industrie connaît un véritable essor.
À partir de 1853, le français devient la seule et unique langue d’enseignement, mais l’allemand et l’alsacien restent les langues les plus utilisées au quotidien.

#### Strasbourg, capitale duReichslandd'Alsace-Lorraine

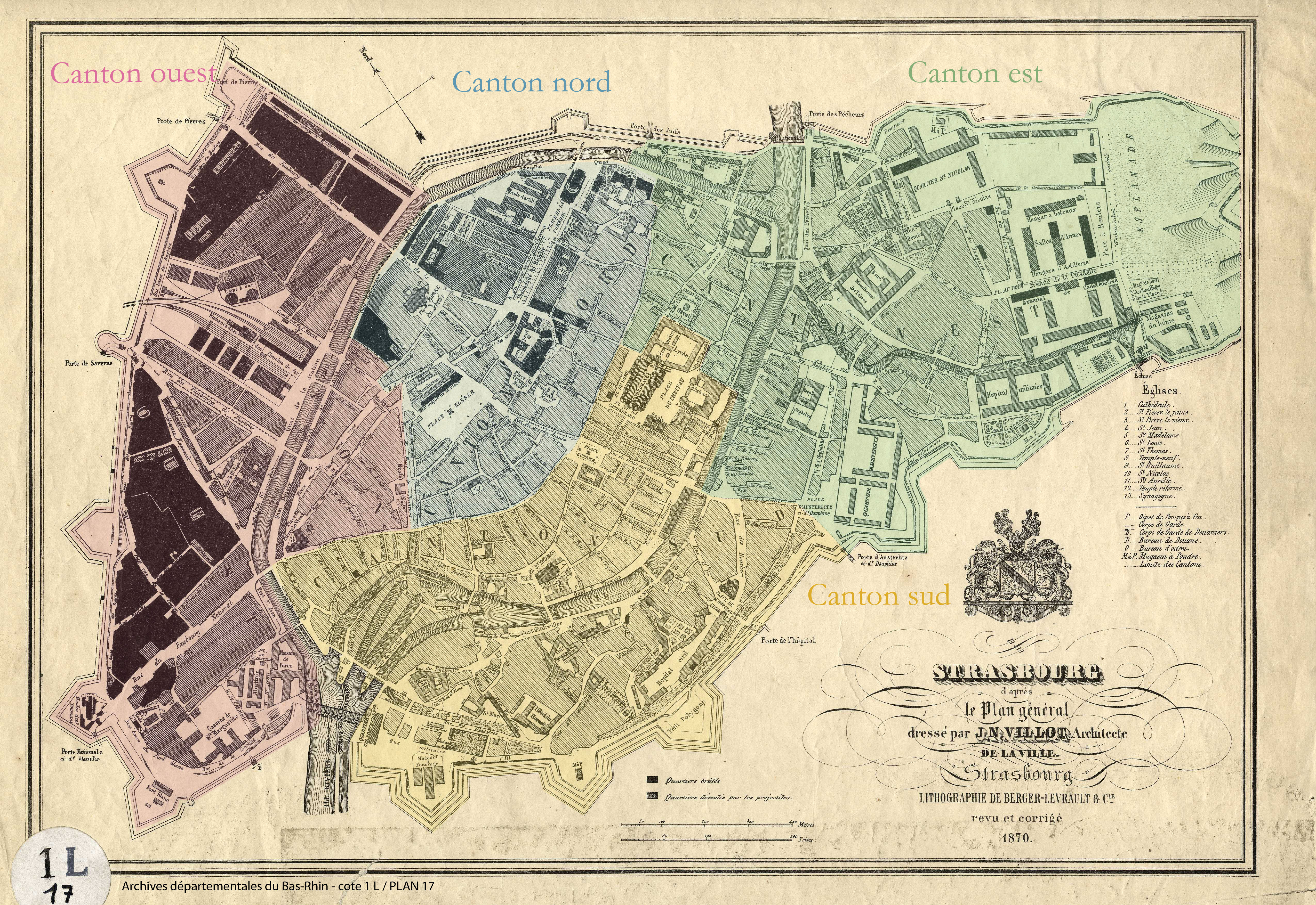
Plan de Strasbourg en 1870.

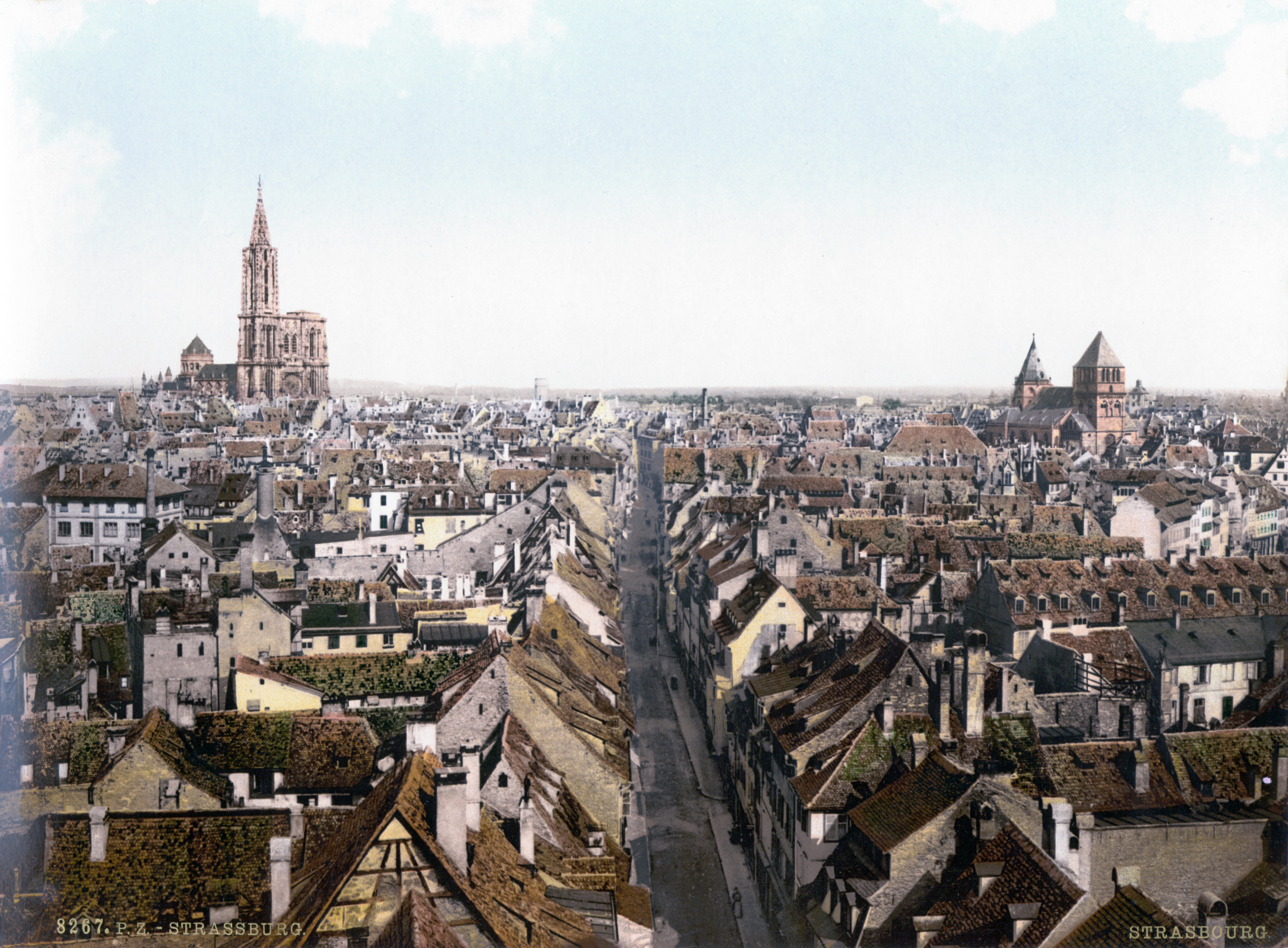
Vue de Strasbourg vers 1890-1900.

La ville est prospère, mais en juillet 1870, une nouvelle guerre éclate. Dès le mois d’août, les Prussiens, sous le commandement du général August von Werder, envahissent l’Alsace et assiègent Strasbourg. La ville est mal préparée et son enceinte fortifiée du XVIIe siècle n’est pas adaptée aux tirs de l’artillerie moderne.
Le 28 septembre 1870, après plus d’un mois de bombardements discontinus, Strasbourg capitule et les Prussiens entrent dans la ville. Le traité de Francfort, signé le 10 mai 1871, rattache le Bas-Rhin, le Haut-Rhin (moins l'arrondissement de Belfort), une partie de la Moselle, une partie de la Meurthe et quelques communes des Vosges à l’Empire allemand. Strasbourg devient la capitale du Reichsland Elsass-Lothringen. Les Strasbourgeois sortent traumatisés de cette guerre, et le rattachement de la ville à l’Allemagne est très mal vécu.
Mais Strasbourg retrouve rapidement la prospérité, grâce notamment à la volonté du gouvernement qui souhaite faire de la ville une vitrine du savoir-faire allemand. Un vaste plan d’urbanisation est mis en place, la Neustadt voit le jour. Celui-ci s’organise selon deux axes, les avenues des Vosges et de la Forêt-Noire d'ouest en est et l'actuelle avenue de la Paix vers le nord. La place impériale (aujourd’hui place de la République) constitue alors le nouveau centre névralgique de la ville, regroupant l’hôtel des Postes, le palais impérial, la bibliothèque universitaire et, un peu plus loin, la nouvelle université. Une nouvelle gare est édifiée, ainsi que plusieurs églises, notamment l’église Saint-Paul. La ville s’agrandit considérablement et se modernise jusqu’à la Première Guerre mondiale.

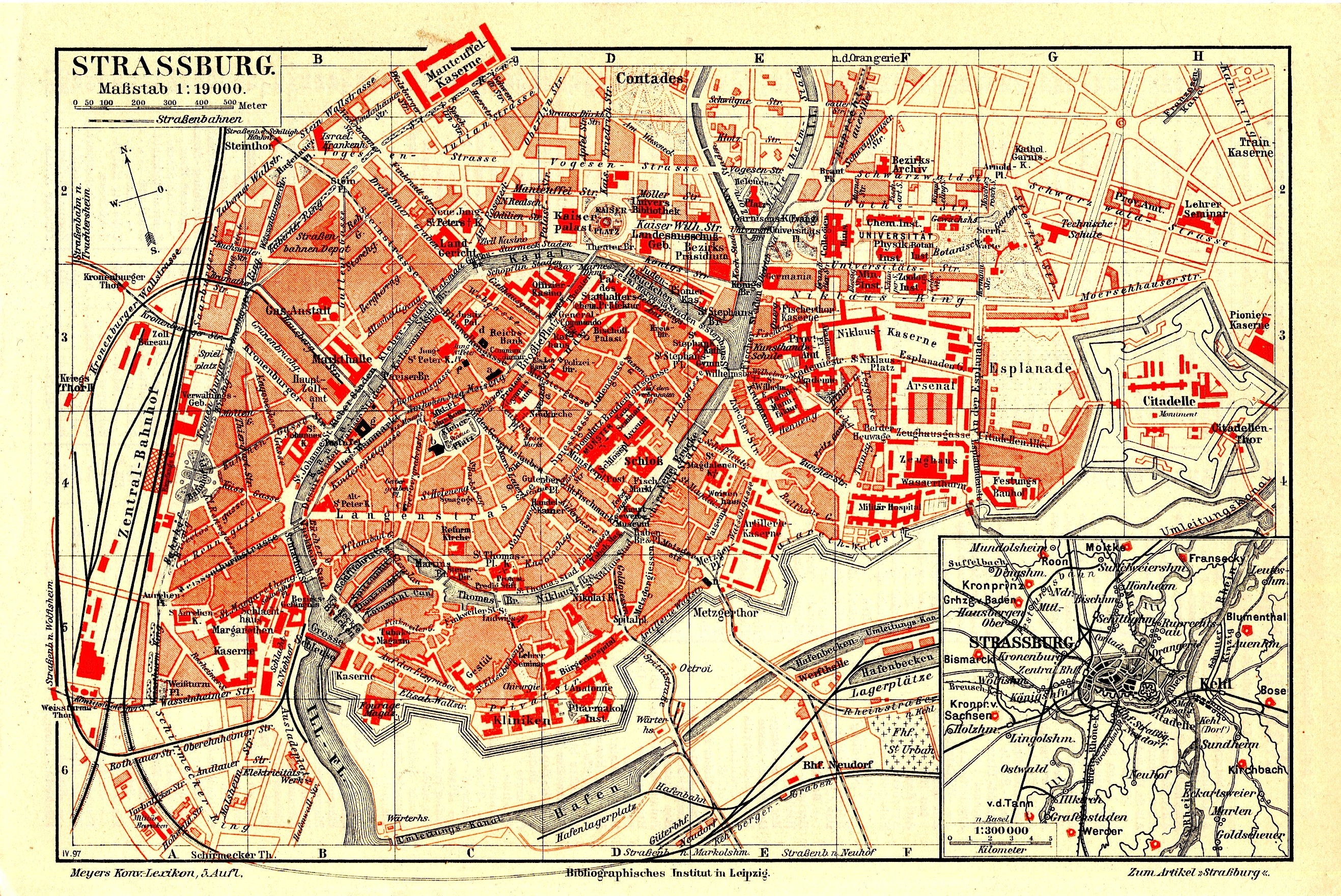
Plan de Strasbourg en 1888.

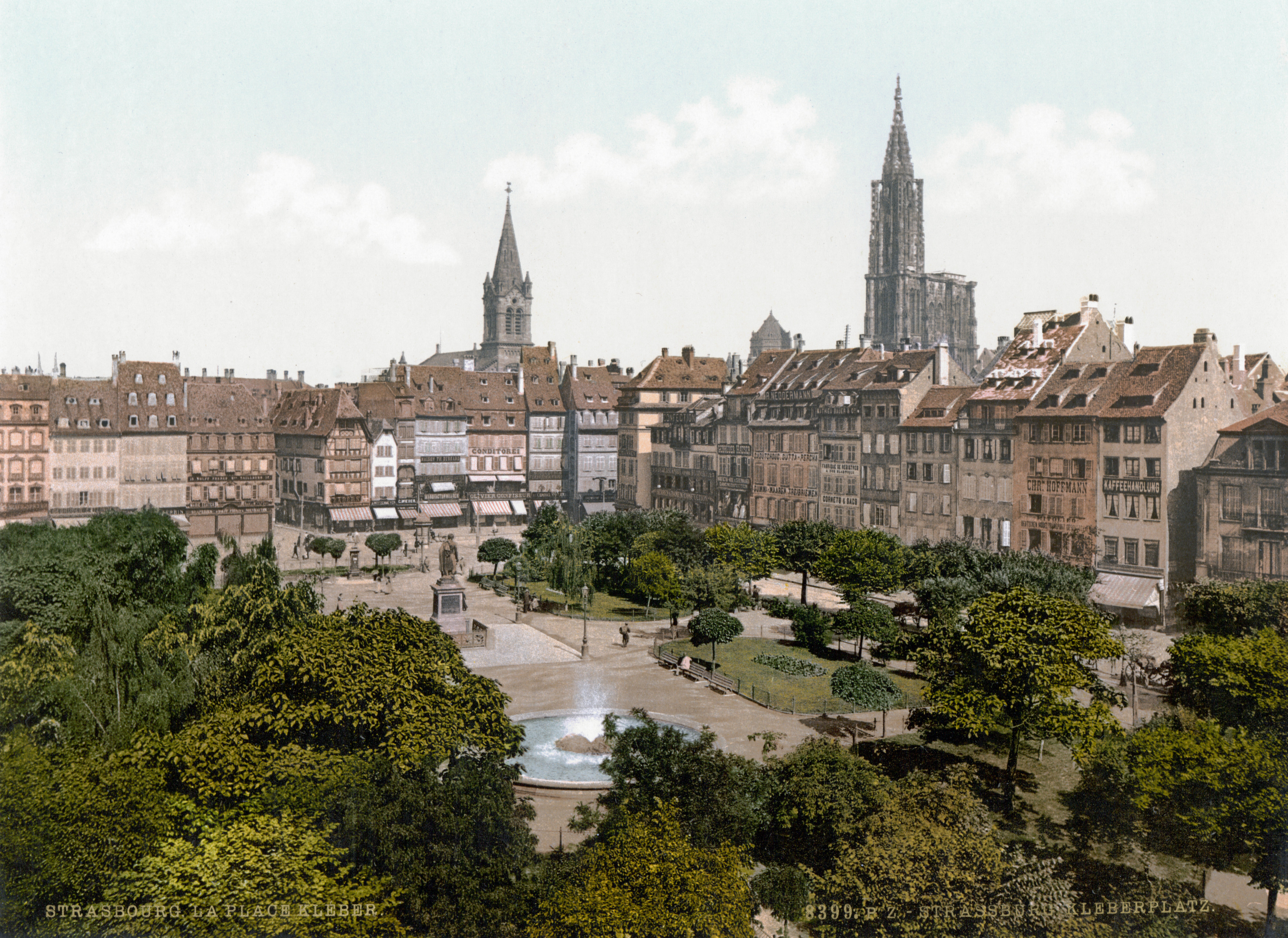
La place Kléber, vers 1900.

À partir de 1870, l’industrie va ainsi connaître un développement rapide, principalement dans les secteurs alimentaire (brasseries, conserverie) et mécanique. Ces nouvelles activités sont bien relayées par un réseau de tramway étendu (apparu en 1878 et électrifié en 1894) et le nouveau port autonome, construit hors de la ville. Les anciennes glacières, ensemble de bâtiments situés sur les canaux de l’Ill dans le quartier de la Petite France, ont abrité de 1897 à 1990 une usine de froid artificiel. Ils ont aujourd'hui été reconvertis en un hôtel cinq étoiles. Parallèlement, les activités bancaires s’intensifient, notamment depuis la création de la banque mutualiste du Crédit mutuel. Entre 1871 et 1914, la ville va gagner près de 100 000 habitants et la vie culturelle se développe. La Première Guerre mondiale va cependant mettre un terme à cette prospérité. Contrairement au conflit de 1870, Strasbourg est bien préparée à la guerre.

#### La Première Guerre mondiale et l'entre-deux-guerres
Dès le début du conflit, les manifestations francophones sont interdites. Rudolf Schwander, maire de la ville, va cependant œuvrer de sorte que la population ne soit pas touchée par la faim et à l’issue de la guerre, Strasbourg sort relativement indemne. Par le traité de Versailles, l'Alsace-Moselle est rendue à la France. Durant la transition, influencé par la République des conseils de Bavière, un court épisode de République des conseils de Strasbourg a lieu. Le changement de nationalité se fait sinon dans la violence, du moins dans la brutalité : les Allemands sont expulsés de la ville et certains monuments impériaux sont détruits, notamment la statue de Guillaume Ier. Le bilan démographique est plus lourd. Aux Allemands chassés de la ville ou partis de leur plein gré s’ajoutent 3 000 Strasbourgeois morts au combat sous l’uniforme allemand. Durant les années 1930, la croissance démographique va reprendre avec l’arrivée de juifs d’Europe centrale qui fuient la montée rapide de l’antisémitisme.
La ville retrouve une certaine prospérité et le trafic fluvial augmente considérablement malgré une conjoncture économique peu favorable, due à la crise des années 1930. Le port autonome ainsi que le réseau de chemin de fer vont favoriser le développement de l’industrie et en 1932, une nouvelle bourse de commerce est édifiée.

#### La Seconde Guerre mondiale
Le 1er septembre 1939, l'Allemagne envahit la Pologne. Conscient que la guerre est imminente, le gouvernement français ordonne l'évacuation de 375 000 Alsaciens et 210 000 Mosellans. L'opération nommée « Exécutez Pas-de-Calais » avait été planifiée dès 1935. En 48 heures, près de 200 000 habitants quittent la ville. Une garnison civile, composée de quelques centaines d'ouvriers municipaux et pompiers, veille à l'entretien de la ville. Le dispositif est appelé par les autorités « Strasbourg maintenue ».
Après l'armistice du 22 juin 1940, l'Alsace-Lorraine est, de fait, annexée au Troisième Reich. Contrairement à l'annexion de 1871 à 1918, les deux départements alsaciens et la Moselle ne sont pas réunis. L'Alsace devient le CdZ-Gebiet Elsass et est intégrée au Gau Baden-Elsaß.

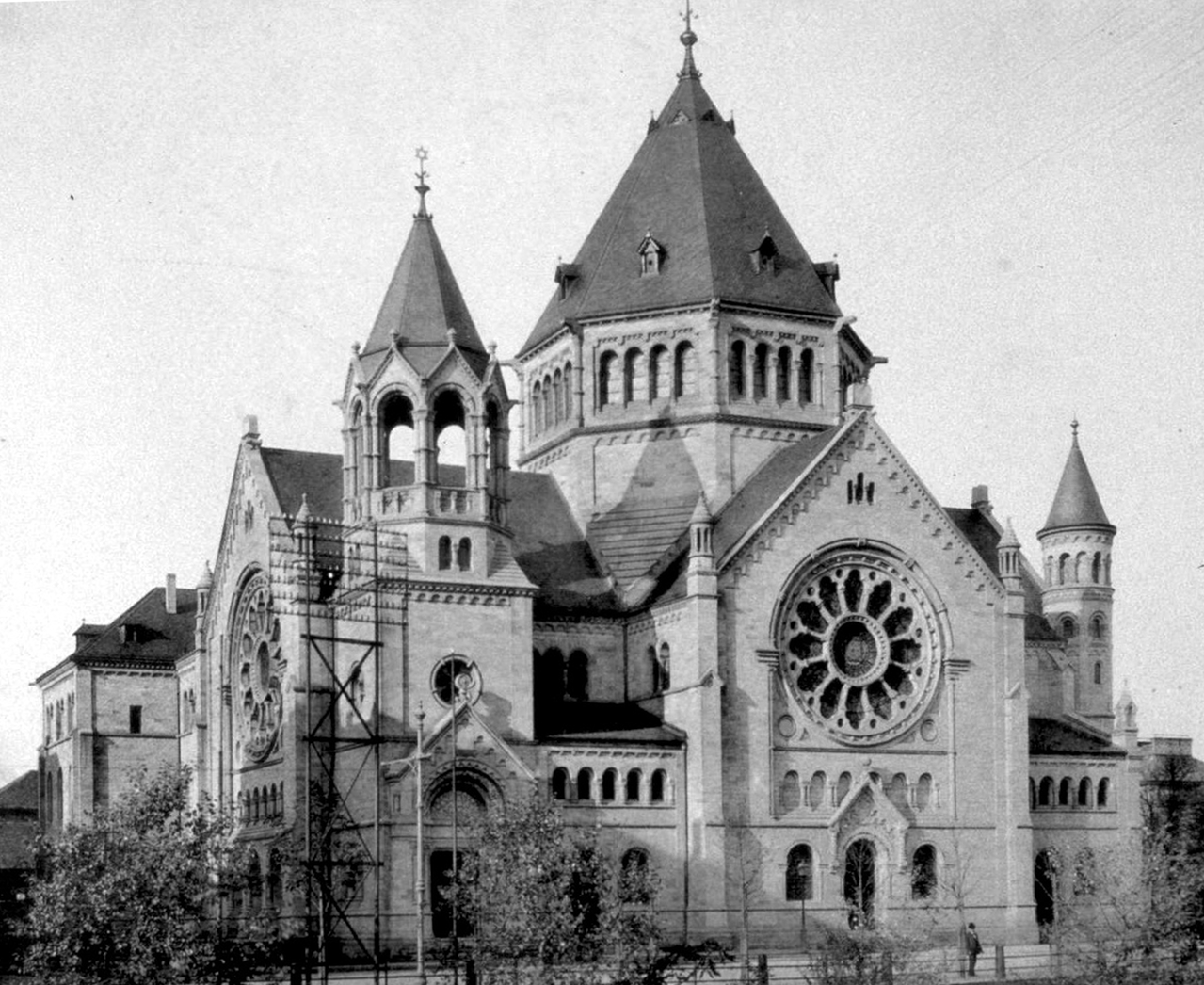
La synagogue, avant sa destruction par les nazis en 1940.

Une politique de germanisation et de nazification est menée sous l'impulsion de Robert Wagner. Lorsqu’en juillet 1940 les premiers réfugiés reviennent dans la ville, seuls les habitants d’origine alsacienne sont acceptés. Les juifs sont refoulés et la synagogue est incendiée. Les rues retrouvent leurs noms allemands ou sont rebaptisées et la langue française est interdite.

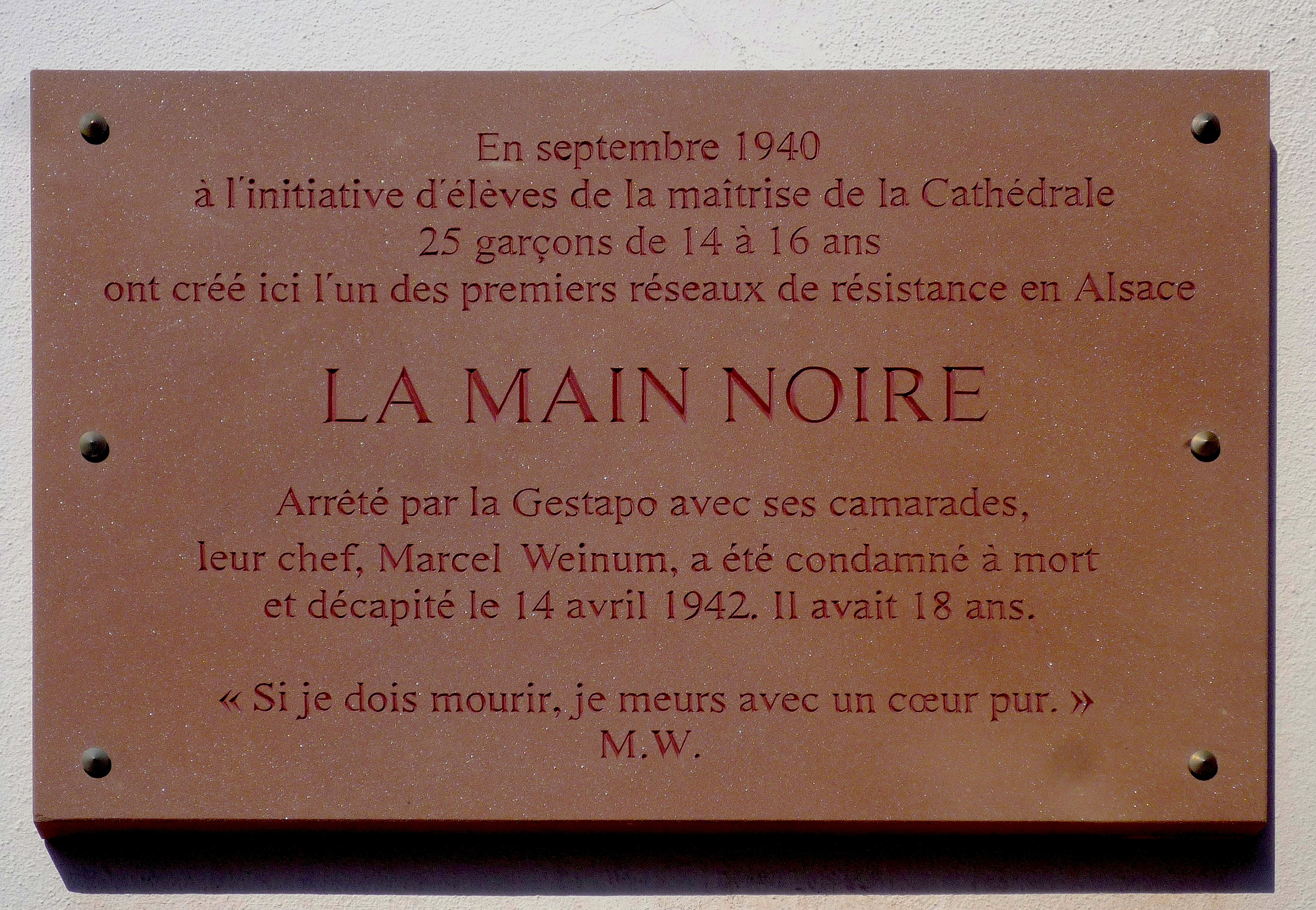
La plaque commémorative apposée sur la façade du Collège épiscopal Saint-Étienne à Strasbourg.

Dès septembre 1940, Marcel Weinum, âgé de 16 ans, organise un réseau de résistance constitué de 25 garçons de 14 à 16 ans et spécialisé dans la propagande, le sabotage et le renseignement appelé La Main noire. Le groupe uni et déterminé débuta ses actions de manière « modeste » mais non moins courageuse à la lumière des sanctions encourues. Leurs premières mesures se concentrèrent sur la distribution de tracts et pamphlets en faveur de la France libre et contre l'occupant allemand, la levée du drapeau tricolore sur le fronton des enceintes publiques mais également le caillassage des boutiques allemandes ou des commerçants affichant le portait d'Hitler sur leur devanture. C'est par un jeu de circonstances que le jeune Marcel découvrit la voiture du régent de la nouvelle entité administrative, et décida de fomenter son attentat. Celui-ci fit grand bruit et irrita les plus hautes instances du pouvoir occupant. À la suite de l'attaque contre le Gauleiter Robert Wagner qui blessa le prélat, une traque fut mise en place et les membres du groupe furent tous arrêtés. Dix d'entre eux furent jugés par un tribunal spécial. Marcel Weinum quant à lui est condamné à mort et décapité à Stuttgart le 14 avril 1942. Il déclarera la veille de sa mort dans une lettre adressée à ses parents : « si je dois mourir, je meurs avec un cœur pur ». Ses compagnons, pour leur part, n'ont eu d'autre choix que l'incorporation forcée dans une armée et une guerre qui n'était pas la leur. Ils périront sur le front de l'Est en Russie.
À partir de 1942, l'embrigadement est obligatoire et les jeunes d’Alsace et de Moselle sont enrôlés de force dans l'armée allemande. Les malgré-nous sont envoyés sur le front russe et très peu d’entre eux reviendront.
Le 6 septembre 1943, la ville est bombardée par une vingtaine d'appareils américains. Ce premier bombardement fit 195 victimes. Quatre autres suivront les 1er avril, 27 mai, 11 août et 25 septembre 1944. On dénombre 1 035 morts et environ 20 % des bâtiments de la ville sont touchés,. L'église Saint-Jean et l'ancienne douane sont entièrement détruites (elles seront reconstruites à l'identique après la guerre), le palais du Rhin, l'hôtel des Postes, l'église Saint-Paul et le palais de la diète d'Alsace-Lorraine (actuel théâtre national de Strasbourg) sont endommagés. Les secteurs de la place de l'Homme-de-Fer, de la place Gutenberg et de la place du Corbeau sont également touchés. Neudorf est le quartier qui subit le plus de dégâts. Cependant, Strasbourg est libérée assez facilement, grâce à la rapidité de l'offensive menée par le général Leclerc, et grâce à la reddition tout aussi rapide du général Vaterrodt. Le 23 novembre 1944, le drapeau français est hissé au sommet de la cathédrale.

#### Strasbourg, ville symbole

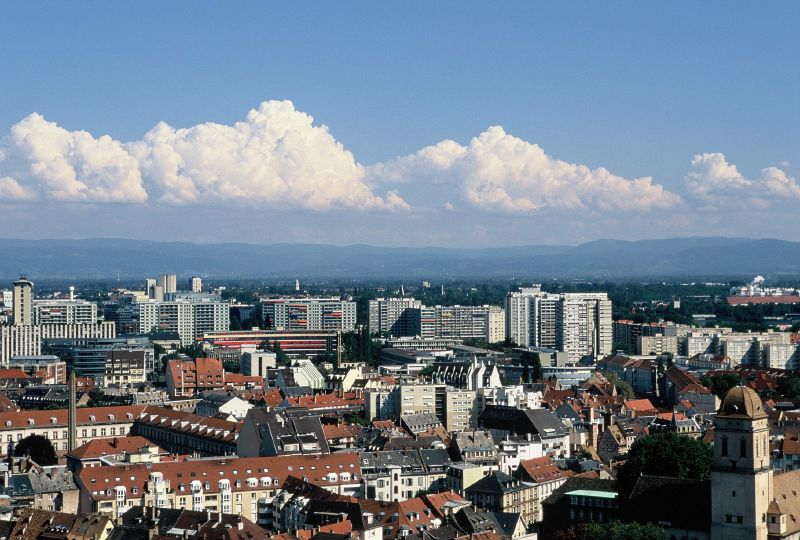
Le quartier de l'Esplanade, construit dans les années 1960.

En 1947, lors d’un discours à Strasbourg, le général de Gaulle annonce la création du Rassemblement du peuple français. Jusqu’en 1962, la droite gaulliste domine la scène politique, dont l’une des figures les plus emblématiques est Pierre Pflimlin.
En 1949, Strasbourg se voit attribuer les premières institutions européennes, notamment le Conseil de l'Europe. À ce titre, le ministre britannique des Affaires étrangères, Ernest Bevin, a déclaré « Nous cherchions un centre qui puisse convenir aux nations européennes et devenir un symbole de l'unité de l'Europe. Le choix de Strasbourg m'a paru évident. Cette grande cité avait été témoin de la stupidité du genre humain qui essayait de régler les affaires par la guerre, la cruauté et la destruction ». Un an plus tard, Strasbourg accueille la Cour européenne des droits de l'homme. Puis, en 1952, la Communauté européenne du charbon et de l'acier (CECA). En 1969, l'Institut des droits de l'homme. En 1972, le Centre européen de la jeunesse. En 1979, le Parlement européen est élu pour la première fois au suffrage universel et son maintien à Strasbourg confirmé.
Tombé en désuétude, le tramway effectue son dernier voyage le 1er mai 1960. Le nouveau pont de l'Europe, reliant Strasbourg et Kehl, est inauguré le 23 septembre de la même année.
Le préfet du Bas-Rhin, siégeant à Strasbourg, devient également préfet de la région Alsace à partir de 1964.
La communauté urbaine de Strasbourg (CUS) est créée le 4 décembre 1967. Elle regroupe 27 communes et est l’une des quatre premières communautés urbaines de France avec Lyon, Lille et Bordeaux. Son objectif est d’optimiser la gestion des différentes communes. Au cours des années 1970, le port autonome se développe et le charbon laisse progressivement place à des marchandises à plus forte valeur ajoutée (pétrole, produits chimiques).
En 1967, le Conseil de l'Europe donnait à la ville de Strasbourg le prix de l'Europe.
Durant les Trente Glorieuses, de grands projets urbains sont mis à pied d’œuvre. Les édifices historiques sont restaurés et le quartier de l’Esplanade est construit. Les logements sociaux se multiplient, notamment dans les quartiers de Neuhof et de Hautepierre. L’université de Strasbourg est scindée en trois en 1970 puis est finalement réunifiée en 2009.
La ville célèbre son bimillénaire en 1988. À cette occasion, la fontaine de Janus — dessinée par l'artiste strasbourgeois Tomi Ungerer — est érigée au nord de la place Broglie.
En 1991, c'est à Strasbourg qu'est déployé et testé le premier réseau de téléphonie mobile français : le Bi-Bop.
Après avoir envisagé la réalisation d'un métro automatique, la ville opte finalement pour la construction d'un nouveau réseau de tramway. La première ligne est ouverte le 25 novembre 1994 et connaît un vif succès. Les dernières extensions, réalisées en 2020, font du réseau strasbourgeois l'un des plus grands[réf. souhaitée] de France. La quasi-totalité de la ville est accessible en tram qui se divise en six lignes. En novembre 2013, la première ligne du bus à haut niveau de service de Strasbourg est mise en service.
L'achèvement du premier tronçon de la LGV Est européenne en 2007 place Strasbourg à 2 h 20 min de Paris et renforce la position centrale de la ville au sein de l'Europe. Le second tronçon de cette ligne à grande vitesse est mis en service le 3 juillet 2016. La capitale alsacienne est désormais à 1 h 46 min de Paris.
Strasbourg mise beaucoup sur la coopération transfrontalière. La convention relative à la création de l'Eurodistrict Strasbourg-Ortenau a été paraphée en 2005. Son objectif est double : développer les échanges entre Strasbourg et l'Allemagne d'une part, et d'autre part franchir une nouvelle étape dans la construction de l'Europe en posant les jalons de ce qui pourrait être une métropole binationale de près d'un million d'habitants. L'accord de 2005 vise en effet à développer des projets communs dans les principaux domaines (transports, urbanisme, éducation, santé, emploi, environnement). L'Eurodistrict regroupe notamment les villes de Strasbourg, Kehl, Offenbourg, Lahr et Achern. Un arrêté préfectoral paru le 1er février 2010 rend officiel l'Eurodistrict dans sa forme de groupement européen de coopération territoriale (CEGT).
Pour des raisons de rationalisation et d'internationalisation, le 1er janvier 2009 marque la fusion des trois universités strasbourgeoises : Louis-Pasteur pour les sciences, Robert-Schumann pour le droit, et Marc-Bloch pour les lettres. L'université de Strasbourg redevient ainsi un établissement unique tel qu'il avait été fondé au XVIe siècle.
Les 3 et 4 avril 2009, Strasbourg accueille le 21e sommet de l'OTAN.
Entre septembre 2014 et septembre 2015, la ville célèbre le millénaire des fondations de la cathédrale par une série d’événements et de manifestations.
Le 1er janvier 2015, la Communauté urbaine de Strasbourg devient l'Eurométropole de Strasbourg.
Depuis le 1er janvier 2016, la ville est le chef-lieu de la nouvelle région Grand Est (Alsace-Champagne-Ardenne-Lorraine).
Le soir du 11 décembre 2018, le centre-ville est le théâtre d'un attentat djihadiste à proximité du marché de Noël. Un terroriste ouvre le feu sur des passants, cinq personnes sont mortellement blessées, le terroriste est abattu après deux jours de cavale. L'attaque est revendiquée par Daech.

Hôtel de la collectivité européenne d’Alsace (ancien hôtel du département).

Le 1er janvier 2021, les départements du Bas-Rhin et du Haut-Rhin sont regroupés au sein de la collectivité européenne d'Alsace. Les deux préfectures, à Strasbourg et Colmar, sont cependant maintenues. Le siège de cette nouvelle collectivité est fixé à Strasbourg mais les assemblées se tiennent à Colmar.

### Strasbourg, capitale européenne
En changeant quatre fois de nationalité en 75 ans (entre 1870 et 1945), Strasbourg est devenue la ville symbole de la réconciliation franco-allemande et, plus globalement, de l'unité européenne. Strasbourg est considérée comme « capitale européenne » du fait de la présence de nombreuses institutions de l'Union européenne mais également de l'Europe continentale, au même titre que Bruxelles, Luxembourg et Francfort-sur-le-Main. Par ailleurs, Strasbourg est la deuxième ville diplomatique française avec 1 ambassade, 41 consulats (dont Allemagne, Belgique, Luxembourg, Portugal…), 47 représentations permanentes d'États membres auprès du Conseil de l'Europe, ainsi qu'une centaine d'ONG à caractère international. Strasbourg est par ailleurs la seule ville française siège d’institutions européennes et une des rares villes avec New York, Genève et Lyon à accueillir des institutions internationales sans être la capitale d'un État.
Strasbourg est, depuis 1920 et en conséquence du traité de Versailles, le siège de la première institution intergouvernementale jamais créée, la Commission centrale pour la navigation du Rhin. Cette commission avait été instituée à la suite du traité de Vienne, en 1815, et siégeait auparavant à Mannheim. Elle regroupe cinq pays : la France, l’Allemagne, la Suisse, la Belgique et les Pays-Bas.

#### Institutions européennes

##### Conseil de l’Europe

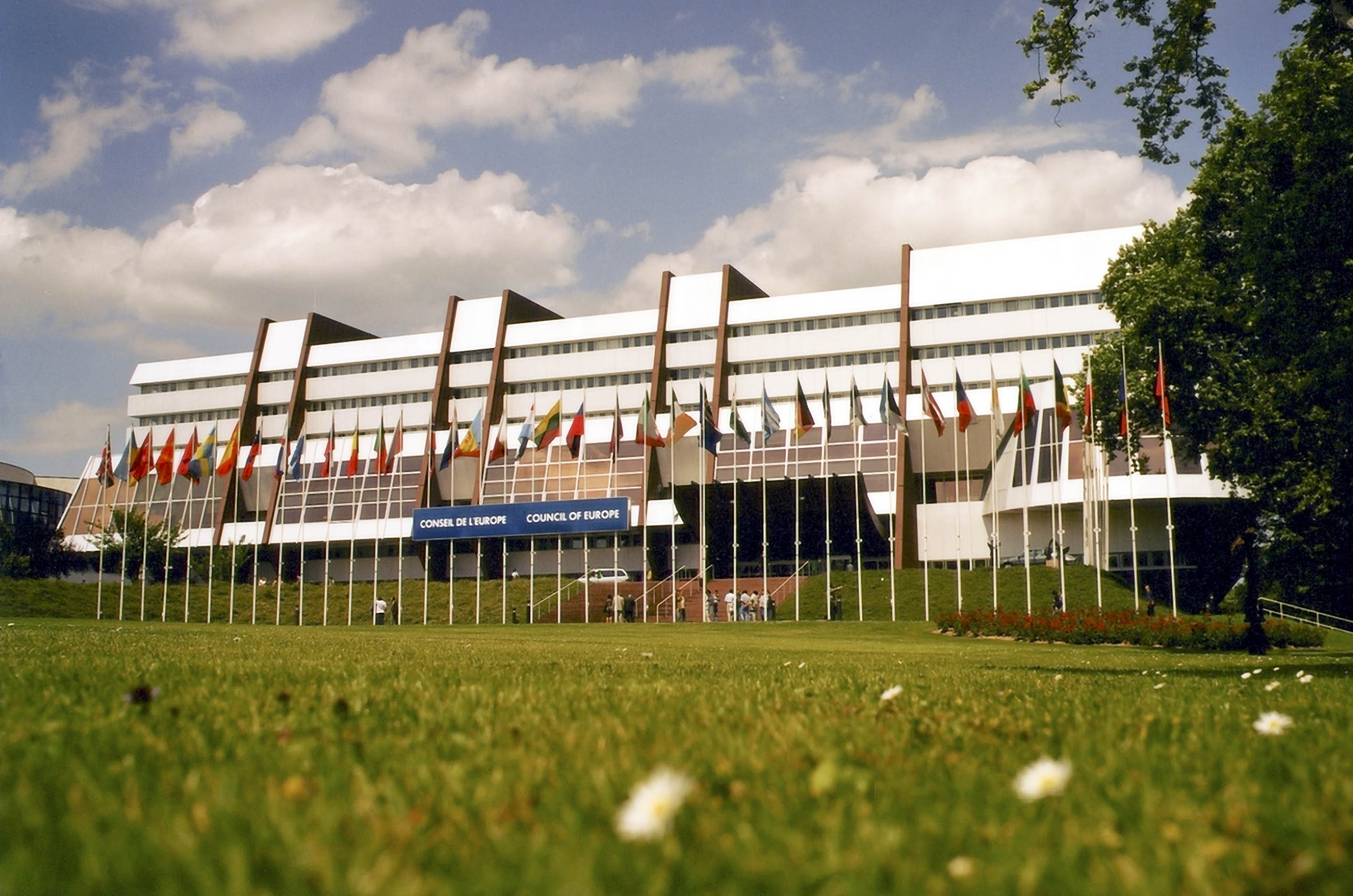
Le palais de l'Europe, œuvre de l'architecte Henry Bernard, abrite le Conseil de l'Europe.

Créé en 1949, le Conseil de l'Europe a pour objectif la défense des droits de l’homme, la mise en valeur de l’identité culturelle de l’Europe, la recherche de solutions aux problèmes de société (notamment la discrimination, le terrorisme, la bioéthique…), le développement de la stabilité démocratique. Cette institution regroupe 47 États. Le budget 2007 du Conseil de l’Europe est de 197 millions d’euros.
Strasbourg regroupe d'autres administrations européennes comme le Secrétariat général du Conseil de l'Europe dont le rôle est d'assurer la préparation et le bon fonctionnement de ses travaux. Il conserve également les actes et archives du Conseil. La ville abrite le Comité des ministres du Conseil de l'Europe qui est l'instance décisionnelle du Conseil de l'Europe et les 47 missions diplomatiques auprès du Conseil de l'Europe.
L'Assemblée parlementaire du Conseil de l'Europe, dont la première session date du 5 mai 1949, est la plus ancienne assemblée pluraliste internationale. Elle se réunit quatre fois par an en sessions plénières au palais de l'Europe à Strasbourg afin d'examiner les rapports et les projets relatifs à l'actualité européenne. Elle est ainsi un organe décisionnel, l'assemblée devant être consultée sur tous les traités internationaux émanant du Conseil de l'Europe.

##### Cour européenne des droits de l’homme
Créée en 1959, la Cour européenne des droits de l'homme (CEDH) occupe le palais des droits de l'homme construit entre 1991 et 1995. Cette cour est un organe juridictionnel rattaché au Conseil de l'Europe qui est chargé de traiter les requêtes relatives à la violation de la Convention européenne des droits de l'homme.

##### Parlement européen

Parlement européen

C’est l’organe parlementaire de l’Union européenne. Il regroupe 705 députés, élus par les citoyens européens. Il joue un rôle essentiel dans l'élaboration de la législation, notamment sur la protection de l'environnement, le droit du consommateur, le transport et la lutte contre les discriminations.
Lors du Conseil européen d'Édimbourg, les 11 et 12 décembre 1992, les gouvernements des États membres sont parvenus à un accord sur les sièges des institutions, aux termes duquel :
- le Parlement européen a son siège à Strasbourg où se tiennent les 12 périodes annuelles de session, y compris la session budgétaire ;
- les sessions plénières additionnelles se tiennent à Bruxelles ;
- les commissions parlementaires siègent à Bruxelles ;
- le Secrétariat général et ses services restent installés à Luxembourg.

Cette décision a suscité des critiques de la part de certains députés partisans du siège bruxellois. Cependant la Cour de justice (arrêt du 1er octobre 1997 ; - C 345/95) a confirmé qu'elle fixe bien le siège du Parlement conformément à l'art. 289 CE. Le contenu de cette décision a été inclus dans le traité d'Amsterdam sous forme d'un protocole annexé aux traités communautaires, ce que le Parlement européen a regretté. Le 24 octobre 2006, le Parlement a officialisé l'achat de l'ensemble de ses bâtiments strasbourgeois, scellant par là son ancrage dans la ville.
Le calendrier des sessions est fixé chaque année par le Parlement, sur proposition de la Conférence des présidents.

##### Autres institutions et organismes européens

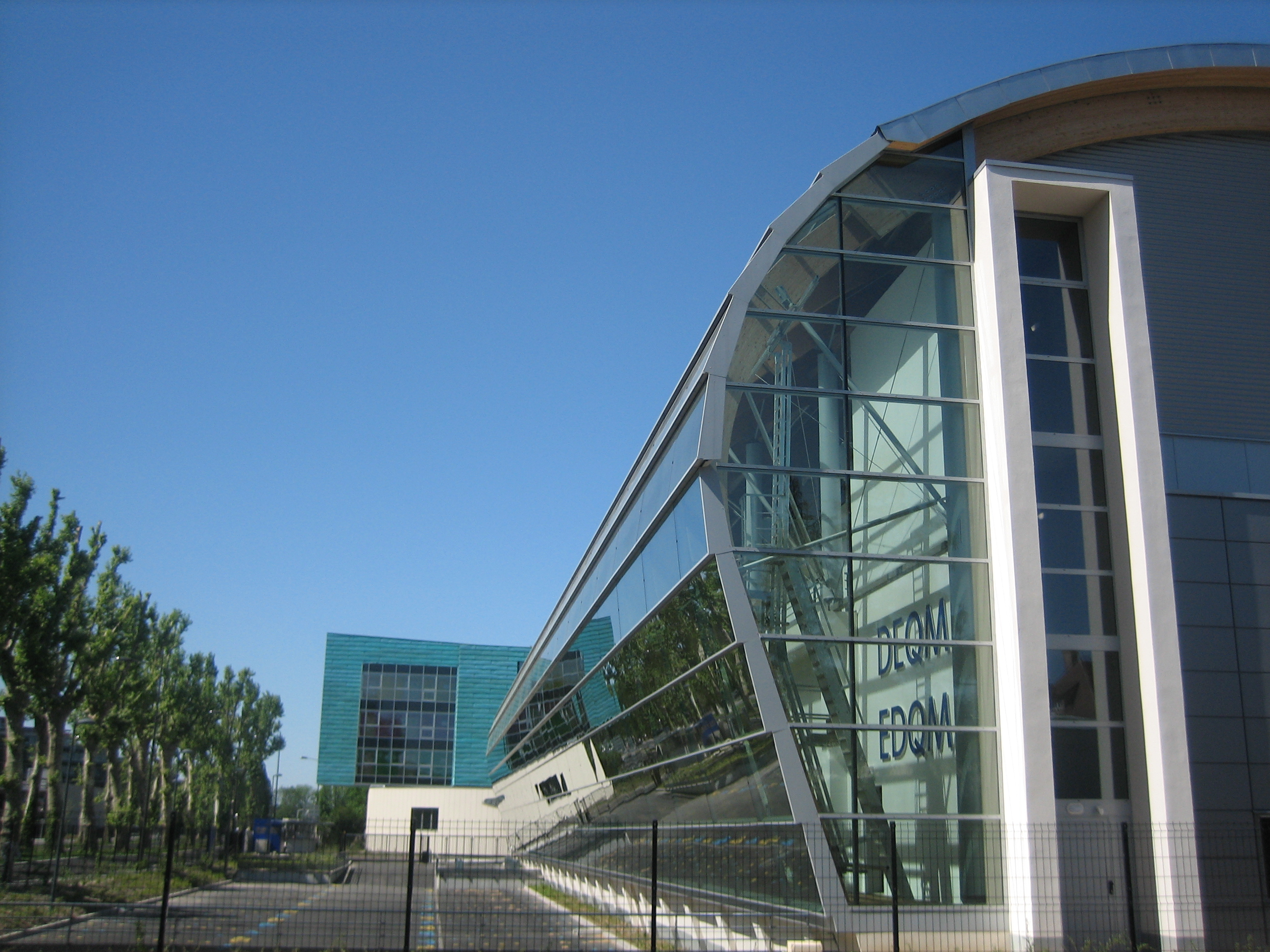
La Pharmacopée européenne.

Strasbourg accueille d'autres institutions ou organismes européens, la plupart d'entre elles n'ont de rapport ni avec le Conseil de l'Europe ni avec l'Union européenne :
- le Commissaire aux droits de l'homme ;
- la Pharmacopée européenne qui a pour mission l’élaboration d’une pharmacopée commune entre les différents pays du Conseil de l'Europe. Elle a d'ores et déjà une valeur supérieure aux différentes pharmacopées nationales ;
- le Centre européen de la jeunesse depuis 1972 ;
- l'Observatoire européen de l'audiovisuel depuis 1992 ;
- le Fonds Eurimages ;
- le corps européen (créé en 1992) et son bataillon de soutien ;
- le 291e Jägerbataillon de la brigade franco-allemande ;
- le centre d’hébergement des bases de données de l'espace Schengen dépendant de l'Agence européenne pour la gestion opérationnelle des systèmes d'information à grande échelle au sein de l'espace de liberté, de sécurité et de justice (EU-Lisa) ;
- la Commission centrale pour la navigation du Rhin, qui est la plus ancienne organisation internationale au monde (fondée en 1815 et siégeant à Strasbourg depuis 1920) ;
- la chaîne de télévision franco-allemande Arte ;

- la Fondation européenne de la science (FSE) ;
- le programme scientifique Frontière humaine ;
- l'Assemblée des régions d'Europe ;
- la Plate-forme européenne des instances de régulation (EPRA) ;
- la Coopérative internationale de recherche en matière de communication (CIRCOM) ;
- le Médiateur européen, organe de l'Union européenne ;
- l'Institut européen de la propriété industrielle ;
- l'International Space University (ISU).

###### Organisme mondial
- la Commission internationale de l'état civil (CIEC) ;

#### Principaux écueils
Le contrat triennal instauré en 1980 sous l’impulsion de Pierre Pflimlin, a pour objectif d’accroître le rayonnement de la ville en finançant d’importants projets culturels, éducatifs ou d'infrastructures. Le dernier contrat en date, 2015-2017, pèse 146 millions d'euros. La région Alsace y apporte 13,17 millions, l’État 37,68 millions, le conseil général du Bas-Rhin 3,46 millions, la ville et sa communauté urbaine 81,1 millions et d’autres partenaires 10,86 millions. 32,18 millions seront destinés à l'Orchestre philharmonique de Strasbourg, les liaisons aériennes bénéficieront de 24,11 millions de subventions et 16 millions seront réservés pour les extensions du tramway et les études sur le futur tram-train.
Le contrat arrivé à échéance en 2011 pesait 244,5 millions d’euros. 110,4 millions d'euros étaient destinés à améliorer l'accessibilité de la ville (accélération des projets de ligne à grande vitesse, financement du déficit de certaines lignes aériennes notamment), 61,8 millions étaient destinés à l'enseignement supérieur, la recherche et l'éducation et 72,1 millions ont été consacrés au renforcement culturel de Strasbourg. La participation de l'État s’élevait au total à 117,5 millions d'euros.
Depuis l’arrivée du TGV Est en juin 2007 et du TGV Rhin-Rhône en 2011, l'accessibilité de la ville s'est améliorée. Strasbourg est reliée à Stuttgart, Munich et Francfort-sur-le-Main par TGV, grâce à la reconstruction du pont ferroviaire sur le Rhin.
Achevé en 2002, le pont Pierre-Pflimlin est tout un symbole puisque depuis le XIIe siècle, seuls huit ponts reliant la France à l’Allemagne ont été construits. Si l’idée d’un nouveau pont reliant les deux pays à hauteur de Strasbourg remonte aux années 1950, ce n’est qu’en 1996 que le projet a pris sa forme définitive. Ce pont est un instrument économique important : il améliore sensiblement l’accessibilité de la ville depuis l’Allemagne, assurant une meilleure desserte du port autonome de Strasbourg et de l’aéroport de Strasbourg-Entzheim.

#### Initiatives franco-allemandes

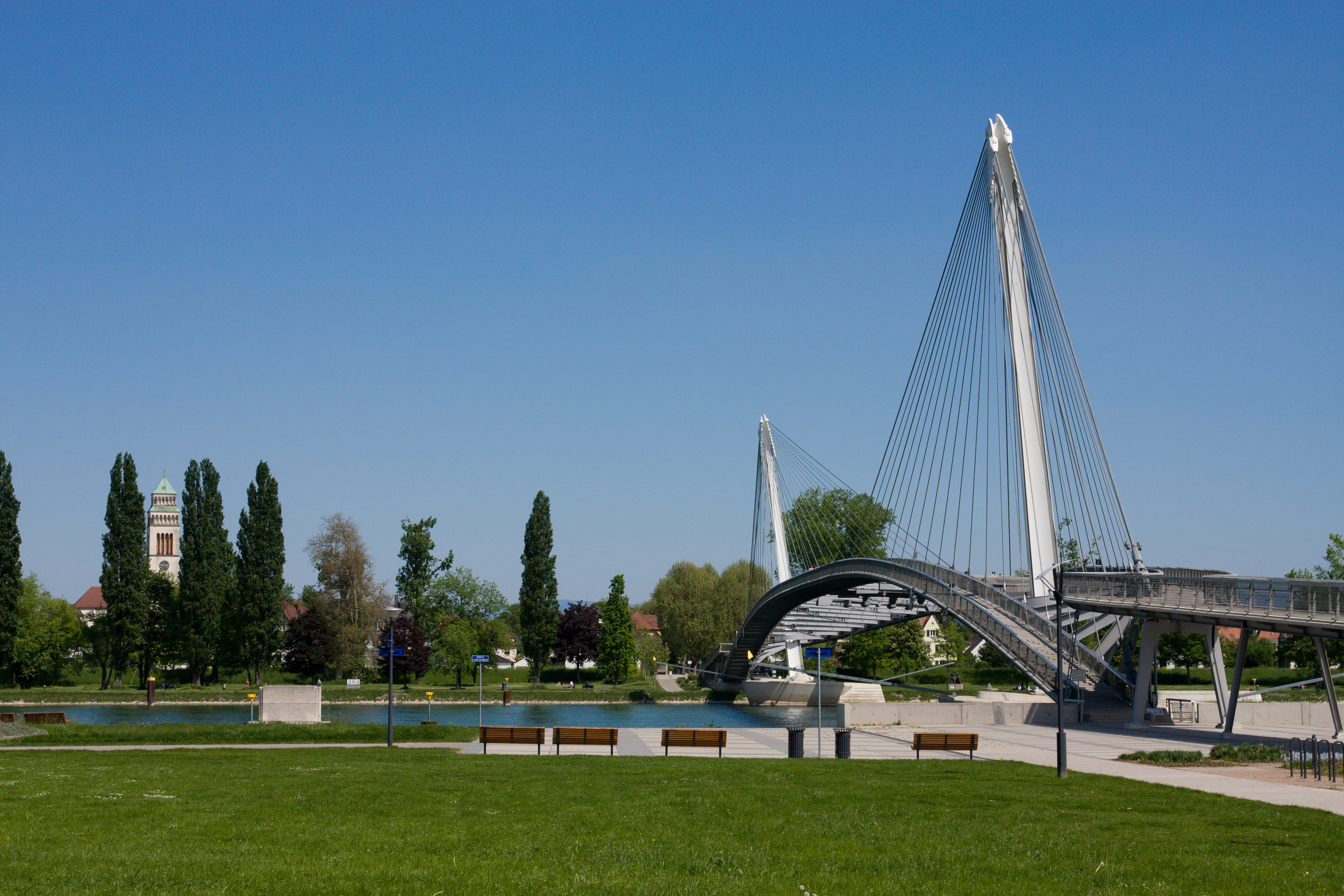
La passerelle Mimram du jardin des Deux Rives.

La ville est au centre de nombreuses initiatives franco-allemandes ; aménagé en 2004, le jardin des Deux Rives est un parc situé le long du Rhin. Il relie Strasbourg à la ville allemande de Kehl par une passerelle piétonne, la passerelle Mimram.
Autre initiative : le Forum franco-allemand créé en 1998, qui est à la fois un salon de recrutement et un salon de l’étudiant. Organisé tous les ans à l’automne par l’université franco-allemande, le forum a lieu à Strasbourg pendant deux jours. Son objectif est de réunir sous un même toit lycéens, étudiants et doctorants, entreprises, établissements d’enseignement supérieur français et allemands, ainsi que toutes les institutions engagées dans le rapprochement franco-allemand, afin de favoriser la prise d’information et les contacts en vue d’une formation binationale, d’un stage ou d’une embauche.
Lancé en 2007, le programme « Gemeinsam mehr Chancen - Avancer ensemble » vise quant à lui à intensifier les échanges scolaires franco-allemands.
La municipalité projette par ailleurs la construction d'une piscine franco-allemande, située sur la rive française du Rhin. Les rives du fleuve constituent en effet une zone vaste à fort potentiel, mais qui a été délaissée jusqu'au milieu des années 1990.
En 2010 est lancé un projet transfrontalier d´expérimentation de 100 véhicules hybrides rechargeables entre Strasbourg, Offenbourg et Karlsruhe.

## Politique et administration
Strasbourg est la préfecture du département du Bas-Rhin et le chef-lieu de la région Grand Est. Elle est également le siège de la collectivité européenne d'Alsace.

### Vie politique

Hôtel de Hanau, l'hôtel de ville de Strasbourg depuis 1806.

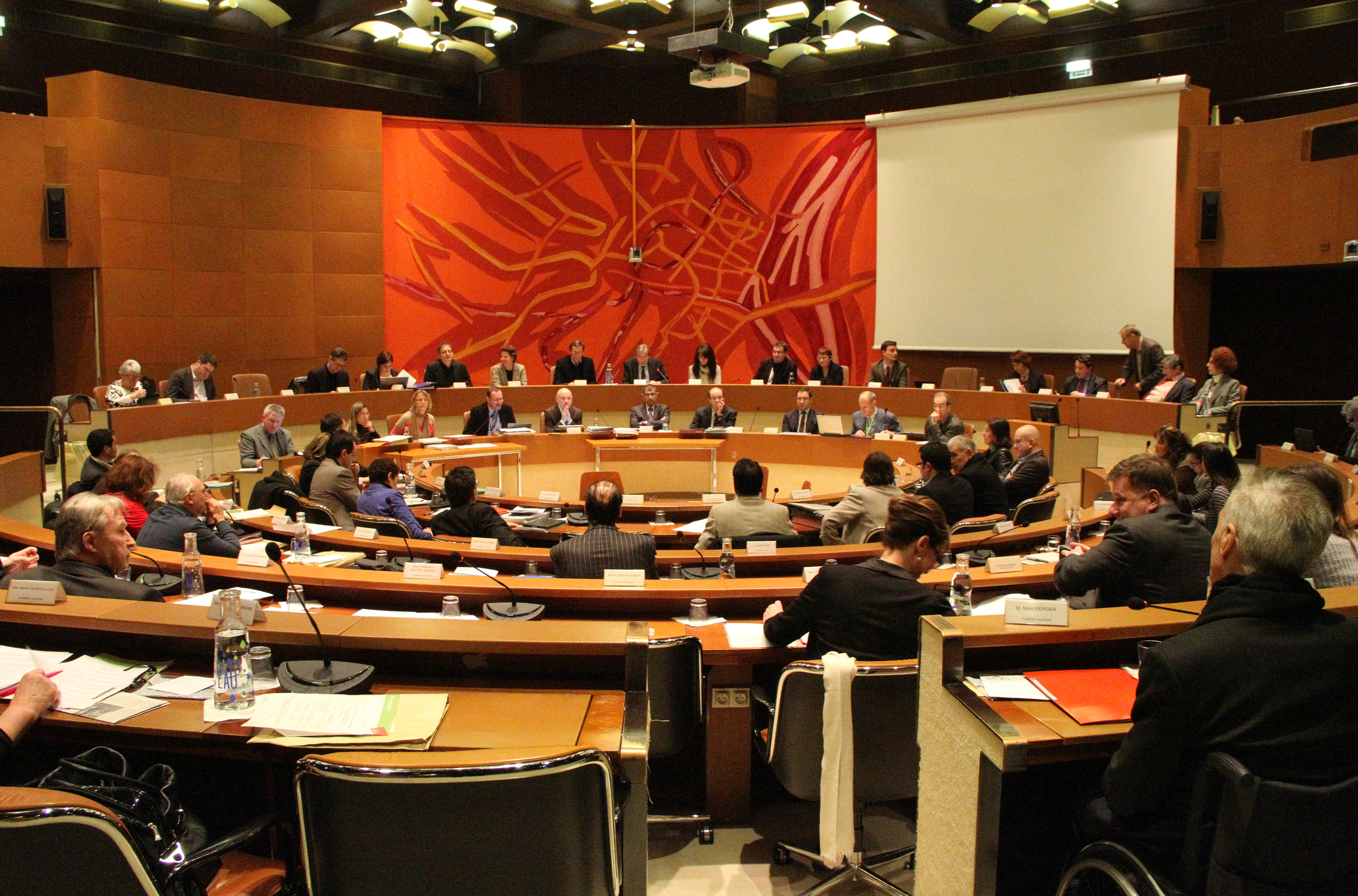
Réunion du conseil municipal de Strasbourg le 21 janvier 2013.

Le conseil municipal strasbourgeois compte, en plus du maire, 43 conseillers municipaux et 21 adjoints au maire. À la suite des élections municipales de mars 2008, Roland Ries (PS) devient maire de Strasbourg et succède à Fabienne Keller (UMP). Roland Ries avait déjà exercé cette fonction entre 1997 et 2000 à la suite de la nomination de Catherine Trautmann (PS) au sein du gouvernement Jospin.
Historiquement, Strasbourg n'a pas d'ancrage politique particulier au sein d'une région qui est pourtant traditionnellement de centre droit. Avant la Seconde Guerre mondiale, la ville était majoritairement de gauche, voire d'extrême gauche avec l'élection de Charles Hueber en 1929. En 1935, la droite prend la tête de la ville avec Charles Frey, qui sera réélu à la fin du conflit, en 1945. Après le long mandat de Pierre Pflimlin, qui dirige la ville entre 1959 et 1983, et celui de Marcel Rudloff, maire de 1983 à 1989, les forces politiques se sont équilibrées.
Majoritaire en nombre de voix depuis 1989, le Parti socialiste strasbourgeois est marqué par une rivalité entre deux tendances : la tendance sociale-démocrate menée par Catherine Trautmann, Armand Jung et Robert Herrmann et la tendance sociale-libérale menée par Roland Ries et Alain Fontanel, proche aujourd'hui de La République en marche.
Lors de l'élection présidentielle de 2007, le candidat Nicolas Sarkozy a remporté 51,08 % des suffrages contre 48,92 % pour la candidate socialiste Ségolène Royal. Quelques semaines plus tard, lors des élections législatives, le seul député PS d'Alsace est réélu dans la première circonscription (centre de Strasbourg) avec plus de 56 % des voix.
François Hollande est arrivé en tête lors des premier et second tours de l'élection présidentielle de 2012, avec 54,7 % des voix au second tour. Lors des élections législatives de la même année, la première circonscription du Bas-Rhin, entièrement localisée sur Strasbourg, a vu Armand Jung (PS) remporter le scrutin. La deuxième, située sur certains cantons de la ville et la commune voisine d'Illkirch-Graffenstaden, a vu remporter Philippe Bies (PS). En revanche, c'est un candidat UMP, André Schneider, qui a remporté les élections dans la troisième circonscription (quartiers nord de Strasbourg et quelques communes voisines).

#### Récapitulatif de résultats électoraux récents
| Scrutin              | 1er tour | 1er tour | 1er tour | 1er tour | 1er tour | 1er tour | 1er tour | 1er tour | 1er tour | 1er tour | 1er tour | 1er tour | 2d tour     | 2d tour     | 2d tour     | 2d tour     | 2d tour     | 2d tour     | 2d tour     | 2d tour     | 2d tour     | 2d tour     | 2d tour     | 2d tour     |
| Scrutin              | 1er      | 1er      | %        | 2e       | 2e       | %        | 3e       | 3e       | %        | 4e       | 4e       | %        | 1er         | 1er         | %           | 2e          | 2e          | %           | 3e          | 3e          | %           | 4e          | 4e          | %           |
| -------------------- | -------- | -------- | -------- | -------- | -------- | -------- | -------- | -------- | -------- | -------- | -------- | -------- | ----------- | ----------- | ----------- | ----------- | ----------- | ----------- | ----------- | ----------- | ----------- | ----------- | ----------- | ----------- |
| Municipales 2014     |          | UMP      | 32,93    |          | PS       | 31,24    |          | FN       | 10,94    |          | EELV     | 8,52     |             | PS          | 46,96       |             | UMP         | 45,03       |             | FN          | 8,01        | Pas de 4e   | Pas de 4e   | Pas de 4e   |
| Européennes 2014     |          | PS       | 23,35    |          | UMP      | 19,2     |          | FN       | 14,64    |          | EELV     | 12,84    | Tour unique | Tour unique | Tour unique | Tour unique | Tour unique | Tour unique | Tour unique | Tour unique | Tour unique | Tour unique | Tour unique | Tour unique |
| Régionales 2015      |          | LR       | 31,78    |          | PS       | 22,21    |          | FN       | 18,73    |          | EELV     | 12,11    |             | LR          | 67,98       |             | FN          | 17,76       |             | PS          | 14,26       | Pas de 4e   | Pas de 4e   | Pas de 4e   |
| Présidentielles 2017 |          | EM       | 27,76    |          | LFI      | 24,36    |          | LR       | 19,84    |          | FN       | 12,17    |             | EM          | 81,24       |             | FN          | 18,76       | Pas de 3e   | Pas de 3e   | Pas de 3e   | Pas de 4e   | Pas de 4e   | Pas de 4e   |
| Européennes 2019     |          | LREM     | 27,75    |          | EELV     | 20,69    |          | RN       | 12,80    |          | PS       | 7,70     | Tour unique | Tour unique | Tour unique | Tour unique | Tour unique | Tour unique | Tour unique | Tour unique | Tour unique | Tour unique | Tour unique | Tour unique |
| Municipales 2020     |          | EELV     | 27,88    |          | LREM     | 19,86    |          | PS       | 19,77    |          | LR       | 18,26    |             | EELV        | 41,70       |             | UDC         | 34,95       |             | PS          | 19,77       | Pas de 4e   | Pas de 4e   | Pas de 4e   |
| Régionales 2021      |          | UGE      | 25,61    |          | LR       | 24,69    |          | LREM     | 14,93    |          | Gs - LFI | 12,77    |             | UGE         | 36,11       |             | LR          | 35,04       |             | LREM        | 15,89       |             | RN          | 12,96       |
| Présidentielle 2022  |          | LFI      | 35,48    |          | LREM     | 30,19    |          | RN       | 11,06    |          | EELV     | 6,41     |             | LREM        | 77,65       |             | RN          | 22,35       | Pas de 3e   | Pas de 3e   | Pas de 3e   | Pas de 4e   | Pas de 4e   | Pas de 4e   |

L'Eurométropole de Strasbourg (ancienne Communauté urbaine de Strasbourg) est présidée par Pia Imbs depuis le 15 juillet 2020. Elle succède à Robert Herrmann (PS).
| Période  | Période  | Identité            | Étiquette               | Qualité |
| -------- | -------- | ------------------- | ----------------------- | --- |
| 1989     | 1997     | Catherine Trautmann | PS                      | Théologienne. Bat Marcel Rudloff en 1989. Nommée ministre de la Culture, elle démissionne en cours de mandat. |
| 1997     | 2000     | Roland Ries         | PS                      | Enseignant, adjoint faisant fonction.                                                                         |
| 2000     | 2001     | Catherine Trautmann | PS                      | Elle reprend son mandat de maire après avoir quitté le ministère de la Culture.                               |
| 2001     | 2008     | Fabienne Keller     | UDF puis UMP            | Sénatrice, fonctionnaire, elle bat Catherine Trautmann en 2001.                                               |
| 2008     | 2020     | Roland Ries         | PS puis DVG (app. LREM) | Enseignant, consultant en transports publics, il bat Fabienne Keller en 2008.                                 |
| mai 2020 | en cours | Jeanne Barseghian   | EÉLV puis LÉ            | Juriste, elle bat Catherine Trautmann qui se représentait et Alain Fontanel.                                  |

### Cantons de Strasbourg

Plan de Strasbourg Eurométropole.

Strasbourg est divisée en six cantons :
- le 1er canton (Grande Île, Finkwiller, Krutenau, Bourse, Heyritz et une partie du Neudorf) compte 48 009 habitants ;
- le 2e canton (Gare, Montagne Verte, Elsau, Koenigshoffen et une partie du quartier des Halles) compte 42 347 habitants ;
- le 3e canton (Cronenbourg, Hautepierre et Poteries) compte 46 654 habitants ;
- le 4e canton (La Robertsau, cité de l'Ill, Wacken, Contades, Tribunal et une partie du quartier des Halles) compte 43 649 habitants ;
- le 5e canton (Université, Orangerie, Conseil des Quinze, Esplanade et une partie du Port du Rhin) compte 40 220 habitants ;
- le 6e canton (Meinau, Plaine des Bouchers, Neuhof et une partie du Neudorf et du Port du Rhin) compte 55 291 habitants.

### Sécurité

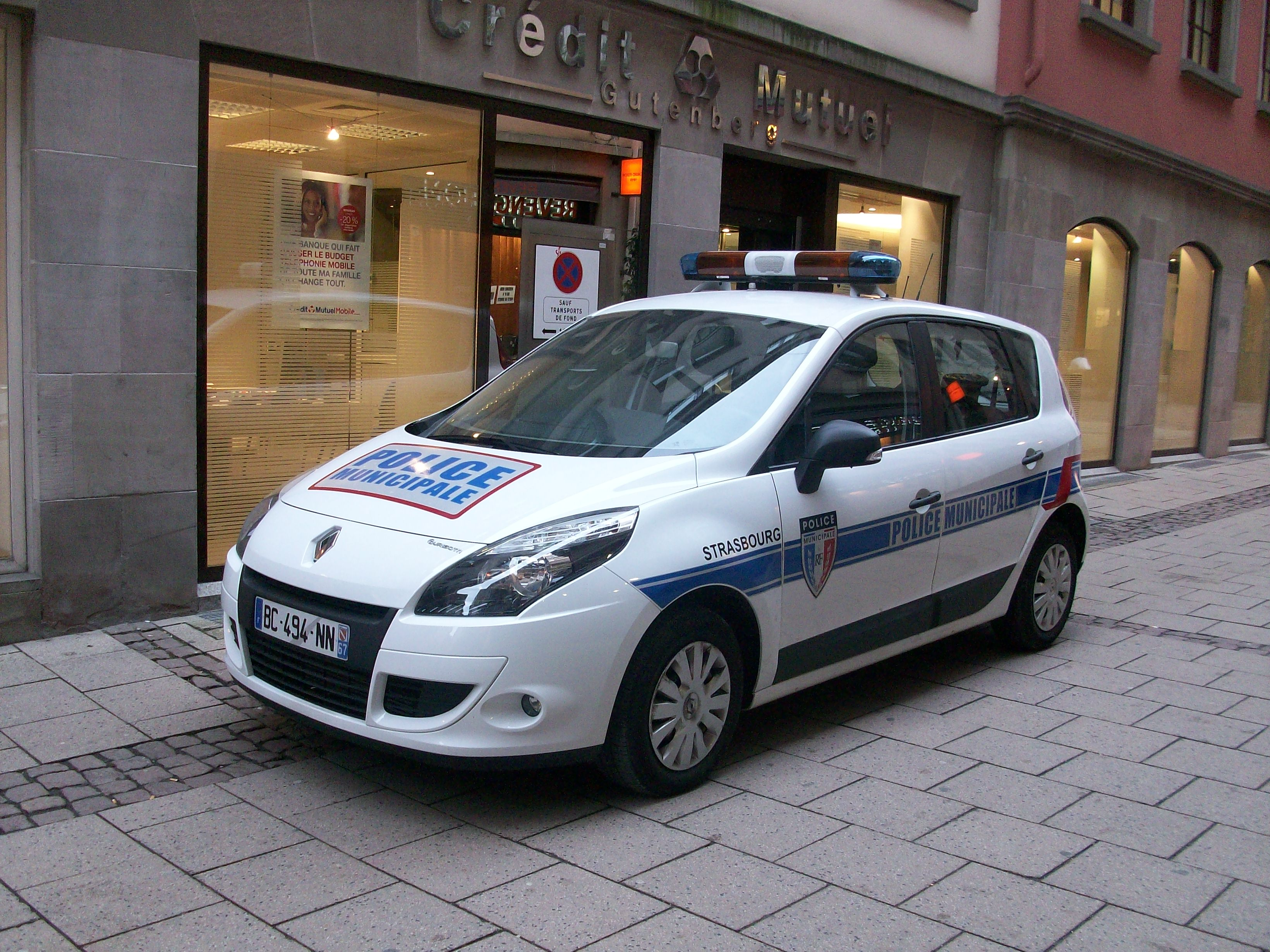
Voiture de la police municipale de Strasbourg (Renault Scénic III).

Le taux de criminalité à Strasbourg est de 78,18 actes pour 1 000 habitants en 2009 et est donc sensiblement supérieur à la moyenne nationale (56,39 ‰). Nonobstant, la ville se place dans la moyenne basse des grandes villes françaises, à mi-chemin entre Nice (109,12 ‰) et Orléans (66,37 ‰). On compte un policier pour 398 habitants en 2011.
Le nouvel hôtel de police (NHP) situé route de l'hôpital, derrière le centre administratif de l'Eurométropole, a été inauguré en 2002. Il remplace l'ancien commissariat central qui se trouvait rue de la Nuée-Bleue et qui a définitivement fermé en 2009. Strasbourg compte également plusieurs bureaux de police : à la Meinau, à Hautepierre, à Koenigshoffen, à La Robertsau, au Neuhof, au Neudorf et à la gare.
La Compagnie républicaine de sécurité no 37 est installée à La Robertsau. La CRS autoroutière est basée à Cronenbourg.
Avec 158 policiers (en 2012), la Police municipale de Strasbourg est l'une des plus importantes de France. Ces derniers sont dotés de motos, vélos, scooters et de voitures. Le bureau de la Police municipale se trouve au no 1 parc de l'Etoile.
La Gendarmerie nationale occupe deux sites à proximité du musée d'art moderne, la caserne Ganeval et le quartier Sénarmont. Par le passé il existait aussi de petites gendarmeries à Neudorf, à Koenigshoffen et à La Robertsau.
La ville est le siège de la zone de défense et de sécurité Est depuis 2016. Auparavant le siège était situé à Metz, dans le département voisin de la Moselle. Le préfet de la région Grand Est étant également le préfet de la zone de défense et de sécurité. Les services de la préfecture de la zone Est restent quant à eux localisés à Metz.
À noter la présence d'une direction régionale des Douanes et droits indirects qui occupe l'hôtel des Douanes au no 11 avenue de la Liberté.
Strasbourg accueille également le centre d’hébergement des bases de données de l'espace Schengen (système d'information Schengen), dépendant de l'Agence de l'Union européenne pour la gestion opérationnelle des systèmes d'information à grande échelle (EU-Lisa), installé dans le quartier du Neuhof.

### Garnison

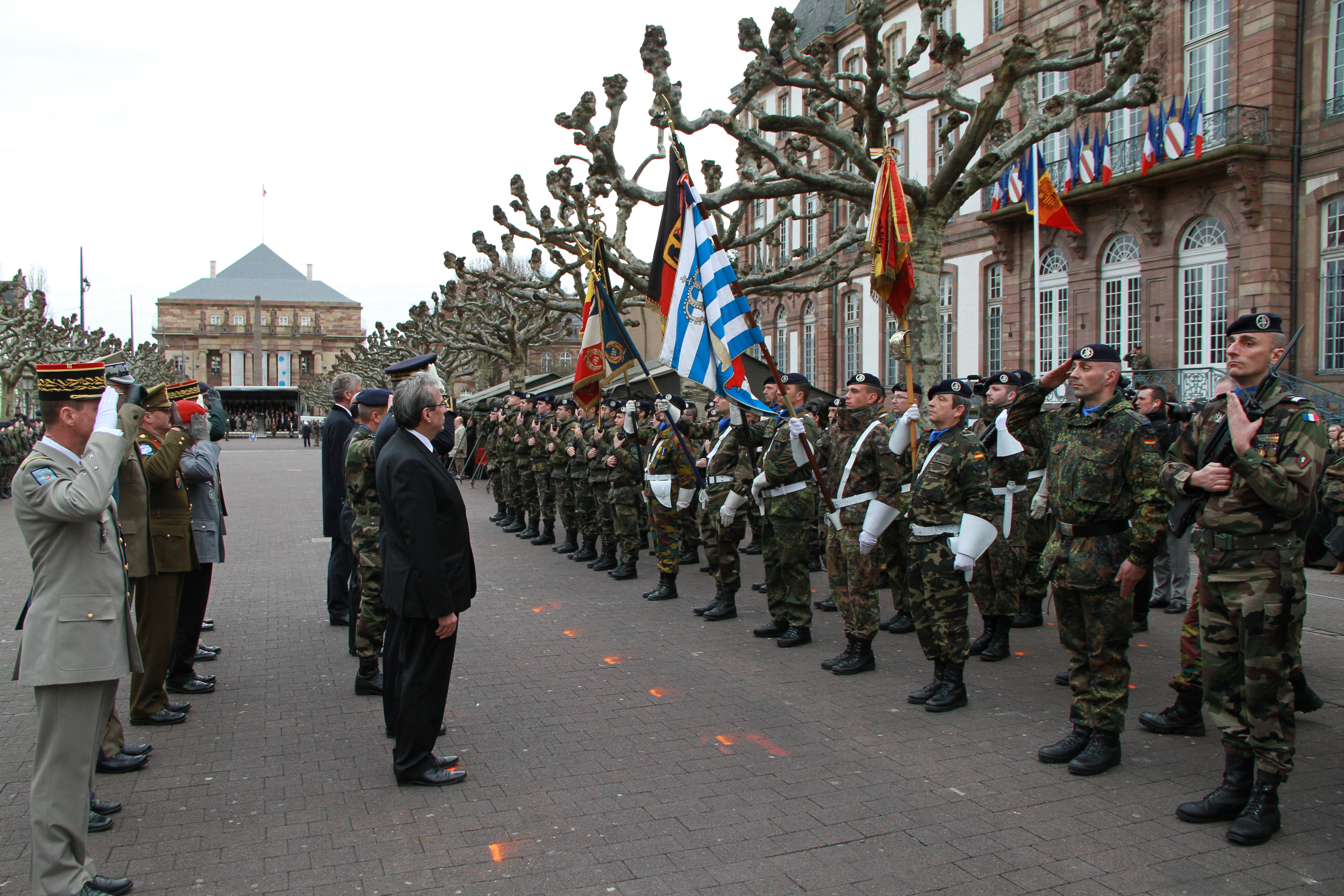
Prise d'armes du corps européen sur la place Broglie.

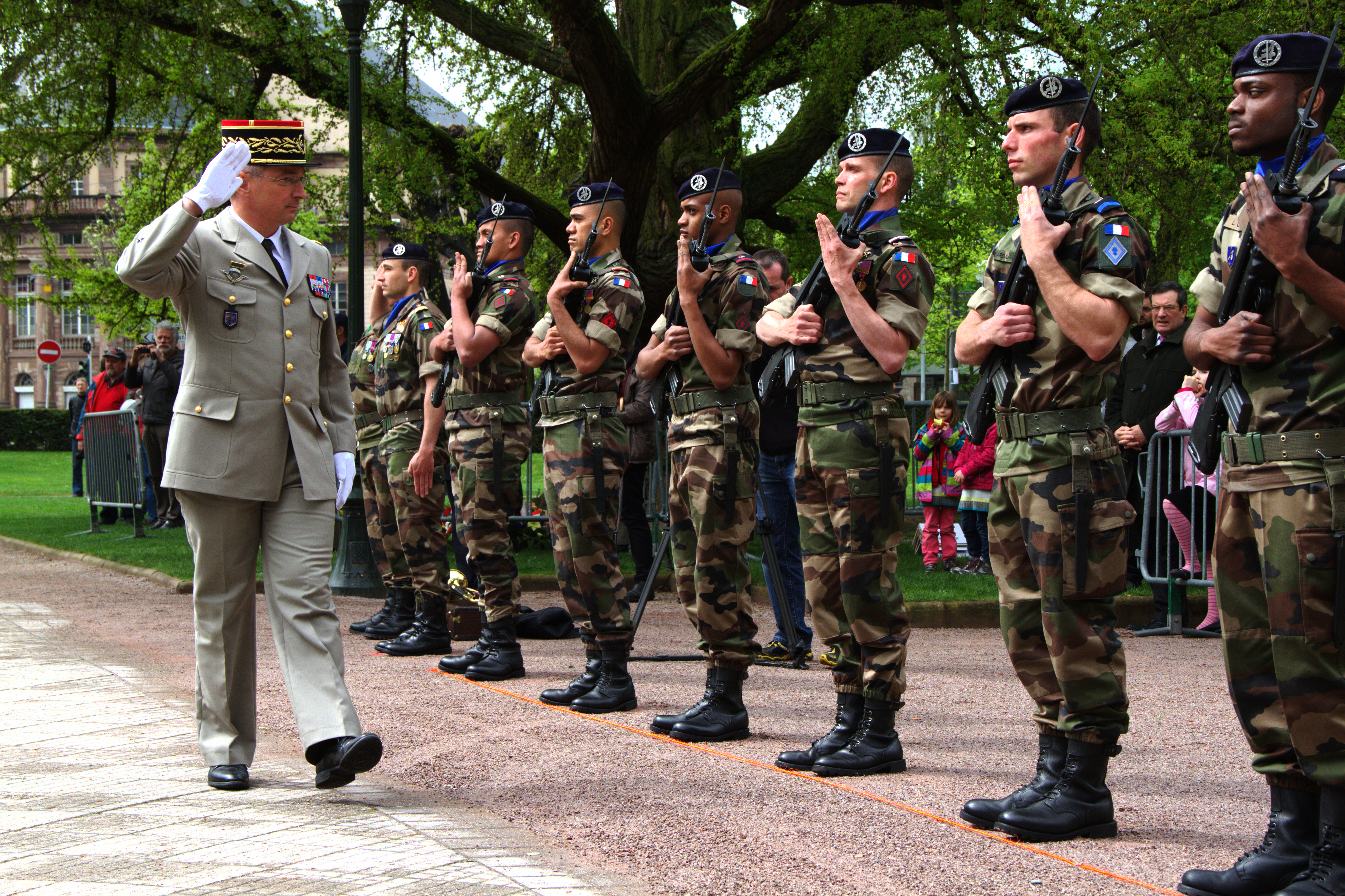
Le Gouverneur militaire de Strasbourg passe en revue les troupes.

En raison de sa situation géographique privilégiée, Strasbourg a toujours été un site stratégique. Lors de l'annexion, les autorités allemandes y stationnent une importante garnison (tout comme à Metz). En 1895, la ville compte 135 608 habitants dont 15 493 militaires. De nombreuses casernes sont construites, notamment dans le cadre de l'aménagement de la Neustadt, la plupart ont conservé leur affectation d'origine comme la vaste « Manteuffel Kaserne » actuel quartier Stirn, la « Illthor Kaserne » actuelle caserne Turenne, la « Train Kasernement » actuel quartier Lecourbe, la « Neue Feldartilleriekaserne » au Neuhof actuel quartier Lizé, la « Flieger Bataillon Nr.4 Kaserne » également au Neuhof actuel quartier Aubert de Vincelles (caserne Guynemer jusqu'en 1953) ou encore la « Fuss-Artillerie Kaserne » actuel quartier Sénarmont et la « St Margarethen Kaserne » en partie reconstruite en tant que caserne Ganeval (ces deux dernières sont aujourd'hui occupées par la Gendarmerie nationale). L'ancienne manutention militaire, « Proviantamt », a elle été réhabilitée pour accueillir le Pôle européen de gestion et d'économie.
En plus des casernes, les Allemands érigent aussi une ceinture de forts autour de la ville afin d'en assurer la défense (12 sont situés en Alsace et 3 sur la rive droite du Rhin).
Strasbourg disposait également d'un hôpital militaire. L'hôpital militaire Gaujot construit à la fin du XVIIe siècle est transformé en cité administrative en 1945. La même année, le 415e hôpital chirurgical d’évacuation mobile s'installe au quartier Lyautey (ancien quartier Lizé Nord) au Neuhof. Il devient ensuite hôpital des armées puis hôpital régional des armées en 1980 et enfin centre hospitalier des armées en 1986. L'hôpital militaire ferme en 1996 et devient une annexe des hôpitaux universitaires de Strasbourg jusqu'à sa fermeture définitive en 2008. Le site devrait accueillir un collège, un tiers-lieu et des logements.
Jusqu'à sa dissolution en 1994, la base aérienne 124 partageait ses infrastructures avec l'aéroport de Strasbourg-Entzheim.
L'École militaire de Strasbourg (EMS) est dissoute en 1985. Le Centre de formation interarmées au renseignement (CFIAR) — ancienne École interarmées du renseignement et des études linguistiques (EIREL) — s'est alors installée dans les anciens locaux de celle-ci au quartier Stirn. En 2021, le CFIAR quitte Strasbourg pour rejoindre Creil. La ville demeure un pôle important du renseignement militaire avec la présence du commandement des actions dans la profondeur et du renseignement (CAPR) qui comporte la brigade de renseignement et cyber-électronique (BRCE), le centre du renseignement terre (CRT) et une compagnie du bataillon de renseignement de réservistes spécialistes (B2RS).
La garnison de la ville est également européenne puisque Strasbourg accueille le corps européen (ou Eurocorps) depuis sa création en 1992. En 2010, le 291e Jägerbataillon (JgBtl 291) s’installe dans la commune voisine d’Illkirch-Graffenstaden. Il s’agit de la seule unité de la Bundeswehr stationnée en France dans le cadre de la brigade franco-allemande.
Le 1er régiment du génie (1er RG) était le régiment de tradition de la garnison de Strasbourg. Il est dissous en juin 2010 en même temps que la brigade du génie (BGen) dont l’état-major était aussi situé à Strasbourg.
L’état-major de la 2e brigade blindée (2e BB) est installé à Strasbourg, sa 2e compagnie de commandement et de transmissions blindée (2e CCTB) se trouve à Illkirch-Graffenstaden depuis le 1er juillet 2010.
La garnison de Strasbourg comprend aussi le groupement de soutien de la base de défense de Strasbourg - Haguenau - Colmar (GSBdD), le 5e centre médical des armées (CMA), une unité de soutien de l'infrastructure de la Défense (USID), un centre du service national (CSN), un centre information recrutement des forces armées (CIRFA) ainsi qu'un poste d'information et de recrutement de la Légion étrangère (PILE). Notons la présence d'un établissement public d'insertion de la Défense (EPIDE).
Strasbourg est l'une des sept villes françaises possédant un Gouverneur militaire, celui-ci réside dans l'hôtel de Deux-Ponts, place Broglie. Juste en face se trouve le cercle mixte de garnison. Strasbourg est également l'une des dernières villes qui dispose d'un maître bottier et d'un maître tailleur.
Autres unités ayant tenu garnison à Strasbourg :
- 2e régiment d'aviation de chasse, 1919-1933[189] ;
- 158e régiment d'infanterie, durant l'entre-deux guerres ;
- Groupe aérien d’observation no 553, 1933-1939 ;
- 8e régiment de hussards, 1921-1929[196] ;
- 3e régiment de hussards, 1933-1939[197] ;
- 172e régiment d'infanterie de forteresse, 1935-1939[193] ;
- 1er bataillon autonome du génie (devenu 12e bataillon du génie), 1948-1956[198] ;
- Centre de regroupement de la Légion étrangère[199] ;
- 12e régiment d'artillerie, 1962-1976 (caserné au quartier Leclerc à Illkirch-Graffenstaden à partir de 1966) ;
- État-major de la 6e brigade mécanisée, 1963-1977, puis 6e division blindée, 1977-1984 ;
- 6e régiment de commandement et de soutien, 1977-1984 ;
- 40e escadron de quartier général, 1969-1990[200] ;
- État-major de la 1re armée, 1969-1990 ;
- État-major de la division du Rhin, 1974-1993, puis brigade d'Alsace, 1993-1999 ;
- 62e groupement divisionnaire ;
- Centre de transmissions du 43e régiment de transmissions ;
- 5e régiment du matériel, 1985-1991 ;
- 29e bataillon de chasseurs à pied – réserve (en 1989) ;
- 156e régiment de commandement et de soutien – réserve (en 1989) ;
- 156e groupement de réparation – réserve (en 1989) ;
- 602e régiment de défense N.B.C – réserve (en 1989)[201] ;
- Commissariat de l'Armée de terre de Strasbourg, dissous le 31 décembre 2009 ;
- Commandement de la Marine à Strasbourg, créé en 2005 et dissous le 31 mai 2015[202],[203].

### Finances publiques et fiscalité
La capacité d'autofinancement de la commune de Strasbourg reste élevée en 2010 grâce à l'augmentation des recettes d'investissement (+37,8 millions d'euros) ainsi qu'à la baisse des dépenses (environ 69,1 millions d'euros).
En 2010, la dette représentait 4,7 % du buget de fonctionnement de la communauté urbaine de Strasbourg, soit environ 200 millions d'euros (environ 443 € par habitant), ce qui reste faible. En revanche, la dette a tendance à augmenter du fait d'importants projets d'investissement (1 milliard d'euros sur la période 2011-2014). Les dépenses d'investissement étant sensiblement supérieures aux recettes, la capacité de désendettement de la communauté urbaine pourrait passer de 2,3 ans actuellement à environ 8,0 ans.
Le budget pour l'année 2009 est d'environ 340 millions d'euros pour le fonctionnement et de 103 millions pour l'investissement. Le budget de la communauté urbaine de Strasbourg est de 696 millions d'euros pour le fonctionnement et de 179 millions pour l'investissement.
| Taxe | 2003    | 2005    |
| --- | ------- | ------- |
| d'habitation | 22,68 % | 24,06 % |
| foncière sur le bâti | 20,08 % | 21,30 % |
| foncière sur le non-bâti | 64,75 % | 68,69 % |
| professionnelle | 19,99 % | 20,24 % |
| Source des données : Site du ministère de l'Intérieur, fiscalité locale. Taxes en pourcentage de la valeur locative cadastrale. |         |         |

#### Budget et fiscalité 2021
En 2021, le budget de la commune était constitué ainsi :
- total des produits de fonctionnement : 411 748 000 €, soit 1 432 € par habitant ;
- total des charges de fonctionnement : 393 404 000 €, soit 1 368 € par habitant ;
- total des ressources d'investissement : 129 123 000 €, soit 449 € par habitant ;
- total des emplois d'investissement : 118 997 000 €, soit 414 € par habitant ;
- endettement : 274 280 000 €, soit 954 € par habitant.

Avec les taux de fiscalité suivants :
- taxe d'habitation : 25,40 % ;
- taxe foncière sur les propriétés bâties : 37,44 % ;
- taxe foncière sur les propriétés non bâties : 75,52 % ;
- taxe additionnelle à la taxe foncière sur les propriétés non bâties : 0,00 % ;
- cotisation foncière des entreprises : 0,00 %.

Chiffres clés Revenus et pauvreté des ménages en 2020 : médiane en 2020 du revenu disponible, par unité de consommation : 19 680 €.

### Jumelages
Strasbourg est jumelée avec les villes suivantes :
| Ville | Ville     | Pays | Pays        | Période     |
| ----- | --------- | ---- | ----------- | ----------- |
|       | Boston    |      | États-Unis  |             |
|       | Dresde    |      | Allemagne   | depuis 1990 |
|       | Leicester |      | Royaume-Uni |             |
|       | Ramat Gan |      | Israël      | depuis 1991 |
|       | Stuttgart |      | Allemagne   | depuis 1962 |

La commune entretient des coopérations avec les villes suivantes :
- Jacmel (Haïti) depuis 1996 (Coopération décentralisée)
- Novgorod (Russie) depuis 1997 (coopération décentralisée) (patrimoine et organisation administrative)
- Fès  (Maroc) depuis 2003 (Coopération décentralisée)
- Istanbul  (Turquie)
- Chlef  (Algérie)

La commune entretient des partenariats de coopération décentralisée avec 10 autres villes :
- Jacmel  (Haïti) depuis 1991
- Fès  (Maroc) depuis 1999
- Douala  (Cameroun) depuis 2005
- Vologda (Russie) depuis 2005
- Kayseri (Turquie) depuis 2010
- Udaipur (Rajasthan) (Inde) depuis 2010
- Moscou (Russie) depuis 2005
- Nankin (Chine) depuis 2013
- Oran  (Algérie) depuis 2015
- Kairouan  (Tunisie) depuis 2015

La ville a aussi conclu des accords de coopération avec :
- Brno  (Tchéquie)
- Bucarest  (Roumanie)
- Cracovie  (Pologne)
- Sofia  (Bulgarie)
- Split  (Croatie)
- Varsovie  (Pologne)
- Périgueux  (France)[212]

## Population et société

### Démographie
L'évolution du nombre d'habitants est connue à travers les recensements de la population effectués dans la commune depuis 1793. Pour les communes de plus de 10 000 habitants les recensements ont lieu chaque année à la suite d'une enquête par sondage auprès d'un échantillon d'adresses représentant 8 % de leurs logements, contrairement aux autres communes qui ont un recensement réel tous les cinq ans,.

En 2022, la commune comptait 291 709 habitants, en évolution de +4,45 % par rapport à 2016 (Bas-Rhin : +3,17 %, France hors Mayotte : +2,11 %).
| 1793   | 1800   | 1806   | 1821   | 1831   | 1836   | 1841   | 1846   | 1851   |
| ------ | ------ | ------ | ------ | ------ | ------ | ------ | ------ | ------ |
| 47 254 | 49 056 | 51 465 | 49 680 | 49 712 | 57 885 | 70 298 | 71 992 | 75 565 |

| 1856   | 1861   | 1866   | 1871   | 1875   | 1880    | 1885    | 1890    | 1895    |
| ------ | ------ | ------ | ------ | ------ | ------- | ------- | ------- | ------- |
| 77 656 | 82 014 | 84 167 | 85 654 | 94 306 | 104 471 | 111 987 | 123 500 | 135 608 |

| 1900    | 1905    | 1910    | 1921    | 1926    | 1931    | 1936    | 1946    | 1954    |
| ------- | ------- | ------- | ------- | ------- | ------- | ------- | ------- | ------- |
| 151 041 | 167 678 | 178 891 | 166 767 | 174 492 | 181 465 | 193 119 | 175 515 | 200 921 |

| 1962    | 1968    | 1975    | 1982    | 1990    | 1999    | 2006    | 2011    | 2016    |
| ------- | ------- | ------- | ------- | ------- | ------- | ------- | ------- | ------- |
| 228 971 | 249 396 | 253 384 | 248 712 | 252 338 | 264 115 | 272 975 | 272 222 | 279 284 |

| 2021    | 2022    | - | - | - | - | - | - | - |
| ------- | ------- | - | - | - | - | - | - | - |
| 291 313 | 291 709 | - | - | - | - | - | - | - |

#### Évolution démographique

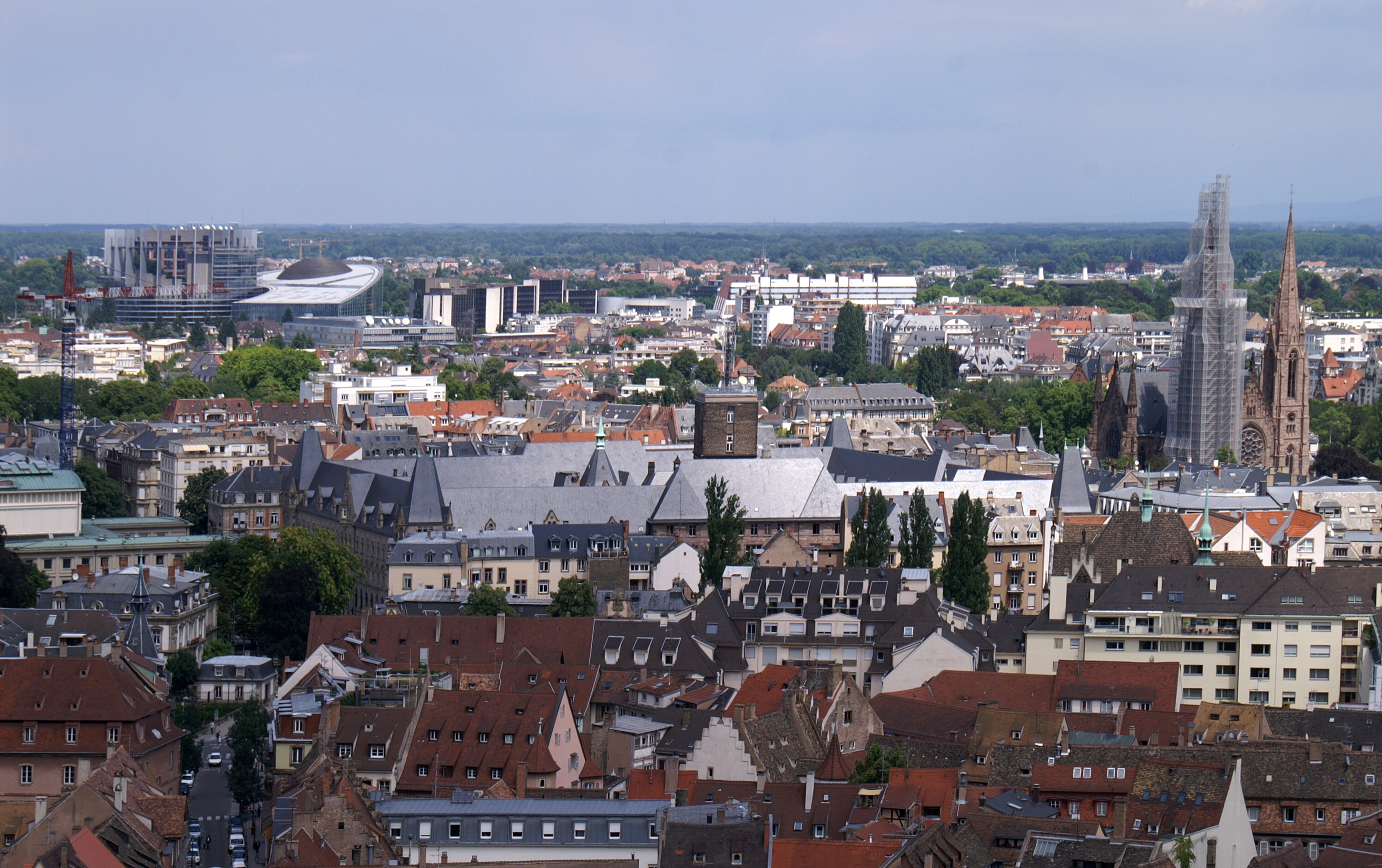
Vue de la ville, vers le nord, depuis la plate-forme de la cathédrale.

En 2022, la commune de Strasbourg comptait 291 709 habitants répartis sur 78,26 km2, ce qui fait de Strasbourg la ville la plus peuplée du Bas-Rhin, d'Alsace et du Grand Est français, ainsi que la 8e ville la plus peuplée de France. La ville se caractérise par une faible densité de population, à peu près équivalente à celle de Toulouse et presque trois fois moindre que celle de Grenoble. Entre 1990 et 1999, le taux de croissance annuel moyen était de 0,5 %. Ce taux est supérieur entre 2013 et 2018, avec 0,65 % par an.
Strasbourg est par ailleurs l'une des premières villes de France à avoir fusionné la majeure partie de son administration avec celle de la communauté urbaine, fusion motivée en 1966 par un souci d'efficacité et d'économie budgétaire et qui a donné naissance à la communauté urbaine de Strasbourg (CUS), devenue l'Eurométropole de Strasbourg le 1er janvier 2015. Sur ses 338 km2, elle comptait 511 552 habitants en 2020.
L'unité urbaine de Strasbourg, c'est-à-dire l'agglomération au sens géographique de l'Insee, comptait dans sa partie française 484 217 habitants au recensement de 2020 et 521 162 avec la partie allemande.
L'aire urbaine de la ville a été évaluée en 2019 à 802 437 habitants et 1 245 648 habitants avec la partie allemande, dans la nouvelle délimitation de 2010, ce qui en fait la 5e aire urbaine de France,. Avec une augmentation moyenne de 0,65 % par an entre 2013 et 2018, la croissance de la population de l'aire urbaine de Strasbourg est la plus rapide du quart Nord-Est de la France. En 2005 la CUS a créé l'Eurodistrict Strasbourg-Ortenau, en partenariat avec les villes françaises et allemandes (notamment Kehl, Offenbourg, Lahr et Achern). Il regroupe à ce jour 1 006 000 habitants et sera amené à remplacer l'Eurométropole à plus long terme.

#### Structure de la population
Strasbourg est une ville jeune puisque les moins de 20 ans représentent 25,1 % de la population. 46,2 % des Strasbourgeois ont moins de 30 ans. De fait, les petits ménages (une ou deux personnes) sont largement majoritaires puisqu'ils représentent 65,3 % des ménages. Par ailleurs, même si l'écart tend à se résorber, l'espérance de vie en Alsace est légèrement inférieure à la moyenne nationale, et plus particulièrement celle des femmes.

#### Pyramide des âges
En 2021, le taux de personnes d'un âge inférieur à 30 ans s'élève à 45,3 %, soit au-dessus de la moyenne départementale (35,6 %). À l'inverse, le taux de personnes d'âge supérieur à 60 ans est de 19,0 % la même année, alors qu'il est de 25,2 % au niveau départemental.
En 2021, la commune comptait 138 165 hommes pour 153 148 femmes, soit un taux de 52,57 % de femmes, légèrement supérieur au taux départemental (51,37 %).
Les pyramides des âges de la commune et du département s'établissent comme suit :
| Hommes | Classe d’âge | Femmes |
| ------ | ------------ | ------ |
| 0,5    | 90 ou +      | 1,4    |
| 4,9    | 75-89 ans    | 6,8    |
| 11,6   | 60-74 ans    | 12,5   |
| 16,3   | 45-59 ans    | 15,6   |
| 20,1   | 30-44 ans    | 19,4   |
| 28,2   | 15-29 ans    | 28,5   |
| 18,2   | 0-14 ans     | 15,8   |

| Hommes | Classe d’âge | Femmes |
| ------ | ------------ | ------ |
| 0,6    | 90 ou +      | 1,6    |
| 6,6    | 75-89 ans    | 8,7    |
| 16,2   | 60-74 ans    | 16,7   |
| 20,7   | 45-59 ans    | 20     |
| 19     | 30-44 ans    | 18,8   |
| 19,5   | 15-29 ans    | 18,5   |
| 17,5   | 0-14 ans     | 15,7   |

#### Immigration
La ville est également très cosmopolite, multiculturelle et hétéroclite puisqu'elle compte 51 625 immigrés en 2008 soit 19 % de sa population (dont un tiers né en Europe et deux tiers nés hors d'Europe). Elle se place donc loin devant les moyennes nationale (8,5 %) et régionale (10,5 %) et se classe en 2e juste derrière Paris (20 %) parmi les villes françaises ayant plus de 200 000 habitants. Les immigrés non européens sont principalement d'origine maghrébine (28,4 %), turque (12,9 %) et d'Afrique noire (12,5 %). Les nouveaux immigrants originaires d'Europe méditerranéenne et d'Algérie sont de moins en moins nombreux (les Italiens étaient majoritaires dans les années 1960). Depuis les années 2000, la majorité des immigrés viennent de Turquie, d'Allemagne, du Maroc et des Balkans. Enfin, la répartition des immigrés est très disparate. Ils représentent près de 40 % dans le quartier du Polygone, contre 3,6 % dans le quartier du Contades.
Entre 1975 et 2015, la proportion des jeunes de moins de 18 ans immigrés d'origine extra-européenne ou vivant avec au moins un parent immigré d’origine extra-européenne est passée de 6 % à 37 %. Les petits-enfants d'immigrés ne sont pas pris en compte.

### Enseignement
La ville est le siège de l'académie de Strasbourg qui couvre la collectivité européenne d'Alsace.

#### Enseignement primaire et secondaire

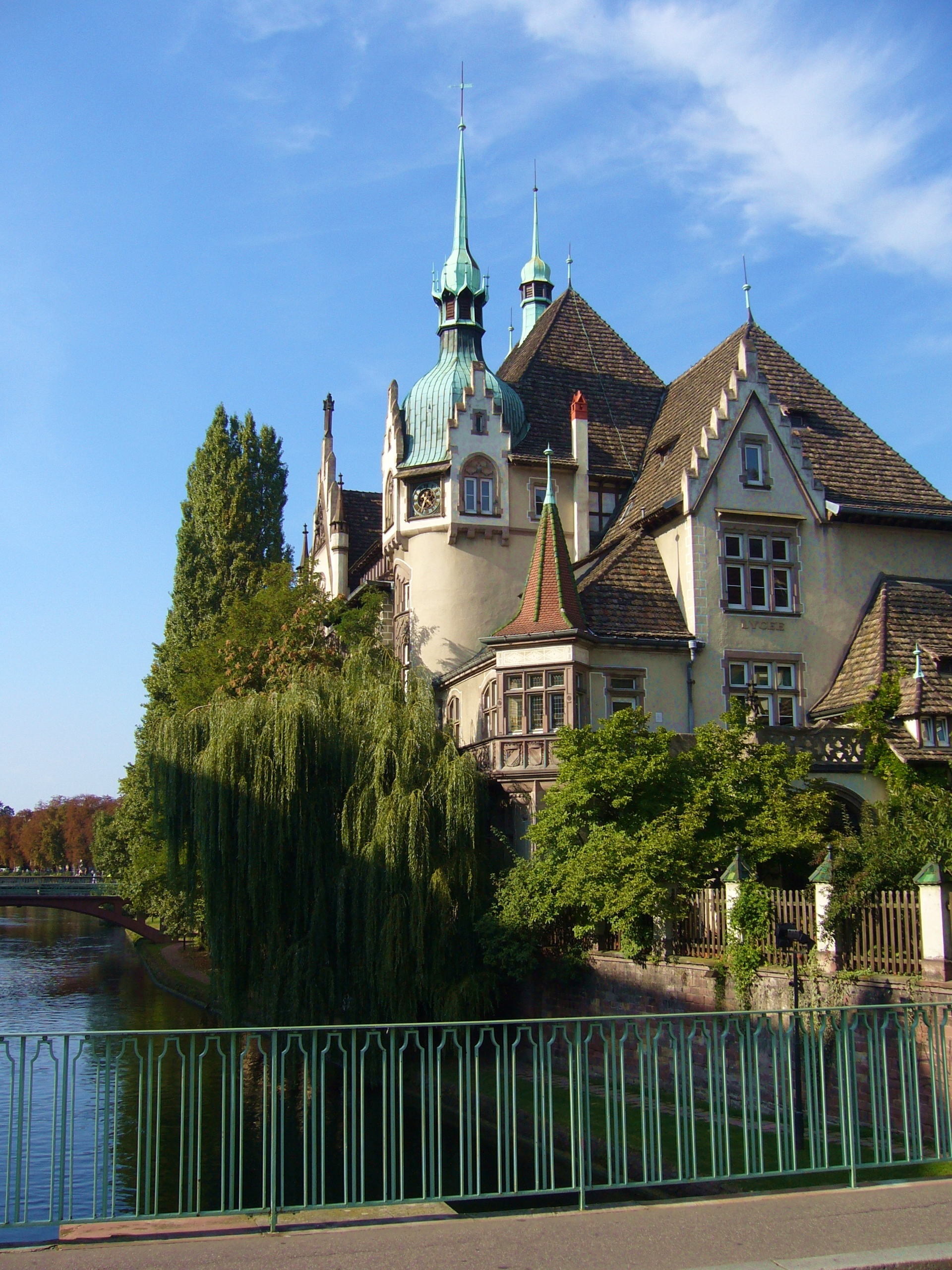
Le lycée des Pontonniers.

Pour l'année 2004-2005, la ville comptait 128 écoles maternelles (17 325 élèves), 117 écoles élémentaires (26 842 élèves) et 43 collèges (21 655 élèves). Strasbourg comptait aussi 18 731 lycéens répartis dans 38 établissements.
À la rentrée 2008, la première école européenne de France est inaugurée à Strasbourg, accueillant une école maternelle et les deux premières années du cycle primaire et secondaire ; elle est destinée en priorité aux enfants du personnel des institutions européennes siégeant à Strasbourg.
Le lycée Kléber, fondé en 1871 et reconstruit entre 1955 et 1959, est l'un des plus grands[réf. souhaitée] établissements publics d'Alsace. Il accueille chaque année plus de 2 000 élèves dont 900 étudiants en classes préparatoires. Le taux de réussite au baccalauréat oscille entre 90 % et 94 % suivant les années, dont 45 % de mentions. Le lycée Kléber dispose de plus de 250 chambres d'étudiants individuelles.
Le lycée international des Pontonniers qui est une ancienne école de jeunes filles fondée en 1815, est le plus réputé. Il occupe un édifice du tout début du XXe siècle et propose un enseignement résolument tourné vers l'international et les activités artistiques (théâtre, histoire des arts). Son taux de réussite au baccalauréat était de 100 % en 2006 et de 99,6 % en 2007. Le lycée international est par ailleurs le dixième mieux coté de France.
Le lycée Fustel-de-Coulanges, situé en plein cœur de Strasbourg, jouxte la cathédrale Notre-Dame de Strasbourg. C'est l'ancien Collège royal de jésuites construit en 1685 par Louis XIV quand la ville de Strasbourg est devenue française. C'est l'un des 39 lycées impériaux que Napoléon Ier crée en 1804. Il accueille des classes du second cycle, de la seconde à la terminale, ainsi que des classes préparatoires aux grandes écoles littéraires. Le lycée est d’ailleurs l’un des trois lycées de France préparant à l’École des chartes, sections classique et moderne.
Par ailleurs Strasbourg accueille le plus grand établissement privé protestant de France, le Pôle Comenius, qui regroupe les classes de la première section de maternelle à la terminale. Cette école est le résultat de la fusion entre les lycées gymnase Jean-Sturm et Lucie-Berger.

#### Enseignement supérieur

##### Repères
Avec plus de 53 000 étudiants en 2009, Strasbourg est une ville étudiante importante. Mais elle est surtout résolument tournée vers l'international. En effet, plus d'un étudiant sur cinq n'est pas de nationalité française (21 % des étudiants universitaires en 2008), près de la moitié d'entre eux étant originaires d'Europe. Un tiers de ces étrangers vient d'Afrique. Au total, ce sont plus de cent nationalités qui sont représentées. 96 % des étudiants sont localisés à Strasbourg (75 % à elle seule) et Mulhouse. Viennent ensuite par ordre décroissant Illkirch, Colmar, Schiltigheim et Haguenau.
Les étudiants en Alsace sont majoritairement des filles : elles représentent 56 % des inscrits. Elles sont sur-représentées dans les langues (73 %), les lettres et arts (69 %) ou encore le droit et Sciences-Po (63 %). En revanche, dans les sciences dites « dures », elles n'y sont plus que 26 %. Près de 70 % des étudiants en Alsace ont obtenu leur bac dans la région. En 2017, le site L'Étudiant élit Strasbourg comme meilleure ville de France pour la vie étudiante. Trois points ont été pris en compte : les initiatives locales telle que l'accueil des étudiants ou l'accessibilité à l'offre culturelle, le nombre d'étudiants pour 100 habitants et le score « offre culturelle ».

##### Université

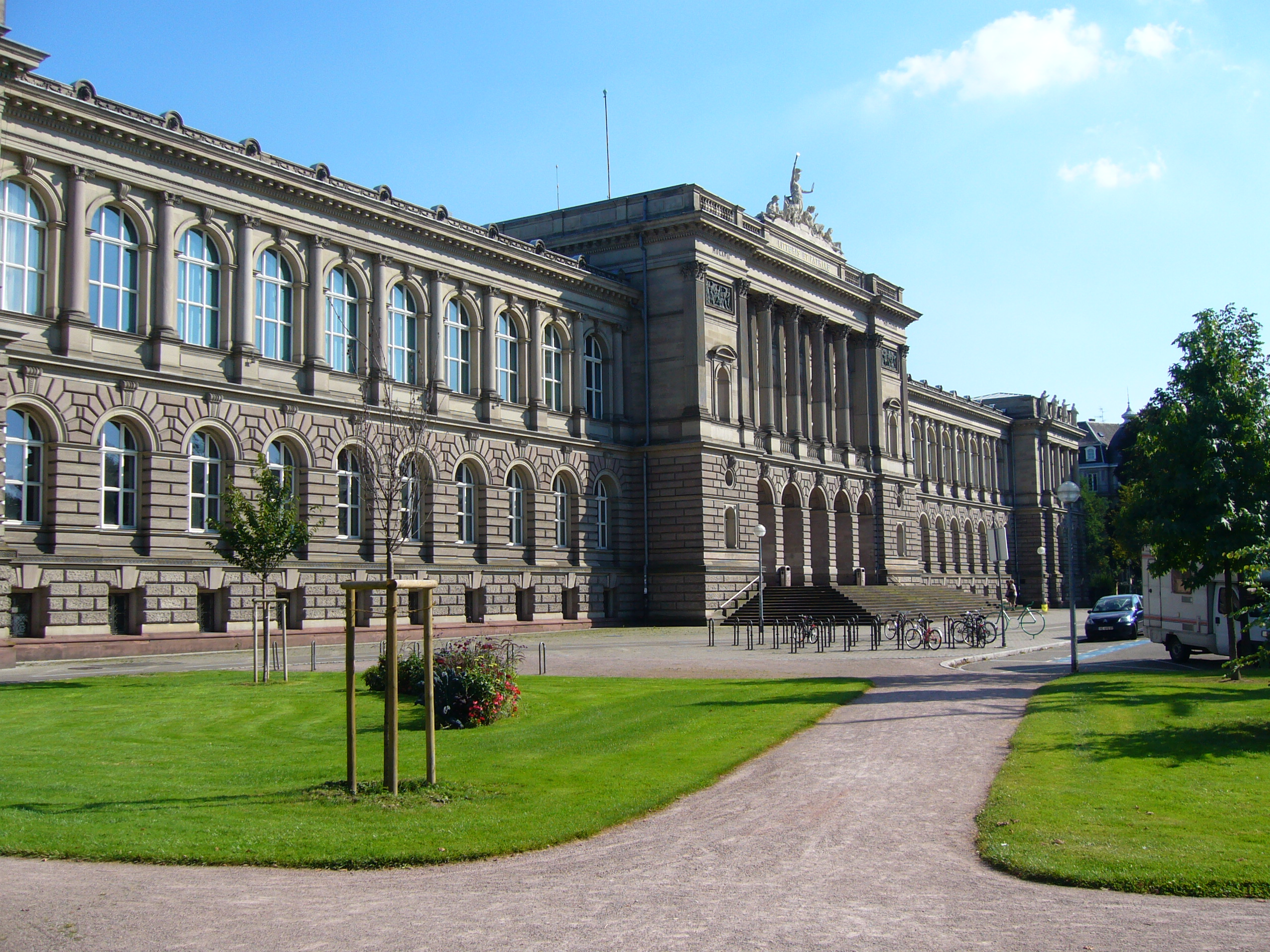
Le palais universitaire de Strasbourg.

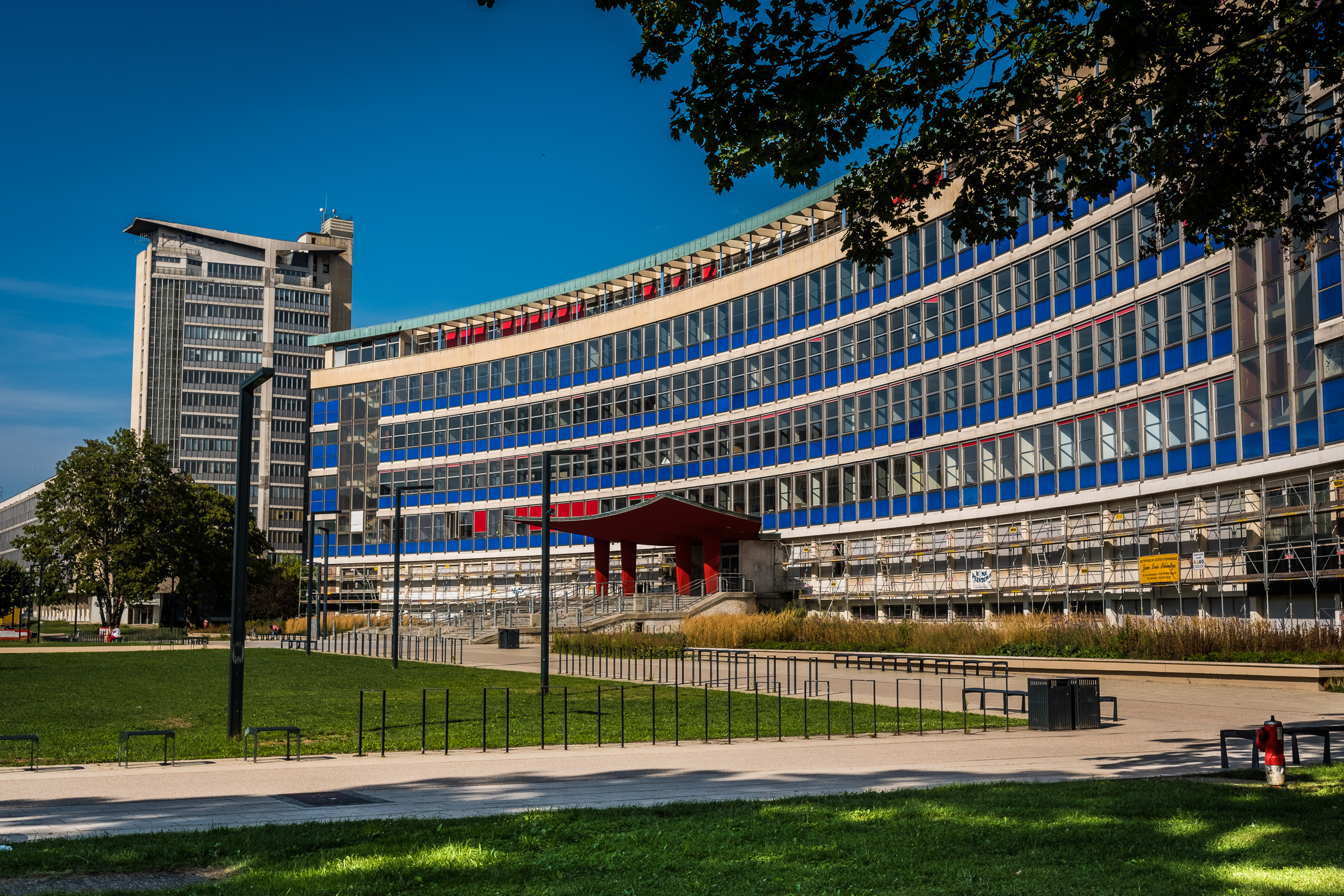
Université de Strasbourg, faculté de droit.

L’origine de l’université de Strasbourg remonte à 1538, avec la création d’un gymnase protestant, transformé en académie en 1566 par l’empereur Maximilien II, puis en université luthérienne en 1621. Après le rattachement de Strasbourg à la France, Louis XIV transfère en 1702 dans la ville l’ancienne académie catholique de Molsheim, qui devient université épiscopale. La Révolution supprime les anciennes structures, d’obédience religieuse, et les remplace par deux écoles spécialisées : l’école de santé en 1794, qui deviendra école de médecine en 1802, et l’école d’accouchement en 1796. En 1803, Napoléon met sur pied un enseignement universitaire cohérent fondé sur des facultés et entretenu par l’État. L’université impériale perdurera jusqu’en 1870 et s’illustrera par des savants tels que Fustel de Coulanges, Louis Pasteur ou encore Charles Gerhardt, inventeur de l’aspirine.
Après la défaite de 1870, l’Alsace et une partie de la Lorraine sont annexées à l’Empire allemand. Un décret impérial de 1871 conduit à la création de la « Kaiser Wilhelm Universität » à Strasbourg. La volonté politique des gouvernements successifs, allemands et français, d'ancrer l'Alsace dans leurs espaces respectifs les conduit à investir Strasbourg en tant que pôle scientifique et universitaire. Dès la création de l'université allemande, un ensemble complet de nouveaux bâtiments sont érigés en quelques années et l'université est dotée de 124 postes d'enseignants, dont 62 professeurs en chaire, alors que Berlin et Leipzig n’en comptent à l'époque que 102[réf. nécessaire]. Après 1918, la reconstitution d'une université française passe par la création de 150 postes de professeurs et de maîtres de conférences, ce qui fait de Strasbourg une université mieux dotée que la plupart des autres universités de province.
Ces enjeux ont particulièrement marqué, davantage que d'autres disciplines, les sciences sociales naissantes de l'époque. La chaire de sociologie qui est occupée jusqu'en 1918 par Georg Simmel, un père fondateur de la discipline côté allemand, est maintenue après la guerre de sorte que, jusqu'en 1945, Strasbourg est la seule autre université en France, avec la Sorbonne, à bénéficier d'un enseignement de chaire professorale en sociologie. Le poste est occupé successivement par Maurice Halbwachs et Georges Gurvitch.
En 1970, l'université de Strasbourg est scindée en trois établissements, l'université Louis-Pasteur (ULP) - Strasbourg-I (sciences) qui couvrait l'ensemble des domaines scientifiques, de la médecine aux sciences économiques en passant par la physique-chimie, l'université Marc-Bloch (UMB) - Strasbourg-II (nommée auparavant université des sciences humaines de Strasbourg, USHS) dont les filières étaient essentiellement consacrées aux sciences humaines et sociales et l'université Robert-Schuman (URS) - Strasbourg-III (droit, sciences politiques, gestion) qui était spécialisée dans les sciences politiques et juridiques. Dès les années 1990, les universités strasbourgeoises s'étaient regroupées au sein du pôle universitaire européen.
Le 1er janvier 2009, les trois entités ont fusionné pour constituer une université multidisciplinaire, l'université de Strasbourg. Elle fait partie des premières universités françaises à accéder à l'autonomie au 1er janvier 2009 et est aussi l'une des premières à se doter d'une fondation, la Fondation Université de Strasbourg. L'université est aujourd'hui avec près de 43 053 étudiants (dont 20,5 % d’étudiants étrangers), 2 672 enseignants et enseignants-chercheurs, 38 composantes (unités de formation et de recherche, facultés, écoles, instituts) et 76 unités de recherche la seconde université française en termes d'étudiants et d'enseignants. Elle est aujourd'hui membre de plusieurs réseaux universitaires en Europe tel que la Confédération européenne des universités du Rhin supérieur (réseau EUCOR), un réseau regroupant les universités de Bâle, Fribourg-en-Brisgau, Karlsruhe et Mulhouse, ou encore la Ligue européenne des universités de recherche, regroupant de prestigieuses universités européennes et dont elle est l'un des membres fondateurs. Elle fut parmi les trois premiers lauréats des initiatives d’excellence (IDEX) en 2011.

##### Autres établissements

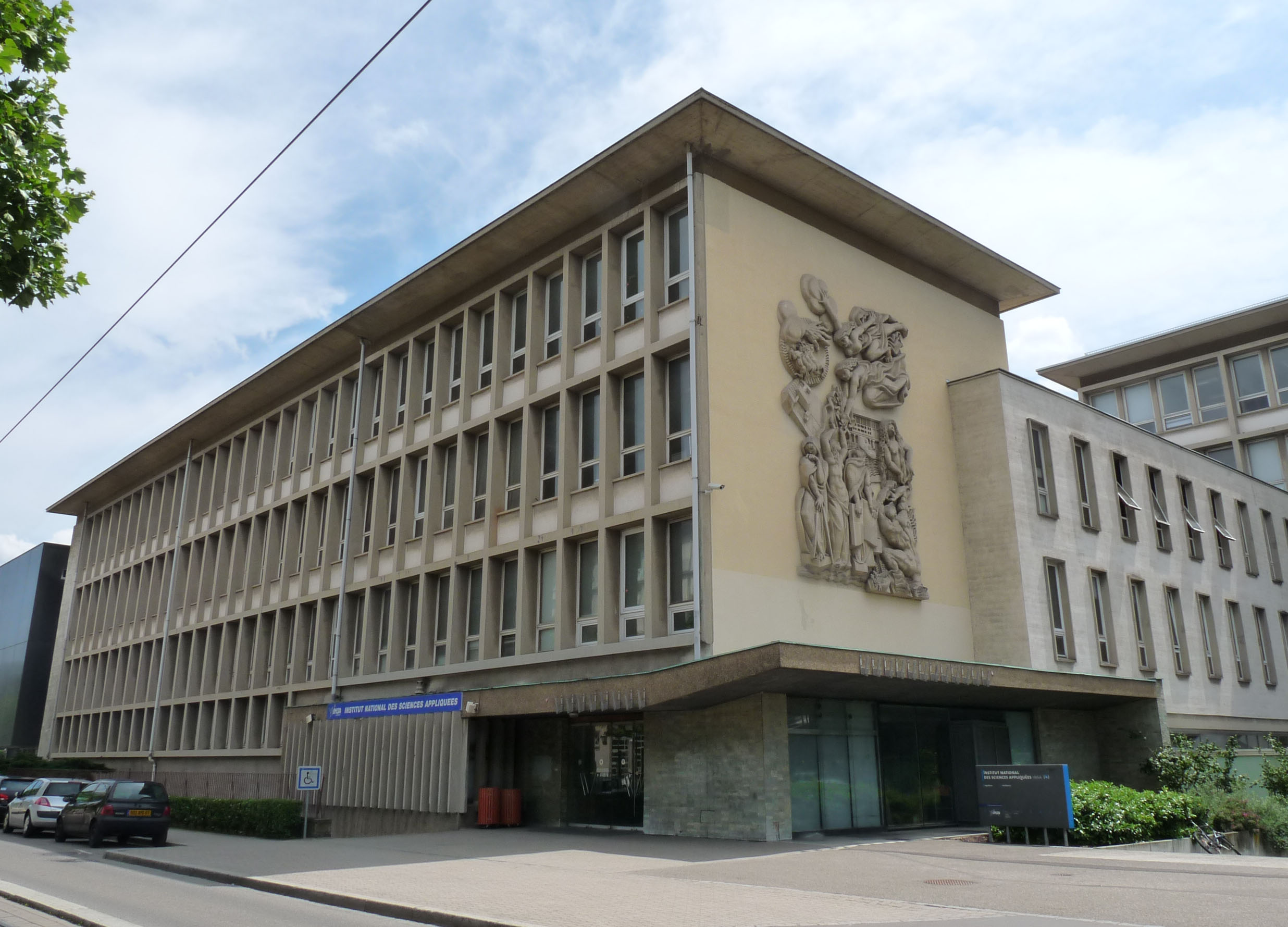
Vue sur les bâtiments de l'INSA de Strasbourg, boulevard de la Victoire.

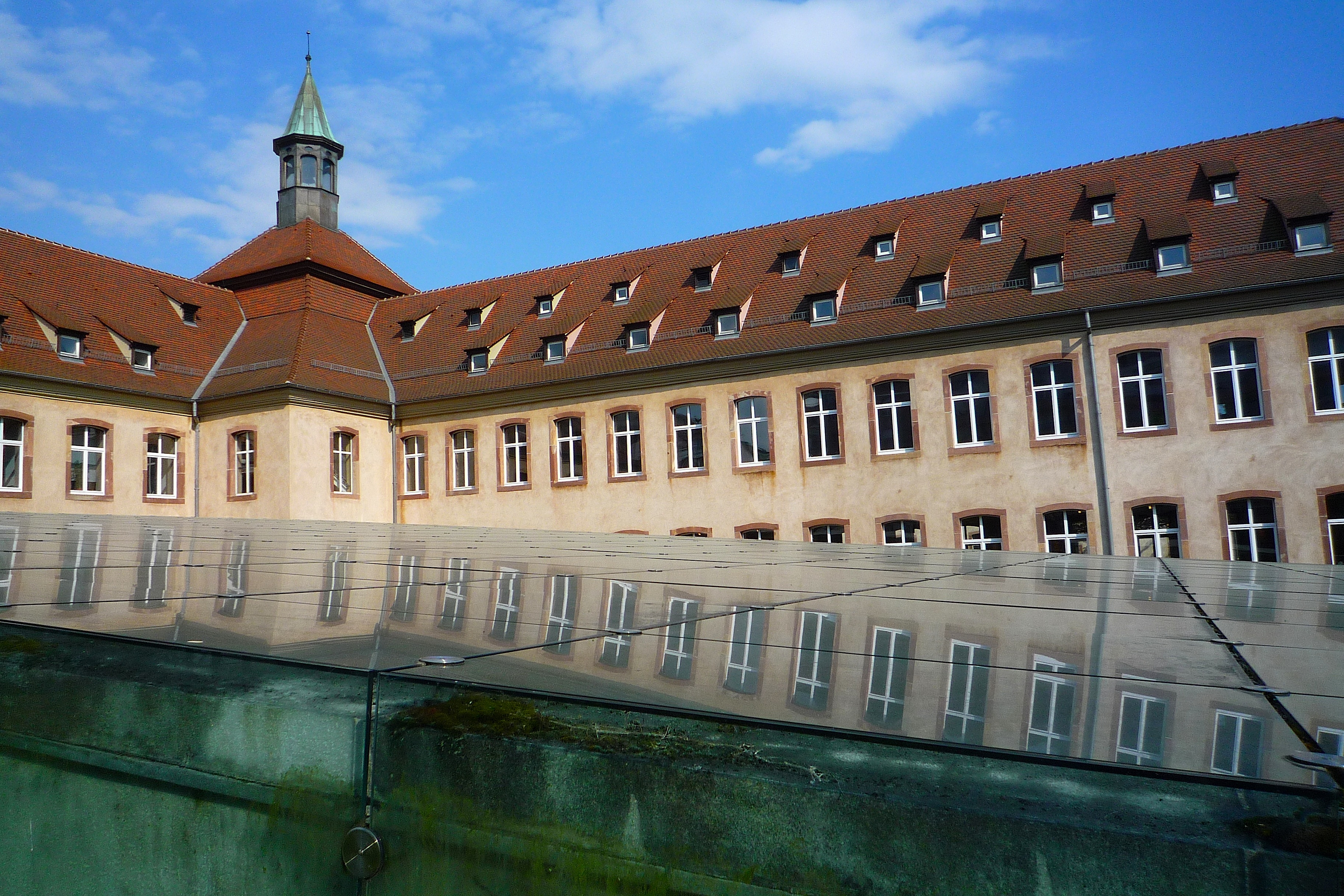
L'Institut national du service public est installé dans l'ancienne commanderie Saint-Jean.

La plus ancienne des grandes écoles d'ingénieurs de Strasbourg a été fondée en 1875. Il s'agit de l'INSA de Strasbourg (anciennement ENSAIS, Institut national des sciences appliquées de Strasbourg). C'est la plus importante de toutes les grandes écoles de Strasbourg avec ses 1 300 élèves et ses 8 spécialités (du génie-civil à la plasturgie, en passant par le génie électrique). Elle est à l'origine du réseau Alsace Tech, qui regroupe les 9 grandes écoles d'ingénieurs d'Alsace. L’INSA de Strasbourg est également l'une des grandes écoles d'architecture en France. Elle est la seule école française à délivrer les deux diplômes et l’habilitation à exercer la maîtrise d’œuvre en son nom propre. Une autre école d'ingénieurs, l'École nationale supérieure d'informatique pour l'industrie et l'entreprise, possède un campus dans la ville.
Créé en 1919, l'EM Strasbourg Business School (IECS) est une école supérieure de commerce tournée vers l'international (cursus grande école de trois ans, dont un à l'étranger) et membre de la Conférence des grandes écoles. L'IECS est à l'origine du réseau HERMES, projet coopératif basé sur le principe du double diplôme. L'IECS publie par ailleurs le Strassbuch, guide gratuit des bonnes adresses de Strasbourg réactualisé chaque année. L'IECS est devenue en 2007 l'EM Strasbourg Business School en fusionnant avec l'IAE.
Au niveau du centre-ville, on compte aussi la présence de l'Institut supérieur européen de gestion Group. L'ISEG Group propose trois écoles en 5 ans : ISEG Marketing & Communication School, ISEG Business School et ISEG Finance School. Concernant l'école ISEG Business School, la valeur ajoutée de l'école est Sports, santé et loisirs. Le groupe se situe au sein d'un ancien hôtel particulier près de la place Broglie, en marge donc du Campus central de l'Esplanade.

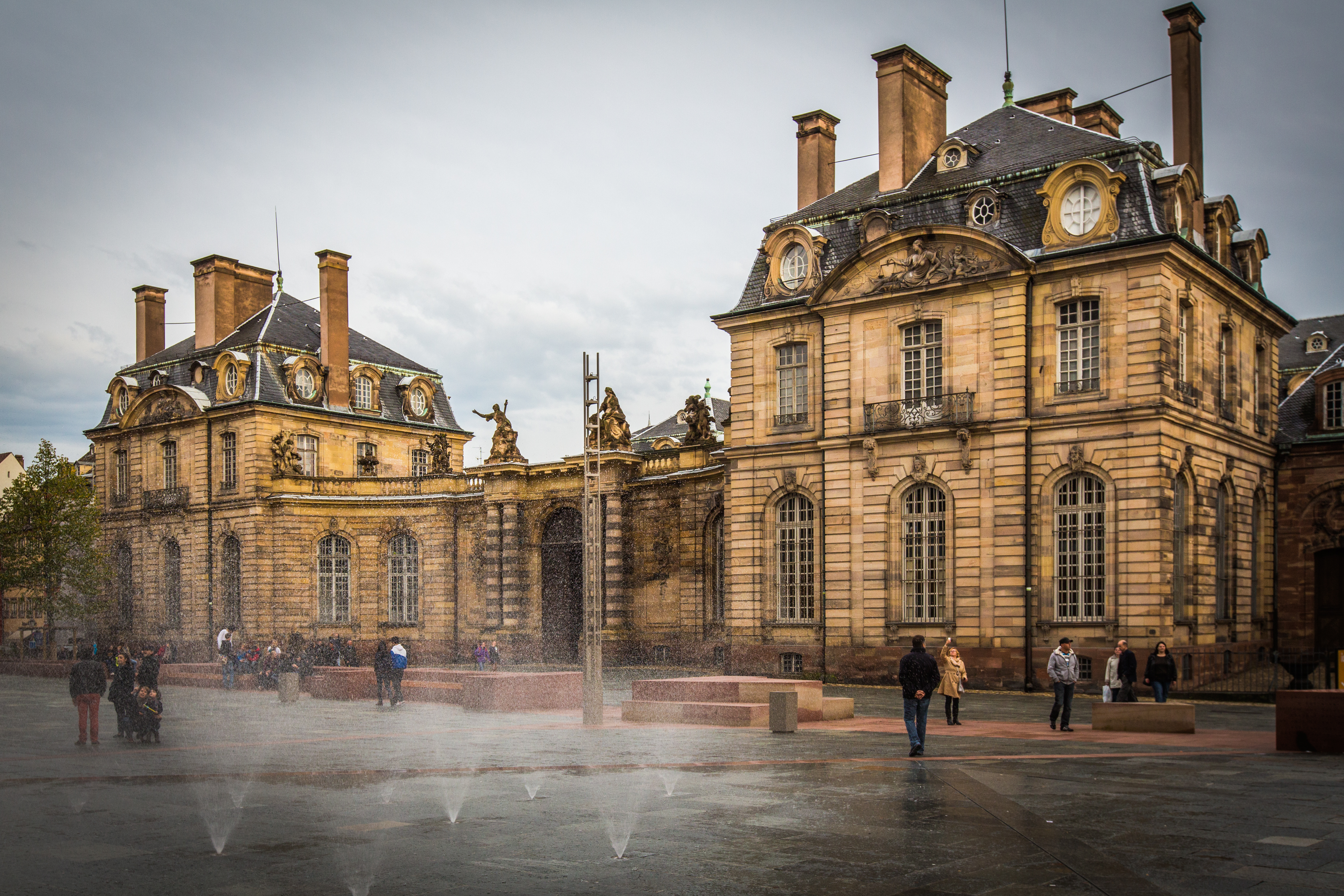
Le palais des Rohan.

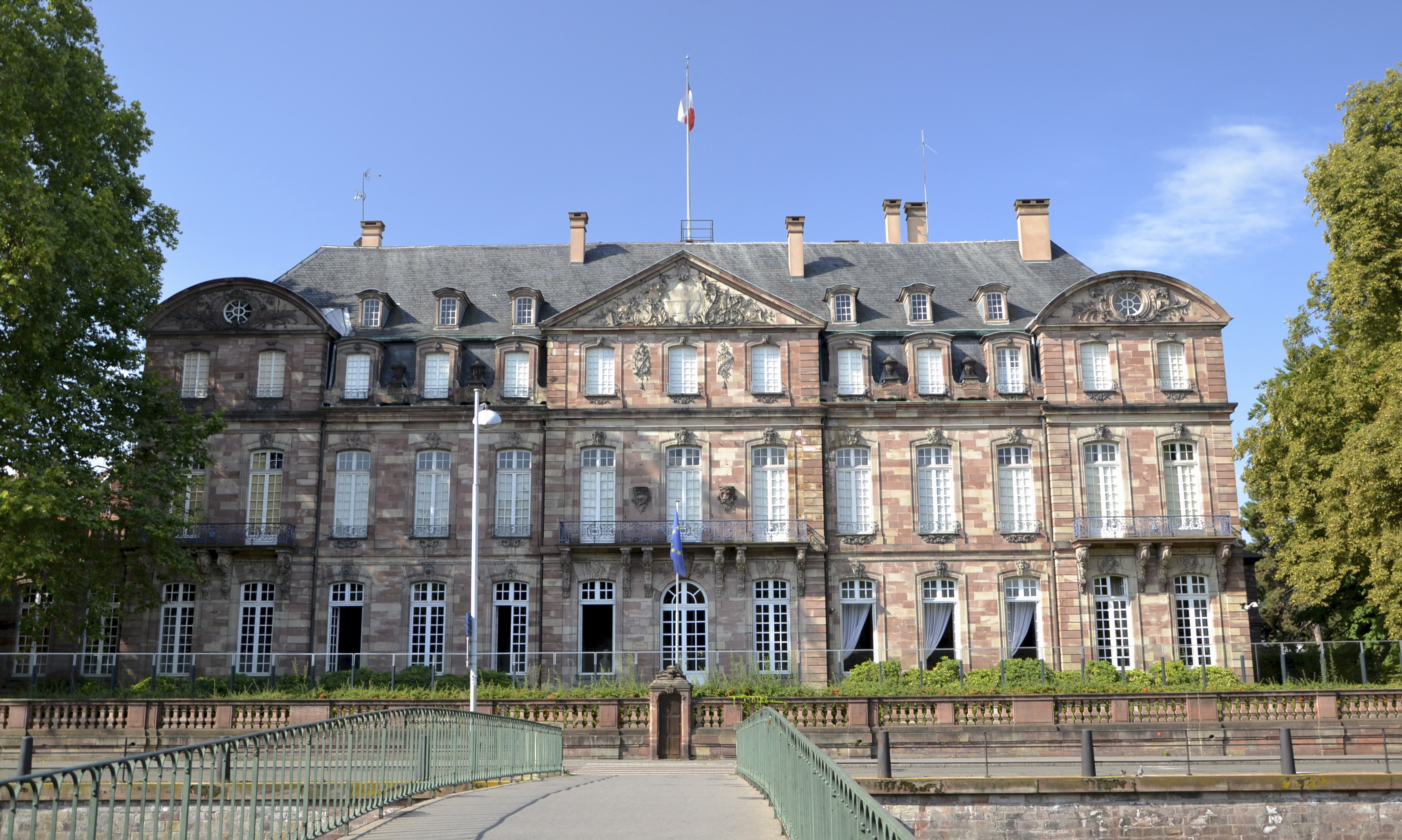
L'hôtel de Klinglin.

Strasbourg abrite plusieurs autres écoles d'ingénieurs, membres de la Conférence des grandes écoles, comme l'École pour l'informatique et les techniques avancées. La ville bénéficie par ailleurs d'une spécialisation dans les secteurs de la chimie, des biotechnologies et de l'environnement avec l'École européenne de chimie, polymères et matériaux de Strasbourg (ECPM), l'École nationale du génie de l'eau et de l'environnement de Strasbourg (ENGEES), l'École supérieure de biotechnologie de Strasbourg (ESBS) et l'École et observatoire des sciences de la Terre (EOST). Enfin, Télécom physique Strasbourg, école associée de l'Institut Mines-Télécom, offre une formation généraliste dans les domaines des TIC, et de la physique. L'établissement propose 7 options à ses élèves ingénieurs : Acquisition et traitement des images, Génie logiciel, systèmes et réseaux, Ingénierie des systèmes, automatique et vision, Ingénierie et sciences physiques du vivant, Micro et nanoélectronique : du composant au système sur puce, Physique et modélisation, Physique et technologies photoniques, ainsi qu'un master, Master IRIV (Images, Robotique et Ingénierie pour le Vivant), proposé aux élèves ingénieurs et à tout autre élève ayant validé les acquis nécessaires dans les matières concernées. L'école ne compte pas moins de 7 laboratoires : LSIIT, InESS, SERTIT, LSP, IPCMS, IREPA LASER, IMFS. Un partenariat avec l'École supérieure des arts décoratifs de Strasbourg (ESAD) existe également, et permet à certains élèves des deux écoles de travailler ensemble sur des projets communs.
Créée en 1921, l'École hôtelière de Strasbourg connut plusieurs dénominations et changements depuis sa création. Elle est aujourd'hui installée aux portes de Strasbourg à Illkirch-Graffenstaden, s'appelle « lycée des métiers de l'hôtellerie et du tourisme Alexandre Dumas » et offre des formations à plusieurs niveaux (CAP cuisine et Service, BEP, BTH, BTS).
Depuis 1992, sous l'impulsion d'Édith Cresson, Strasbourg accueille les élèves de l'École nationale d'administration (ENA) qui y suivent l'intégralité de leur scolarité depuis 2004. Le 1er janvier 2022, l’ENA est remplacée par l’Institut national du service public. La ville abrite d'autres établissements spécialisés dans les fonctions politiques et géopolitiques, notamment l'Institut d'études politiques de Strasbourg (« Sciences Po Strasbourg »), l'Institut national des études territoriales (INET) et le Centre universitaire d'enseignement du journalisme (CUEJ). Enfin, Strasbourg accueille deux universités étrangères : l'université anglo-saxonne spécialisée dans le domaine spatial, l'International Space University (ISU) et la Schiller International University.
Les arts graphiques sont représentés par l'école supérieure des arts décoratifs de Strasbourg (ESAD) et l'Institut supérieur des arts appliqués (LISAA) et l'École nationale supérieure d'architecture de Strasbourg (ENSAS). Enfin, l'école supérieure d'art dramatique, implantée au sein du théâtre national de Strasbourg, assure une formation théâtrale de grande qualité.
Deux universités américains ont un siège à Strasbourg: l'Université de Syracuse (New York) et Center College, Danville (Kentucky).

### Santé

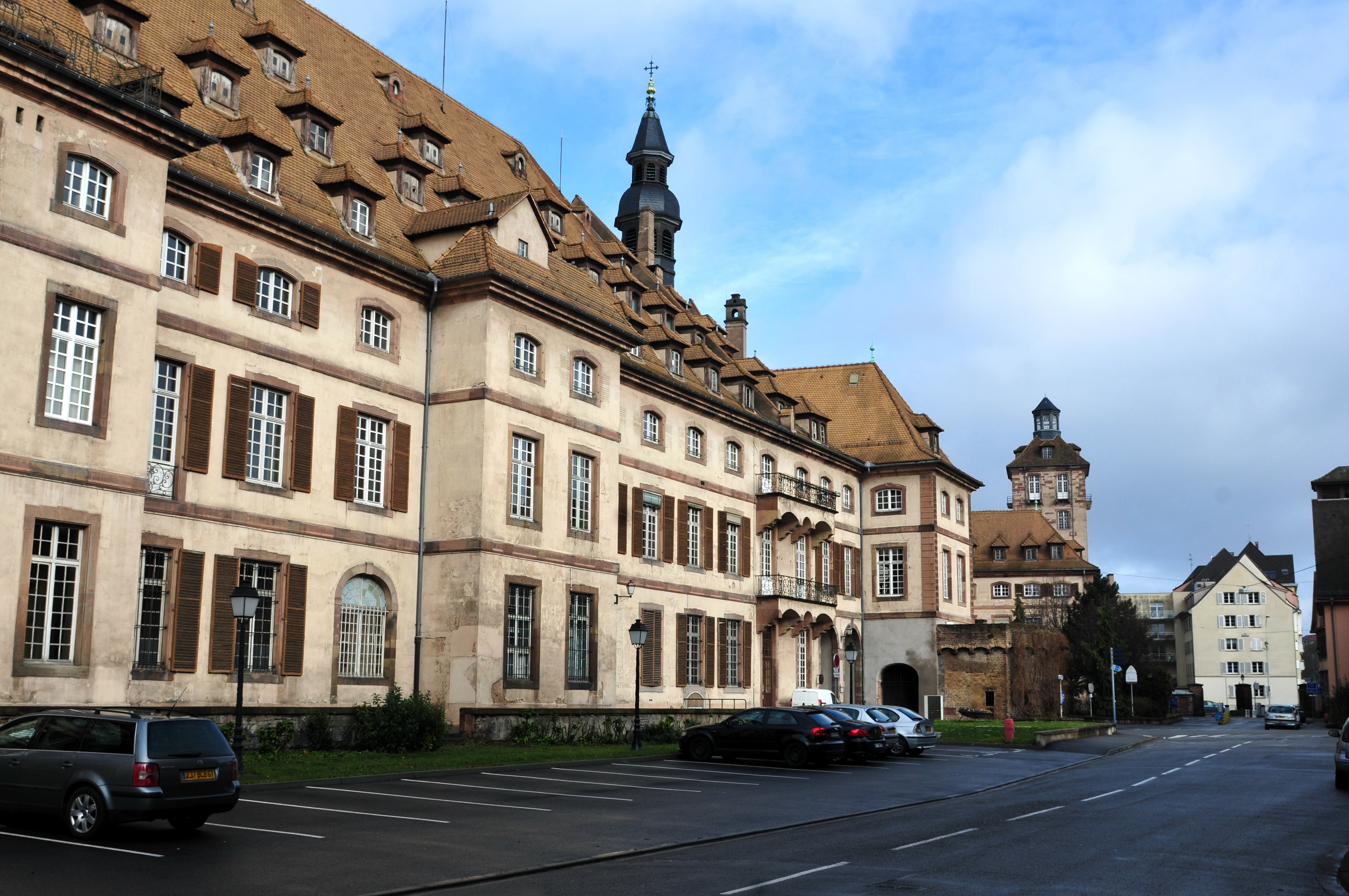
L'hôpital civil.

Les Hôpitaux universitaires de Strasbourg comptent six établissements publics à Strasbourg et dans sa banlieue qui emploient 11 046 salariés pour un total de 2 540 lits. 83,0 % des patients sont d'origine Bas-Rhinoise. Les principaux sites sont l'hôpital civil (hôpital pavillonnaire d'une capacité de 889 lits et existant depuis 1398), l'hôpital de Hautepierre (1 021 lits) et l'hôpital de La Robertsau (395 lits). En avril 2008 a été mis en service le Nouvel Hôpital civil (NHC) d'une capacité de 715 lits et places, il tend à moderniser la prise en charge médicale offerte par les Hôpitaux universitaires de Strasbourg ; plus grand chantier hospitalier de France, le NHC a été conçu par l'architecte Claude Vasconi. Le budget 2006 des hôpitaux universitaires de Strasbourg est de 688 millions d'euros et 5,12 millions d'euros sont consacrés à la recherche et à l'innovation.
Le Centre Paul Strauss, créé en 1923, est spécialisé dans la lutte contre le cancer.
Strasbourg dispose aussi d'un Institut Universitaire de Réadaptation, le centre Clemenceau.
La ville compte également plusieurs cliniques privées : la Clinique Sainte-Anne (qui a repris les activités de l'ancienne clinique Bethesda fermée fin 2008), la clinique Sainte-Barbe, la clinique de l'Orangerie et la clinique de la Toussaint.
Le regroupement des cliniques Adassa, Diaconesses et Sainte-Odile aboutit à la création de la clinique « Rhéna », ouverte fin février 2017, dans le quartier Port du Rhin.
Outre la tradition hospitalière strasbourgeoise existant depuis le XIVe siècle, les hôpitaux universitaires de Strasbourg font partie des pionniers de la télé-chirurgie. En 2001, lors de l'opération Lindbergh dont le nom fait référence à l'aviateur Charles Lindbergh, le chirurgien Jacques Marescaux opère depuis New York une patiente située à Strasbourg. La création du pôle de compétitivité BioValley France consacré aux sciences de la vie et de la santé favorise les synergies entre les hôpitaux de Strasbourg et les entreprises impliquées dans le secteur de la santé. Le pôle est constitué de plus de 400 entreprises et 60 laboratoires publics. Il a permis depuis sa création en 2005, de générer en Alsace la création de plus de 2 200 emplois directs et indirects et la création de 46 entreprises, tout en labellisant plus de 63 projets de recherche-développement impliquant des entreprises et des laboratoires publics. Ce pôle de compétitivité à vocation mondiale est implanté au cœur de la Biovalley. Cet équivalent de la « Silicon Valley » dans le domaine de la chimie, de la biologie et des technologies médicales regroupe les régions frontalières du Rhin supérieur que sont l'Alsace, le Bade-Wurtemberg en Allemagne et la région de Bâle en Suisse. Strasbourg compte également plusieurs centres de recherche et organismes spécialisés dans la santé, comme l'Institut de recherche contre les cancers de l'appareil digestif (IRCAD), l’Institut de pharmacologie clinique Roche (IPCR), l'Institut national de la santé et de la recherche médicale (INSERM, dont Strasbourg gère le quart nord-est de la France) et l'Institut de génétique et de biologie moléculaire et cellulaire (IGBMC, fondé par le généticien Pierre Chambon).

### Sports

#### Équipements et investissements sportifs de l'agglomération

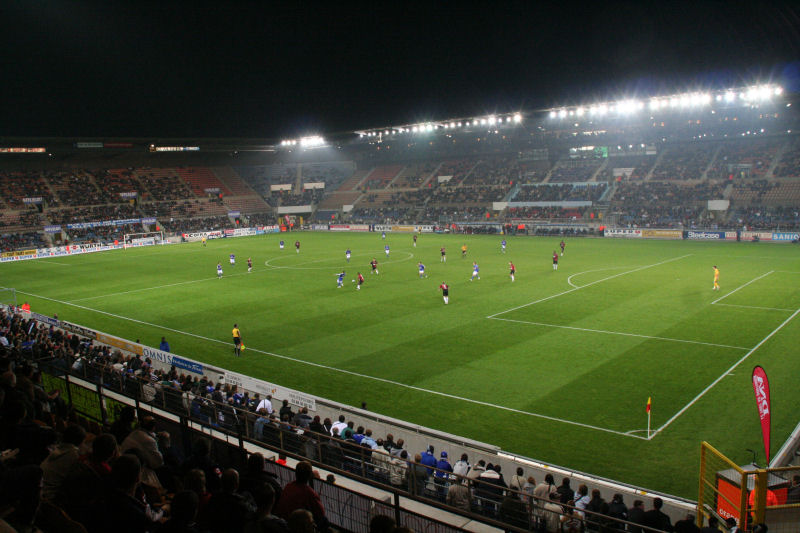
Le stade de la Meinau.

Avec plus de 73 300 licenciés (soit 26,9 % de la population) répartis dans 220 clubs, Strasbourg est une ville résolument tournée vers le sport et dotée d'un équipement de qualité. L'Eurométropole de Strasbourg abrite une trentaine de stades (dont le stade de la Meinau), une cinquantaine de gymnases, 9 piscines (dont 5 à Strasbourg) et une patinoire de 1 500 places.
De plus en 2003 a été inauguré le Rhénus Sport, un hall à vocation sportive d'une capacité de 8 000 places (6 200 places assises). La plupart des sports sont représentés dans l'agglomération tandis que la proximité du massif des Vosges permet la pratique du ski en hiver. Strasbourg disposait d'un centre aquatique, l'Océade, situé dans le parc du Rhin. Ouvert en 1986, il est définitivement fermé en 1996.
Selon le classement du journal L'Équipe, Strasbourg est la sixième ville sportive de France. La part du budget des sports s'élève à 6,3 %, soit 111 euros par habitant. La ville propose aux seniors des activités sportives gratuites. Au printemps 2015, la ville a mis en place plusieurs parcours de santé urbains baptisés « Vitaboucle ».

#### Principaux clubs
Strasbourg abrite plusieurs clubs de renommée nationale.
En football d'abord, avec le Racing Club de Strasbourg. Ce club, fondé en 1906 est basé au Stade de la Meinau. Après une rétrogradation administrative en CFA2 prononcée en août 2011, le Racing retrouve le football professionnel en 2016 grâce à sa montée en Ligue 2 après avoir été sacré Champion de France de National.
Le 18 mai 2017, le Racing Club de Strasbourg retrouve l'élite du football français en terminant Champion de France de Ligue 2. En 2019, le Racing Club de Strasbourg remporte la Coupe de la Ligue pour la troisième fois de son histoire et se qualifie pour les tours préliminaires de Ligue Europa.
En basket-ball, avec la SIG Strasbourg, fondée en 1928, qui évolue en Pro A (1re division). Le club est sacré champion de France en 2005 et est présent dans l'élite du basket français depuis quelques années, notamment en participant à cinq finales consécutives en championnat de France entre 2013 et 2017, ne parvenant cependant pas à s'imposer (record).
En hockey sur glace, avec l'Étoile noire qui participe au championnat en Division 1, deuxième échelon du hockey français. L'équipe évolue dans la patinoire de l'Iceberg.
D'autres sports sont représentés au niveau national comme le handball. Le Strasbourg Eurométropole Handball (fusion de l'ASL Robertsau Handball et du Handball Club Schiltigheim) porte les couleurs de l'Eurométropole.
Les sports aquatiques sont bien représentés à Strasbourg grâce à une solide équipe de water polo évoluant en pro A et à des nageurs de niveau national, le tout sous le nom d'un même club : le Team Strasbourg.
En badminton, la ville est représentée par de nombreux clubs : le CEBA Strasbourg a été sacré champion de France en 1993 tandis que l'ASPTT, avec ses nombreux joueurs en équipe de France et évoluant en première division Top 12 et a été champion de France par équipe 2013.
En rugby à XV, le Rugby Club Strasbourg évolue en Fédérale 1 depuis la saison 2015-2016.
Les Strasbourg Kangourous représentent le football australien, En 2006, l'équipe a participé au championnat d'Allemagne et décroché la cinquième place. En 2009, les Kangourous prennent la deuxième place du premier championnat de France.
En ultimate, avec les Sesquidistus, section d'ultimate du Strasbourg Université Club, fondés en 1998. Le club est sacré champion de France dans la division mixte outdoor en 2017 2022 et 2023.
Le CES (Cercle d'Échecs de Strasbourg) de la rue des Glacières, avec 15 coupes de France et 3 champions de France en individuel, est certainement l'un des clubs sportifs strasbourgeois le plus titré.
L'handibasket est aussi présent au plus haut niveau national avec l'ASHPA Strasbourg.
Le football américain est également représenté avec Le Minotaure qui évolue en Division 3 du championnat de France et se qualifie régulièrement pour les playoffs.

#### Événements sportifs

##### Compétitions
- Depuis 1987, Strasbourg accueille au mois de mai les Internationaux féminins de Strasbourg, ce tournoi de tennis est le deuxième du circuit féminin après l'Open de Paris.
- Également au mois de mai, la ville organise les Courses de Strasbourg-Europe au cours desquelles a lieu le semi-marathon.
- Le Marathon Eurodistrict est organisé au mois d'octobre. Le départ et l'arrivée de la course sont situés au cœur de Strasbourg et une partie du parcours traverse l'Allemagne.
- Strasbourg est régulièrement traversée par le Tour de France.
- De 2010 à 2014, la ville a accueilli le Rallye d'Alsace, étape française du Championnat du monde des rallyes.
- Strasbourg avait par ailleurs déposé sa candidature au Championnat d'Europe de football de 2016 mais a renoncé à accueillir cet événement.
- L'association des sports d'orientation du pays d'Erstein organise une compétition internationale de course d'orientation urbaine nommée « Strasbourg City Race ».

##### Tournois de préparation
- Depuis 1994, l'Eurotournoi de handball est organisé à Strasbourg. Il sert de préparation aux équipes nationales les années olympiques et aux clubs les autres années.
- Depuis 2006 le Tournoi international de Strasbourg est une compétition amicale de basket-ball en préparation aux grands évènements.

### Médias

#### Chaînes de télévision

La maison de la Radio et de la Télévision, siège de France 3 Alsace.

Le siège d'Arte GEIE.

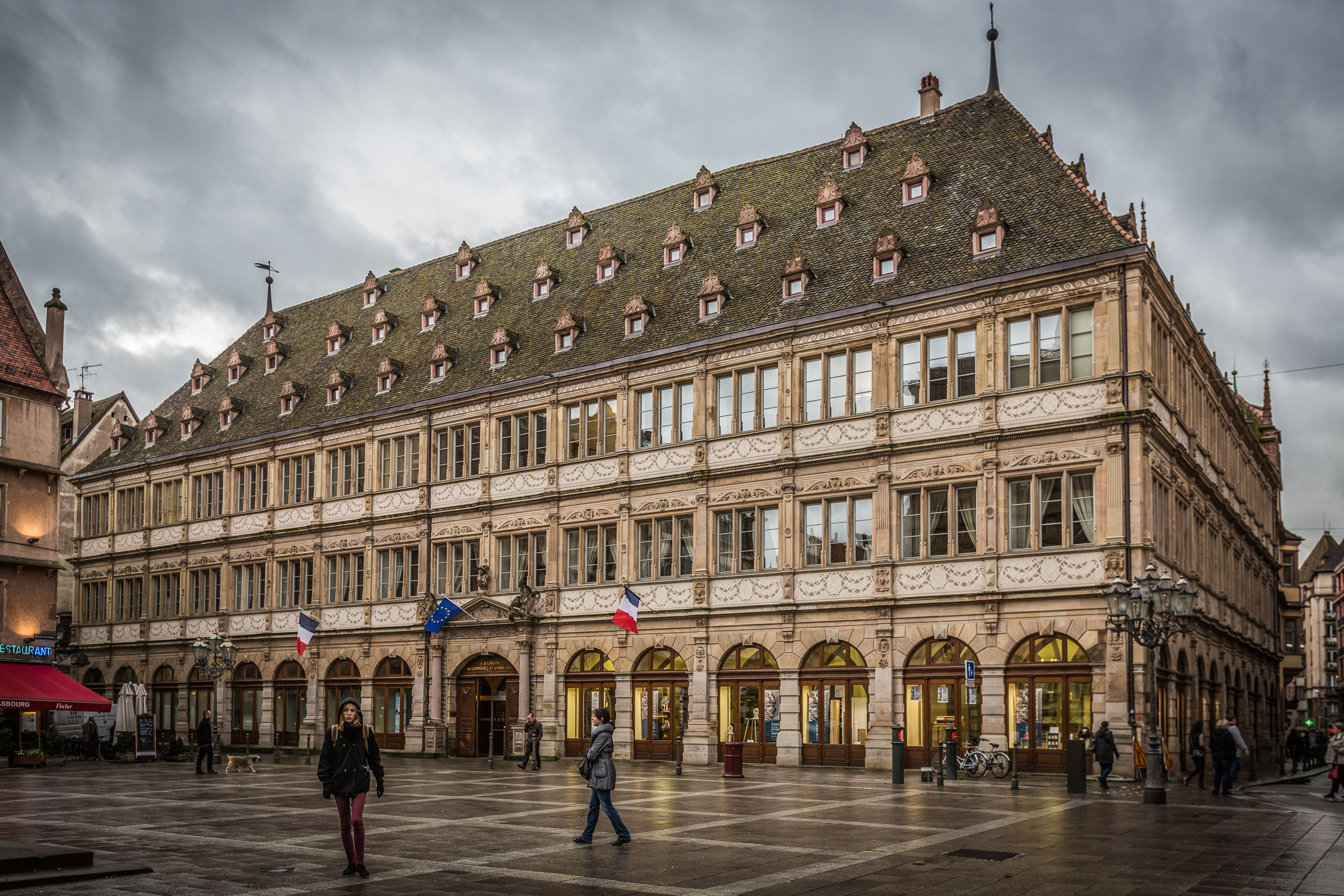
Le Neue Bau, place Gutenberg, est le siège de la CCI Alsace Eurométropole.

Strasbourg est le siège de la chaîne culturelle franco-allemande Arte depuis sa création en 1991, de France 3 Alsace (qui diffuse notamment un journal en dialecte alsacien, le Rund Um) et de BFM Alsace. En 2008, StrasTV.com, la première web-tv française fut créée à Strasbourg. Par ailleurs, Strasbourg accueille l'antenne MEDIA Strasbourg, succursale d'information et d'assistance technique du programme MEDIA de l'Union européenne, ainsi que l'Observatoire européen de l'audiovisuel. La ville concentre l'essentiel des activités audiovisuelles de la région. Le secteur emploie en effet plus de 1 000 personnes à Strasbourg sur les 1 355 en Alsace.

#### Radios
Plusieurs radios sont installées à Strasbourg en plus des stations nationales. Les plus renommées sont :
- Radio Bienvenue Strasbourg (RBS) sur 91.9 FM, qui commence clandestinement ses activités en 1979. La station est spécialisée dans les musiques du monde mais aussi dans le hip-hop, la soul, l'electro[281] ;
- FIP Strasbourg sur 92,3 MHz diffuse une programmation musicale éclectique en partie depuis des studios locaux installés en 1978 ;
- France Bleu Alsace sur 101.4 FM ;
- Top Music sur 94.5 FM, membre du GIE les indépendants ;
- NRJ Strasbourg sur 88.2 FM ;
- Nostalgie Strasbourg sur 105.3 FM ;
- Europe 2 Strasbourg sur 89.5 FM ;
- RFM Strasbourg sur 102.1 FM ;
- Est FM, radio locale basée à Puberg, sur 90.0 FM ;
- Radio Free Europe, basée à Haguenau, sur 91.5 FM ;
- Accent 4, radio locale diffusant de la musique classique sur 96.6 FM ;
- DKL Dreyeckland, radio locale alsacienne de Mulhouse émettant à Strasbourg sur 103.6 FM ;
- Euradio Strasbourg radio généraliste européennes de Nantes qui assure un décrochage local à Strasbourg sur le DAB+ ;
- RCF Alsace la radio chrétienne d’Alsace qui émet sur le DAB+ ;
- Radio Arc-en-Ciel, qui diffuse de 2 h du matin à 14 h sur 90.7 FM ;
- Radio En Construction, qui diffuse de 14 h à 2 h du matin sur 90.7 FM.

L’arrivée de la DAB+ fin 2018 permet la diffusion de nouvelles stations (par exemple : (Africa Radio, Azur FM, etc.).
Malgré sa grande superficie et la diversité des radios proposées, Strasbourg est dépourvue de grandes radios nationales (RMC, Fun Radio, RTL2, Chérie FM, Rire et Chansons…) du fait de sa proximité allemande l'empêchant d'exploiter de nouvelles fréquences. Skyrock (96.0) et Oui FM (106.5) ne sont arrivées que récemment sur Strasbourg après de nombreux mois de négociations avec les autorités outre-Rhin. Ces deux radios émettent depuis la Tour de Chimie, sur la rue Blaise Pascal, alors que les autres radios privées diffusent leurs programmes depuis le site TDF du Port du Rhin. À noter que Radio France a renoncé au 94.2 pour Mouv', sélectionné en même temps que Skyrock et Oui FM.
| Fréquence(s) | Nom de la radio                                                     | Lieu d'émission                          | Type (catégorie)                            |
| ------------ | ------------------------------------------------------------------- | ---------------------------------------- | ------------------------------------------- |
| 87.7         | France Culture                                                      | site TDF de Nordheim                     | Radio publique                              |
| 88.2         | NRJ Strasbourg                                                      | site TDF du Port du Rhin                 | Réseau national avec décrochages locaux (C) |
| 89.5         | Virgin Radio Strasbourg                                             | site TDF du Port du Rhin                 | Réseau national avec décrochages locaux (C) |
| 90.0         | Est FM                                                              | site TDF du Port du Rhin                 |                                             |
| 90.7         | Radio Arc-en-Ciel de 2 h à 14 h Radio En Construction de 14 h à 2 h | site TDF du Port du Rhin                 |                                             |
| 91.5         | Radio Free Europe                                                   | site TDF du Port du Rhin                 |                                             |
| 91.9         | Radio Bienvenue Strasbourg                                          | toit de l'hôtel de ville de Schiltigheim |                                             |
| 92.3         | FIP                                                                 | site TDF du Port du Rhin                 | Radio publique                              |
| 94.5         | Top Music                                                           | site TDF du Port du Rhin                 | Locale commerciale (B)                      |
| 95.0         | France Musique                                                      | site TDF de Nordheim                     | Radio publique                              |
| 96.0         | Skyrock                                                             | tour de Chimie, rue Blaise Pascal        | Réseau national (D)                         |
| 96.6         | Accent 4                                                            | le site TDF du Port du Rhin              |                                             |
| 97.3         | France Inter                                                        | site TDF de Nordheim                     | Radio publique                              |
| 98.1         | Radio FG                                                            | site TDF du Port du Rhin                 | Locale commerciale (B)                      |
| 101.4        | France Bleu Alsace                                                  | site TDF de Nordheim                     | Radio publique                              |
| 102.1        | RFM Strasbourg                                                      | site TDF du Port du Rhin                 | Réseau national avec décrochages locaux (C) |
| 102.9        | Radio Judaica Strasbourg                                            | site TDF du Port du Rhin                 |                                             |
| 103.3        | Europe 1                                                            | site TDF du Port du Rhin                 | Généraliste (E)                             |
| 103.6        | DKL Dreyeckland                                                     | site TDF du Port du Rhin                 | Radio locale commerciale (B)                |
| 104.4        | France Info                                                         | site TDF de Nordheim                     | Radio publique                              |
| 105.3        | Nostalgie Strasbourg                                                | site TDF du Port du Rhin                 | Réseau national avec décrochages locaux (C) |
| 105.7        | RTL                                                                 | site TDF du Port du Rhin                 | Généraliste (E)                             |
| 106.5        | Oui FM                                                              | tour de Chimie, rue Blaise Pascal        | Réseau national (D)                         |
| 106.9        | BFM Business                                                        | site TDF du Port du Rhin                 | Locale commerciale (D)                      |

#### Presse écrite
La presse locale est quant à elle dominée par le quotidien régional Dernières Nouvelles d'Alsace (DNA), fondé en 1877 et dont le siège est à Strasbourg. Ce quotidien fait partie du groupe Est Bourgogne Rhône Alpes. Son tirage quotidien d'environ 200 000 exemplaires fait qu'il devance aisément l'autre journal régional L'Alsace implanté à Mulhouse.
Le journal régional d’information L'Ami hebdo est également publié à Strasbourg.
Les quotidiens gratuits Métro et 20 Minutes (qui offrent une édition locale) sont diffusés depuis 2005. Le petit format hebdomadaire wik-Strasbourg (anciennement Repères) diffusé gratuitement sur papier et sur internet rapporte les programmations cinéma et culturelle de l'agglomération. Est également diffusé gratuitement dans les cafés et cinémas le mensuel CUT, revue de cinéma, placée sous le parrainage de Gustave Kervern.
Début 2012, le paysage des médias locaux a également vu l'arrivée d'un nouveau média en ligne spécialisé dans l'information locale : Rue89 Strasbourg.
La municipalité édite deux mensuels officiels gratuits et distribués dans les boîtes aux lettres : Strasbourg Magazine et Eurométropole Magazine.

### Cultes
Jadis, Strasbourg était surnommée la « ville aux mille églises » en raison du grand nombre d'édifices religieux qui s'y trouvait. Strasbourg fut d'ailleurs jusqu'au XVIIIe siècle un centre théologique important puisque les principaux acteurs de la Réforme y prêchèrent, notamment Calvin. Ainsi, Strasbourg possède toujours de nombreuses églises et chapelles qui ont survécu aux guerres et aux destructions que la ville a subies.
Dans le département du Bas-Rhin, les dispositions juridiques de la loi du concordat de 1801 demeurent en application.
En 2014, la ville compte 185 lieux de cultes, toutes confessions confondues, soit 0,7 % du parc immobilier. Il s'agit du taux record rencontré en France.

#### Catholicisme

##### Archevêché de Strasbourg
Strasbourg est le siège d'un évêché depuis le IVe siècle. La ville a été élevée au rang d'archidiocèse en 1988 ; l'archevêché est actuellement vacant, depuis la démission de Luc Ravel en 2023.
La Faculté de théologie catholique dispense ses cours aux séminaristes et aux laïcs intéressés.

##### Cathédrale Notre-Dame de Strasbourg

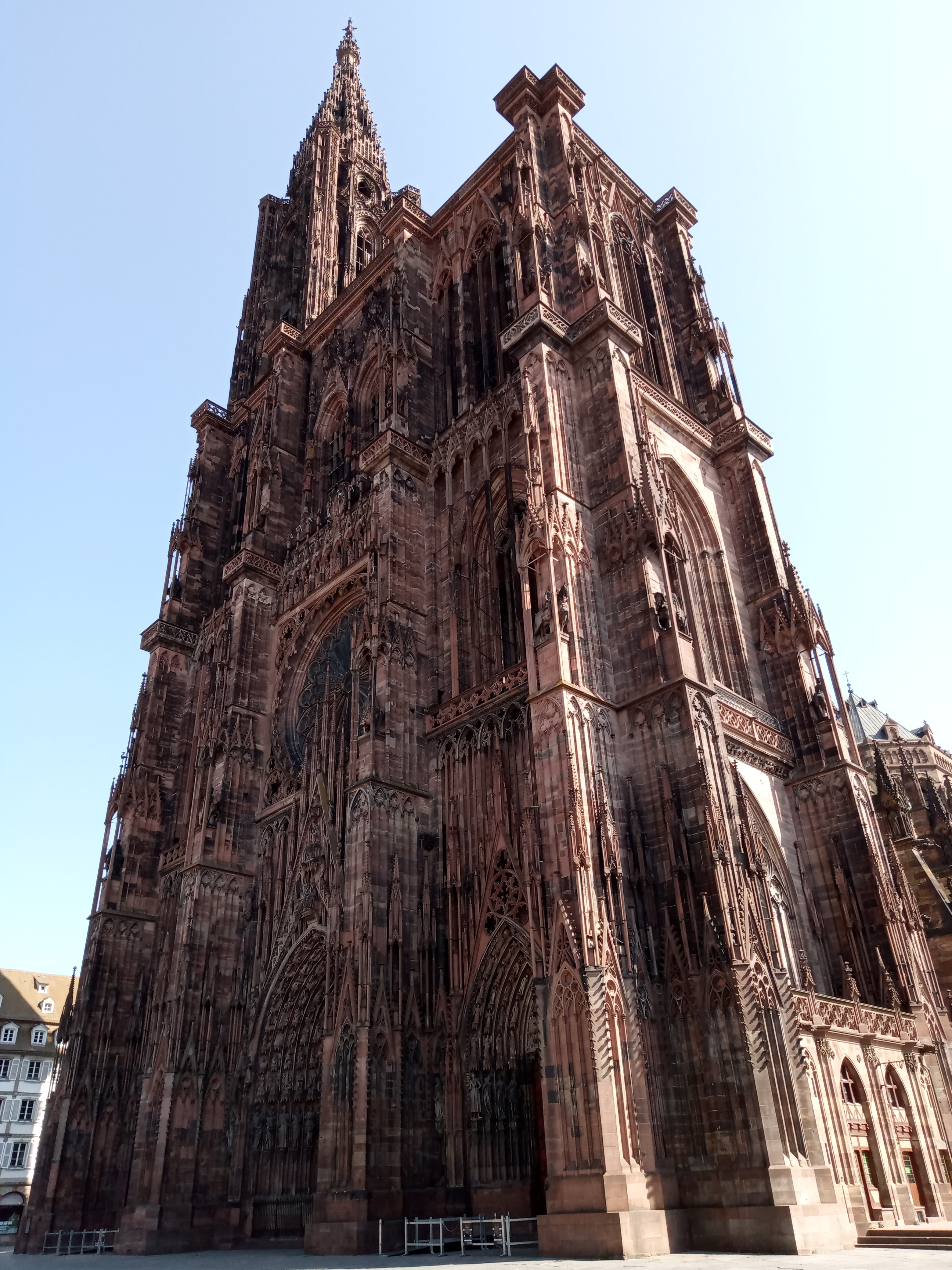
Chef-d'œuvre de l'art gothique, la cathédrale est le symbole de la ville mais aussi de toute l'Alsace.

Strasbourg est connue notamment pour sa cathédrale. L'édifice se distingue aisément par sa couleur, due à l'utilisation de grès rose, et par sa tour unique. Les travaux commencent, en 1176, par le chœur, le transept et l'abside dans un style qui évoque le roman tardif. La construction de la façade ne débute qu'en 1276 dans un style clairement gothique qui s'apparente à la cathédrale Notre-Dame de Paris, avec notamment deux tours rectangulaires.
C'est au cours du XIVe siècle que la cathédrale va prendre progressivement son apparence définitive, avec l'arrivée de nouveaux architectes rhénans. Un beffroi est construit entre les deux tours, l'ensemble formant une immense façade rectangulaire. En 1439, la première tour est achevée . Haute de 142 mètres, elle a fait de la cathédrale de Strasbourg l'édifice le plus haut de la chrétienté entre 1625 et 1847. La seconde ne fut jamais construite, même si plusieurs architectes ont dessiné les plans d'un tel projet au cours des XVe, XVIIe et XIXe siècles. Ces projets n'ont pas abouti d'une part pour des raisons financières mais aussi parce que l'édifice, construit sur un sol instable, risquait de s'effondrer.
La cathédrale Notre-Dame de Strasbourg est aussi connue pour son horloge astronomique chef-d'œuvre de l'art et de la science, sa grande rosace de 12 mètres de diamètre et son rayon vert créé par le vitrail de Juda qui se manifeste aux équinoxes lorsque le soleil brille sur la ville.
Selon Louis Tschaen, le professeur qui a étudié en détail ce rayon : « Le phénomène de la lumière verte équinoxiale dans sa forme actuelle serait probablement dû au hasard, mais un hasard vraiment providentiel. Toutefois, on peut se poser la question de l'attitude de Juda qui montre de la main droite le pied gauche, origine du phénomène, tout en maintenant soulevée sa chape pour bien en dégager les chevilles, et porte le regard vers le médaillon circulaire. Et pourquoi existe-t-il un phénomène lumineux aussi spectaculaire au même endroit au solstice d'hiver ? Serait-ce là encore le fruit du hasard ? Mystère ! ».
La cathédrale abrite en outre un impressionnant buffet d'orgue de 24 mètres de haut. La Fondation de l'Œuvre Notre-Dame suit et soigne l'édifice depuis 1246.

##### Autres édifices catholiques

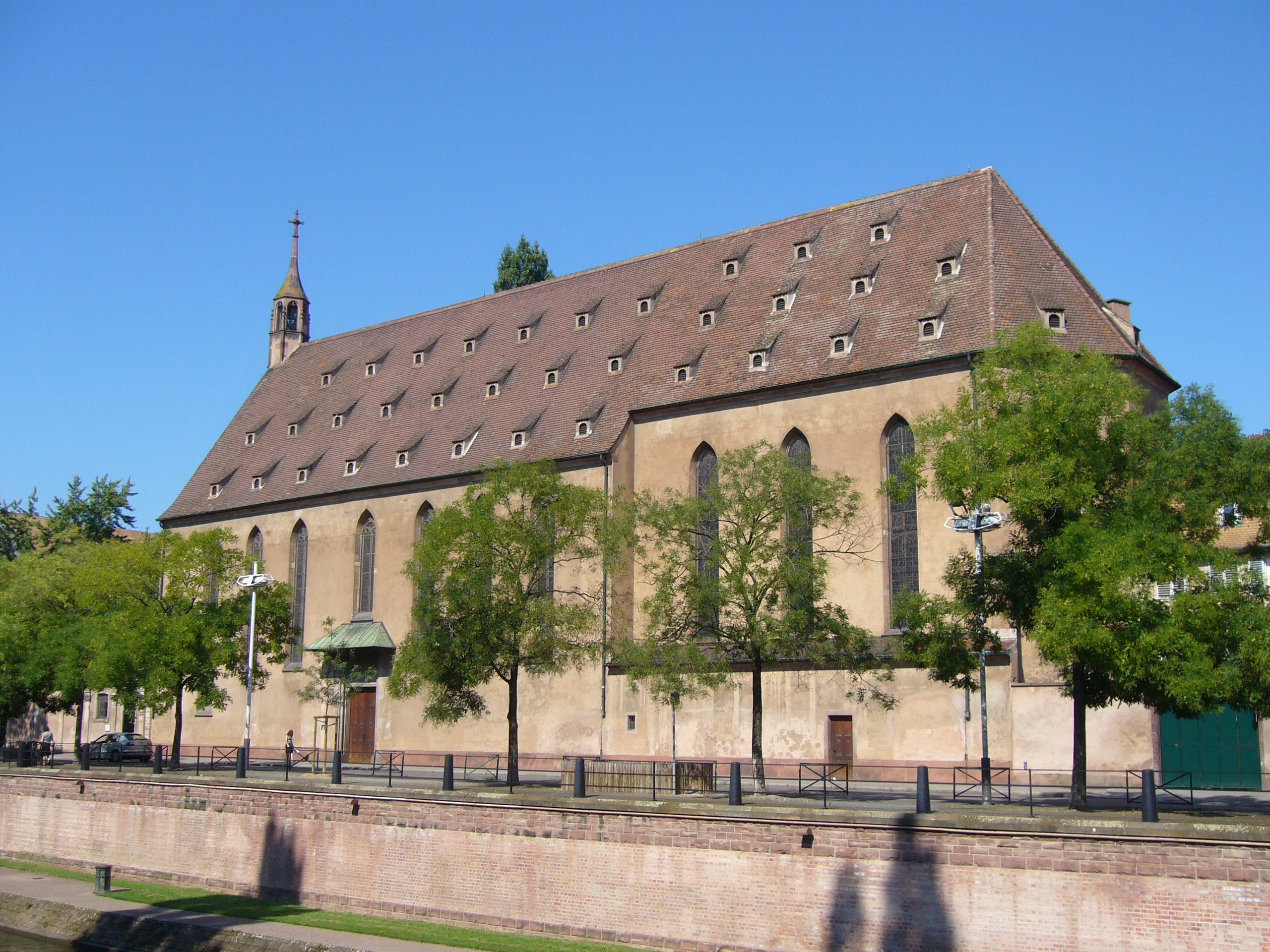
L'église Saint-Jean.

- L'église Sainte-Madeleine, détruite par un incendie en 1904, conserve le chœur de l'ancienne église conventuelle du XVe siècle ainsi que les restes d'un cloître gothique et de fresques. L'édifice est détruit une seconde fois en 1944 et ne sera reconstruit qu'en 1958[290] ;
- L'église Saint-Étienne, située dans l'enceinte du collège épiscopal du même nom a été édifiée en 1210. Il ne subsiste aujourd'hui de l'église que le transept et l’abside. La crypte présente les vestiges de la basilique romaine du Ve siècle[291] .
- L'église Saint-Jean interpelle quant à elle par son architecture très particulière, avec son clocher minuscule et sa toiture immense. Édifiée en 1477 dans un style gothique, elle passe sous le contrôle des Hospitaliers de l'ordre de Saint-Jean de Jérusalem en 1687. C'est la dernière église de l'Ordre subsistant à Strasbourg. Elle est endommagée par des bombardements en 1944 et restaurée vingt ans plus tard[292] .
- L'église Saint-Louis, la première incarnation de cette église, fut construite en 1687 à la suite de la visite de Louis XIV. Détruite par un incendie en 1805, elle fut reconstruite en 1825. Ses prêtres sont actuellement membres de l'association Totus Tuus et célèbrent dans les deux formes du rite romain[293],[294],[295] ;
- Plus à l'est, au milieu de l’avenue de la Forêt-Noire, se trouve l'église Saint-Maurice. Cette ancienne église de garnison, construite entre 1895 et 1898 dans un style néo-gothique a la particularité d'être visible depuis la place de Haguenau, formant ainsi une longue perspective[296] .
- L'église Saint-Pierre-le-Jeune catholique, de style néo-byzantin (notamment la superbe coupole) avec quelques influences romanes, date également de la fin XIXe siècle. Elle est construite avec un grès rose particulièrement teinté[297] .

#### Protestantisme

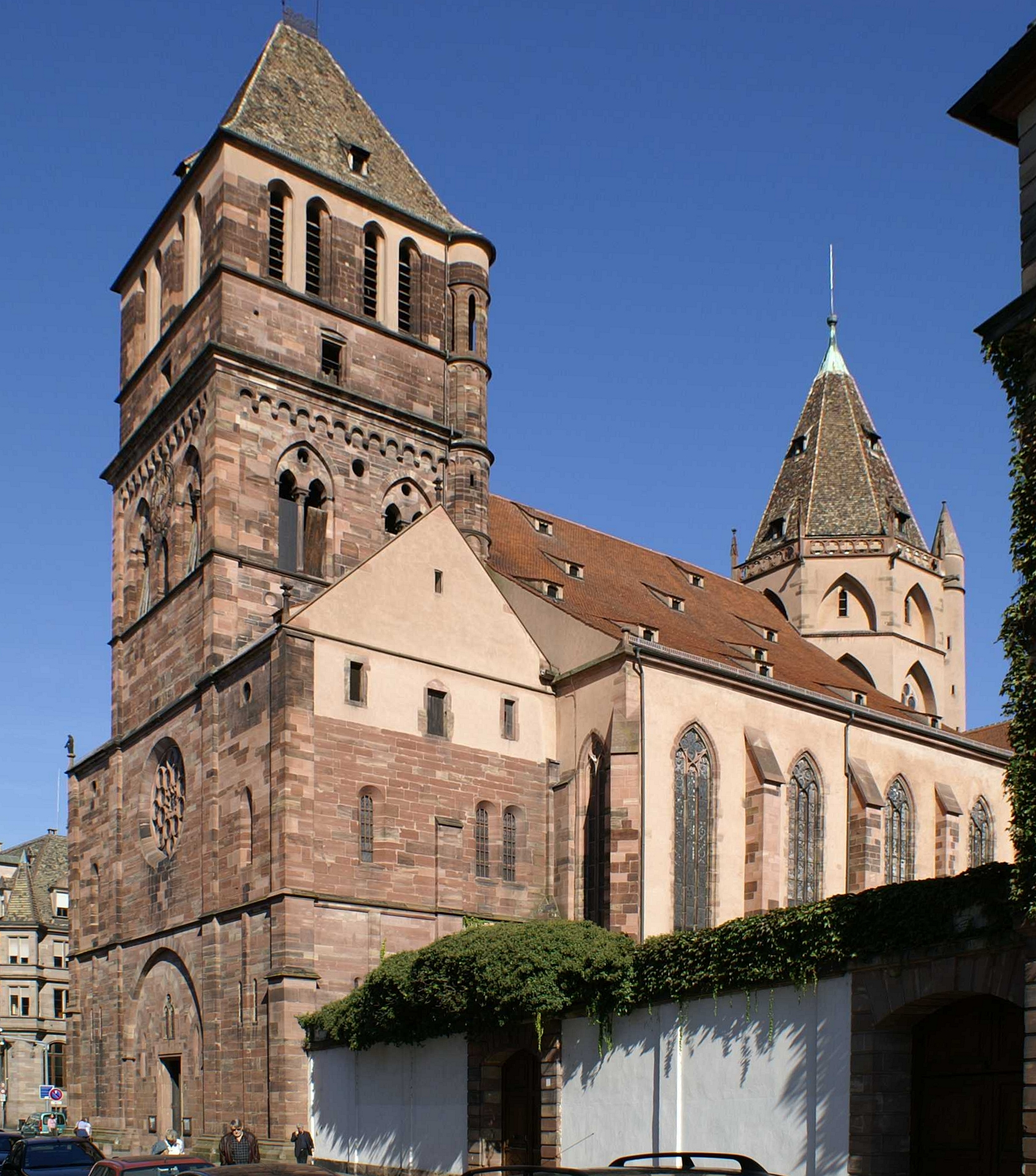
L'église Saint-Thomas.

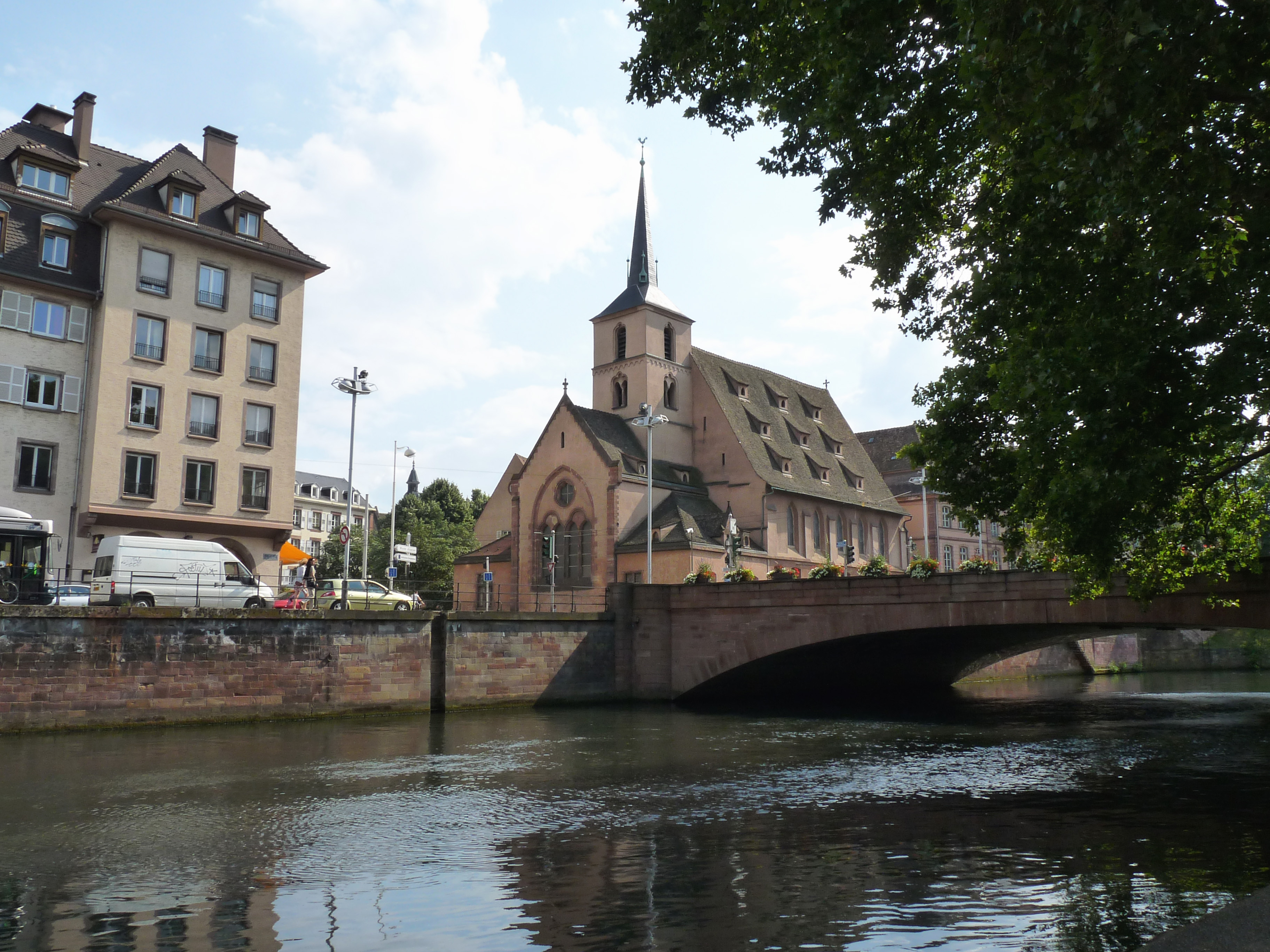
L'église Saint-Nicolas.

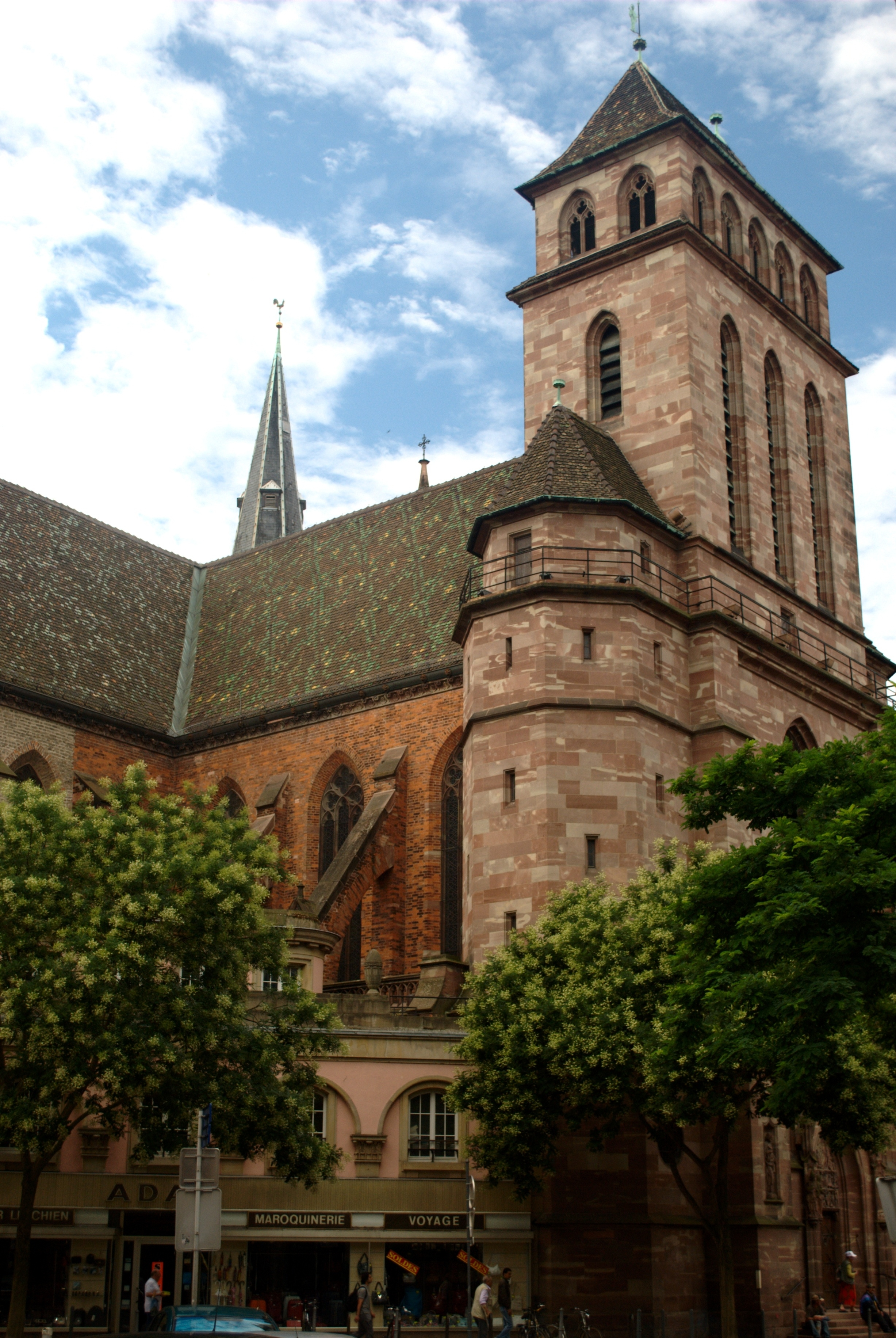
L’église Saint-Pierre-le-Vieux comporte une partie catholique et une partie protestante.

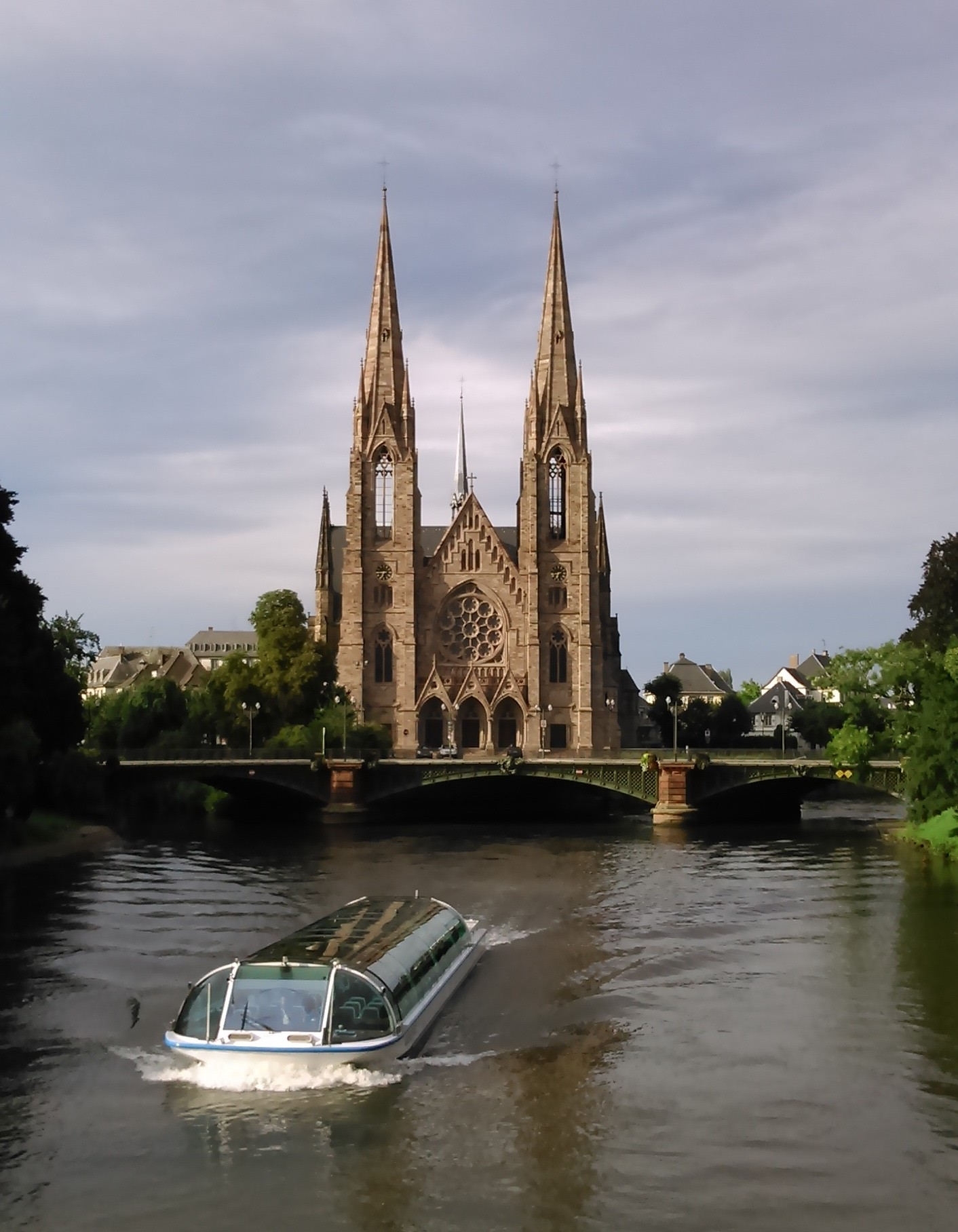
L'église Saint-Paul en 2014 après restauration.

La ville se caractérise, du fait de son histoire, par une forte implantation protestante. Strasbourg possède donc une faculté de théologie protestante qui, à l'instar de la faculté catholique, est intégrée au système d'enseignement public (dû au statut particulier du droit local maintenant le régime des cultes reconnus).
L'unité d'enseignement de théologie protestante est également, depuis toujours, une formation privée pour les élites intellectuelles de la ville. Ainsi, Catherine Trautmann, ancien maire socialiste de la ville, y a fait ses études de premier cycle. La communauté a, pour autorité reconnue, le président de l'Union des Églises protestantes (EPCAAL, EPRAL).
L'église luthérienne Saint-Guillaume est particulièrement pittoresque. Achevé en 1667, l'ouvrage se distingue en effet par une obliquité flagrante et des vitraux pré-Renaissance. Cette église enferme également un exceptionnel tombeau à gisants du XIVe siècle exécuté par Woelflin de Rouffach. Le long de l'Ill, se dresse également l'église Saint-Nicolas, de style gothique. Sa construction commence en 1381, mais le clocher ne sera édifié qu'en 1585 . Cette église protestante présente des fresques médiévales. Albert Schweitzer y joua de l'orgue.
L'église Sainte-Aurélie abrite une nef baroque, un orgue d’André Silbermann et une horloge de Jean-Baptiste Schwilgué. Certains éléments de l'église originelle du XIIe siècle sont encore visibles aujourd'hui. Elle a cependant été remaniée à plusieurs reprises, notamment en 1765 (portail principal) . Construite non loin du quartier de la Petite France, l'église Saint-Thomas, a été construite à la fin du XIIe siècle. Protestante depuis 1524, elle est d'un type architectural très particulier puisqu'il s'agit d'une église-halle à cinq nefs d'égale hauteur, s'opposant ainsi à la conception d'église à plan basilical habituelle. Elle conserve dans son chœur le célèbre tombeau du Maréchal de Saxe, dont l'auteur est le sculpteur du XVIIIe siècle Jean-Baptiste Pigalle. Mozart et Albert Schweitzer ont joué sur son orgue Silbermann.
L'église Saint-Pierre-le-Vieux, autre édifice religieux particulier, est constituée de deux édifices perpendiculaires : une église protestante et une église catholique. La partie protestante a été bâtie entre 1381 et 1428 où le simultaneum est imposé par Louis XIV en 1683. De nouveaux aménagements sont entrepris en 1867 avec la construction d'une église catholique séparée. D'autres travaux ont été effectués au début du XXe siècle . L'église Saint-Pierre-le-Jeune protestante, abrite quant à elle un remarquable jubé, un cloître récemment rénové, des fresques du XIVe siècle et une sépulture mérovingienne du VIe. L'édifice est commencé au milieu du XIIe siècle et sera remanié à plusieurs reprises. Devenue simultanée en 1681 sous ordre de Louis XIV, l'église est redevenue uniquement protestante en 1893 .
L'église du Temple-Neuf, édifiée en 1260 par les dominicains, est devenue la première paroisse réformée. En effet, dès 1538 cette église devient le lieu de culte des protestants et Jean Calvin y prêchera entre 1538 et 1541. L'édifice est détruit lors du siège de Strasbourg, en 1870. Une nouvelle église est construite par l'architecte strasbourgeois Émile Salomon entre 1873 et 1876, dans un style néo-roman. Son clocher culmine à 60 mètres de hauteur . L'église réformée du Bouclier a elle aussi adopté la Réforme au cours du XVIe siècle.
D'autres églises sont construites sous l'ère allemande, au sein des nouveaux quartiers qui voient le jour. La plus fameuse d'entre elles est sans doute l'église Saint-Paul, anciennement Evangelische Garnisonskirche (église luthérienne de la garnison). Située avantageusement entre le palais universitaire et la place de la République, elle est aujourd'hui vouée au culte réformé. Cette église aux proportions remarquables a été construite entre 1892 et 1897 dans un style néo-gothique par l'architecte Louis Muller. Ses flèches élancées, hautes de 76 mètres, en font l'église la plus haute de la ville. Le cœur comprend deux loges surélevées réservées à l'empereur et à l'impératrice, .

#### Orthodoxie

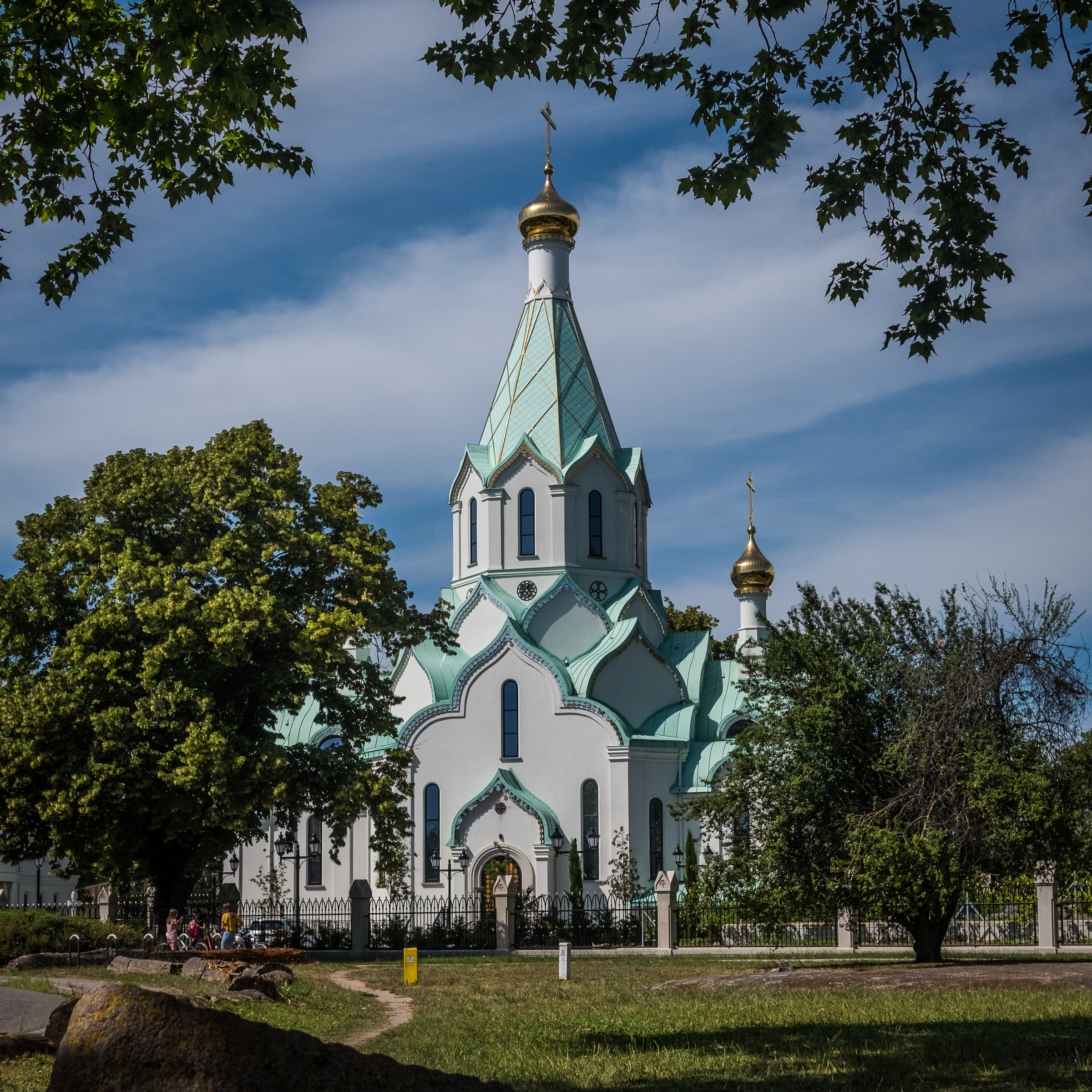
L'église orthodoxe de Tous-les-Saints.

Un certain nombre d'églises orthodoxes sont présentes à Strasbourg, notamment de rite byzantin : églises serbe, russe, bulgare, roumaine, grecque.
Dans le quartier du Port du Rhin, les locaux de la chapelle protestante de la Rencontre sont utilisés pour les offices de la paroisse orthodoxe Saint-Jean-Cassien (dépendante du vicariat Sainte-Marie-de-Paris-et-Saint-Alexis-d'Ugine, regroupant des paroisses de tradition russe au sein de la métropole orthodoxe grecque de France, cette dernière elle-même rattachée canoniquement au patriarcat œcuménique de Constantinople).
L'église orthodoxe serbe Saint-Georges a été achevée en 2007 dans le quartier de Koenigshoffen.
L'église orthodoxe de Tous-les-Saints est située au bord du canal de la Marne au Rhin, dans le quartier des Quinze. Elle est coiffée d'un bulbe doré culminant à 42 mètres de hauteur et comporte également un centre culturel. Elle est consacrée par le patriarche Cyrille de Moscou le 26 mai 2019.
La ville de Strasbourg compte églament une église orthodoxe francophone situé rue du Coq, paroisse sous la responsabilité du métropolite Nestor.

#### Judaïsme

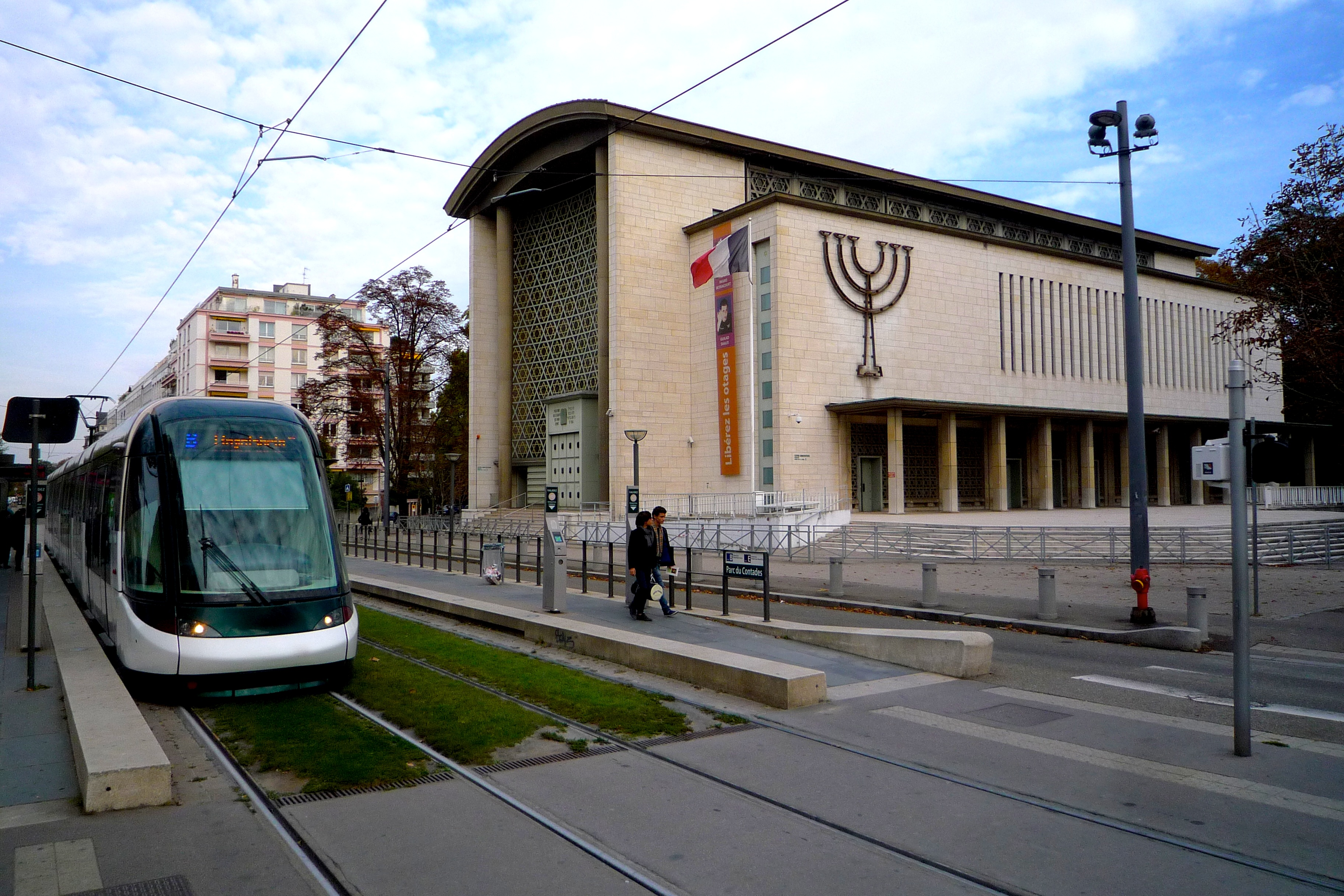
La grande synagogue de la Paix.

Strasbourg compte une très importante communauté juive, avec plus de 15 000 membres. Il s'agit de la sixième en nombre après celles de Paris, Marseille, Lyon, Toulouse et Nice, et de la troisième en proportion de la population totale après celles de Paris et Marseille. Il s'agit en outre de la communauté ayant la plus forte proportion d'ashkénazes.
Les juifs furent pourtant bannis de Strasbourg durant exactement quatre siècles (de 1389, à la suite du Pogrom de Strasbourg, à 1789), époque où ils se réinstallent alors massivement dans les villages et petites villes des environs. Dès le XIXe siècle, l'Alsace était de loin la région où habitait le plus grand nombre de Français de confession hébraïque.
Strasbourg compte plusieurs synagogues, notamment la vaste Grande synagogue de la Paix près du parc du Contades, la synagogue de Cronenbourg et la synagogue de Meinau. La ville est aussi dotée d'une clinique privée (la clinique Adassa, place de Haguenau), d'un hospice pour seniors (l'EHPAD/maison de retraite de la fondation Élisa, situé sur le territoire de Geispolsheim) ainsi que de plusieurs écoles et établissements secondaires (école Aquiba, école Yehouda Halévi, l'ORT) gérés par la communauté juive, elle-même guidée par le grand rabbin M. Harold Abraham Weill. Il existe plusieurs cimetières israélites : à Cronenbourg, 3 route d'Oberhausbergen, à Koenigshoffen, à l’angle de la rue de la Tour (no 29) et du Breuscheckweg, Adath Israël, 5 rue Jean-Pierre Clause à Cronenbourg.

#### Islam

La grande mosquée de Strasbourg, inaugurée en septembre 2012.

En 2020, la ville compte 35 lieux de cultes musulmans, mosquées et salles de prière sous l'égide de M. Mohamed Latahy, le président du culte musulman du Bas-Rhin.
Située dans le quartier du Heyritz, la grande mosquée de Strasbourg est ouverte au culte le 1er août 2011, lors du 1er jour du Ramadan 1432. Elle est la deuxième plus grande mosquée de France après celle d’Évry-Courcouronnes et sa capacité d’accueil est de 3 000 fidèles. Elle est officiellement inaugurée le 27 septembre 2012 en présence du ministre français de l’Intérieur et des Cultes Manuel Valls, du grand rabbin de Strasbourg René Gutman, de Christian Kratz, évêque auxiliaire de Strasbourg, et de Christian Krieger, président du Consistoire Réformé de Strasbourg.
Le premier cimetière musulman municipal de France a été inauguré le 6 février 2012.
En 2014, la municipalité socialiste accorde à l’association musulmane turque Millî Görüş, association « politiquement proche du parti de Recep Tayyip Erdoğan, l’AKP, et inspirée des frères musulmans », un permis de construire pour un projet de 35 millions d’euros qui prévoit un complexe communautaire dont une mosquée à l’architecture traditionnelle musulmane turque, inspirée de l’époque ottomane. Celle-ci pourrait compter également une école, un dispensaire et des associations. Lors de la pose de la première pierre, le 15 octobre 2017, sont présents autour du préfet, le vice-premier ministre turc Bekir Bozdağ et le maire socialiste Roland Ries.
En 2021, la construction de ce qui devrait être la plus grande mosquée d’Europe suscite une polémique politique et médiatique. Le ministre de l’Intérieur, Gérald Darmanin, accuse la maire EELV de Strasbourg, Jeanne Barseghian, de subventionner « une mosquée soutenue par une fédération qui défend l’islam politique ». Le projet est financé par la confédération islamique turque Millî Görüş qui a refusé de signer la charte de l’islam de France voulue par le gouvernement français et qui est réputée proche du pouvoir turc. Gérald Darmanin dénonce le financement « d’une ingérence étrangère » sur le sol français. Le Conseil municipal de Strasbourg adopte « le principe d’une subvention » de plus de 2,5 millions d’euros pour la construction de la mosquée, un montant qui correspond à 10 % du montant des travaux,. En novembre 2022, le tribunal administratif annule la délibération allouant la subvention.

#### Bouddhisme
La ville a également de forts liens avec le bouddhisme. Ainsi, l'association France Tibet Libre et le Lycée international des Pontonniers ont-ils organisés la venue du dalaï-lama, dans les années 1980, et des échanges réguliers avec des moines bouddhistes sont maintenus.
Le centre de bouddhisme zen de Strasbourg a été fondé par Maître Deshimaru en 1970. Il se situe rue des Magasins dans le quartier des Halles.
Enfin un temple bouddhiste, Phô Hiên, est situé dans le quartier de La Robertsau. D'une surface totale de 1 000 m2 et pouvant accueillir 600 fidèles, il est conçu par les architectes Noël Kirtz et Jean-Luc Thomas pour l’association cultuelle bouddhique vietnamienne de Strasbourg. La première pierre a été posée le 20 janvier 2015 et le temple est inauguré en mai 2017. La communauté bouddhiste de Strasbourg compte environ 5 000 fidèles.

#### Société théosophique
Fondée à New York le 17 novembre 1875, par Helena Blavatsky, ainsi que par le Colonel Henry Steel Olcott, William Quan Judge, Charles Sotheran, le Dr Seth Pancoast, George H. Felt et quelques autres, les quartiers généraux de la Société théosophique furent établis en Inde, d'abord à Varanasi puis à Adyar (près de Chennai). Elle compte alors parmi ses plus éminents membres Charles Webster Leadbeater, Francesca Arundale, Annie Besant et Rudolf Steiner. Le Mahatma Mohandas Karamchand Gandhi confiait à son biographe Louis Fischer son admiration pour la théosophie : « La théosophie est la fraternité des hommes […]. C'est l'hindouisme dans ce qu'il a de meilleur ». Une statue du Mahatma Gandhi, œuvre du sculpteur indien Ram Sutar a été érigée en son honneur place de L'Étoile à Strasbourg le 2 octobre 2011 en présence du maire de la ville.
La Société théosophique se présente ainsi :
« La Société théosophique est une organisation internationale ayant pour but de :
# Former un noyau de la Fraternité Universelle de l'Humanité, sans distinction de race, credo, sexe, caste ou couleur ; 
# Encourager l'étude comparée des religions, des philosophies et des sciences ;
# Étudier les lois inexpliquées de la nature et les pouvoirs latents dans l'homme.
Son siège mondial est à Adyar, Madras, Inde. »
Dès 1920 Strasbourg compte une section autonome (appelée « branche ») fondée par Caroline Marthe North-Siegfried (1866-1939) : l'Association philosophique et humanitaire de la Bibliothèque Pythagore, qui a son siège actuel au 2 rue des Hallebardes à Strasbourg. Caroline Marthe North-Siegfried (1866-1939) était la présidente et fondatrice de la Croix-Rouge dans les départements du Bas-Rhin et du Haut-Rhin, présidente et fondatrice de la Société de protection des animaux à Strasbourg, présidente de l'Association des dames françaises, officier de l'instruction publique, médaille de la Reconnaissance française (1920). Elle soutint activement des œuvres pour aveugles, la léproserie de la chartreuse de Valbonne, le Foyer de la jeune fille et l'Armée du salut de Strasbourg. Elle fonda en 1920 la Bibliothèque Pythagore de Strasbourg, association philosophique et humanitaire, siège de la Société théosophique de Strasbourg. Elle repose au cimetière de Strasbourg-Cronenbourg et sa tombe est toujours fleurie. La loge de la Société théosophique de Strasbourg est actuellement peu active. La plupart de ses membres sont très âgés ou décédés. Seuls se poursuivent les activités régulières de la Bibliothèque Pythagore de Strasbourg sous forme de conférences.
L'Église catholique libérale (ECL), mouvement religieux d'inspiration théosophique est implantée sous forme de paroisse à Strasbourg. Son église Saint-Raphaël se situe à Illkirch-Graffenstaden. On y pratique une communion ouverte, à laquelle chacun qui le désire sincèrement, peut participer. Cérémonialiste, cette église se rattache à une tradition historique (messe de saint Pie V en langue française). Son but est de combiner la forme catholique du culte avec son rituel et son mysticisme. Non dogmatique, l'ECL affirme être attachée à la liberté intellectuelle et de respect pour la conscience individuelle.

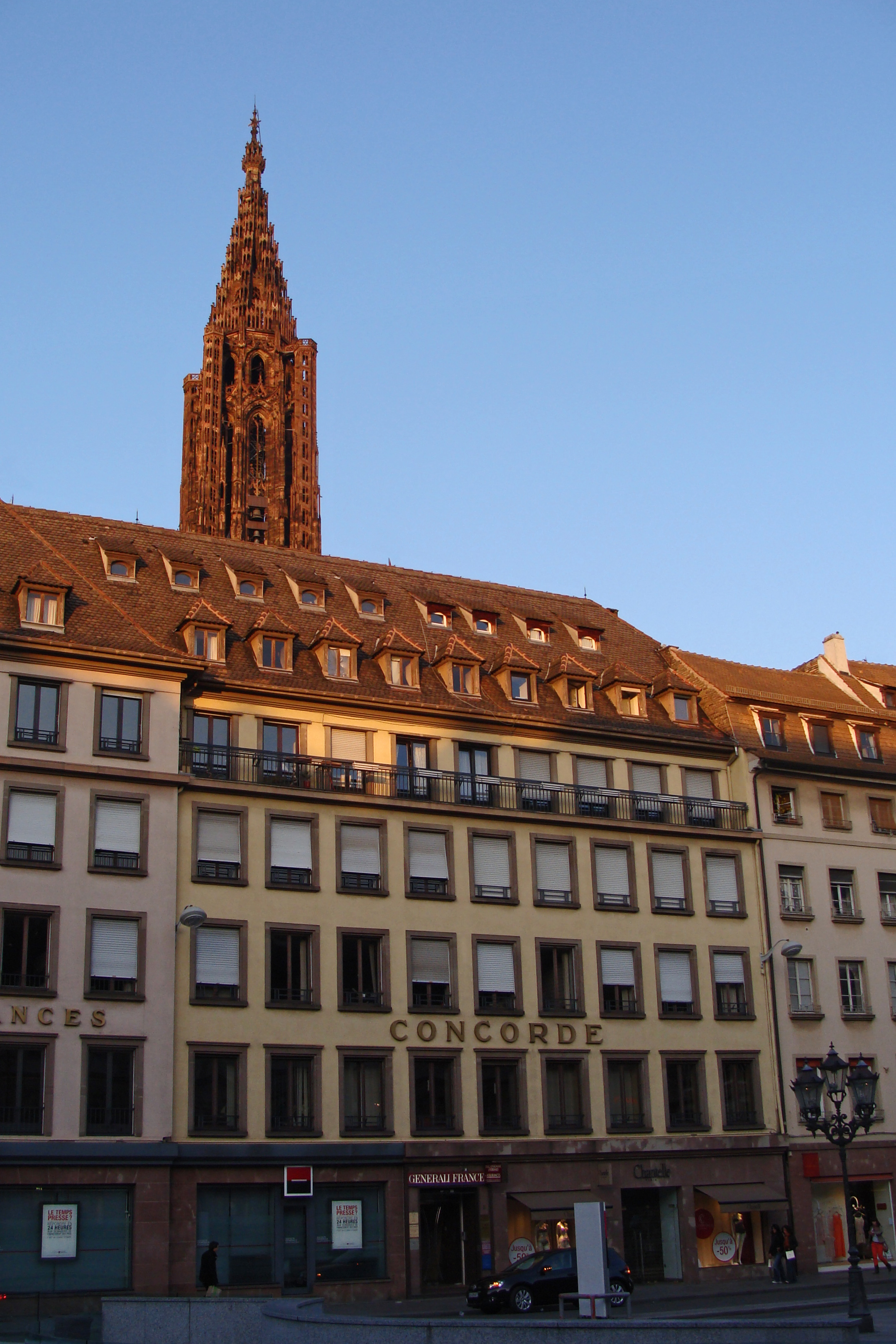
Immeuble place Gutenberg, siège de la Bibliothèque Pythagore.
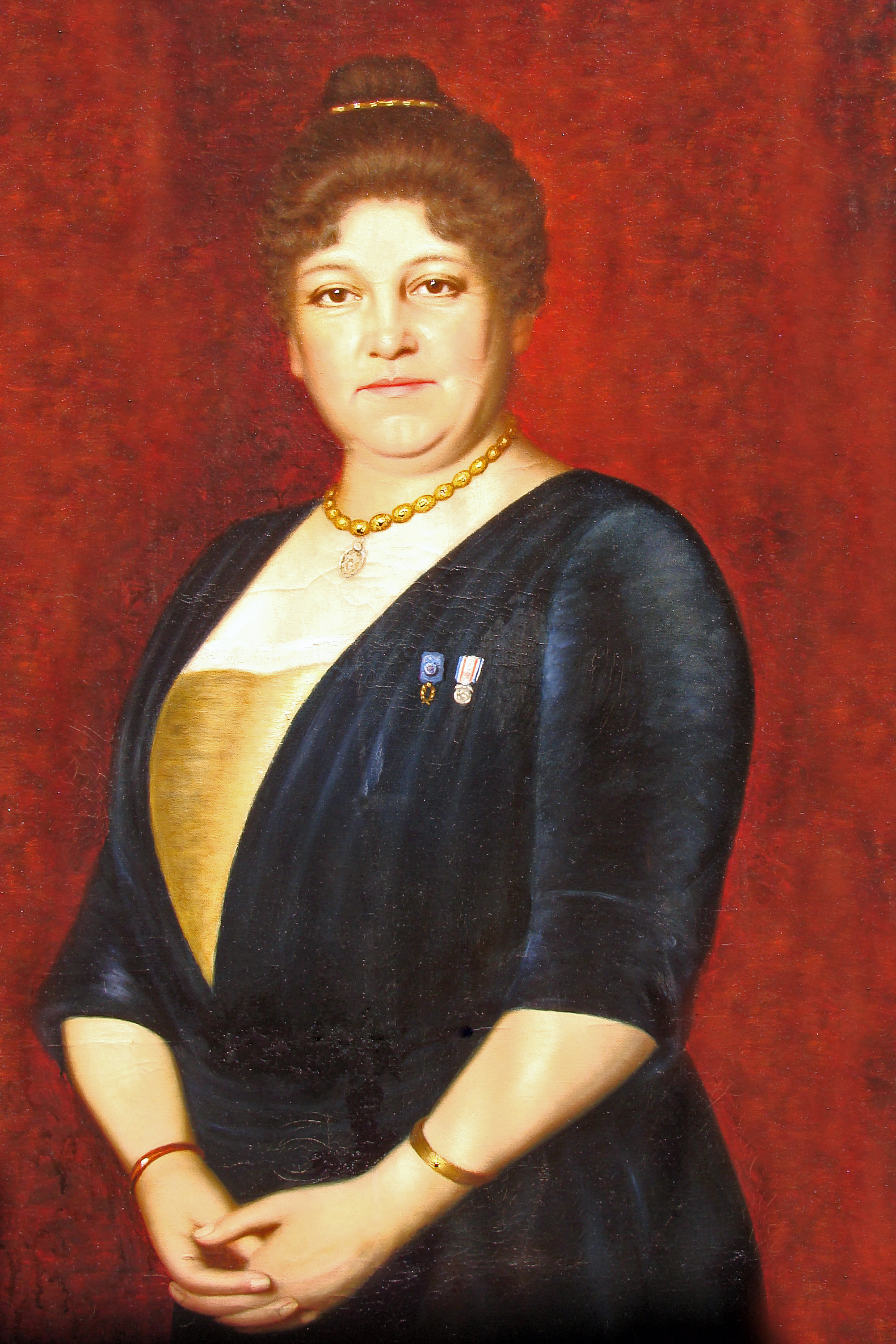
Marthe North-Siegfried (1866-1939).
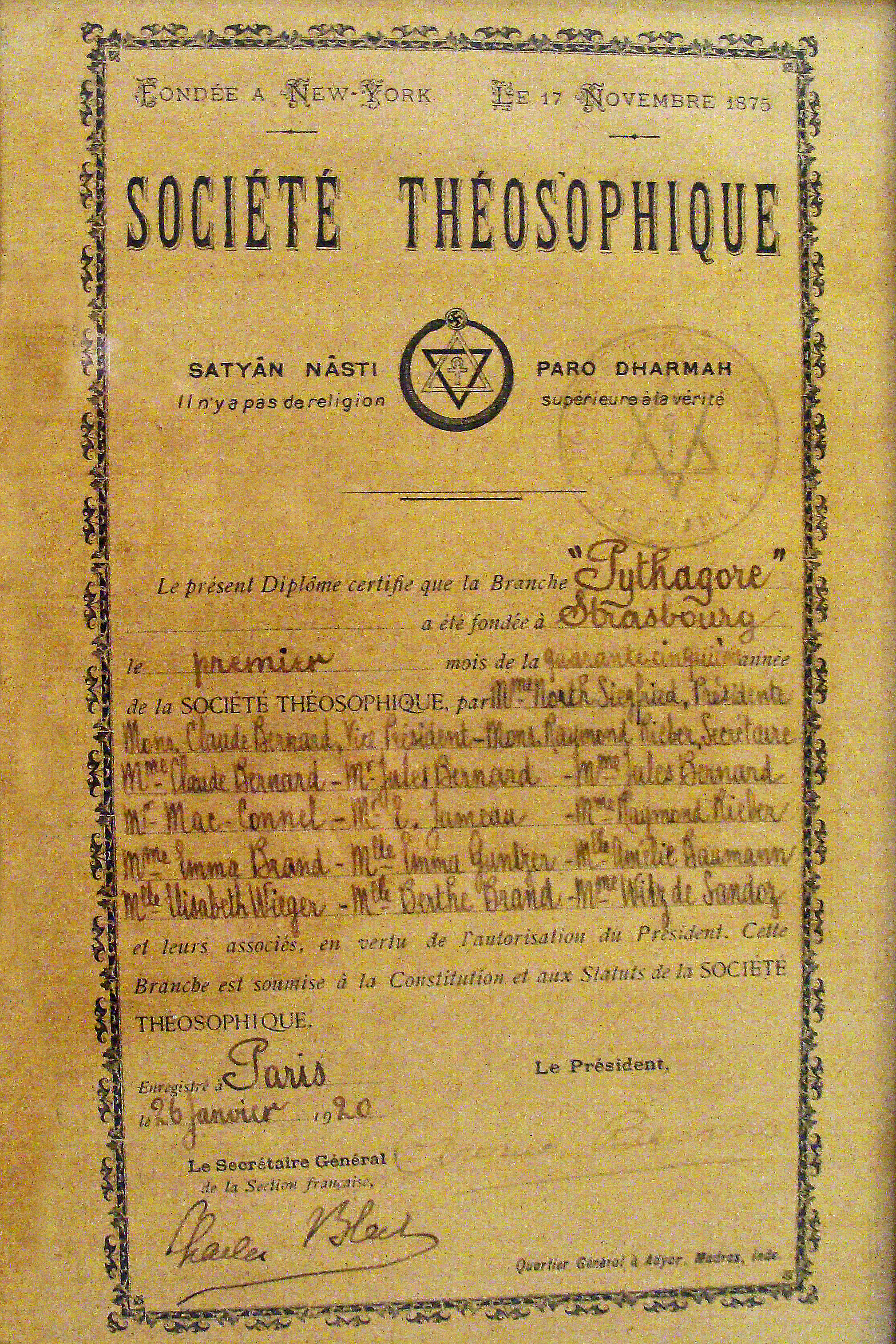
Diplôme fondateur de la branche « Pythagore », le 26 janvier 1920.

#### Franc-maçonnerie
La franc-maçonnerie est d'implantation ancienne à Strasbourg, l'un des centres de l'humanisme rhénan. Elle s'appuie sur l'héritage de la « maçonnerie opérative », présente à Strasbourg dès le XIIIe siècle sous forme de loges appelées Hütten de compagnons tailleurs de pierre, les Steinmetzen. En atteste le Livre des frères comportant les ordonnances et règles de la loge de Strasbourg datant de 1563. À la suite de l'achèvement de la cathédrale de Strasbourg et aux troubles engendrés par la guerre de Trente Ans, d'« opérative », la maçonnerie strasbourgeoise devient de plus en plus « spéculative » : on parle de Briefmaurer (maçons de diplôme) face aux Grüssmaurer (maçons de salut). Le rattachement de Strasbourg à la France en 1681 accélère cet état de choses et la loge mère de Strasbourg perd son rôle dirigeant sur les autres guildes rhénanes dès 1707. Le décret royal de 1731 interdisant les réunions compagnoniques, les maçons opératifs glissent vers la clandestinité et trouvent accueil dans les loges « spéculatives ». Dès le début du XVIIIe siècle, se mettent en place une multitude de loges maçonniques à Strasbourg.
On peut noter : la loge « La Candeur », la « Grande Loge Écossaise », la loge « Saint-Louis d'Alsace » (fondée en 1760), les loges « La Modestie » (fondée en 1763), « L'Amitié » (fondée en 1764), « La triple Union de Sainte-Cécile » (fondée en 1765) et de nombreuses autres loges, ainsi que la présence d'une branche des « Illuminés de Bavière » ou « Illuminatenorden ». Joseph Balsamo dit Cagliostro fonde et préside dès 1780 une loge maçonnique « égyptienne » à Strasbourg, sous la protection et lettres patentes du cardinal de Rohan, prince-évêque de Strasbourg. Une ancienne loge maçonnique située au 21 avenue de la Liberté était fréquentée par le Kronprinz Guillaume de Hohenzollern, fils de l'empereur Guillaume II.
Quelques loges maçonniques strasbourgeoises :
- la « Loge des Cœurs fidèles » est une loge maçonnique strasbourgeoise active entre 1820 et 1841. Elle appartient au Grand Orient de France et travaille au Rite écossais ancien et accepté ;
- la « Loge des temples », rue du maréchal Joffre[336] ;
- la « Loge Paracelse » (de la Grande Loge de France) ;
- la « Loge des Frères réunis » de Strasbourg[337], constituée en 1811 ;
- la « Loge Rouget-de-L'Isle », rue du maréchal Joffre (de la GLMF) ;
- la « Loge Nouvelle Concorde », de la Grande Loge mixte de France, rue du maréchal Joffre ;
- la « Loge de la Vraie fraternité », constituée en 1803 ;
- la « Loge René Hirschler » du B'nai B'rith créée en 1977[338].

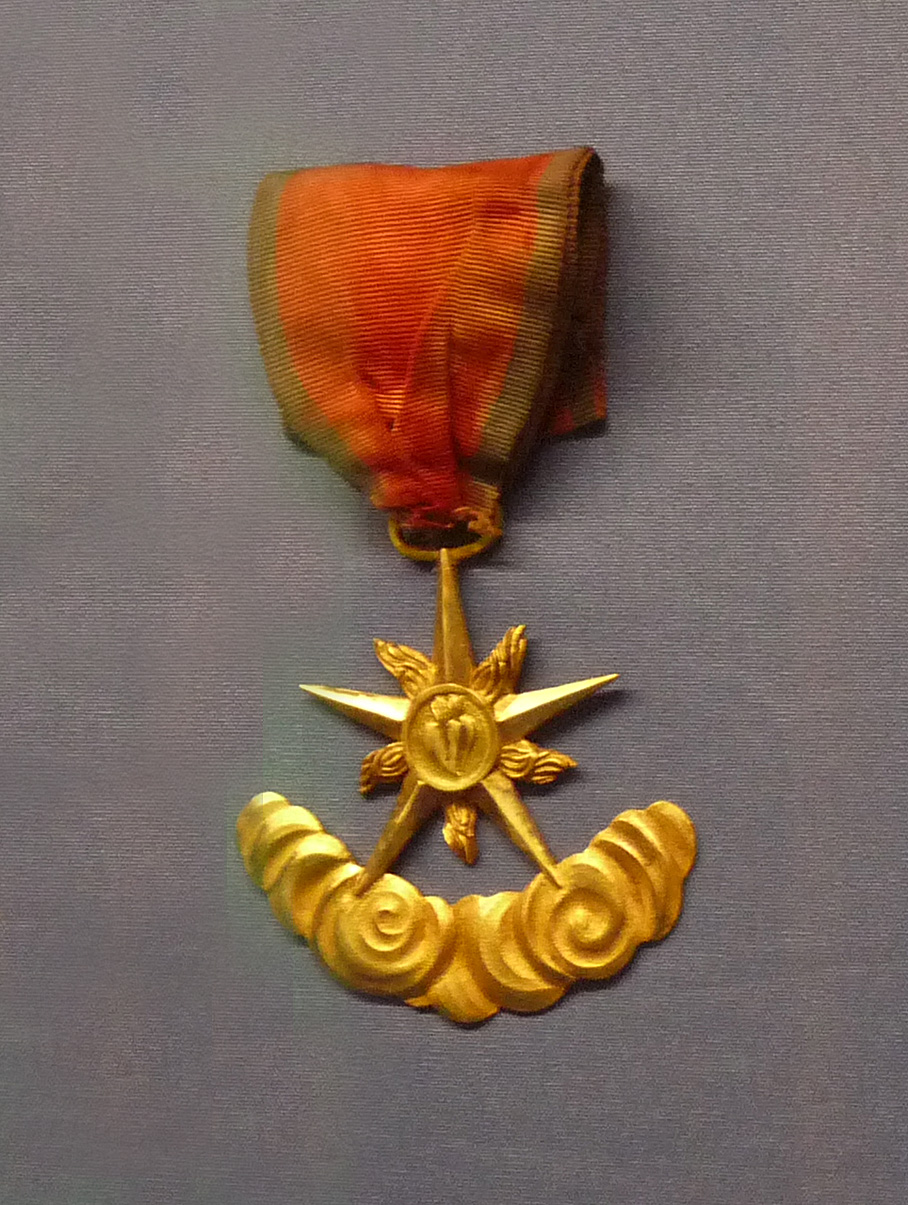
Bijou de la loge des Cœurs fidèles.
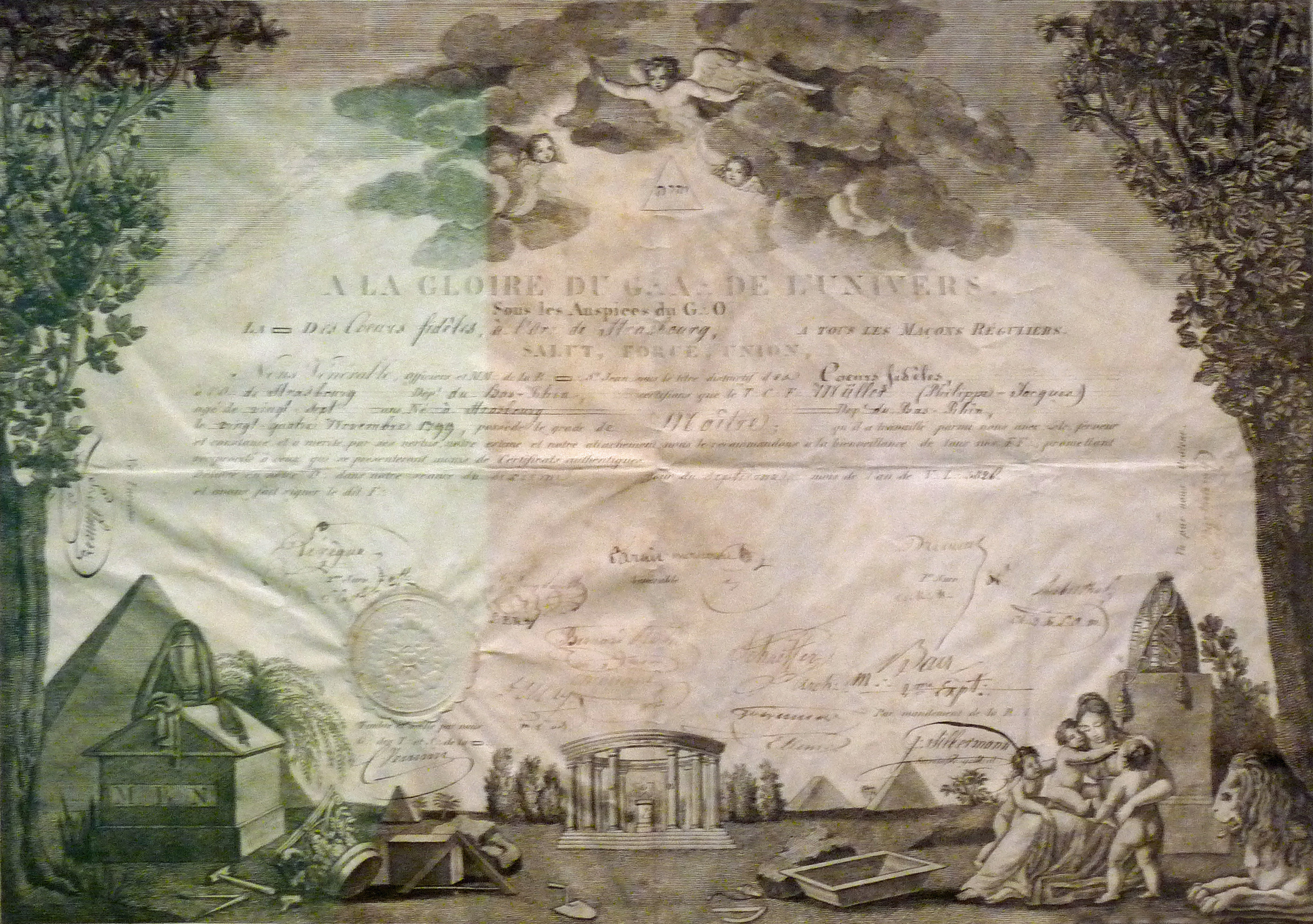
Certificat de maître délivré en 1826 par Les Cœurs fidèles à Philippe Jacques Müller, âgé de 27 ans, né à Strasbourg en 1799.
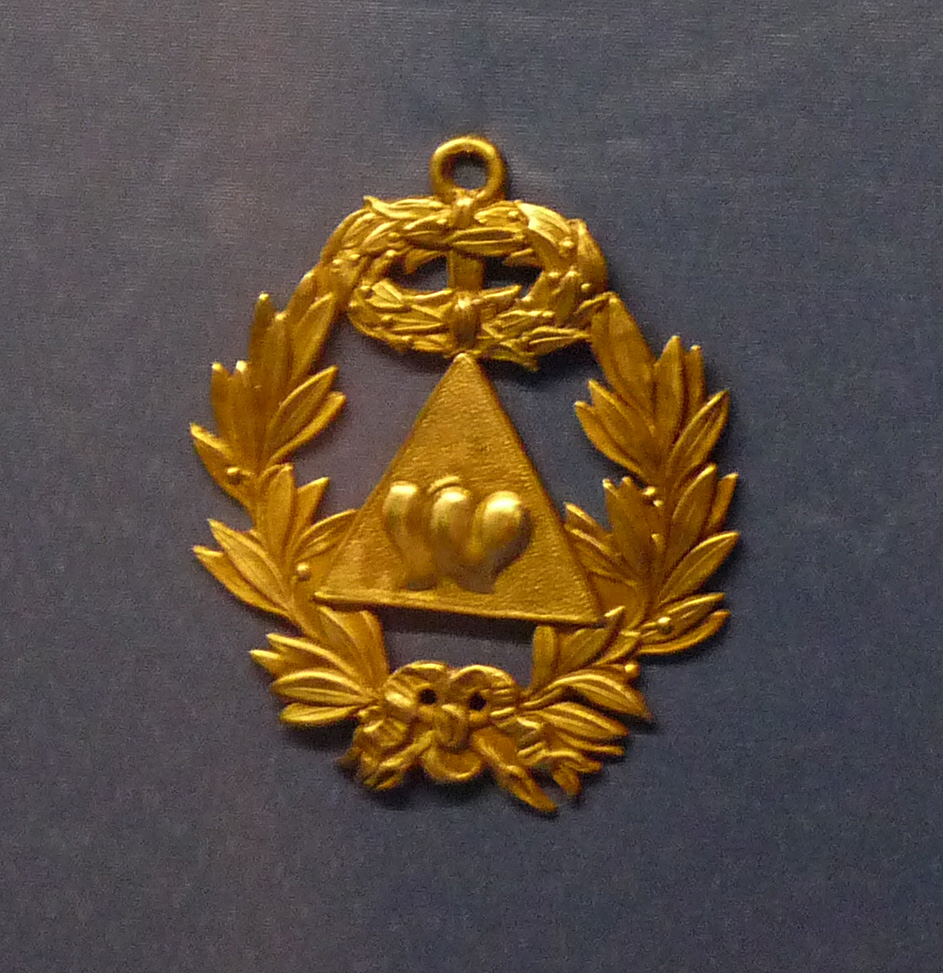
Bijou de la Vraie fraternité.
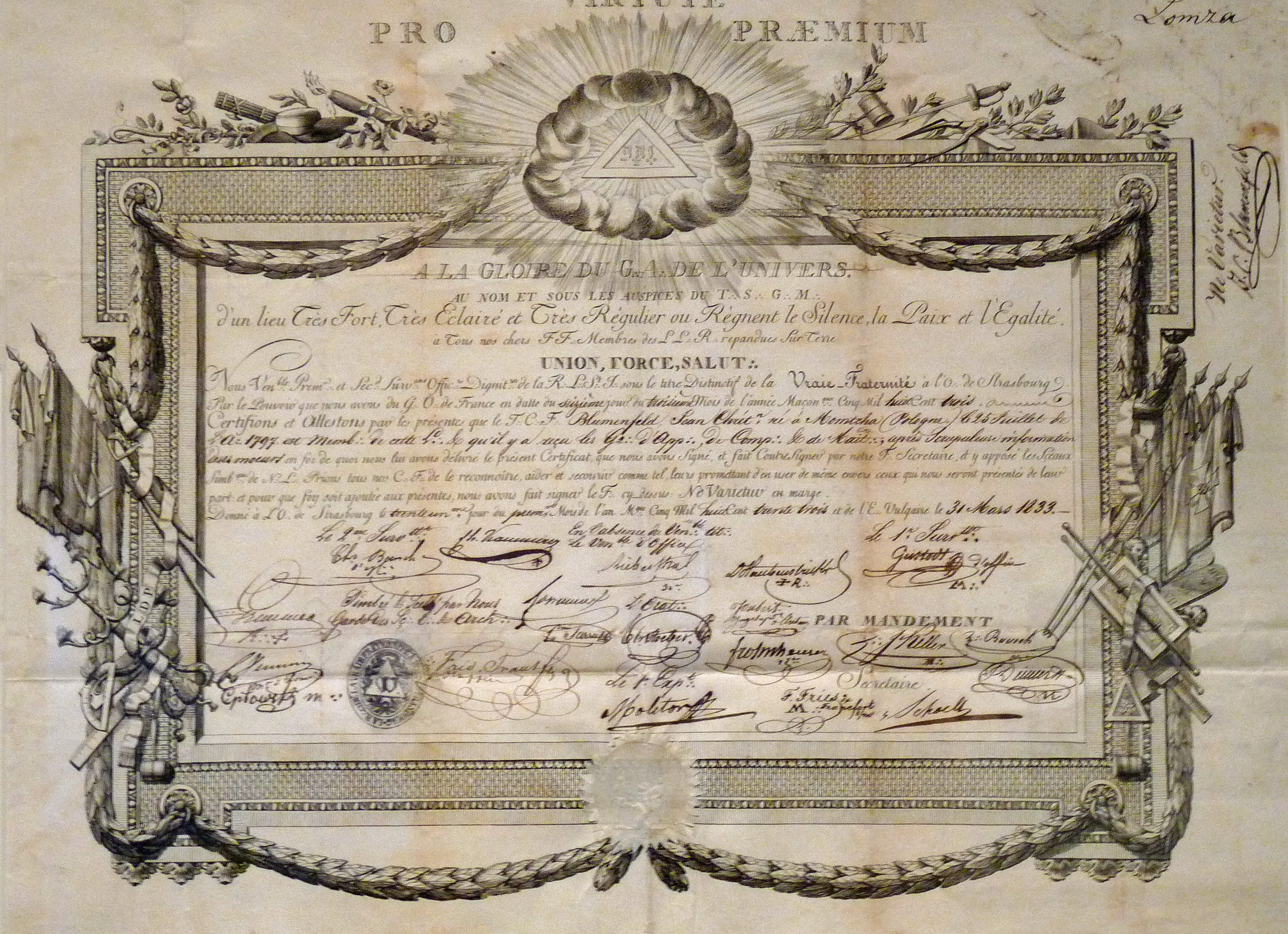
Certificat de maître délivré en 1833 par La Vraie fraternité à Jean Chrétien Blumenfeld.
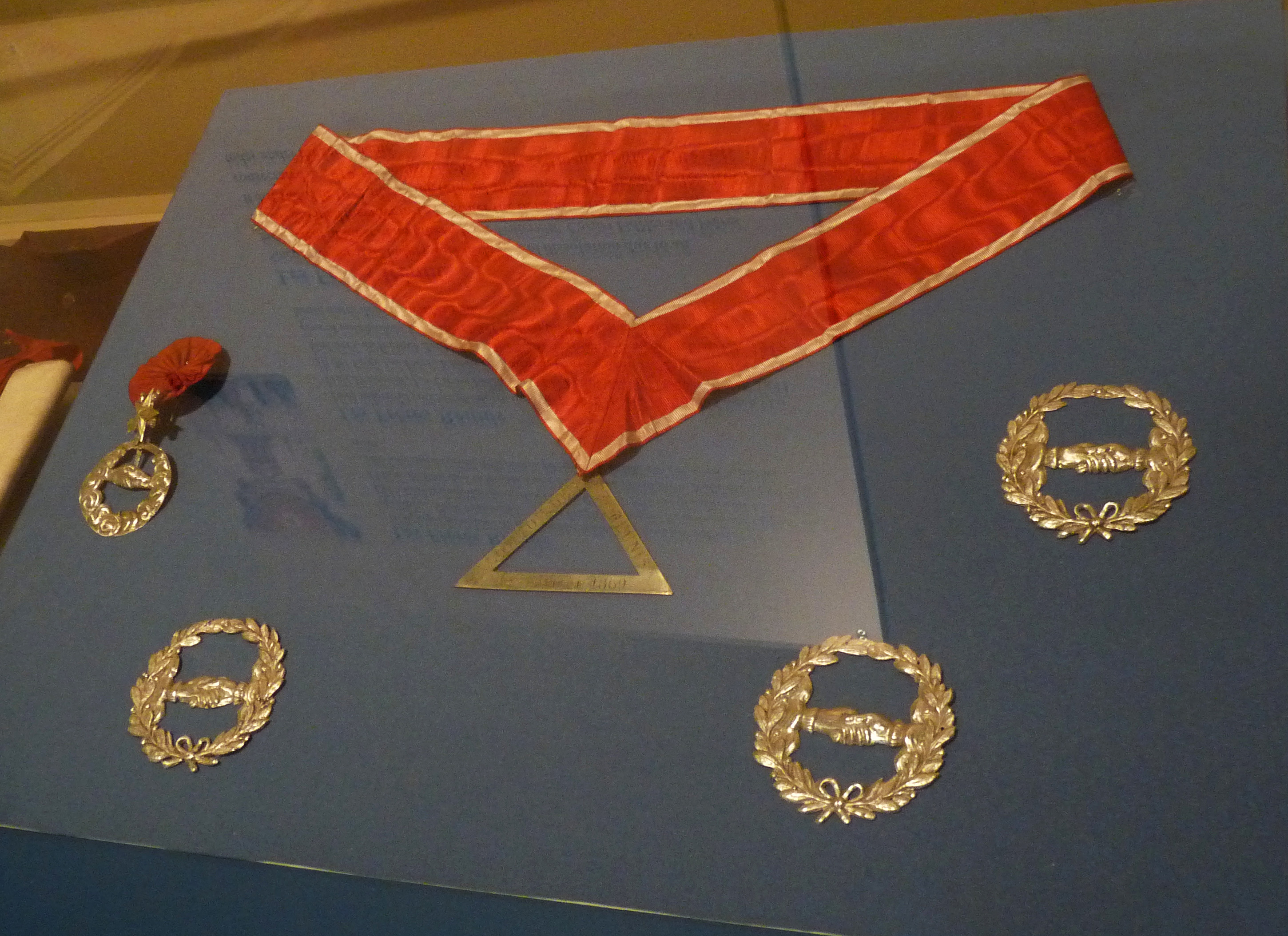
Bijoux de la loge des Frères réunis.
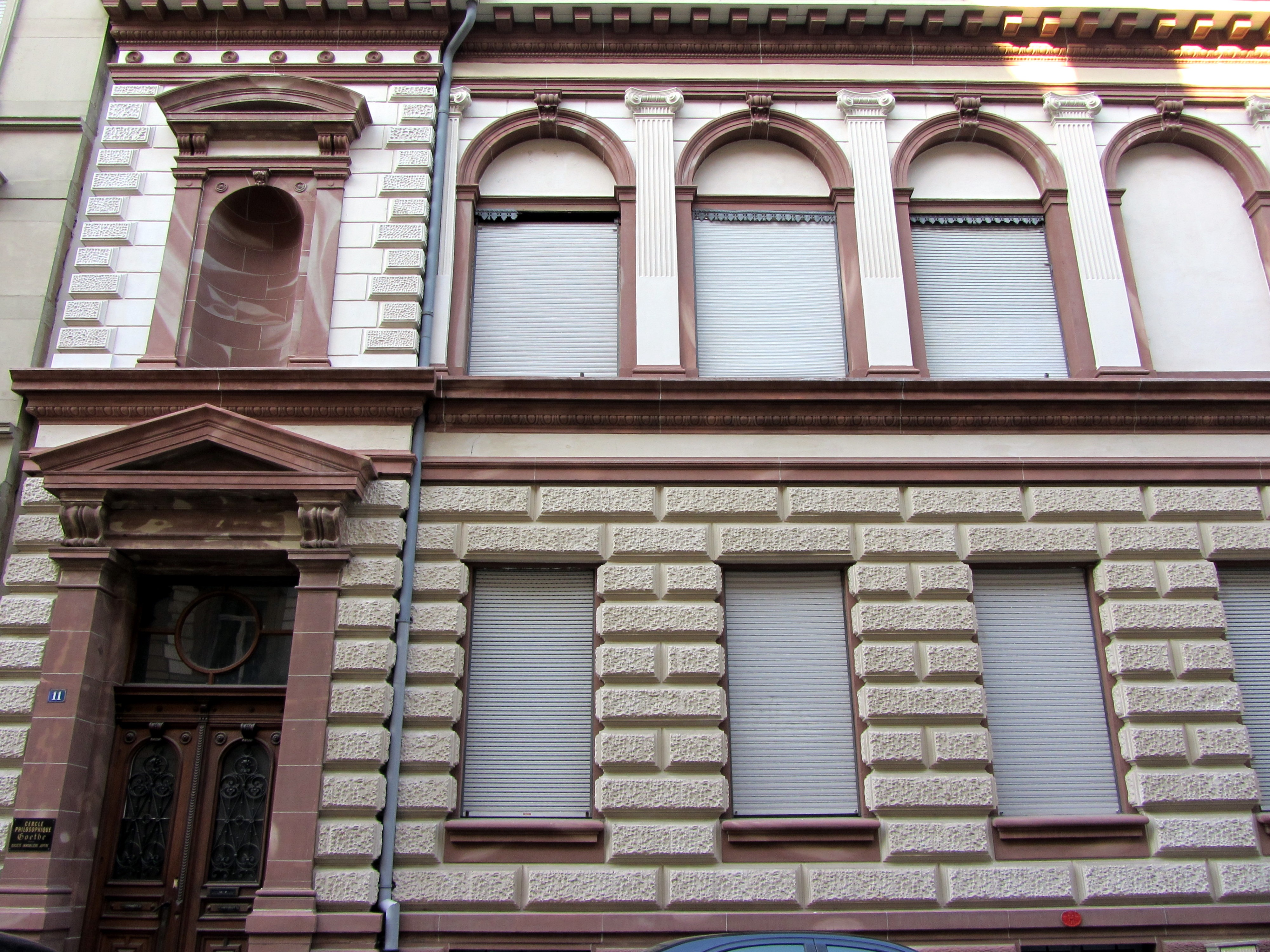
Loge des Frères réunis, rue Joffre (bâtiment inscrit aux monuments historiques).

#### Cimetières
La ville de Strasbourg dispose de treize cimetières. Le cimetière du Polygone, le cimetière israélite Adath Israël, le cimetière israélite de Cronenbourg, le cimetière juif de Koenigshoffen, la nécropole militaire, le cimetière musulman, le cimetière nord, le cimetière ouest, le cimetière Saint-Gall, le cimetière Saint-Urbain, le cimetière Saint-Louis, le cimetière Sainte-Hélène, et le cimetière sud.

Les cimetières
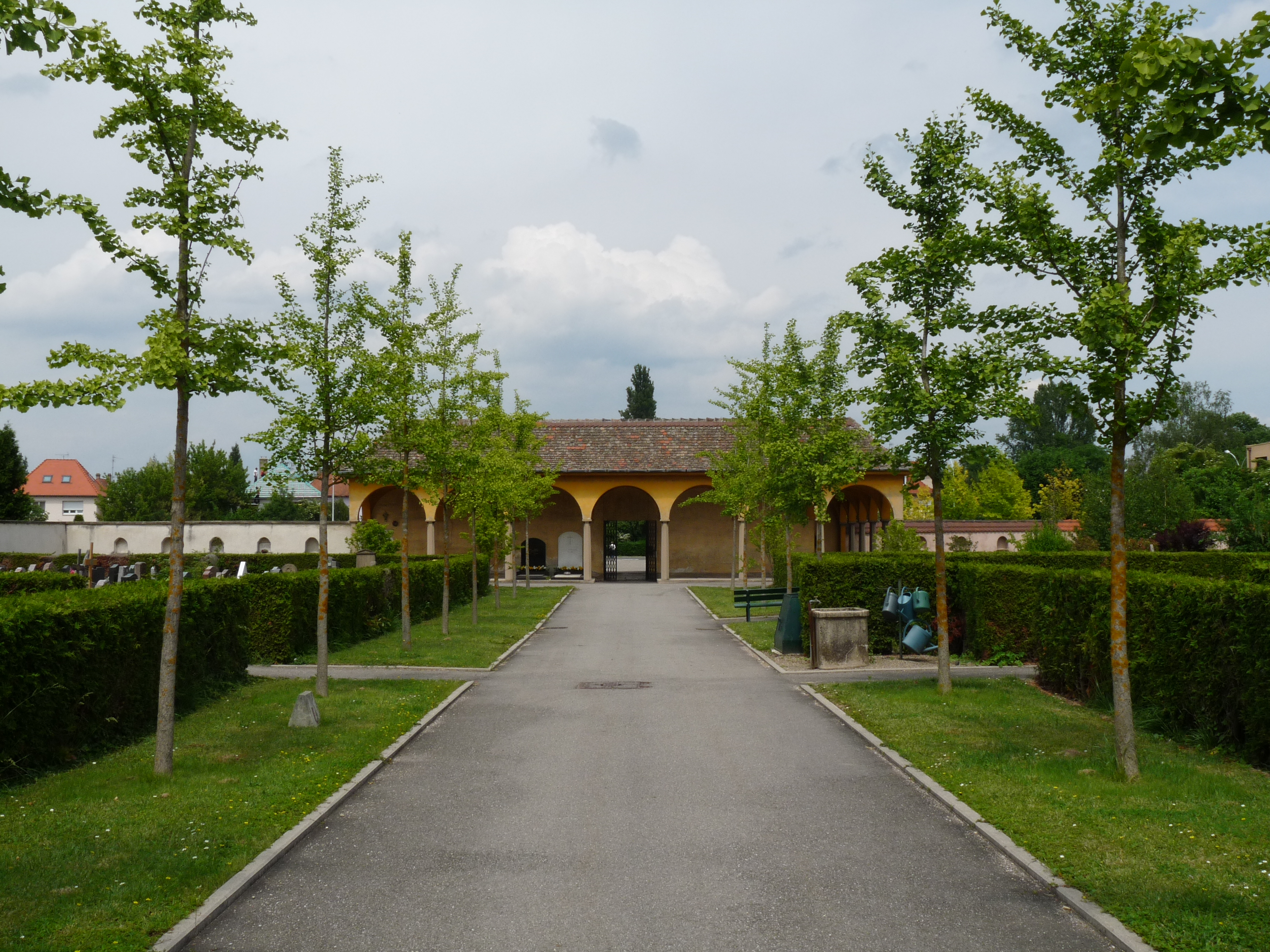
Cimetière Nord.
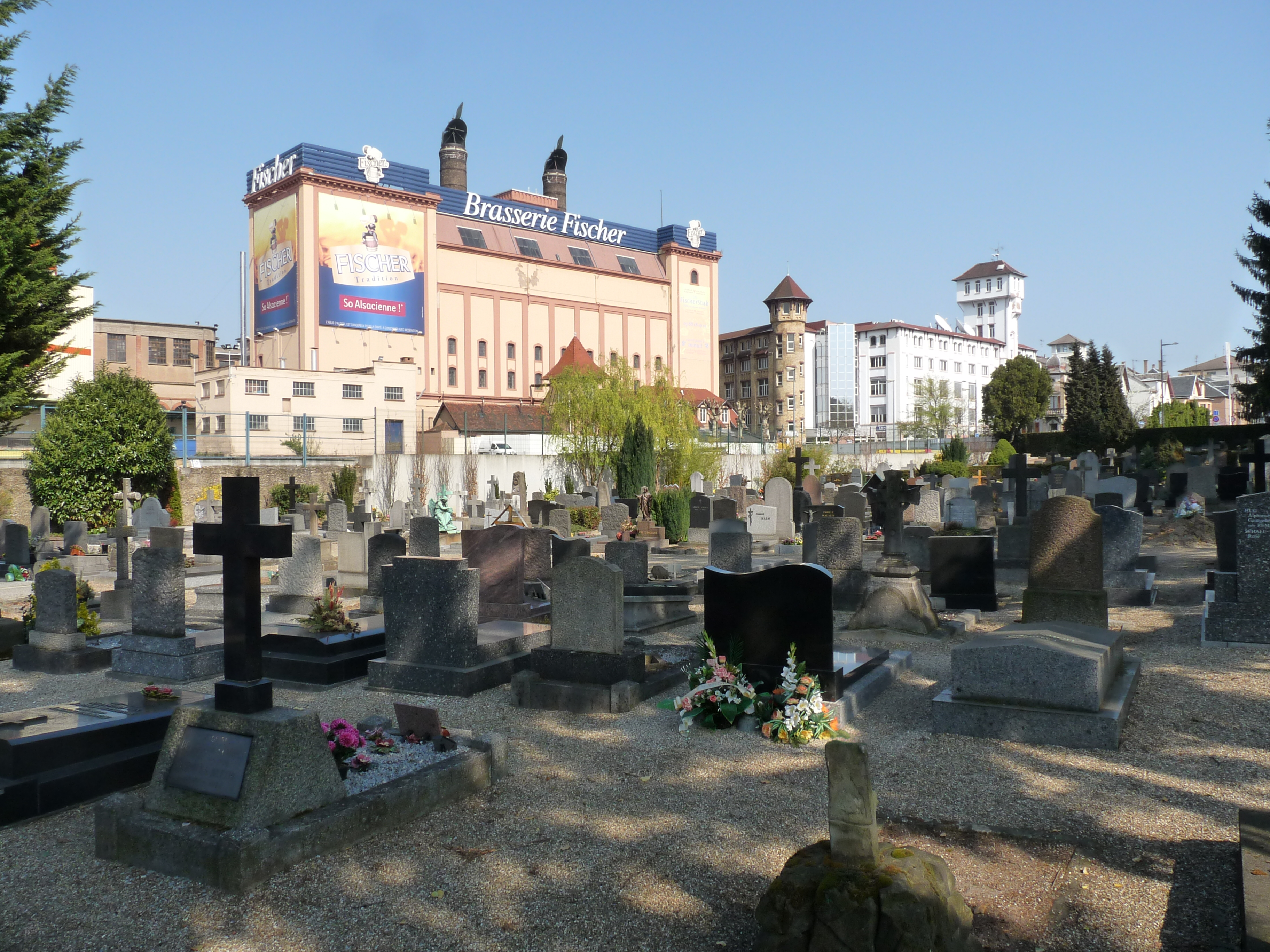
Cimetière Sainte-Hélène.
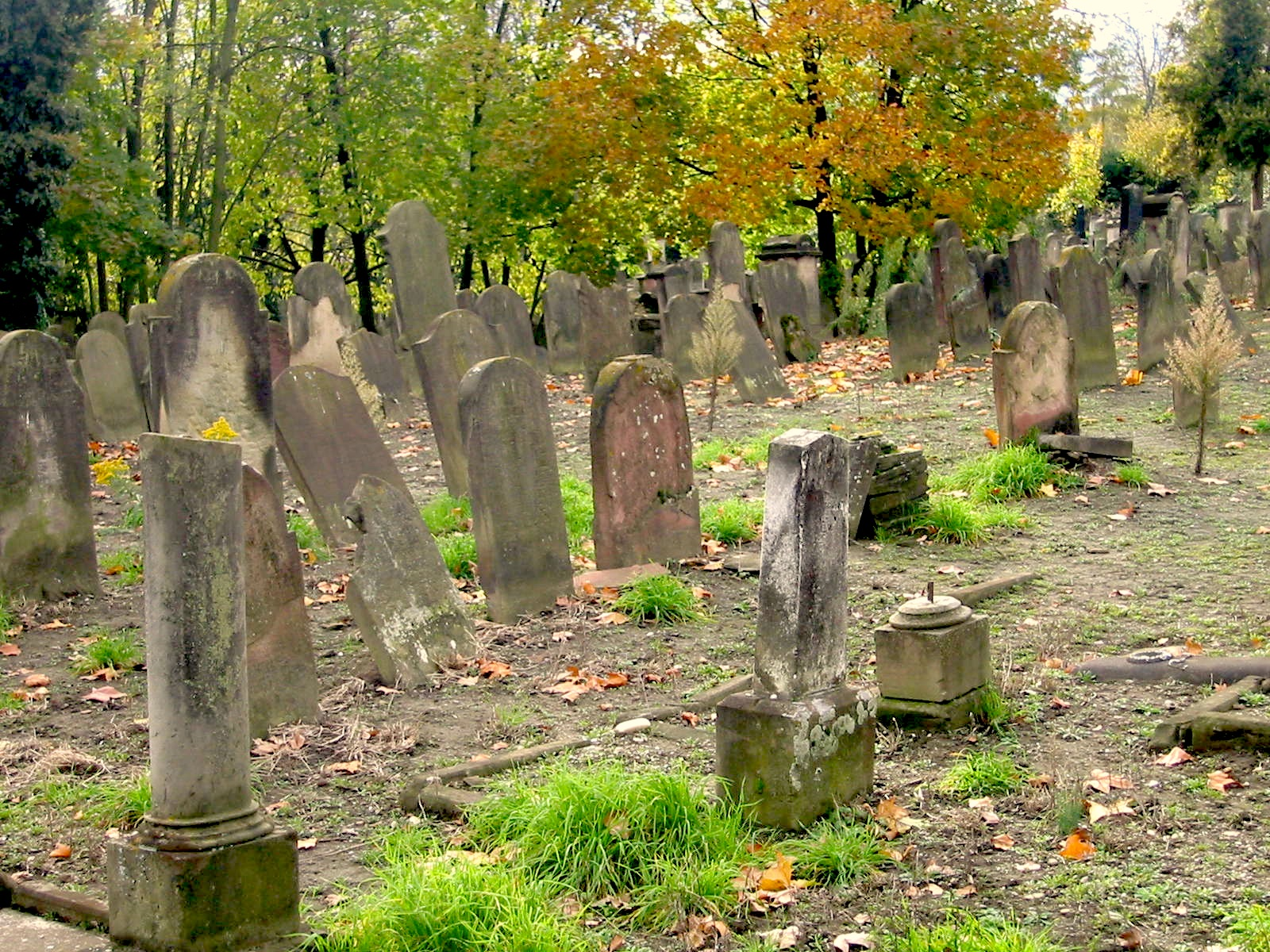
Cimetière israélite de Koenigshoffen.
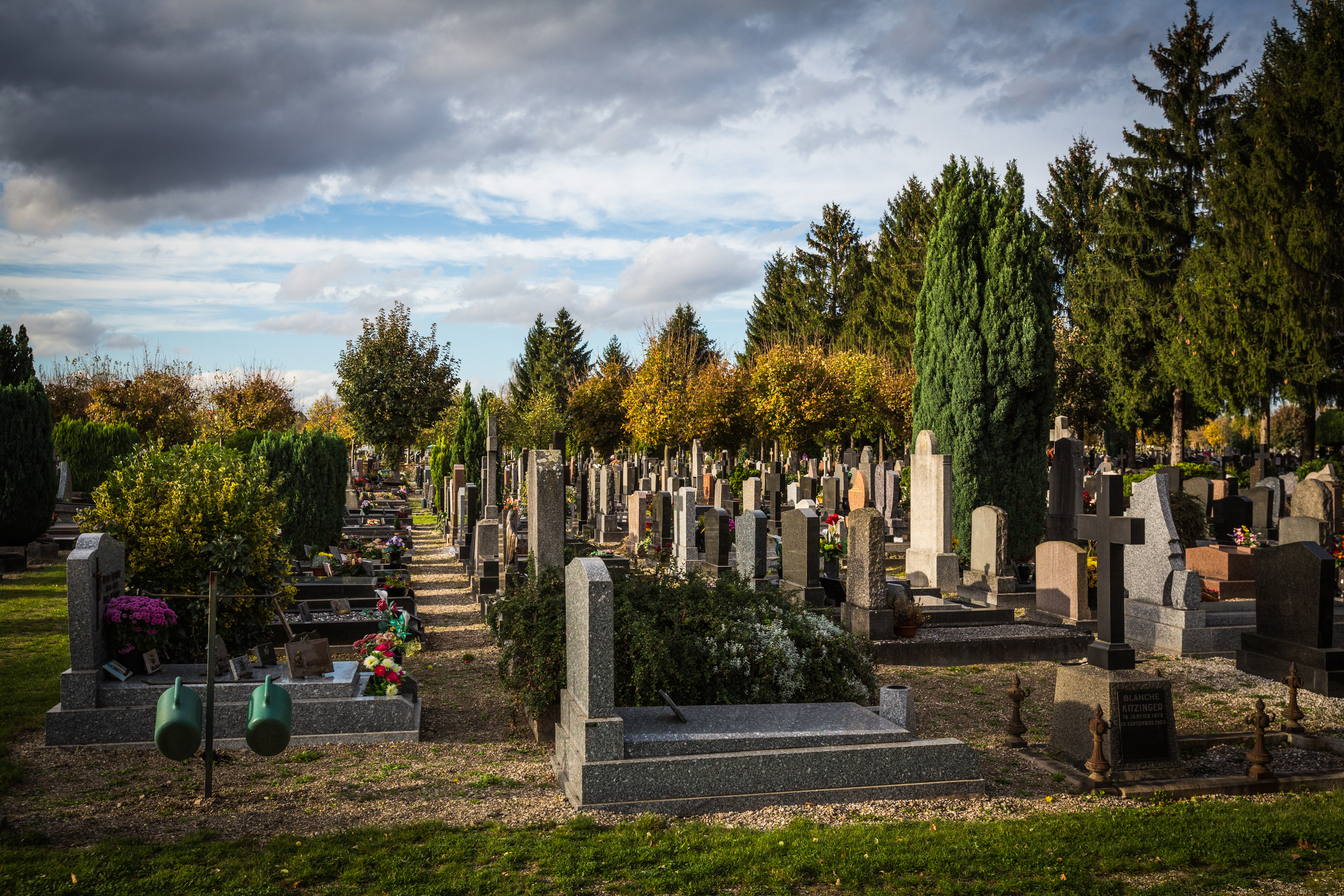
Cimetière Ouest de Strasbourg-Cronenbourg.
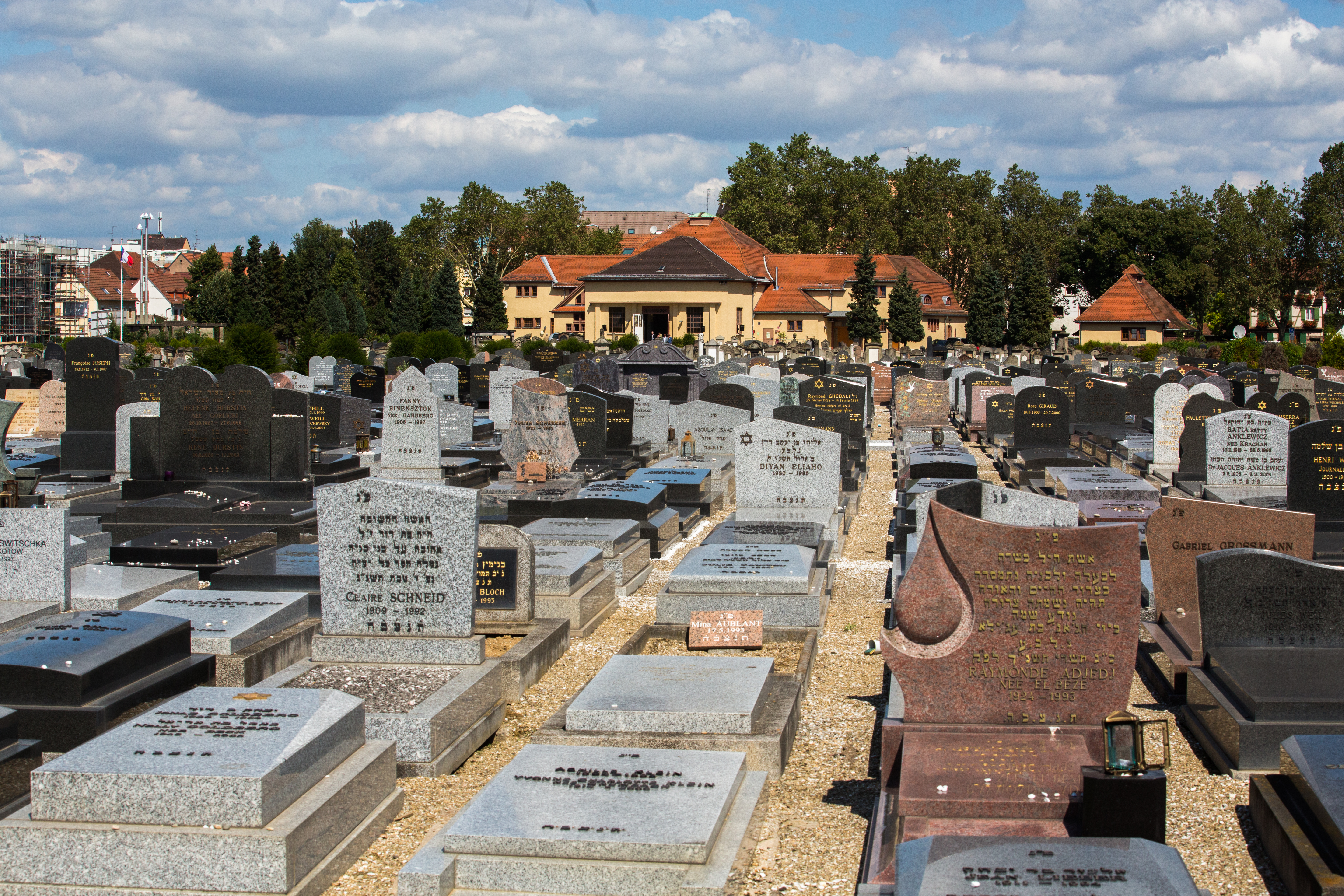
Cimetière israélite de Cronenbourg.
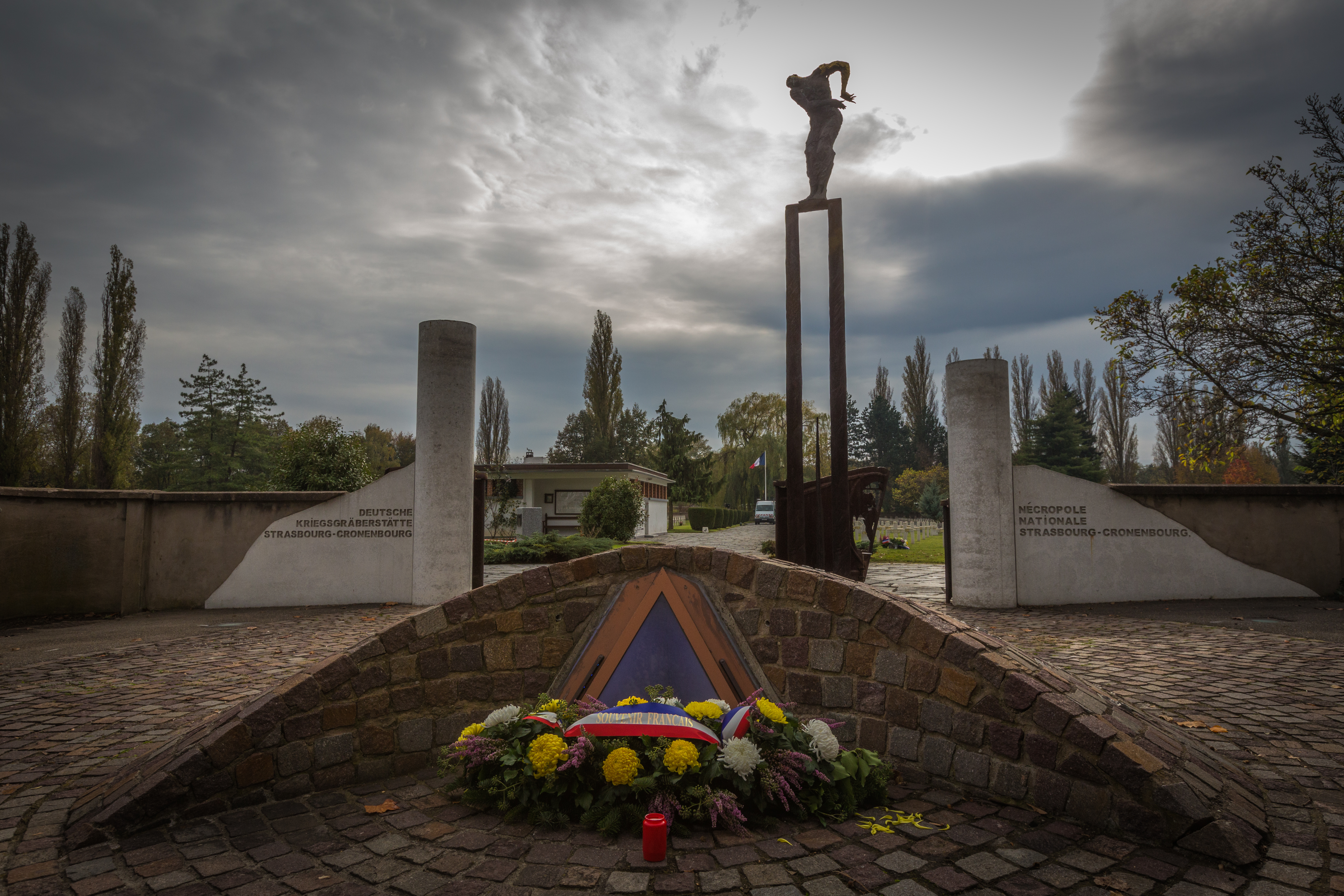
Nécropole nationale de Cronenbourg.

## Économie

### Repères
Strasbourg est le siège de la Chambre de commerce et d'industrie Alsace Eurométropole ainsi que de la Chambre de métiers d'Alsace.
Grâce à son emplacement géographique, Strasbourg a toujours été un lieu de passage pour les biens et les personnes. Au centre de l’Europe, la ville se situe au carrefour d’un axe nord-sud historiquement très utilisé et d’un axe est-ouest. Son emplacement sur le Rhin favorise les échanges par voie fluviale. Comme toute grande ville, le secteur d’activité prédominant est le secteur tertiaire, bien que l’industrie représente encore une part non négligeable des emplois, en particulier dans les communes voisines. Strasbourg et son agglomération accueillent plusieurs grands sièges sociaux, notamment Adidas France, Le Coq sportif (à Entzheim), le Crédit mutuel Alliance fédérale, Lidl France, Lohr Industrie (à Hangenbieten), Puma France, Steelcase (à Schiltigheim), Wienerberger France (à Achenheim).
L'économie strasbourgeoise est marquée par l'implantation de cinq pôles de compétitivité labellisés :
1. sciences de la vie, biotechnologies et à la pharmacie : innovations thérapeutiques ;
2. véhicule du Futur ;
3. fibres d'éco-matériaux ;
4. Alsace Énergivie : renforcer l'efficacité énergétique ;
5. Hydreos : eau et écosystèmes.

Strasbourg est classée 3e ville française préférée des entrepreneurs derrière Lyon et Lille.
En 2006, la commune de Strasbourg comptait 159 557 actifs dont voici la répartition :
| Secteur                      | Strasbourg | France |
| ---------------------------- | ---------- | ------ |
| Tertiaire                    | 87,3 %     | 71,5 % |
| Industrie                    | 09,4 %     | 18,3 % |
| Construction                 | 03,0 %     | 06,1 % |
| Agriculture                  | 00,2 %     | 04,1 % |
| Sources des données : Insee. |            |        |

La CUS (aujourd'hui Eurométropole de Strasbourg) comptait environ 212 000 actifs dont voici la répartition :
| Branche d'activité                                      | Emplois | Part   |
| ------------------------------------------------------- | ------- | ------ |
| Éducation et santé                                      | 41 500  | 19,6 % |
| Services aux entreprises                                | 34 100  | 16,1 % |
| Commerce                                                | 32 000  | 15,1 % |
| Industrie                                               | 31 000  | 14,6 % |
| Administration                                          | 26 700  | 12,6 % |
| Transport                                               | 12 700  | 6,0 %  |
| Finance                                                 | 10 300  | 4,8 %  |
| Construction                                            | 9 500   | 4,5 %  |
| Autre                                                   | 14 200  | 6,7 %  |
| Sources des données : CCI de Strasbourg et du Bas-Rhin. |         |        |

Le taux de chômage à Strasbourg est, comme dans beaucoup de grandes villes françaises, supérieur à la moyenne nationale. Mais cela n'a pas toujours été le cas. Pendant longtemps, la ville s'est distinguée par un taux de chômage remarquablement faible, bien aidée par un secteur secondaire dynamique. Cependant, le recul des activités industrielles en France a progressivement réduit l'écart entre les moyennes strasbourgeoise, française et régionale. La ville est en outre la 8e ville la plus inégalitaire de France, avec un coefficient de Gini de 0,445.
| Année                       | 2003  | 2004  | 2005  | 2006  | 2007  | 2008  | 2009  | 2010  | 2011  | 2012  | 2013   | 2014   | 2015  | 2016  | 2017  | 2018  | 2019  |
| --------------------------- | ----- | ----- | ----- | ----- | ----- | ----- | ----- | ----- | ----- | ----- | ------ | ------ | ----- | ----- | ----- | ----- | ----- |
| Strasbourg                  | 7,8 % | 8,6 % | 9,1 % | 9,3 % | 8,3 % | 7,7 % | 9,6 % | 9,8 % | 9,5 % | 9,6 % | 10,1 % | 10,2 % | 10,4% | 10,1% | 9,5 % | 9,0 % | 8,4 % |
| Sources des données : Insee |       |       |       |       |       |       |       |       |       |       |        |        |       |       |       |       |       |

### Secteur secondaire

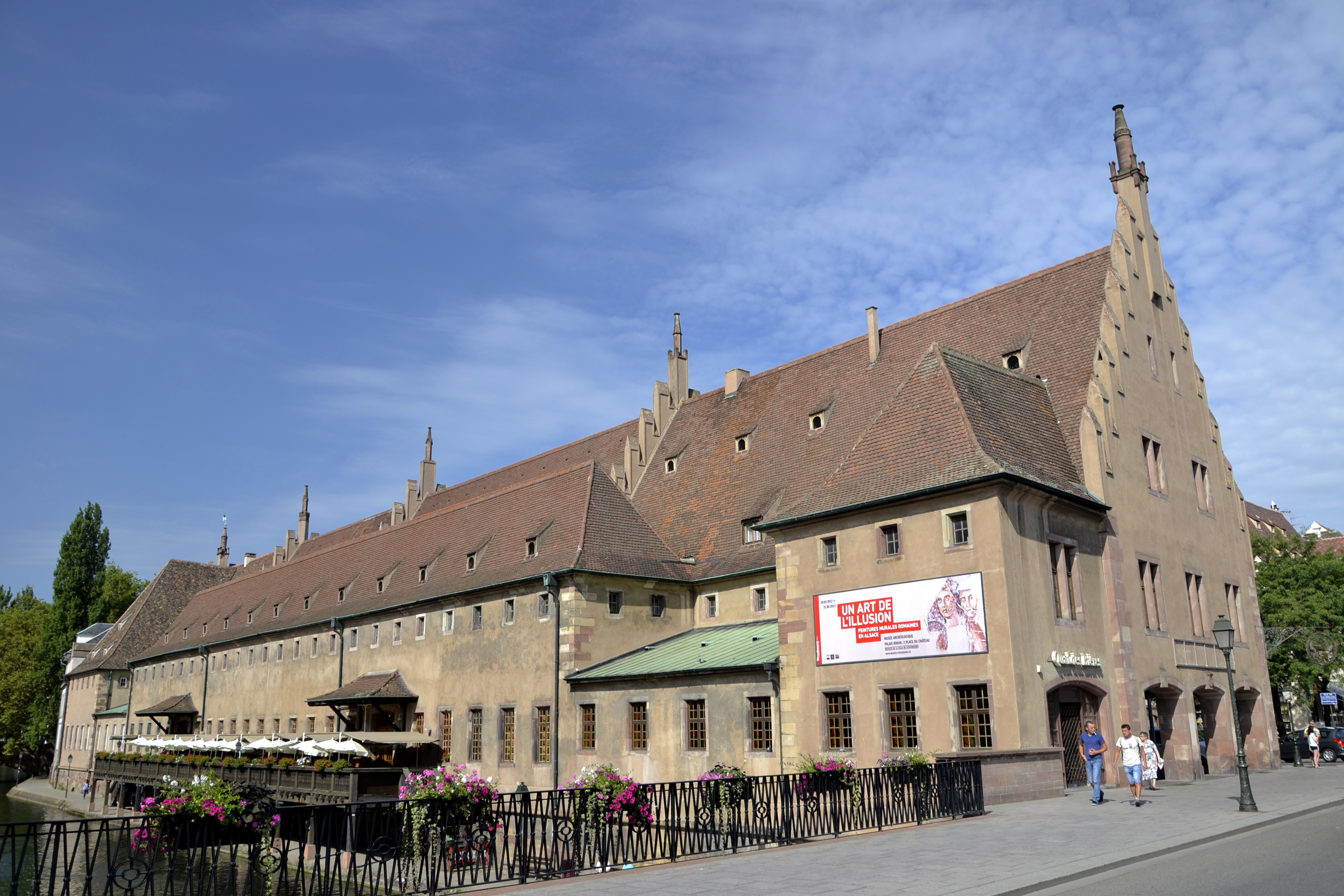
L'ancienne douane, (« Käufhüss »), bâtiment représentant le commerce médiéval de la ville (reconstruction XXe siècle).

Les activités industrielles à Strasbourg ont pour particularité d'être totalement diversifiées. Elles représentent 14,6 % des emplois. Sur les 3 000 entreprises industrielles, plus de 30 % sont à capitaux étrangers, notamment allemands et américains. Les principaux secteurs sont l’automobile avec Punch Powerglide (anciennement General Motors), une plateforme logistique et un centre d'appel de BMW et Adient (Johnson Controls) ; l’industrie pharmaceutique avec Lilly, Octapharma, Prestwick Chemical, Carex, Boiron, JZ Produits Naturels et l’agroalimentaire avec une usine Carambar & Co, la Société des Malteries d'Alsace (Groupe Soufflet), la malterie Cargill, les cafés Sati, Reck et Henri, l'informatique avec les serveurs 2CRSi…
Depuis les années 1990, la création du pôle de compétitivité BioValley France a apporté de nombreux emplois dans l’industrie pharmaceutique. Outre les emplois de recherche créés par les laboratoires universitaires, avec la création de nouveaux centres de recherche comme l’Institut de génétique et de biologie moléculaire et cellulaire ou l’institut clinique de la souris sur le campus d'Illkirch, un certain nombre de multinationales se sont implantées à Strasbourg ou dans sa périphérie. Le point d’orgue de ce développement a été le transfert du siège social d’Aventis à Strasbourg en 2002, mais le rachat de la société par Sanofi-Synthélabo en 2004 a retransféré le siège social du nouveau groupe à Paris.
Le port autonome de Strasbourg et la facilité de transport des marchandises sur le Rhin ont joué un rôle important dans le développement économique de la ville. Aujourd'hui, certains des espaces du port autonome sont des friches industrielles ; les anciens bassins situés près du centre-ville ont été revalorisés. Il reste des aciéries de part et d’autre du Rhin, celles du côté français avaient tendance à péricliter avant la remontée du prix de l’acier dans les années 2000 ; celles du côté allemand (groupe BSW - Badische Stahlwerke) se sont muées en micro-aciéries très rentables, embauchant alors beaucoup de travailleurs frontaliers.
Électricité de Strasbourg et Gaz de Strasbourg, deux entreprises ayant échappé à la nationalisation au lendemain de la Seconde Guerre mondiale, assurent la distribution d'électricité et de gaz.
L'usine de valorisation énergétique des déchets ménagers résiduels est gérée par Sénerval, filiale de Séché Environnement, depuis 2010.

#### Désindustrialisation
La ville et son agglomération sont cependant touchées par la désindustrialisation.
La commune voisine de Schiltigheim était surnommée « la cité des brasseurs », toutefois les brasseries Adelshoffen, Schützenberger et Fischer ont fermé au cours des années 2000. En novembre 2022, Heineken annonce la fermeture de la brasserie de l’Espérance dans les trois ans. La société Brasseries Kronenbourg a définitivement quitté son site historique du quartier de Cronenbourg pour Obernai, à 25 kilomètres de Strasbourg, début 2014.
La manufacture des tabacs de la Seita, construite au milieu du XIXe siècle, ferme en 2010.
L'imprimerie Istra, fondée en 1675 et implantée à Schiltigheim depuis 1958, est placée en liquidation judiciaire début 2010.
La raffinerie de Reichstett, située au nord de Strasbourg, employait 250 personnes. Elle est définitivement fermée en 2011, seul subsiste un dépôt pétrolier. Une seconde raffinerie, nommée raffinerie de Strasbourg, se trouvait à Herrlisheim. Ouverte en 1963, elle est fermée en 1984 puis démantelée.
Fondée en 1902, Coop Alsace est liquidée en 2015.
D’autres activités industrielles historiques disparaissent en 2023 : les Grands Moulins de Strasbourg ferment en avrilet la papeterie Lana de La Robertsau est placée en liquidation judiciaire en juin.

### Secteur tertiaire

#### Commerce

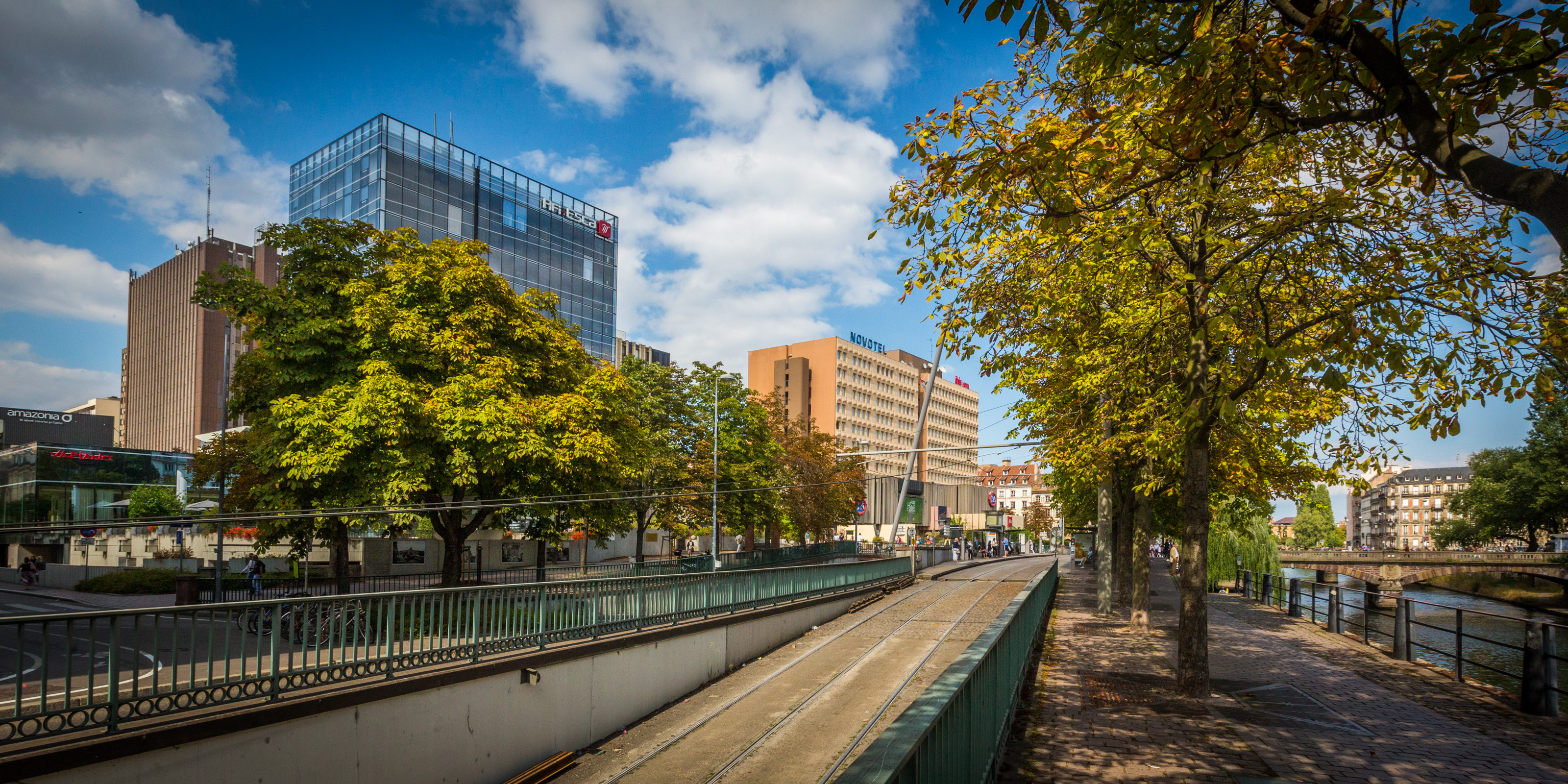
Le centre commercial Place des Halles.

L'activité commerciale représente plus de 30 000 emplois à Strasbourg.
La Grande Île et le centre-ville rassemblent de nombreuses boutiques ainsi que la Place des Halles, centre commercial abritant près de 120 boutiques et 8 restaurants. Au Neudorf, un nouveau centre commercial baptisé Rivetoile a ouvert ses portes en octobre 2008.
En 2014, le chiffre d'affaires commercial du centre-ville était de 891 millions d'euros soit 38 % du total de l'Eurométropole.
Selon une étude menée en 2016, le centre-ville de Strasbourg est le plus dynamique de France. Il compte 18 000 m² de surfaces commerciales et 12 000 emplois.
La zone commerciale nord sur le territoire des communes de Vendenheim, Mundolsheim, Reichstett et Lampertheim est l'une des plus grandes de France. Une extension appelée Shopping Promenade Cœur Alsace est ouverte en mars 2021. La zone commerciale de La Vigie se trouve au sud de l'agglomération sur le territoire des communes d'Ostwald et Geispolsheim.

#### Finance
Strasbourg est l’une des premières places financière et bancaire de France et jouit d'une spécificité importante dans ce domaine. La ville compte plusieurs sièges sociaux de banques (notamment : le Crédit mutuel, le CIC Est, la Caisse d’épargne Grand Est Europe, le Crédit agricole Alsace-Vosges, le Crédit lyonnais Alsace-Lorraine, le Centre financier de la Banque postale, la Banque populaire Alsace-Lorraine-Champagne, le Crédit foncier et communal d'Alsace et de Lorraine), cinq salles de marchés et de nombreux établissements étrangers (UBS, Barclays, HSBC, Legal & General, Monte dei Paschi di Siena, etc.). Strasbourg s'est également doté en 1979 du premier World Trade Center de France. Les activités financières emploient plus de 15 000 personnes sur Strasbourg, secteur immobilier inclus.

#### Tourisme

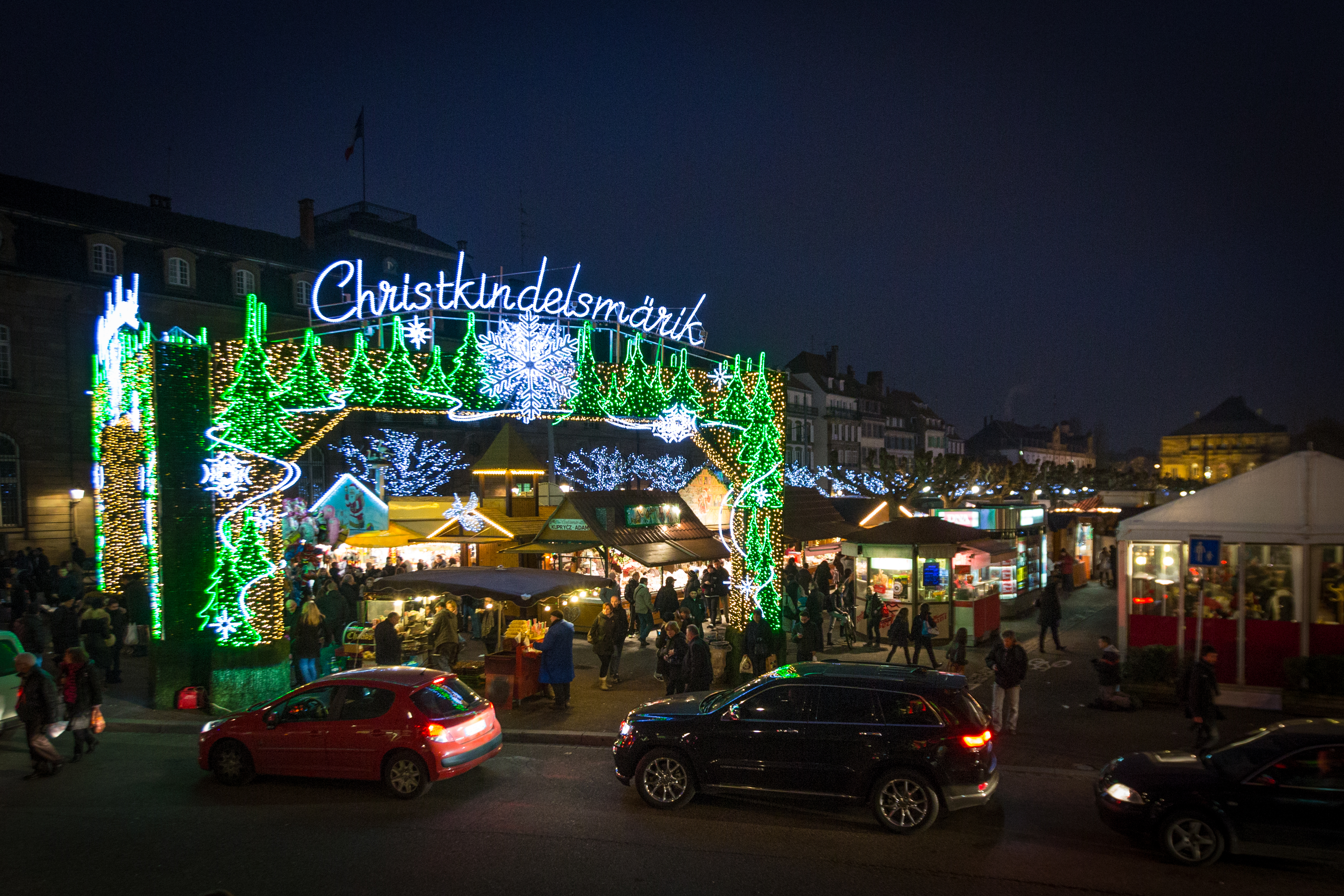
Le marché de Noël, place Broglie.

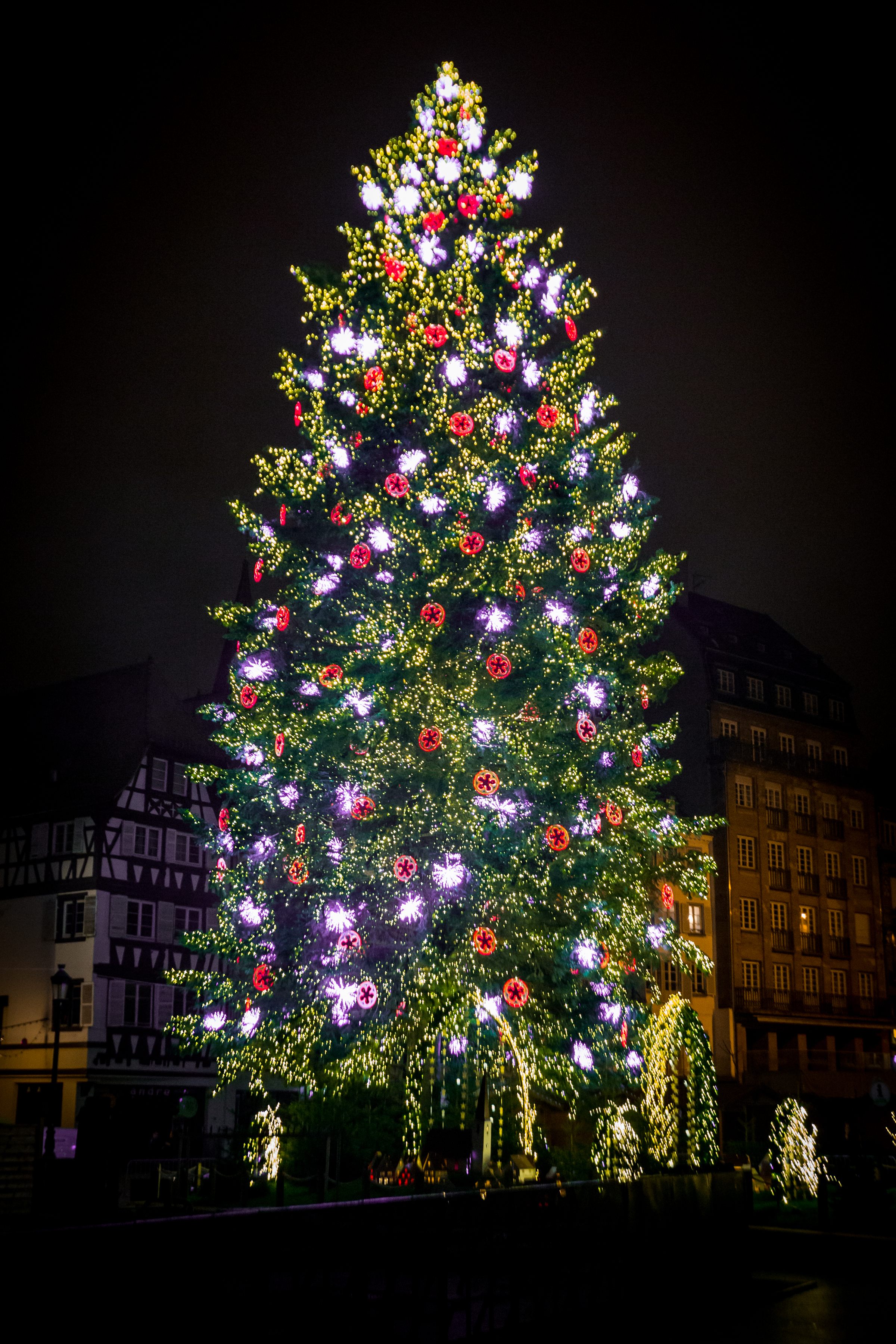
Le grand sapin, place Kléber.

Le tourisme est une activité importante pour l'Alsace. Le secteur y emploie près de 25 000 personnes dont 8 300 à Strasbourg et Strasbourg était 4ème au classement des dix destinations les plus durables de France, derrière Nantes, Angers et Lyon. L'arrivée du TGV Est a permis d'enrayer la baisse des activités touristiques qui touchait la région depuis 2004. En revanche, la part des touristes étrangers continue de baisser : ils représentaient 32 % en 2007 contre 38 % en 2004. Par ailleurs, les touristes étrangers sont davantage présents l'été (environ 44 % des touristes) que l'hiver (environ 26 %). Chaque année, depuis 1570, le célèbre marché de Noël (ou Christkindelsmärik) ouvert pendant le mois de décembre, draine un nombre considérable de visiteurs, les capacités hôtelières de la ville et de toute la région faisant le plein à cette période. Ces capacités d’accueil sont moins utilisées le reste de l’année avec un taux d'occupation moyen des chambres de 54,7 % contre 60,4 % pour la France. Située à la jonction des EuroVéloroutes EV5 (Via Francigena – de Londres à Rome/Brindisi) et EV15 (véloroute Rhin de la source du Rhin à Rotterdam), Strasbourg, par ailleurs première ville cyclable de France, est visitée par de nombreux cyclistes de Pâques à fin octobre.

#### Restauration
La restauration est très développée à Strasbourg, notamment dans la vieille ville. En plus de restaurants traditionnels français et plus spécifiquement alsaciens (brasseries, winstubs), des restaurants dits gastronomiques, des établissements à thème et de la restauration rapide, la cuisine du monde est très représentée, avec de nombreux restaurants italiens, asiatiques, du Proche-Orient (dont de nombreux döner kebab).

## Patrimoine architectural
Le centre historique, la Grande Île (ou ellipse insulaire), a été classé patrimoine mondial par l’UNESCO en 1988. En 2017, la partie centrale de la Neustadt, vaste extension de la ville réalisée à partir de 1880, est également inscrite au patrimoine mondial dans le cadre d'une extension du périmètre classé. Strasbourg est aussi labellisée ville d'art et d'histoire par le ministère de la Culture depuis 2014. Si les vestiges de la ville romaine ont quasiment disparu, Strasbourg conserve en revanche un patrimoine architectural remarquable qui s'étend du Moyen Âge à aujourd'hui.

Les ponts couverts du XIII vus du barrage Vauban. En arrière-plan, la cathédrale Notre-Dame.

### Moyen Âge et Renaissance

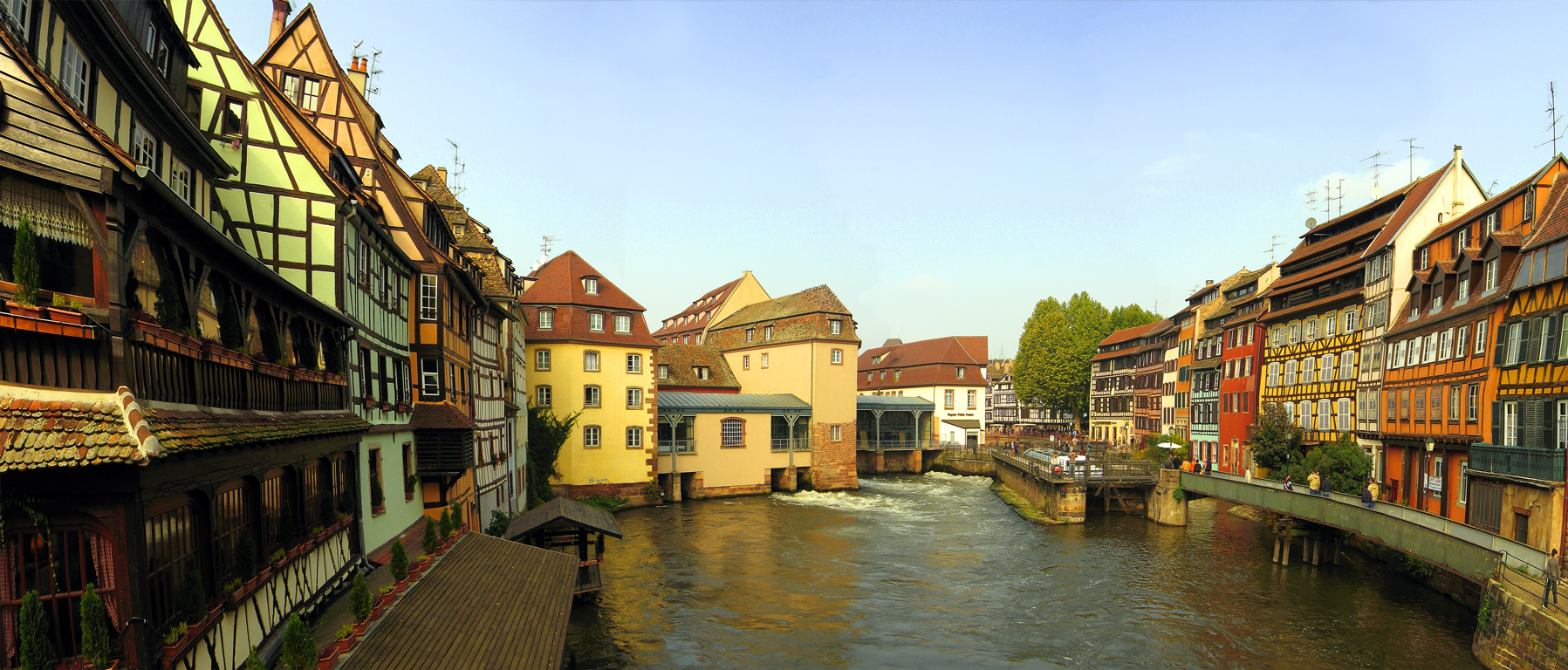
La Petite France.

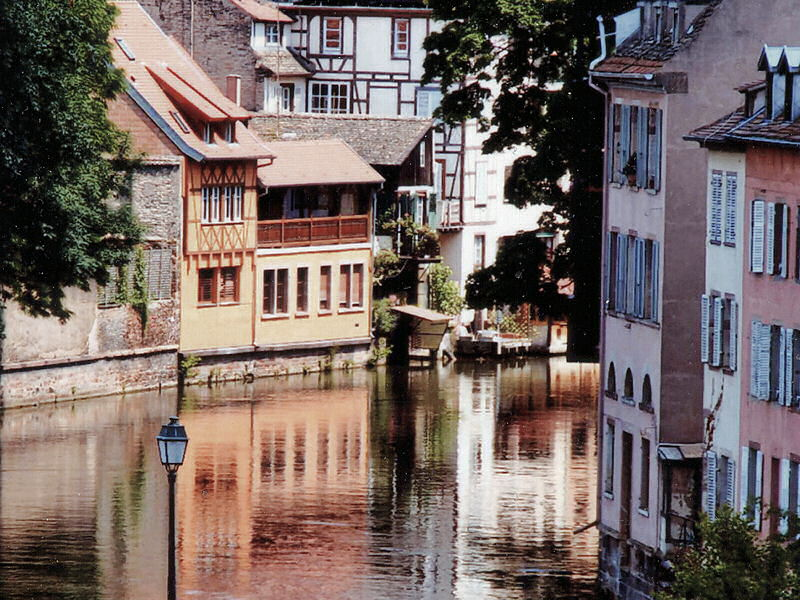
La Petite France.

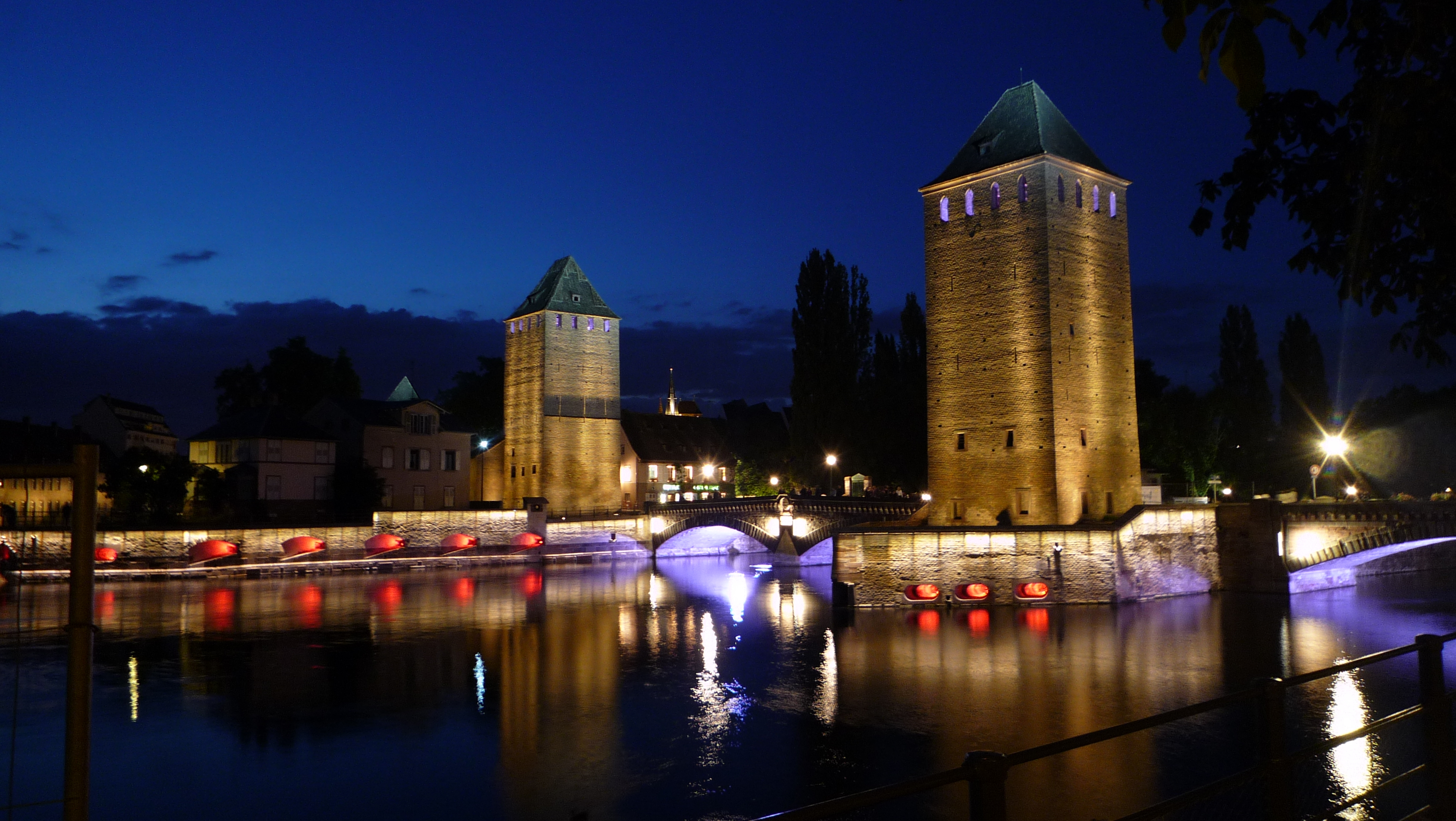
Les ponts couverts.

Strasbourg abrite de nombreux témoins du Moyen Âge et de la Renaissance, notamment en son centre historique. Parmi les plus anciens vestiges de la ville, les ponts couverts, construits au XIIIe siècle avaient pour rôle de protéger l'accès fluvial. Le système défensif est revu à plusieurs reprises jusqu'à la fin du XVIe siècle. Les tours visibles encore aujourd'hui sont les dernières des 90 que comptaient les défenses de la ville jusqu'au XIXe siècle . Le barrage Vauban est la suite logique du système défensif des ponts couverts. Écluse fortifiée construite à partir de 1685 par Sébastien Le Prestre de Vauban, ce barrage vise à renforcer les défenses de la ville. Il pouvait servir à inonder l'accès sud de la ville afin de ralentir (voire de stopper) la progression ennemie.
Strasbourg compte aussi de nombreuses maisons à colombages. La maison Kammerzell est sans doute l'une des plus emblématiques. Construite au XVe siècle, elle prend son aspect actuel en 1589 à la suite d'importants travaux. Cette maison se distingue par sa structure originale : un premier niveau en pierres, puis trois niveaux en bois de type Renaissance rhénane, et enfin trois niveaux de combles . Les ornements extrêmement nombreux et détaillés évoquent l'Antiquité, les cinq sens, le travail des hommes.
Les maisons à colombages sont nombreuses dans le quartier de la Petite France. Miraculeusement épargné par les guerres, ce quartier implanté sur l'Ill offre un véritable panorama de la Renaissance rhénane. Les maisons les plus remarquables sont la maison des tanneurs (construite en 1572 et retouchée au début du XVIIe siècle par son propriétaire) et la maison Haderer.
Édifiée en 1358 le long de l'Ill, l'ancienne douane est l'un des rares témoins du commerce médiéval de la ville. Détruite par les bombardements de 1944, elle a été restaurée en 1956 et accueille aujourd'hui un restaurant traditionnel ainsi qu'un magasin de producteurs alsaciens. Toujours le long de l'Ill se trouve l'ancienne boucherie. Construit entre 1586 et 1588, l'édifice en forme de « U » se caractérise par la sobriété de son architecture. Il n'abandonne sa fonction initiale qu'en 1859 et abrite aujourd'hui le musée historique .
Situé au sud du centre historique, l'hôpital civil est édifié à la fin du XIVe siècle. En 1716, un incendie le détruit partiellement. La construction d'un nouvel hôpital (encore visible aujourd'hui) commence dès 1717 sous le contrôle de l'architecte Rodolphe Mollinger. Ses immenses toitures abritent trois étages de greniers. L'édifice est agrandi en 1741 . Parmi les rares éléments ayant subsisté à l'incendie du XVIIIe siècle, la cave historique est sans doute le plus remarquable. Construite entre 1393 et 1395, elle est utilisée pour élever le vin servi aux malades. Cette cave abrite notamment un vin blanc de 1472. Ce nectar de plus de 500 ans n'a été servi qu'à trois reprises : en 1576, en 1716 ainsi qu'en 1944 aux libérateurs de la ville.
Sur la place Gutenberg, l'un des plus anciens sites de Strasbourg, se trouve le Neubau qui abrite la chambre de commerce et d'industrie. Construit à partir de 1582 sous l'impulsion d'entrepreneurs suisses, le bâtiment est représentatif du style Renaissance. Il fit notamment office d'hôtel de ville. Il a été agrandi en 1867 dans le respect du style originel ,.
L'hôtellerie du Corbeau est un autre lieu intéressant. Fermée au XIXe siècle, elle a reçu des hôtes illustres tels que Frédéric II, Jean-Jacques Rousseau ou encore Alexandre Dumas. Le lycée Fustel-de-Coulanges (anciennement collège royal, lycée impérial et école centrale sous la République), jouxtant la cathédrale, a d'abord été le petit séminaire pour les jésuites après sa construction en 1685. Mais le lieu est surtout connu pour avoir abrité la première imprimerie de Strasbourg, dans la maison dite zum Thiergarten.

### XVIIIeetXIXesiècles
Strasbourg abrite plusieurs témoins de cette époque. L'Aubette, dessinée par l'architecte Jacques-François Blondel est édifiée entre 1765 et 1778 dans un style néo-classique sur la place Kléber. Ce bâtiment qui utilise un grès rose très coloré, sert dans un premier temps de corps de garde. Endommagé en 1870, il abrite par la suite le conservatoire de musique. Ce bâtiment est, avec la place du Marché-Gayot construite en 1769, la seule réalisation issue du plan d'embellissement Blondel qui prévoyait une restructuration complète de la Place Kléber. Un important projet de restauration a été achevé en 2010. L'Aubette abrite désormais une galerie commerçante .
Le palais des Rohan est lui aussi remarquable. C'est notamment l'un des rares édifices de l'époque à utiliser un grès clair et non rose. Cet ancien palais épiscopal est construit entre 1728 et 1741 par l'architecte royal Robert de Cotte. Sa façade est ornée de nombreuses sculptures que l'on doit à Robert le Lorrain, de personnages religieux ou mythiques. Il accueille aujourd'hui trois musées : le musée archéologique, le musée des beaux-arts et le musée des arts décoratifs. Près de la place Broglie, on retrouve l'hôtel de Klinglin, imaginé par Jean-Pierre Pflug et construit entre 1731 et 1736 à la demande de François-Joseph de Klinglin alors prêteur royal de la ville. Il accueille un temps la préfecture du Bas-Rhin, c'est aujourd'hui la résidence du préfet. Détruit en 1870 pendant le siège de Strasbourg, il est rapidement restauré . Juste à côté, le bâtiment du Théâtre municipal (où joue l'Opéra national du Rhin), est édifié entre 1804 et 1821 par l'architecte Villot. Il est partiellement détruit en 1870 à la suite de bombardements allemands. Lors de sa restauration en 1888, la façade arrière est enrichie d'un avant-corps circulaire. Toujours aux abords de la place Broglie se trouve l'hôtel de Hanau, imaginé par Joseph Massol et achevé en 1736. Sa construction est financée par Régnier III de Hanau-Lichtenberg qui meurt avant la fin des travaux. Le bâtiment devient hôtel de ville en 1806. Aujourd'hui, il est principalement utilisé pour les célébrations de mariage .
Dans le quartier de La Robertsau, le château de Pourtalès est un monument remarquable. Construit au XVIIIe siècle, il a été remanié à plusieurs reprises au cours du XIXe puis au début du XXe. Les pavillons sont agrandis, un parc à l'anglaise est aménagé, un nouveau corps de bâtiment voit le jour. Ce château est aujourd'hui la propriété d'une université américaine, la Schiller International University .

### Architecture impériale allemande

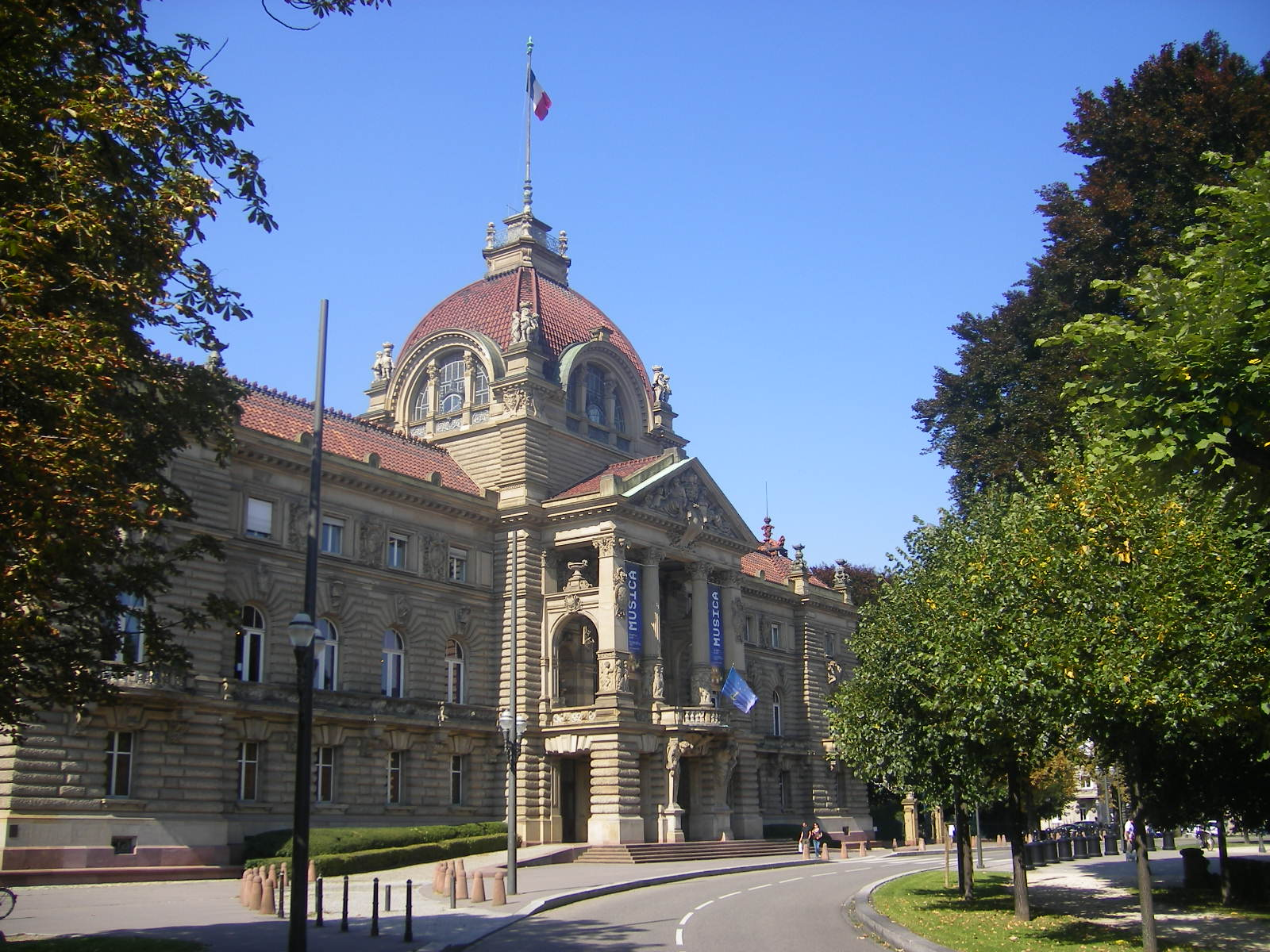
Le palais du Rhin.

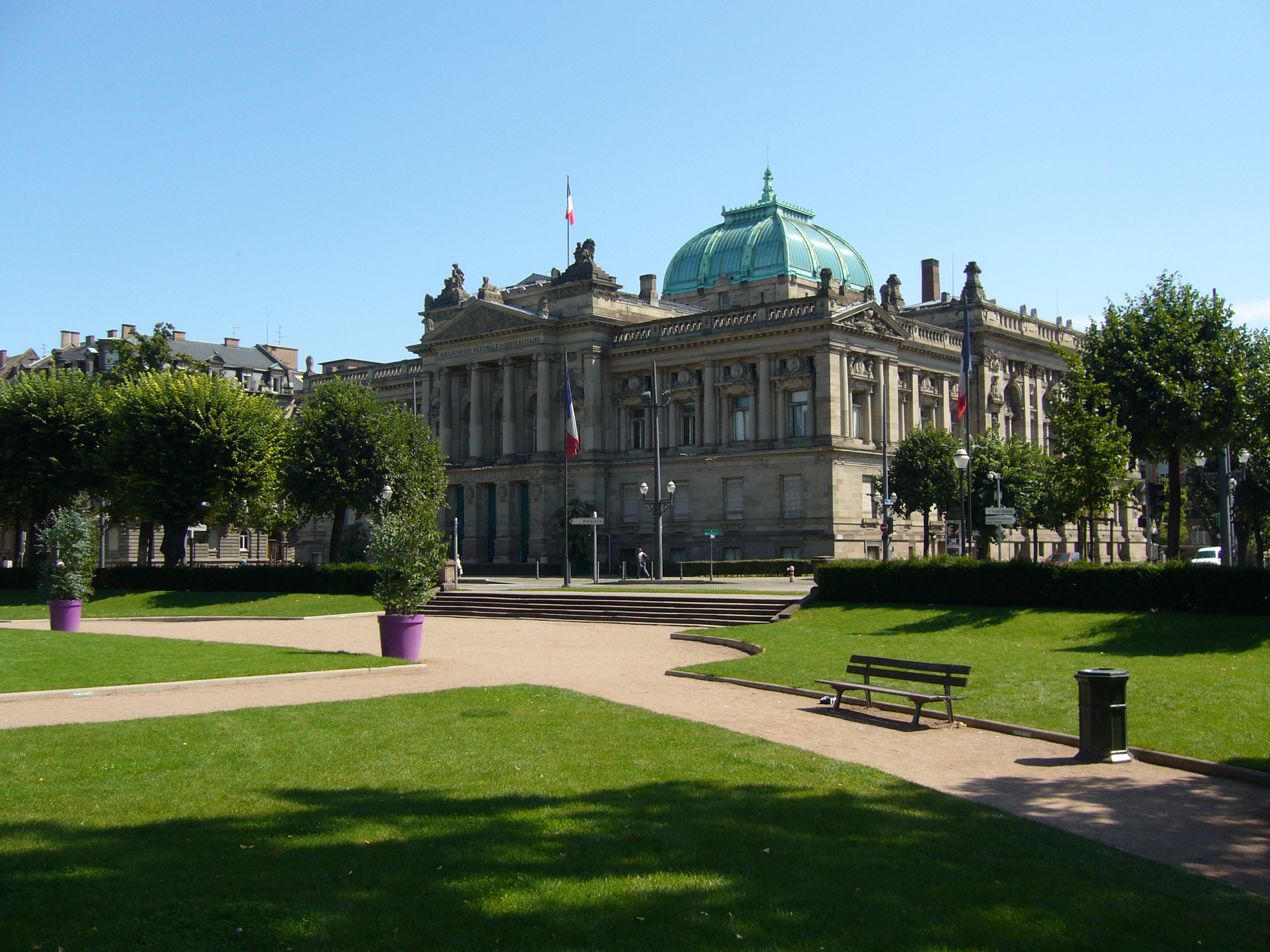
La bibliothèque nationale et universitaire.

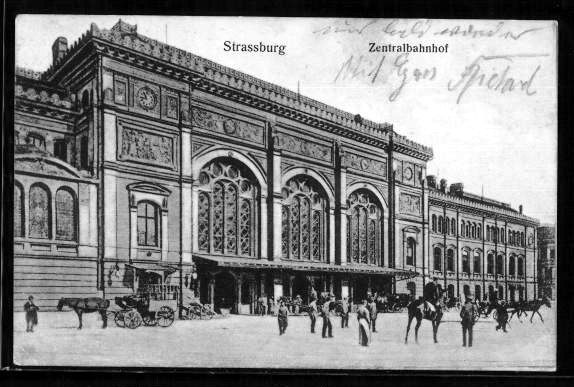
La gare de Strasbourg au début du XXe siècle.

On prétend qu'après les destructions massives de la Seconde Guerre mondiale, où les grandes villes allemandes furent rasées par les bombardements alliés, c'est à Strasbourg qu'on peut admirer les plus beaux exemples de l'architecture wilhelmienne. Notamment dans le vaste quartier bâti par les Allemands, la Neustadt (nouvelle ville en allemand) dont le point central est la Kaiserplatz (place impériale) actuelle place de la République. C'est pourquoi une partie de la Neustadt est inscrite au patrimoine mondial depuis 2017.
On retrouve en effet sur la place de la République plusieurs bâtiments caractéristiques comme le palais du Rhin, ancien palais impérial construit entre 1883 et 1888 par l'architecte Hermann Eggert dans le plus pur style germanique. Édifié pour accueillir l'empereur lors de ses visites à Strasbourg, il marque le rattachement de la ville à l'Empire allemand, et s'inscrit dans un programme de rénovation urbaine de grande ampleur. Il abrite depuis 1920 la Commission centrale pour la navigation du Rhin. L'actuel théâtre national de Strasbourg, dû aux architectes Hartel et Neckelmann, est un autre bâtiment important. Construit entre 1888 et 1899, il accueille dans un premier temps les sessions de la Délégation régionale. En 1911, il devient le Parlement d'Alsace-Lorraine, Landtag, jusqu'à la fin de la Première Guerre mondiale. Rattaché depuis 1972 au Ministère de la Culture, il est le premier théâtre national implanté en province.
On doit aussi à ces deux architectes la Bibliothèque nationale et universitaire de Strasbourg de style néo-renaissance, inaugurée en 1895. Elle est aujourd'hui, avec ses trois millions d'ouvrages, la deuxième bibliothèque de France.
Strasbourg abrite d'autres bâtiments publics remarquables construits à la même époque, comme la préfecture (ancien ministère d'Alsace-Lorraine), édifiée en 1911, mais aussi, l'hôtel des Postes dessiné par l'architecte Von Rechenberg dans un style néo-gothique. Édifié entre 1896 et 1899 par l'administration des Postes, ce bâtiment a été lourdement endommagé en 1944. Lors de sa reconstruction, on utilisa du grès rose. Aujourd'hui encore il est utilisé par La Poste . L'établissement des bains municipaux, imaginé par Fritz Beblo et construit de 1905 à 1908, s'éloigne des standards d'alors, avec son imposante façade rouge et son style néo-roman . Le palais de justice, dû à Skjöld Neckelmann et réalisé entre 1894 et 1897 est aussi un témoin intéressant de l'époque. À l'instar de la plupart des édifices publics construits sous l'ère allemande, ce palais utilise un grès gris clair .
Plusieurs bâtiments affectés à l'enseignement font également partie du patrimoine strasbourgeois, notamment le palais universitaire « Kaiser-Wilhelms-Universität Strassburg » édifié en 1884 sous le contrôle du jeune et talentueux Otto Warth. Il accueille aujourd'hui encore certaines filières universitaires (histoire, archéologie, histoire de l'art, arts plastiques, théologie) et est considéré comme l'un des plus beaux monuments construits sous l'ère allemande. Le lycée international des Pontonniers est un ex-lycée de jeunes filles inauguré en 1904 qui rompt clairement avec les tendances néo-renaissance allemandes .
La Neustadt offre également d'autres bâtiments publics à l'architecture caractéristique comme la gare centrale, inaugurée en 1883. Celle-ci est l'un des premiers édifices entrepris après le rattachement de l'Alsace-Lorraine à l'Empire allemand. La façade du bâtiment n'a quasiment pas été retouchée, elle est aujourd'hui surmontée d'une grande verrière. Le bâtiment de la « Gallia » (« Germania » à sa construction) achevé en 1885 est également typique de la ville et de l'époque. Il a d'abord abrité une compagnie d'assurances. Depuis les années 1920, il est le siège d'associations étudiantes (aujourd'hui le CROUS et l’Association fédérative générale des étudiants de Strasbourg) . On doit le quartier Stirn à l'architecte Von Lilienstern. Construit entre 1884 et 1897, cet édifice est très moderne à l'époque. Il couvre une superficie de 4 hectares et peut accueillir trois bataillons d'infanterie . Après la guerre de 1870, Strasbourg devient en effet une base importante de l'armée allemande.
Enfin, la ville offre des exemples remarquables d'ensembles architecturaux Art Nouveau ou Jugendstil, comme le 22, rue du général Castelnau (architectes F. Lütke et H. Backes), la villa Schützenberger, au 76, allée de la Robertsau (architectes : Berninger & Krafft) ou encore l'hôtel Brion, 22, rue Sleidan (architecte : Auguste Brion).
Citons aussi la capitainerie du Port du Rhin de style néo-gothique avec son haut beffroi.

### Architecture contemporaine

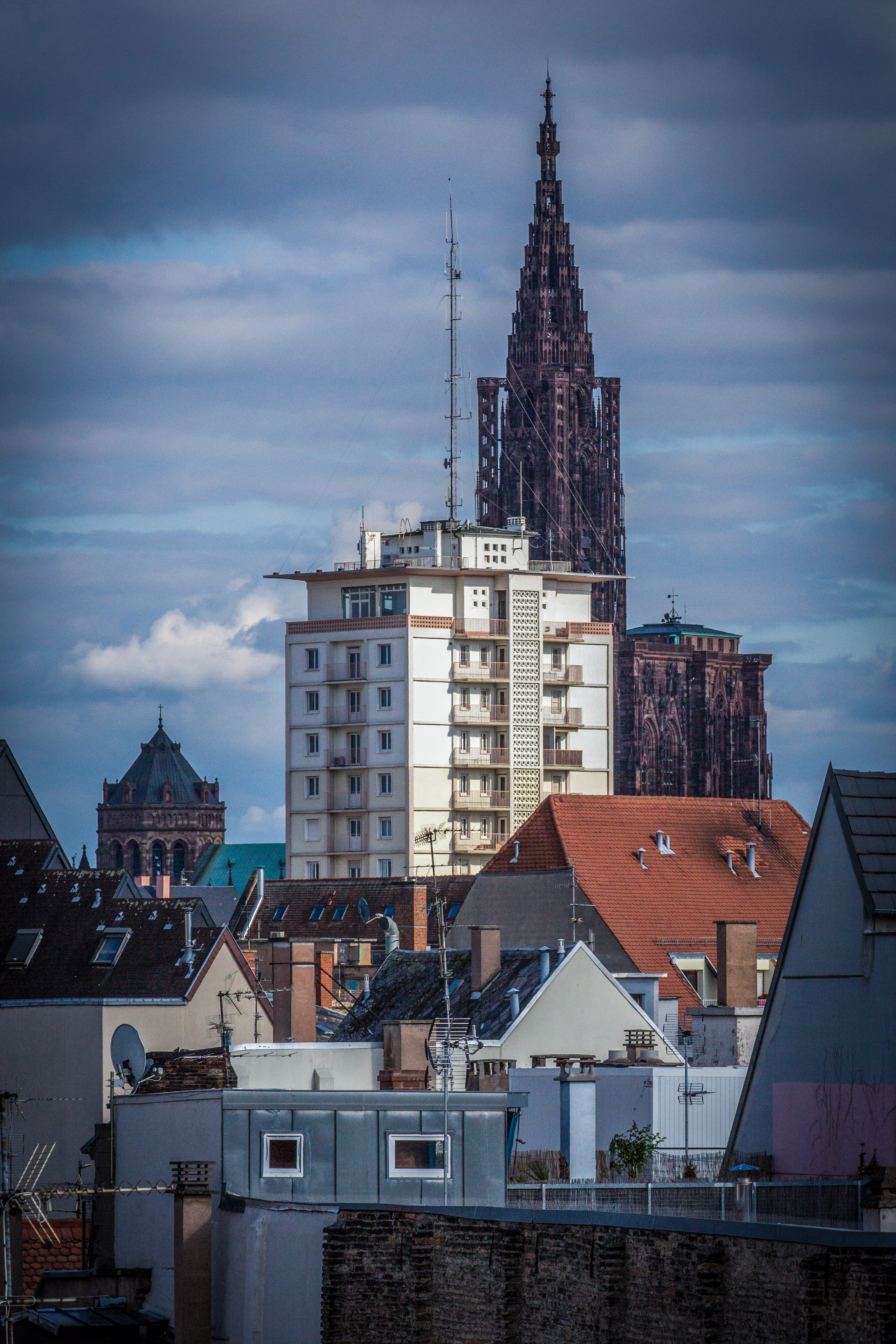
La tour Valentin-Sorg, emblématique des transformations des années 1970 et la cathédrale Notre-Dame.

Strasbourg possède également de nombreux monuments plus contemporains comme le monument aux morts de Strasbourg, œuvre symbolique situé dans une région qui fut tantôt allemande et tantôt française au gré de l'Histoire. Situé place de la République et inauguré en 1936 par le président de la République Albert Lebrun, il porte comme seule inscription « À nos morts » sans mentionner la patrie pour laquelle les soldats sont tombés. La sculpture représente une mère (symbolisant la ville de Strasbourg) tenant sur ses genoux ses deux enfants mourants, l'un allemand et l'autre français. Ils se sont combattus et devant la mort enfin ils se rapprochent. La sculpture a été réalisée par Léon-Ernest Drivier. C'est un des rares monuments aux morts pacifistes français.
La ville compte aussi quelques représentants du style art déco : rue du Travail et place des Halles, à l'angle de l'avenue des Vosges et de la rue Oberlin ou encore le parc des expositions au Wacken.
Plusieurs bâtiments modernes se trouvent dans le quartier européen. Le palais de l'Europe, dessiné par l'architecte Henry Bernard et inauguré en 1977, abrite le Conseil de l'Europe. Le palais des droits de l'homme dû à Richard Rogers accueille depuis 1998 la Cour européenne des droits de l'homme. Le bâtiment épouse le cours de l'Ill, d'où sa forme en arc de cercle. Enfin, le parlement européen que l'on doit au cabinet Architecture-Studio est un autre bâtiment remarquable. Inauguré en 1999, il fait suite au sommet d'Édimbourg qui, en 1992, fixe définitivement le siège du parlement européen à Strasbourg. Sa surface totale est de 220 000 m2 pour 60 mètres de hauteur.
L'architecture contemporaine est également marquée par des édifices à vocation culturelle comme le musée d'Art moderne et contemporain dû à l'architecte Adrien Fainsilber. Inauguré en 1998 il est situé à proximité du barrage Vauban et fait face à l'hôtel du Département (1989) dont l'architecture rappelle celle d'un paquebot. Plus récemment, le zénith, imaginé par Massimiliano Fuksas a été achevé en 2008 après deux ans de travaux. La Cité de la musique et de la danse, inaugurée en 2006, a été conçue par l'architecte Henri Gaudin ; elle est occupée par le pôle des écoles de musique de Strasbourg et principalement par le Conservatoire à rayonnement régional de Strasbourg. Enfin, la maison de la Radio-Télévision, inaugurée en 1961 et aujourd'hui siège de France 3 Alsace, abrite une mosaïque de 25 mètres de long imaginée par Jean Lurçat et intitulée La Création du monde . Dans le domaine éducatif, on citera l'Escarpe, de l'université Robert-Schuman que l'on doit aux architectes Knecht et Schweitzer et surtout le Pôle européen de gestion et d'économie qui loge dans une ancienne manutention en briques rouges subtilement modernisée.
L'hôtel de la Région a été construit par le cabinet Chaix et Morel entre 2002 et 2004 dans le quartier du Wacken. L'immense verrière de 125 mètres de long et de 23 mètres de haut conçue par Jean-Marie Duthilleul recouvre la façade historique de la gare centrale depuis l'arrivée du TGV Est en 2007. Les façades du grand magasin Printemps, place de l'Homme-de-Fer, ont été modernisées en 2013 par l'architecte Christian Biecher.
Côté urbanisme, la Cité-jardin du Stockfeld et la cité ouvrière Ungemach ont été construites au début du XXe siècle selon un concept d'intégration d'un lotissement de logements sociaux dans des espaces verts. La passerelle Mimram, du nom de son architecte Marc Mimram est également une œuvre importante de l'urbanisme strasbourgeois. Située dans le jardin des Deux Rives et exclusivement piétonne, elle relie Strasbourg à la ville allemande de Kehl. Sa fonction, essentiellement symbolique, traduit la volonté de rapprocher les deux rives du Rhin et donc les deux pays.
L'ancien môle Seegmuller donnant sur le bassin d'Austerlitz, près de la place de l’Étoile, est un témoignage remarquable de l'architecture portuaire et industrielle des années 1930, les anciennes grues de manutention ont même été conservées. Le site est actuellement[Quand ?] en pleine réhabilitation (médiathèque, logements, commerces, résidence étudiante), la ville veut en faire le cœur d'un vaste projet d'urbanisme reliant le quartier du Heyritz jusqu'au Port du Rhin.

### Panorama urbain strasbourgeois

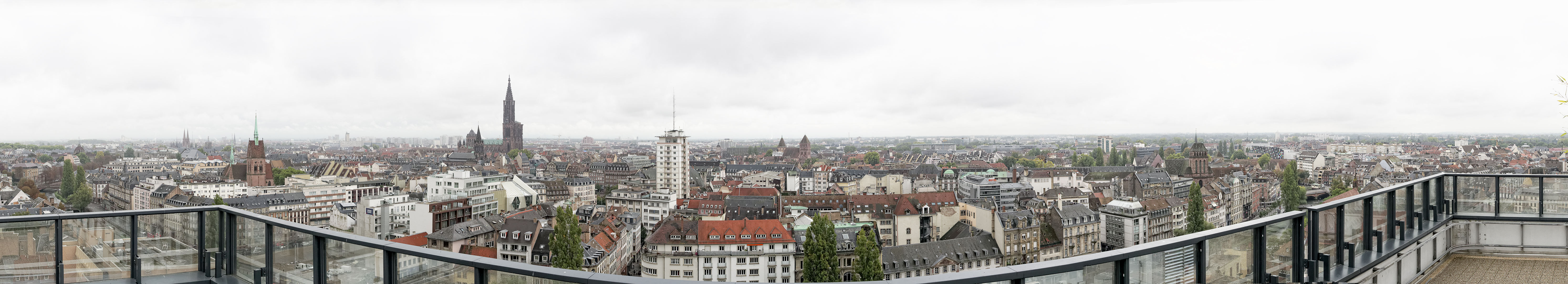
Vue sur la ville depuis le toit de la tour Esca, place des Halles.

La ville compte quelques immeubles et édifices de grande hauteur. Outre la cathédrale et ses 142 mètres, l'église Saint-Paul, avec ses deux clochers, culmine à 76 mètres ; elles sont suivies par : la tour de Chimie (73 mètres) — située sur le campus de l'Esplanade —, le Parlement européen et ses 70 mètres, deux silos de 69 et 67 mètres au Port du Rhin, l'église Saint-Maurice dont le clocher atteint 65 mètres, la tour Europe (haute de 62 mètres) de la place des Halles, et la tour Schwab de la cité de l'Ill avec ses 56 mètres.
La tour Elithis Danube, inaugurée en 2018, dans l'écoquartier Danube, atteint également 56 mètres, tandis que les trois tours dites « Black Swans », près du môle Seegmuller, en mesurent 55. Dans le même secteur, la tour « NoLiStra » (qui sera livrée fin 2019) culmine à 57 mètres.
L'ensemble immobilier « Porte de France », près de la place de la Bourse, mesure environ 50 mètres de hauteur au maximum, tandis que la tour « Canopée » (anciennement « Maison du Bâtiment »), place de Haguenau, atteint 48 mètres. Enfin, l'ancien silo Seegmuller et le centre administratif de l'Eurométropole sont hauts de respectivement 50 et 46 mètres. Par ailleurs, la tour Valentin-Sorg, avec 48 mètres, surplombe la place de l'Homme-de-Fer.
Le château d'eau de la brasserie de l'Espérance, à Schiltigheim, domine le nord de l'agglomération avec ses 65 mètres.

## Vie culturelle

### Théâtres et salles de spectacle

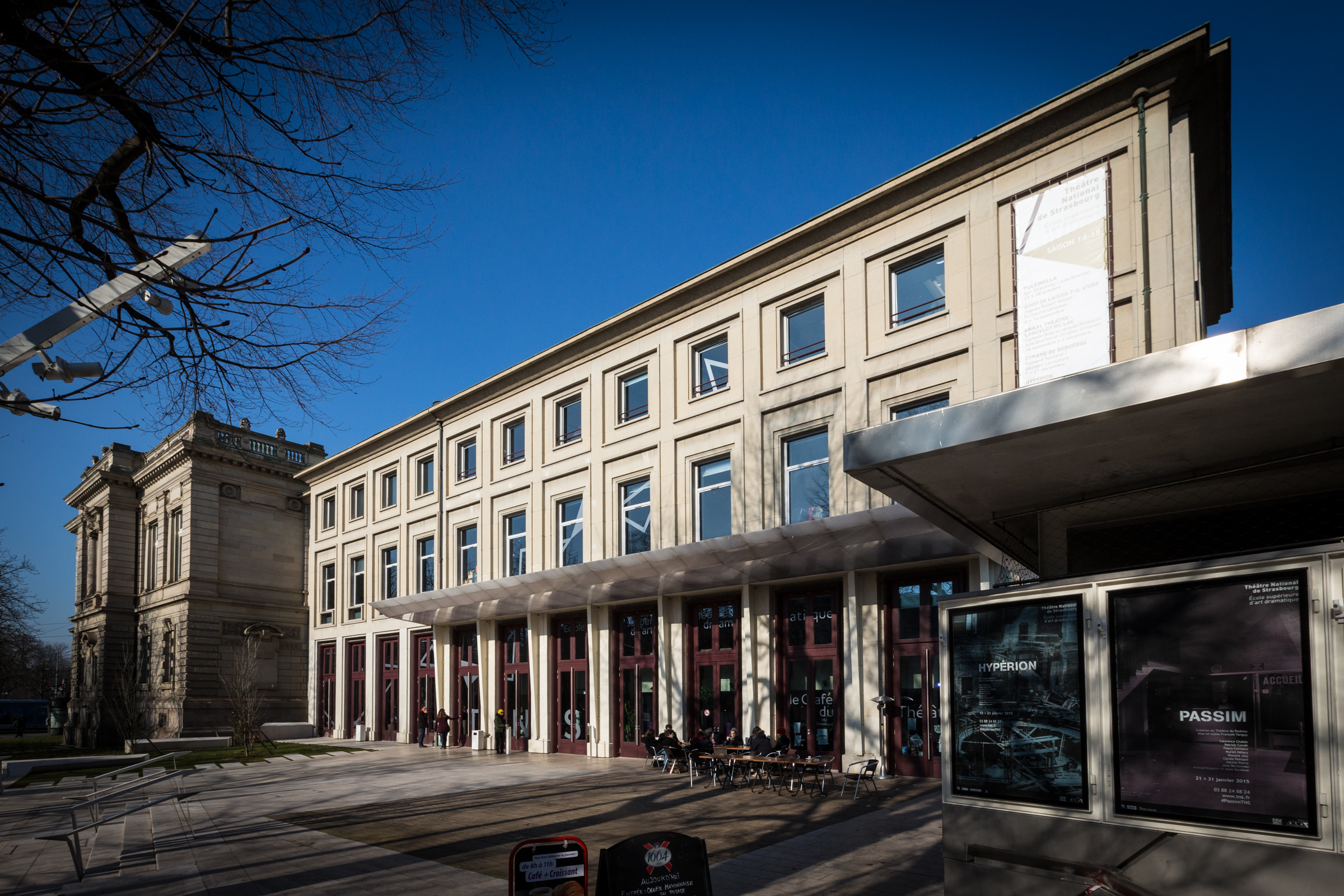
Le théâtre national de Strasbourg.

Le théâtre national de Strasbourg (TNS), est l'un des hauts-lieux culturels de Strasbourg. C'est le seul théâtre national de France ne se trouvant pas à Paris. Descendant du Centre dramatique de l'Est, il obtient son statut de Théâtre national en 1968. Idéalement implanté aux abords de la place de la République, il propose entre 15 et 20 pièces par saison. La programmation laisse une place importante aux œuvres européennes, souvent méconnues du public français. Premier établissement national décentralisé, le TNS est également membre de l'Union des théâtres de l'Europe dont l'objectif est de développer une action culturelle commune.
Strasbourg abrite d'autres structures, comme le TJP, fondé en 1974 par André Pomarat, et qui est spécialisé dans les arts de la marionnette. Aujourd'hui centre dramatique national, ce théâtre accueille environ 60 000 spectateurs par an. Autre scène de qualité, Le Maillon est un théâtre à la programmation particulièrement contemporaine. Essentiellement basé au Wacken (deux salles : 600 et 150 places) cette institution culturelle dispose aussi d'une salle (en travaux) à Hautepierre, son siège historique. Le TAPS (Théâtre actuel et public de Strasbourg), que l'on retrouve sur le site de la Laiterie (TAPS Laiterie) et dans le quartier de Neudorf (TAPS Scala) sont gérées par la direction des affaires culturelles de la ville. Théâtre municipal de proximité, le TAPS propose une programmation tournée vers la création (de compagnies régionales particulièrement) et l’écriture contemporaine.
Pôle Sud, scène conventionnée pour la musique et la danse, se situe dans le quartier de la Meinau. Ce lieu peut accueillir 320 spectateurs.
Le Hall des Chars est un lieu interdisciplinaire géré par l'association La Friche Laiterie et consacré aux arts vivants. Il propose au public de découvrir la scène émergente du Grand-Est, sur ses trois espaces.
Le café-théâtre et l'humour sont présents à l’Espace K (situé rue du Hohwald) avec la compagnie Le Kafteur, et au restaurant-spectacle Au Camionneur (situé dans le quartier de la gare). Le Cube noir du CREPS, à Koenigshoffen, est davantage tourné vers le théâtre amateur.
L'activité théâtrale de Strasbourg est aussi orientée vers les traditions régionales, avec la Choucrouterie, cabaret de Roger Siffer. Ce petit théâtre de 80 places accueille 20 000 spectateurs chaque année et propose des spectacles humoristiques sur le thème de l'Alsace. Le théâtre alsacien de Strasbourg, créé en 1898 est lui aussi essentiellement réservé aux metteurs en scène épris de théâtre dialectal.

### Musique

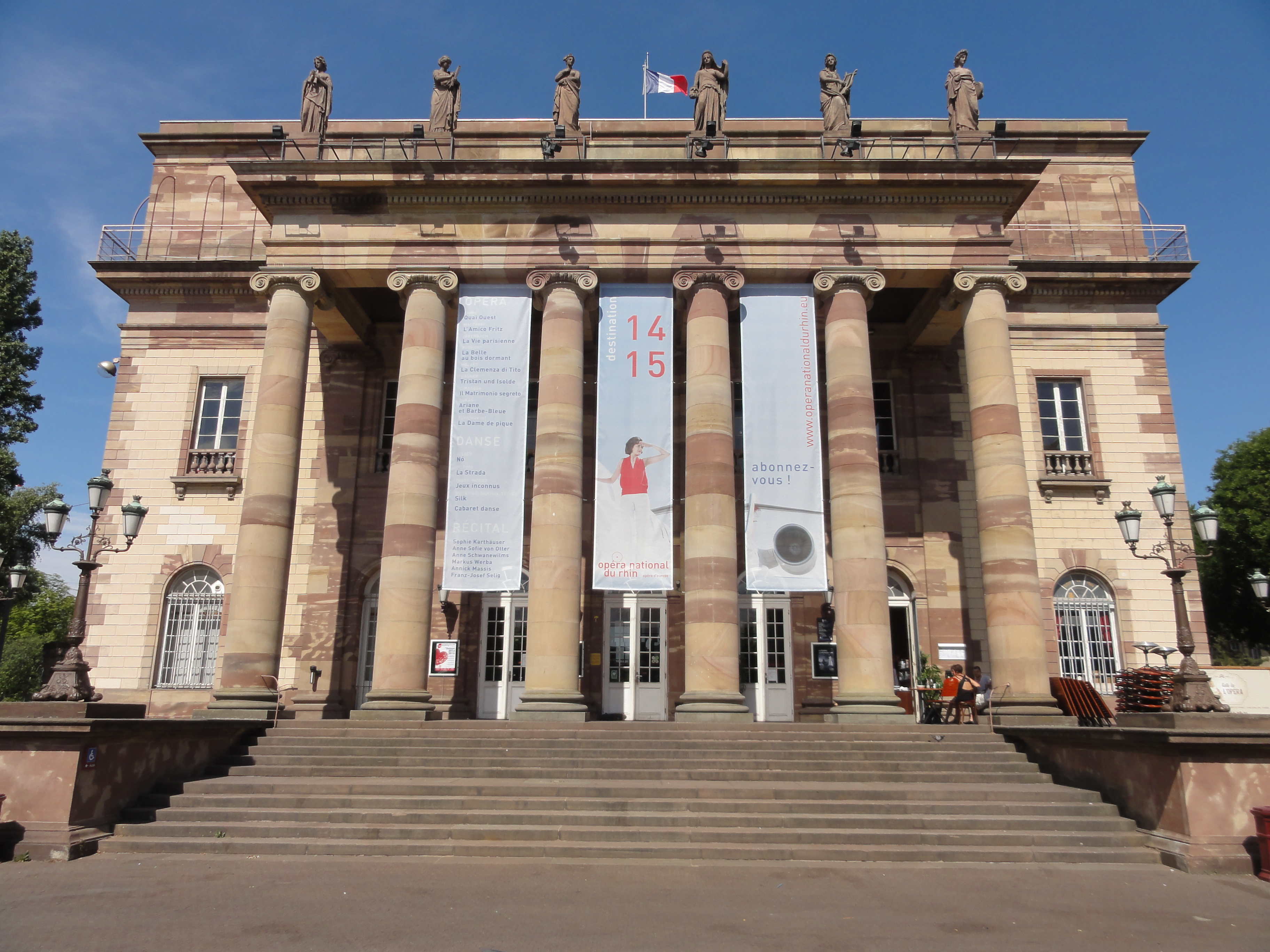
L'opéra de Strasbourg.

L'Opéra national du Rhin est né de la fusion des opéras municipaux de Colmar, Mulhouse et Strasbourg. Il a obtenu le statut d'opéra national en 1997 et propose plus de 130 représentations par an avec la collaboration de l'Orchestre philharmonique de Strasbourg. Fondé en 1855, ce dernier est composé de 110 musiciens et donne plus de 30 concerts par an à Strasbourg. L'orchestre se produit également à l'étranger et a obtenu plusieurs récompenses nationales et internationales. La Cité de la musique et de la danse, consacré à la musique classique et contemporaine organise régulièrement des concerts. Son festival de musique, le plus ancien de France, y est organisé depuis 1932.
Les musiques d'aujourd'hui sont également très diffusées grâce à La Laiterie - salle des musiques actuelles. Ce lieu inauguré en 1994 sur une friche industrielle est devenu, malgré sa taille modeste (deux salles : 1 000 et 300 places), un lieu renommé avec 200 concerts et 100 000 spectateurs par an,. Sa programmation est très éclectique. Strasbourg abrite d'autres petites salles, comme le Pôle Sud qui est essentiellement consacré au jazz et à la danse. Le Molodoï, centre autonome jeune crée en 1988, est pour sa part essentiellement tourné vers les musiques alternatives (hip-hop, punk, hardcore). Le centre culturel de Neudorf possède une salle de 700 places et accueille spectacles de danse, concerts et meetings politiques. La salle est également équipée d'un bar et offre occasionnellement des services banquet.
La ville compte aussi trois grandes structures. Le palais de la musique et des congrès qui s'étend sur 50 000 m2 et abrite notamment deux auditoriums (de 2 000 et 1 100 places), accueille des concerts de musique classique. Il s'y déroule environ 350 manifestations pour 320 000 participants chaque année,. Le Rhenus est l'une des plus vastes salles de concerts de la ville. Ce hall peut accueillir 8 000 spectateurs et couvre 10 932 m2. Il n'est néanmoins pas adapté aux concerts, sa vocation première étant d'accueillir des manifestations sportives et des expositions temporaires. D'où la construction du Zénith Europe à Eckbolsheim. Inauguré en janvier 2008, sa capacité maximale est de 12 000 spectateurs ce qui en fait le plus grand de France.
Dans un domaine plus éducatif, Les Percussions de Strasbourg, sont un groupe instrumental créé en 1962 par six percussionnistes et qui se produit régulièrement dans le cadre de manifestations musicales. Les percussions de Strasbourg proposent aussi des cours, des stages et des interventions scolaires.
La ville compte aussi des structures actives en musique contemporaine, comme la Fanfare des Externes et Internes de Strasbourg (Intimement appelée la FEIS et prononcée "la fesse"). Elle se compose d’une vingtaine de fanfaron⋅ne⋅s qui interprètent des rythmes endiablés, allant du dernier hit « groovy » au tube pop des années 80 et représente Strasbourg dans des événements tels que le festival des fanfares de médecine.

#### Orgues

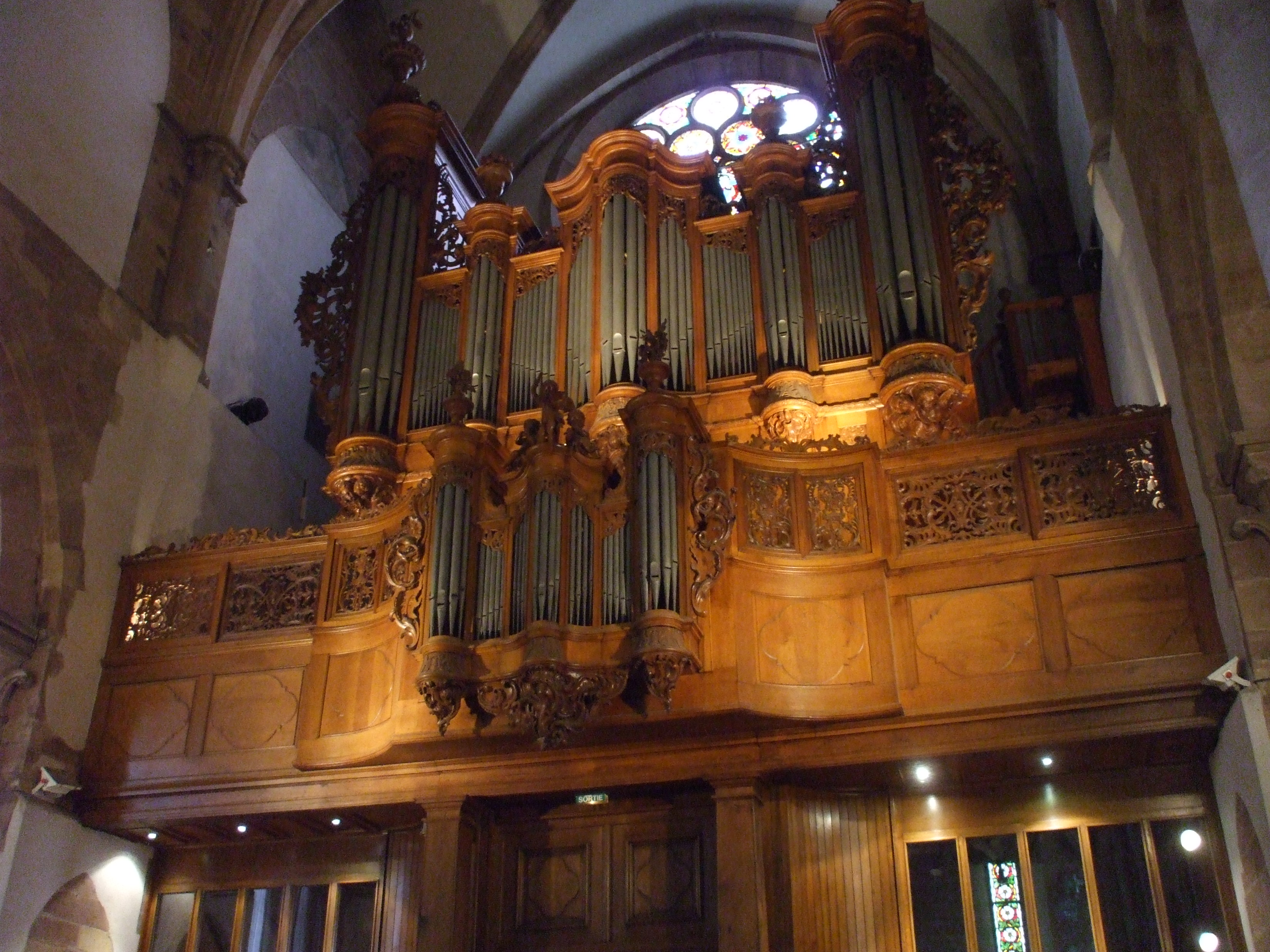
Église Saint-Thomas, orgue de Jean André Silbermann (1740).

Strasbourg est également réputée pour la quantité et la variété de ses orgues baroques, néo-classiques, romantiques, germaniques, modernes et éclectiques, dont beaucoup sont classés monument historique. La présence d'organistes réputés comme Marie-Joseph Erb, Albert Schweitzer et Helmut Walcha a contribué au renom des instruments de la ville et a favorisé la restauration des plus anciens de ceux-ci. Plusieurs dynasties de facteurs d'orgues sont représentés dans les églises mais aussi les salles de concert (palais des Fêtes, ancien Conservatoire, Cité de la musique et de la danse) de Strasbourg : les Silbermann, André et Jean-André (église Saint-Thomas, église Saint-Guillaume, église Saint-Pierre-le-Jeune protestante, église Sainte-Aurélie) ; les Schwenkedel, Georges et Curt (église Saint-Jean) ; les Walther ; les Roethinger, Edmond-Alexandre et Max (église Sainte-Madeleine, église Saint-Pierre-le-Vieux catholique) ; les Kern, Alfred, Gaston et Daniel (cathédrale Notre-Dame). D'autres grands noms de la facture d’orgues incluent Joseph Merklin (Temple Neuf, chœur de la cathédrale Notre-Dame) et Eberhard Friedrich Walcker (église Saint-Pierre-le-Vieux protestante).

### Événements culturels
Depuis 2013, Strasbourg mon amour propose de célébrer la Saint-Valentin durant une dizaine de jours au cours du mois de février. Soirées, concerts, spectacles, expositions ou encore conférences, décalés ou conventionnels, sont programmés sur le thème de l'amour.

#### Musiques classiques et contemporaines
Strasbourg accueille plusieurs festivals musicaux. Le plus ancien d'entre eux est le Festival de musique de Strasbourg. Créé en 1932 par la Société des amis de la musique de Strasbourg, il est consacré à la musique classique et à l'art lyrique.
On doit aussi à cette société le Festival de jazz de Strasbourg, créé en 1987. Le festival Jazzdor réunit lui aussi les passionnés de musique jazz. Fondé en 1986, il organise environ 40 concerts à Strasbourg. Le festival produit également des concerts en Allemagne ; à Offenbourg depuis 2002 et à Berlin depuis 2007 avec son édition berlinoise jazzdor berlin. Le Festival Musica, ou Festival international des musiques d'aujourd'hui, créé en 1982, réunit plus de 20 000 spectateurs chaque année. En 2007, 58 compositeurs ont proposé une centaine d'œuvres contemporaines.
Le Chœur de Saint-Guillaume est un chœur strasbourgeois de l’Église Saint-Guillaume créé en 1885 par Ernest Münch. Chaque année, il interprète, depuis 1894, en alternance, lors du Vendredi saint la Passion selon saint Jean ou la Passion selon saint Matthieu de Jean-Sébastien Bach.
Les musiques actuelles sont représentées essentiellement par le Festival des Artefacts, créé au début des années 1990. Il se déroule sur plusieurs jours au mois d'avril, au Zénith Europe et à La Laiterie. Au mois de juin se déroule dans divers lieux de l'agglomération, le festival electro-groove et cultures urbaines Contre-Temps. La musique électronique est représentée par les Nuits électroniques de l'Ososphère, qui se déroulent chaque année en septembre à La Laiterie, à la Friche Laiterie et au Molodoï. Enfin l'un des événements de la rentrée culturelle strasbourgeoise, est le festival des Nuits européennes, investissant l'Eurométropole en collaborant avec ses institutions culturelles et ses lieux de vie nocturne dans un dialogue constant avec les grandes cités européennes.

#### Danse et théâtre
Strasbourg accueille plusieurs festivals de danse et de théâtre, dont le festival Nouvelles Strasbourg Danse au mois de mai, qui investit les salles les plus importantes de la ville ainsi que les places et les rues ; mais également au mois de juin le festival de théâtre Premières, durant lequel de jeunes metteurs en scène européens présentent leurs premiers travaux.
La ville possède également une importante structure polyvalente : le parc des expositions du Wacken, qui regroupe quatre halls d'une superficie de 5 200 à 6 000 m2 pour un total 22 000 m2. Il accueille notamment la Foire européenne (1 100 exposants et 220 000 visiteurs par an) et le salon des vignerons indépendants,. Strasbourg organise également la foire européenne d'art contemporain St-art. Créé en 1995, cet évènement accueille 30 000 visiteurs annuels et met l'accent sur l'ouverture européenne puisque près de 50 % des 95 galeries sont d'origine européenne.

#### Littérature et livre
Depuis 2005 ont lieu chaque année en mars les Rencontres européennes de littérature à Strasbourg, organisées par l'Association Capitale européenne des Littératures (ACEL) en partenariat avec l'université de Strasbourg. C'est notamment dans le cadre de ces Rencontres que sont remis le prix européen de littérature, le prix Jean-Arp de littérature francophone et le prix du patrimoine Nathan Katz. Le but de ces Rencontres est de promouvoir, en collaboration avec l'ensemble des acteurs culturels locaux, nationaux et européens, la place de Strasbourg en tant que capitale européenne des littératures et de mettre en valeur, dans une perspective largement ouverte sur l'espace européen comme sur l'espace francophone, le très riche patrimoine littéraire de l'Alsace, qui reste largement encore à découvrir.
En septembre 2008, Strasbourg a accueilli la première édition de la manifestation consacrée au 9e art, Strasbulles.

##### Capitale mondiale du livre 2024
En juillet 2022, Strasbourg est désignée Capitale mondiale du livre 2024 par L'UNESCO. Vingt-quatrième ville à porter le titre de Capitale mondiale du livre depuis 2001, Strasbourg succède à Accra (2023) et précède Rio de Janeiro (2025). Elle est la première ville française à obtenir ce label de l'UNESCO.
Du 23 avril 2024 au 22 avril 2025, Strasbourg propose une année d'événements littéraires touchant des publics variés sous le titre « Lire notre monde ».
Elle réalise plus de 1 500 actions avec 450 partenaires.

### Musées

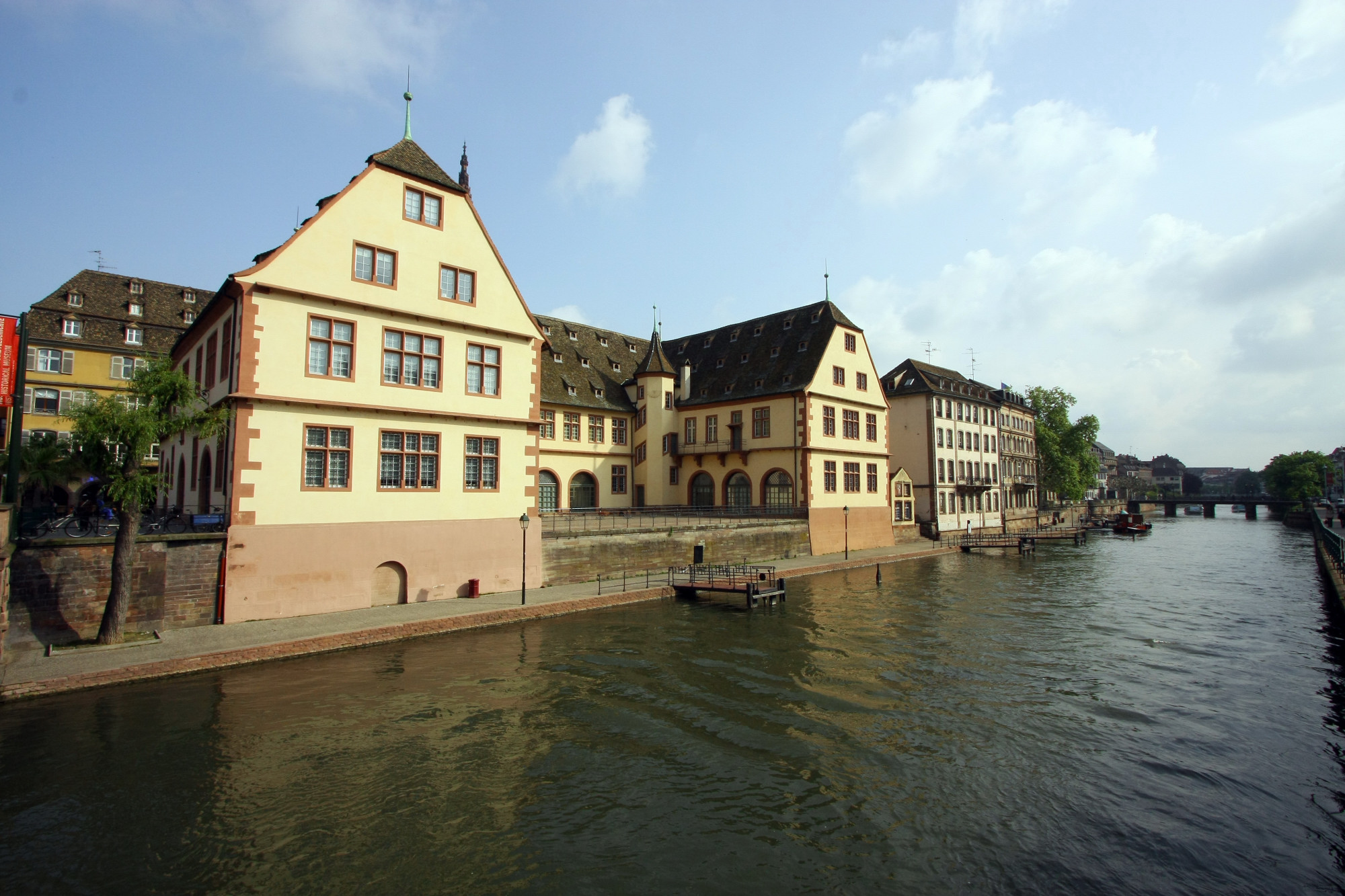
L'ancienne grande boucherie, actuel musée historique.

Depuis les années 1990, l'offre culturelle s'est développée et diversifiée. D'abord avec le nouveau musée d'Art moderne et contemporain de Strasbourg (MAMCS), inauguré en 1998 et qui expose sur ses 5 500 m2 des œuvres contemporaines de 1870 à nos jours. Puis avec la réouverture du musée historique, situé dans le bâtiment de l'ancienne grande boucherie. L'édifice de 1586 nécessitait en effet d'importants travaux de stabilisation. Ce musée est essentiellement axé sur l'histoire urbaine, militaire et économique de la ville. On y découvre notamment une maquette à l'échelle 1/600e de Strasbourg en 1727.
La culture alsacienne est représentée par le musée alsacien, des arts et traditions populaires. On y découvre notamment la vie rurale alsacienne entre 1750 et 1860 à travers des objets de toutes sortes : mobilier, jouets, documents, couverts et autres ustensiles.
Le musée des arts décoratifs, situé dans l'enceinte du palais Rohan nous fait également découvrir l'artisanat strasbourgeois du XVIIe siècle sous toutes ses coutures, ainsi que les appartements du palais. Le palais Rohan abrite aussi le musée archéologique, qui propose une importante collection d'objets anciens (de 600 000 av. J.-C. à 800 ans apr. J.-C.) découverts en Alsace et le musée des beaux-arts, qui retrace l'histoire de la peinture en Europe. Ce musée propose entre autres de nombreuses œuvres italiennes dont la plus ancienne, de Sandro Botticelli, est datée de 1485. Le cabinet des estampes et dessins, fondé en 1890, abrite quant à lui environ 200 000 œuvres dont les plus anciennes datent du XVe siècle.
Non loin de là, face à la cathédrale de Strasbourg, le musée de l'Œuvre Notre-Dame déploie une riche collection d'œuvres anciennes, bien souvent à caractère religieux. On y retrouve notamment l'un des plus anciens vitraux de France , la tête romane de Wissembourg de 1060, ainsi que la statuaire du XVe siècle de la cathédrale.
Plus ludique, le musée zoologique, rattaché à l'université, propose une collection impressionnante d'animaux, parfois rarissimes. Le musée abrite aussi une collection gigantesque d'un million d'insectes.
Le musée de minéralogie, lui aussi universitaire, abrite plus de 30 000 minéraux. S'y trouve notamment la deuxième collection de météorites en France (450 échantillons). L'observatoire astronomique avec son planétarium est un autre lieu intéressant. Sous sa coupole se cache la troisième lunette astronomique de France après celles de Meudon et de Nice. Le planétarium propose de nombreuses séances destinées à la découverte de l'Univers.
Ouvert en 2005, Le Vaisseau est un espace de découverte scientifique destiné aux enfants. Il propose au public jeune d'apprendre tout en s'amusant.
Inauguré en novembre 2007, le musée Tomi-Ungerer – Centre international de l'illustration présente la collection Tomi Ungerer, donation de l'artiste à sa ville natale. Il est désormais installé à la villa Greiner, à deux pas du centre historique. Ce musée possède un fonds de 8 000 dessins originaux et 6 000 jouets anciens.
Dans un registre plus surprenant le musée de la Coop, installé dans les locaux historiques de l'entreprise au Port du Rhin, permet de découvrir l'histoire de la fameuse coopérative alsacienne,. Un musée du parachutisme est présent à l'aérodrome de Strasbourg-Neuhof. La chocolaterie Schaal à Geispolsheim comporte également un musée du chocolat.
En janvier 2014, un musée Vodou s'installe dans l'ancien château d'eau de la gare.
Le premier musée français permanent consacré au jeu vidéo, « Pixel Museum », accueille ses premiers visiteurs le 25 février 2017 à Schiltigheim. Trois ans après son ouverture, le musée ferme définitivement ses portes en juin 2020 pour des raisons économiques.
Quelques jours après l’ouverture du Pixel Museum, le 1er mars 2017, c'est le musée militaire « MM Park France » qui ouvre ses portes à La Wantzenau.

### Bibliothèques

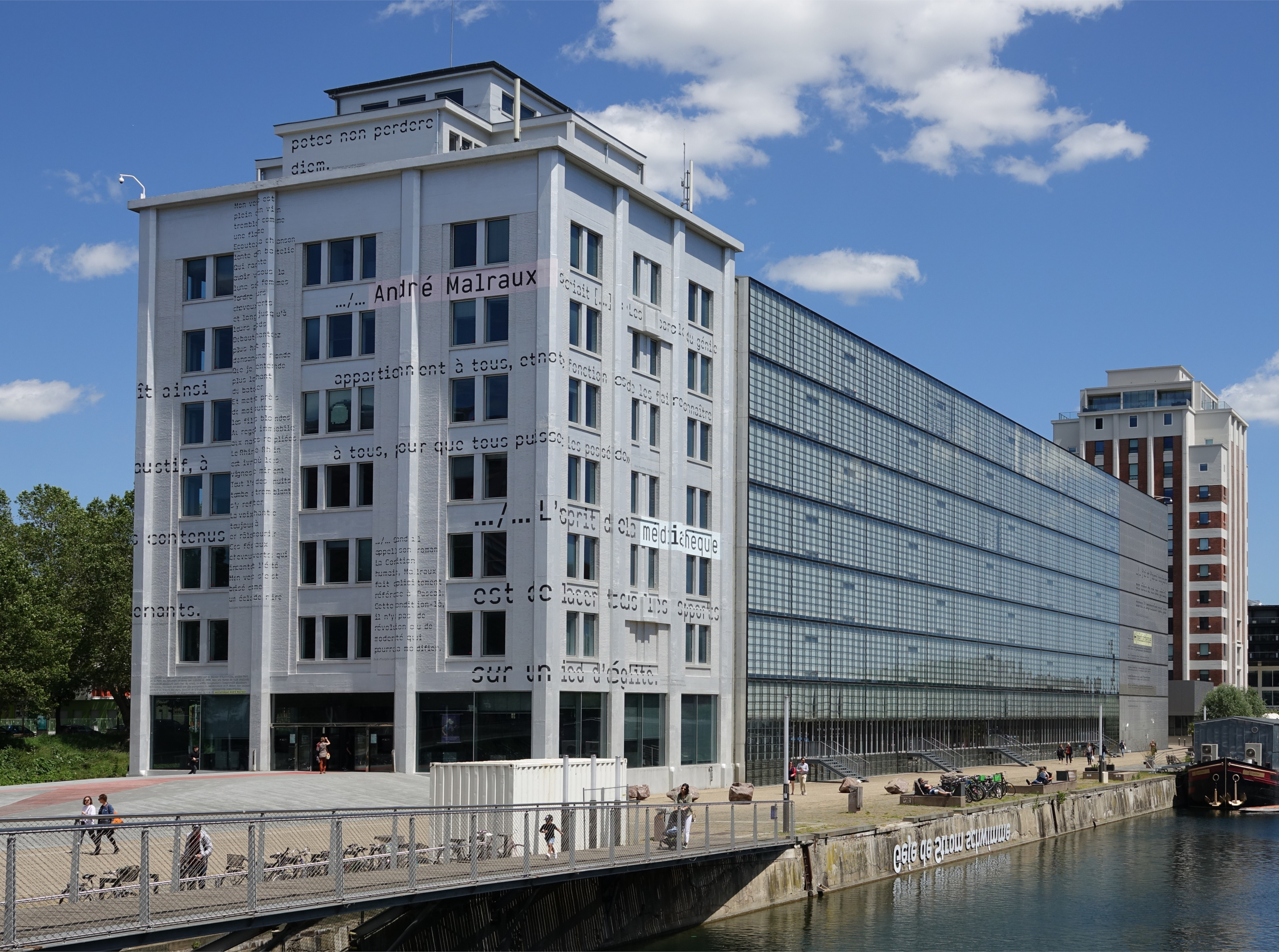
La médiathèque André Malraux.

La Bibliothèque nationale et universitaire de Strasbourg (Bnu) est, avec sa collection de trois millions de volumes la deuxième bibliothèque de France. Elle a été fondée à la suite des bombardements de 1870 qui ont détruit l'ancien édifice et les 400 000 ouvrages qu'il abritait. Reconstruite sous l'ère allemande, la bibliothèque obtiendra son statut de bibliothèque nationale en 1926. Selon les chiffres de 2006, elle compte 16 488 lecteurs inscrits dont 64 % d'étudiants. Chaque année, la bibliothèque fait l'acquisition de 25 000 nouveaux ouvrages et met en ligne de documents numérisés. Les domaines favorisés par la Bnu sont l'Europe, l'Allemagne, l'Alsace, l'Antiquité et la religion.
La bibliothèque municipale de Strasbourg (BMS), moins élitiste, propose un fonds de 600 000 documents, dont 120 000 destinés au jeune public et 75 000 CD audio. Bibliothèque de proximité, la BMS compte neuf succursales réparties dans la ville. Elle accueille également des rencontres, des conférences et des ateliers pour enfants. Enfin, la bibliothèque propose le service Bibliobus, un bus équipé comme une bibliothèque et qui s'arrête à certaines heures près des établissements scolaires.
La ville abrite dix médiathèques. La plus importante est la médiathèque André-Malraux, occupant un ancien bâtiment portuaire dans le quartier des Fronts de Neudorf. Il s'agit d'une médiathèque de l'Eurométropole, elle fait donc partie du réseau des Médiathèques de la Ville et de l'Eurométropole de Strasbourg. Elle regroupe 160 000 documents en accès libre ainsi que 200 000 livres anciens.

#### Incunables

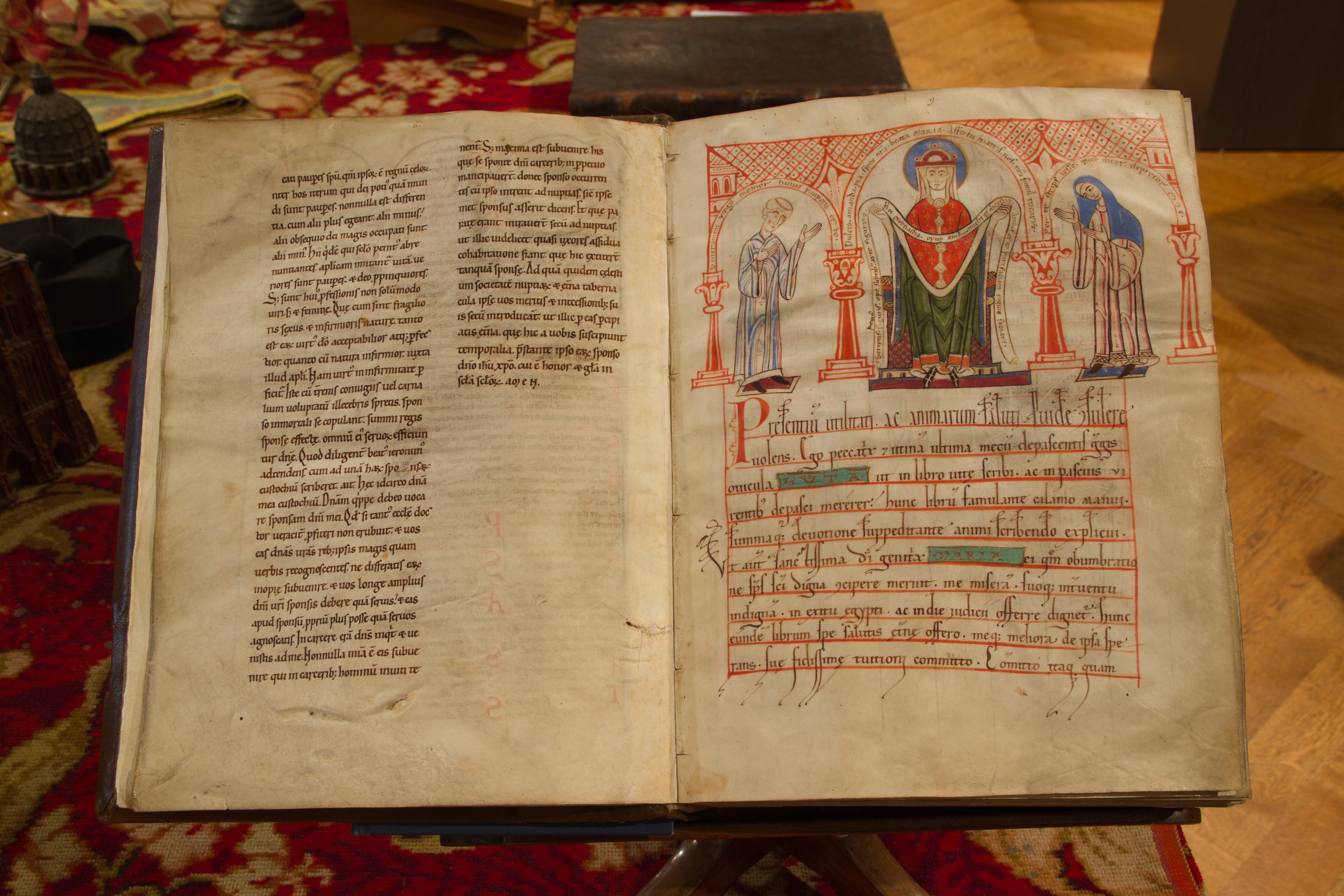
Codex Guta-Sintram. Manuscrit sur parchemin, 1154. Ouvrage écrit par la nonne Guta von Schwarzenthann (à droite) et illustré par le moine Sintram von Marbach (à gauche). Il a appartenu aux chanoinesses du monastère de Schwartzenthann (Haut-Rhin).
– Coll. Bibliothèque du Grand Séminaire de Strasbourg.

En tant qu’un des premiers centres européens de l’imprimerie (Johannes Mentelin et autres), Strasbourg s’est longtemps enorgueilli d’une très importante collection d’incunables. Celle-ci cependant fut presque totalement anéantie à la suite du bombardement de la bibliothèque et des archives municipales, en 1870. D’importants efforts de reconstitution des fonds menés à partir de 1872 sous les auspices notamment de Rodolphe Reuss font que Strasbourg peut aujourd'hui se vanter à nouveau de posséder un nombre considérable d’incunables dans ses bibliothèques, nombre réparti comme suit : bibliothèque nationale et universitaire, env. 2 300 ; médiathèques et bibliothèques de la Ville et de l'Eurométropole, 349 ; bibliothèque du Grand Séminaire de Strasbourg, 237 ; médiathèque protestante, 66 et bibliothèque alsatique du Crédit mutuel, 5.

### Strasbourg dans la culture française

#### Strasbourg dans la littérature
Au XVIIIe siècle
- Laurence Sterne consacre le chapitre le plus long de son chef-d’œuvre Vie et opinions de Tristram Shandy, gentilhomme, à une parabole fictive, le « conte de Sklawkenbergius », située à Strasbourg[457]. Son compatriote Matthew Gregory Lewis situe, lui, un long passage de son roman Le Moine dans la forêt située à l’orée de la ville.

Au XIXe siècle
- Honoré de Balzac cite cette ville comme le lieu de naissance des grands banquiers comme Aldrigger ou Frédéric de Nucingen dans La Maison Nucingen, 1837[458], comme un havre de sérénité et d'espoir pour l'aristocrate émigré qui revient enfin en France dans Le Lys dans la vallée, 1836[459], comme la rivale de Besançon et de Dijon dans Albert Savarus, 1842[460].
- Victor Hugo a consacré à la métropole alsacienne une pagination limitée dans Le Rhin, gros ouvrage mis en forme en 1841, qu'il corrigea et augmenta par la suite en utilisant les notes prises au cours de deux voyages et en se documentant. Il n'évoqua guère que « le Munster, véritablement une merveille » et Saint-Thomas, où le tombeau du maréchal de Saxe lui parut « une grande machine d'opéra en marbre, dans le maigre style de Jean-Baptiste Pigalle ». À défaut de s'attarder dans la ville, dont il ne décrit aucunement la vie, il la découvrit presque du ciel : « Je n'aurais eu garde de manquer la plus haute flèche du monde (…). C'est une chose admirable de circuler dans cette monstrueuse masse de pierre toute pénétrée d'air et de lumière, évidée comme un joujou de Dieppe, lanterne aussi bien que pyramide, qui vibre et qui palpite à tous les souffles du vent (…). D'où j'étais, la vue est admirable. On a Strasbourg sous ses pieds, vieille ville à pignons dentelés et à grands toits chargés de lucarnes, coupée de tours et d'églises, aussi pittoresque qu'aucune ville de Flandre. L'Ill et le Rhin, deux jolies rivières, égaient ce sombre amas d'édifices de leurs flaques d'eau claires et vertes. (Le Rhin, Bueb et Reumaux éditeur, 1980) »
- Gérard de Nerval évoque Strasbourg dans La Lorely.
- Hippolyte Taine dans ses Carnets de Voyage.
- Stendhal dans Mémoires d'un touriste et Le Rouge et le noir.
- Johann Wolfgang von Goethe dans Poésie et Vérité.
- Théophile Gautier dans Loin de Paris.
- Le chroniqueur Alfred Delvau tint le journal du voyage qu'il fit en 1865 avec Alphonse Daudet. Ils avaient pris le train : « Nous roulons vers Strasbourg à la vitesse qu'on connaît aux trains express. Cette vitesse est brutale. (Du pont des Arts au pont de Kehl, collection Duo, éditions le Grand Miroir, 2005). »

Au XXe siècle
- Jacques Aeschlimann, Guten Tag, Gutenberg ! (1956)
- Assia Djebar, Les Nuits de Strasbourg (1997).

Au XXIe siècle
- Jean Teulé dans Entrez dans la danse (2018).

#### Strasbourg au cinéma
En 2008, l'intrigue de Dans la ville de Sylvia de José Luis Guerín se déroule à Strasbourg. En 2011, Philippe Claudel filme une grande partie des scènes de Tous les soleils au centre-ville de Strasbourg et sur les quais.
Tourné en 1967 à Strasbourg, le premier épisode de L'Homme du Picardie se déroule dans le centre-ville et sur le Port du Rhin. Ce feuilleton télévisé français réalisé par Jacques Ertaud a été diffusé à partir du 16 décembre 1968 sur la première chaîne de l'ORTF.
L'intrigue de Sherlock Holmes : Jeu d'ombres de Guy Ritchie (2011) débute par un attentat à Strasbourg sur le parvis de la cathédrale.

### Cinémas

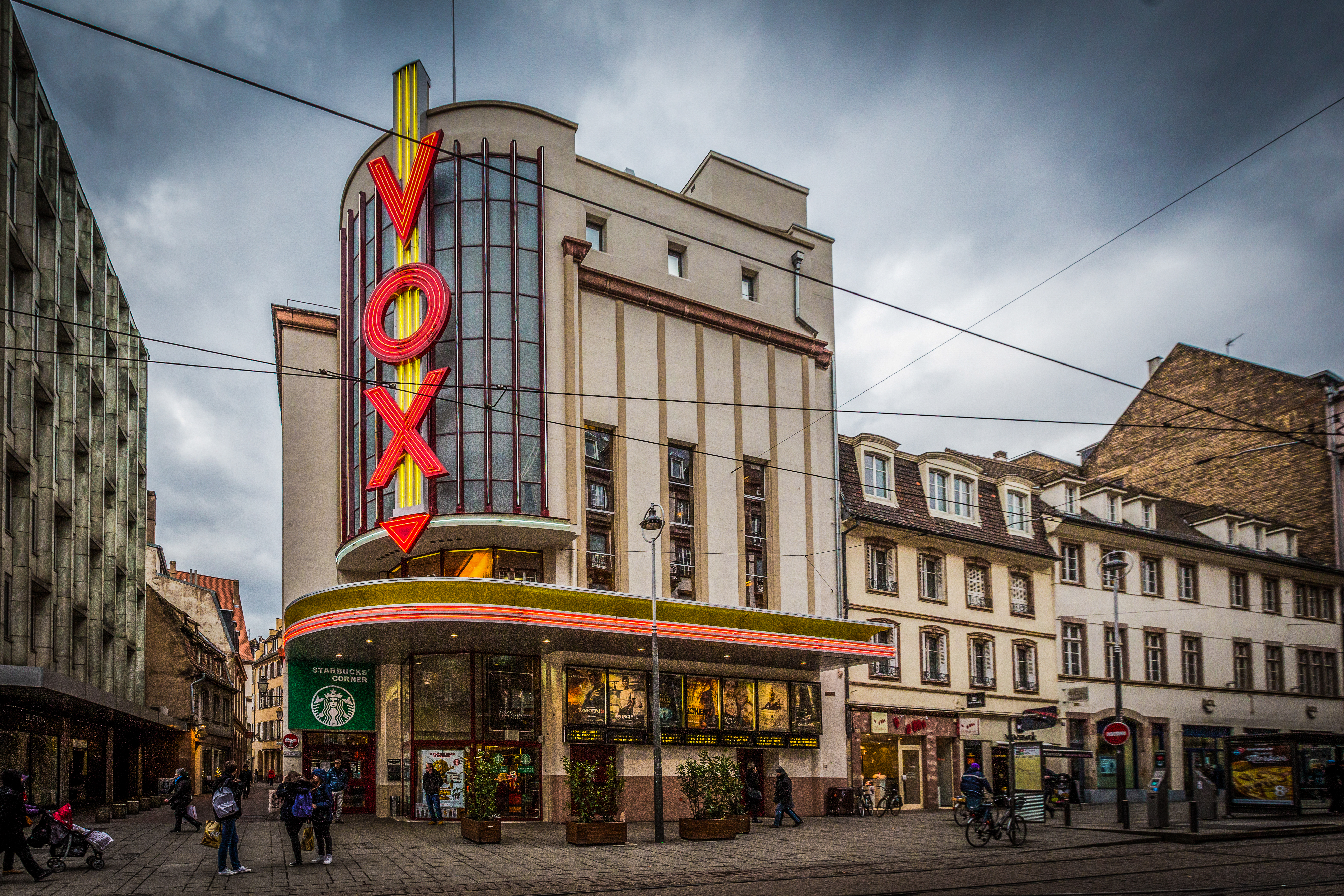
Le cinéma Vox.

Strasbourg compte cinq cinémas dont un multiplexe. Le centre-ville est investi par les cinémas indépendants à vocation culturelle, notamment le Cosmos. Ce petit cinéma situé dans les locaux d'un ancien théâtre cinématographique de 1913 propose par ailleurs une bibliothèque consacrée au cinéma (6 000 revues, 2 500 photographies). Strasbourg abrite en son centre deux autres cinémas d'art et d'essai, le Star (5 salles) et le Star Saint-Exupéry (5 salles, surnommé Star Saint-Ex). Le Vox (7 salles) a une offre plus généraliste.
Près de la place de l’Étoile, le multiplexe UGC Ciné Cité Strasbourg Étoile est le plus grand complexe UGC d'Europe (22 salles, 5 400 places, un écran de 23,5 mètres). Un multiplexe Pathé (12 salles, 2 750 places) est situé dans la commune périphérique de Brumath à une quinzaine de kilomètres au nord de Strasbourg.
L'arrivée des multiplexes de cinéma a entraîné le déclin des salles en centre-ville, plus particulièrement dans la rue du Vieux Marché aux Vins : le Pathé Club a fermé ses portes en 1999, le Méliès en 2000, et enfin l'ancien UGC Capitole situé rue du 22 novembre 2003. On trouvait également avant cela un cinéma dans le quartier du Neudorf, Le Scala, aujourd'hui reconverti en théâtre.
L'association des Films du Spectre organise depuis 2006, le Spectre Film Festival, un événement annuel, se déroulant en septembre et consacré au cinéma de genre science-fiction, horreur et fantastique.
L'Association La Cigogne Enragée organise depuis 2011 le Festival Chacun son Court, un festival consacré aux courts métrages professionnels mais également étudiants.

### Gastronomie
En raison de l'activité touristique, des congrès, de la présence des institutions européennes, mais aussi de la fidélité, cependant moindre que dans le passé, de la clientèle locale, les restaurants de toutes catégories et de qualités gastronomiques très diverses abondent à Strasbourg.
Cinq restaurants sont récompensés par un macaron (« étoile ») Michelin en 2017. Le guide rouge, qui n'a plus attribué ses « trois étoiles » depuis le relatif déclassement du Crocodile, vendu par Émile Jung, et le départ d'Antoine Westermann, étoile cinq établissements en 2017 : 1741, Le Crocodile, Buerehiesel (sous l'égide d'Éric Westermann, fils du triple étoilé Antoine parti à Paris en « rendant ses étoiles »), Umami, Gavroche.
L’équipe de Frédéric Lefèvre de La Carambole à Schiltigheim, dans les faubourgs de la ville, obtient la seconde place au Trophée Paul Haeberlin en 2014. Le restaurant La Casserole à Strasbourg, quant à lui, décroche le Trophée en remportant l'édition 2018.

Tables « étoilées » de Strasbourg
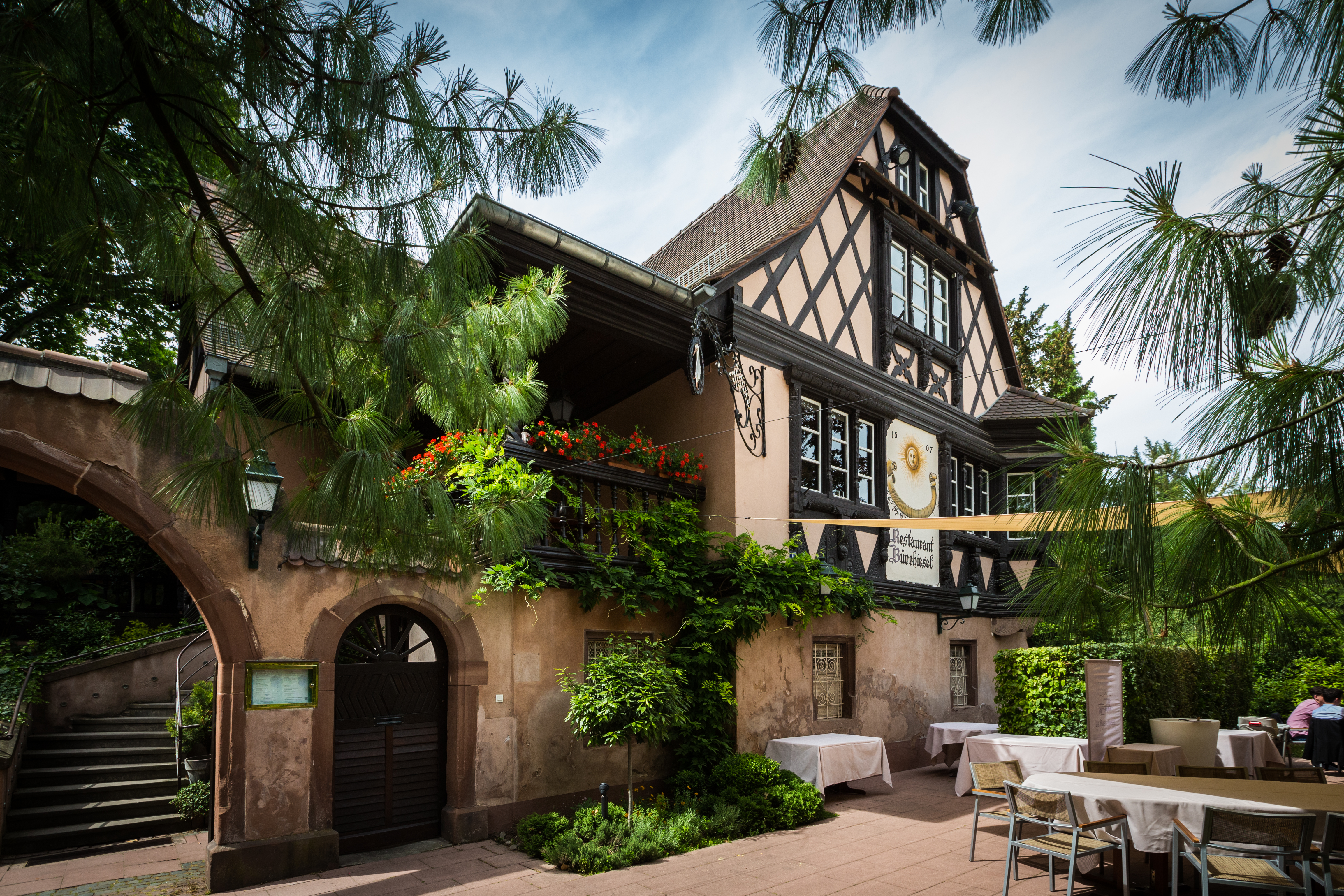
Le Bürehiesel, Éric Westermann, une étoile.
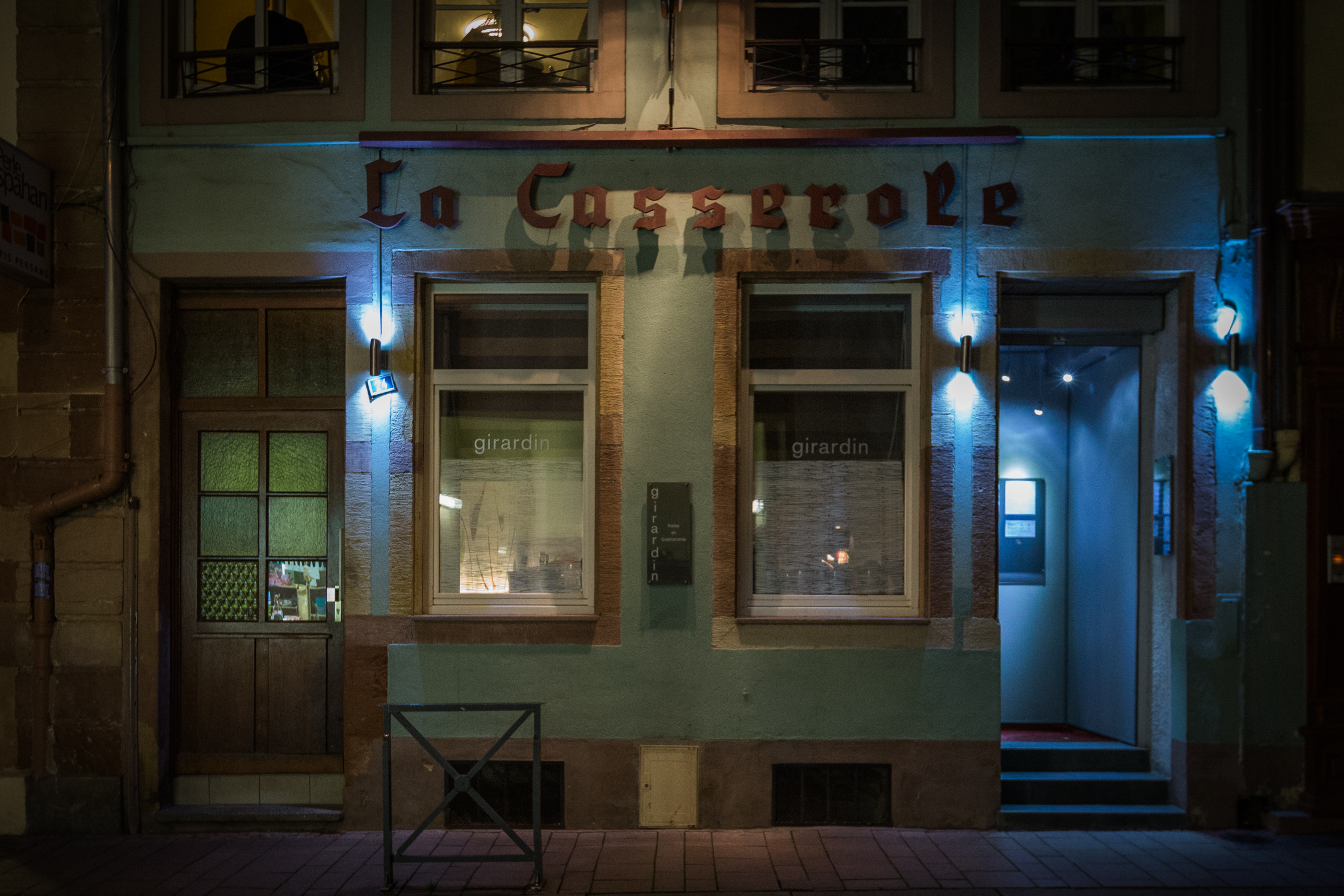
La Casserole était « étoilée » avec Éric Girardin (à Colmar depuis 2016). L'établissement a été repris par Cédric Kuster, qui y fait perpétuer une cuisine gastronomique française revisitée.
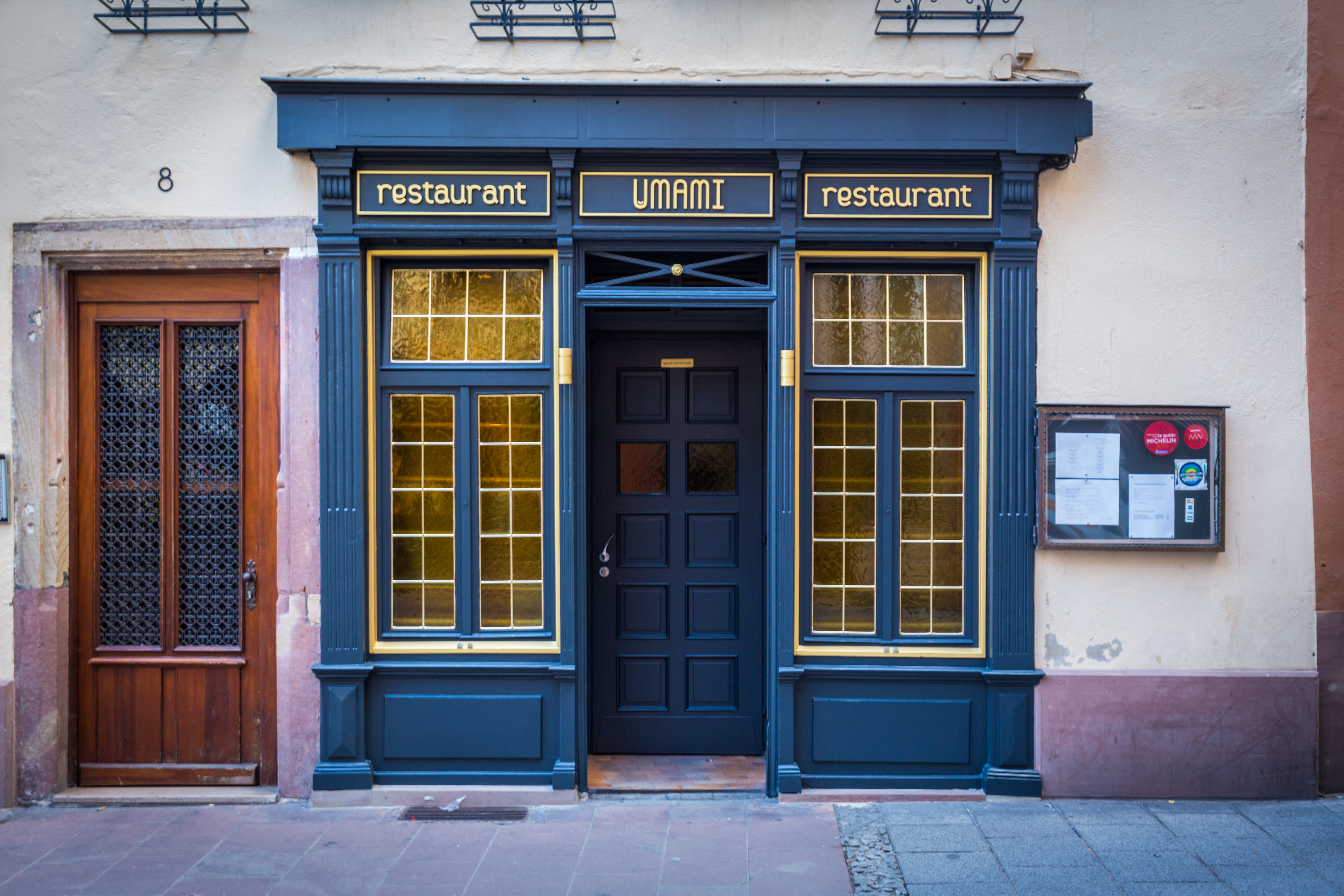
Umami, René Fieger, une étoile.

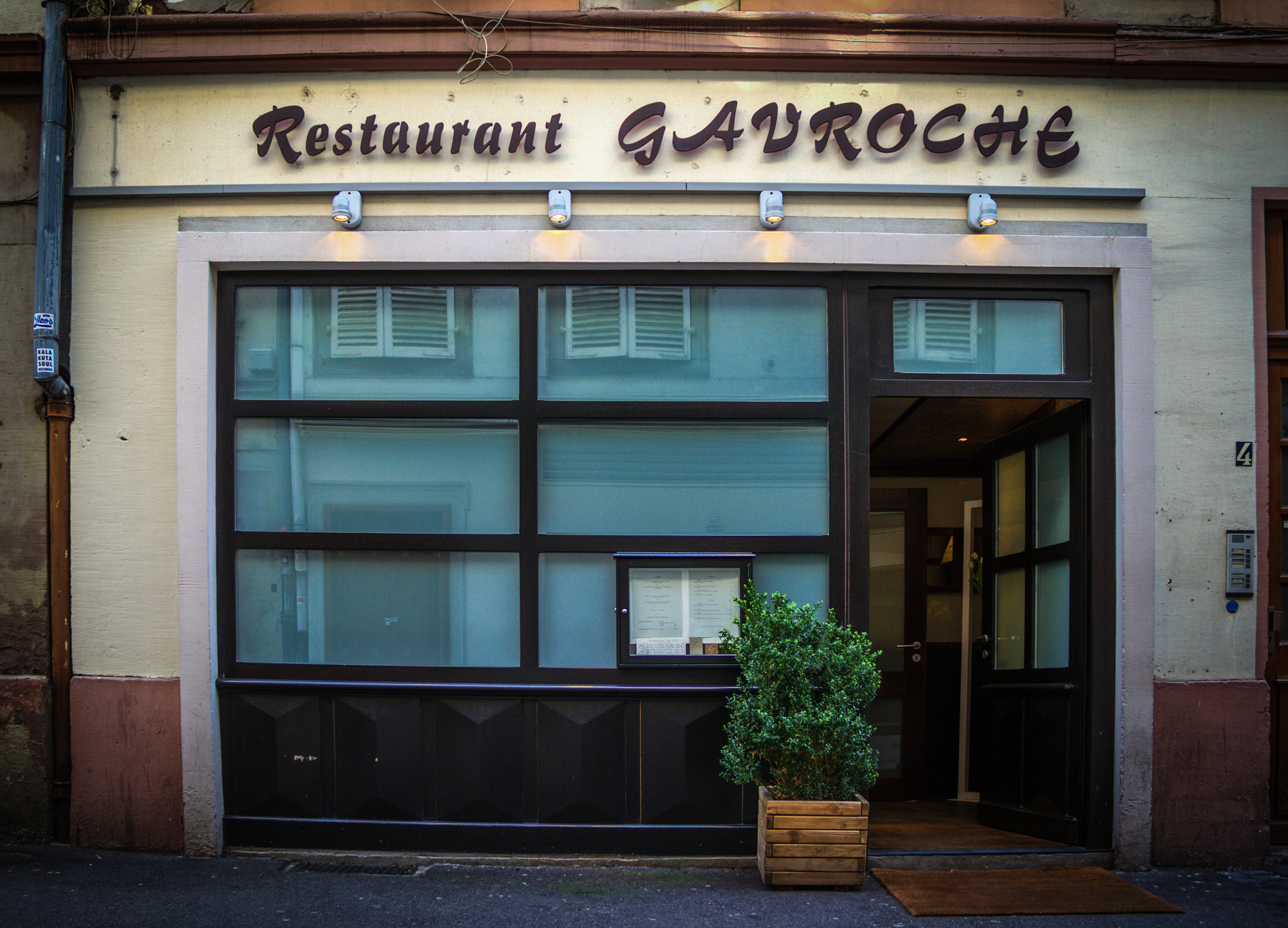
Gavroche, Benoît Fuchs, une étoile.
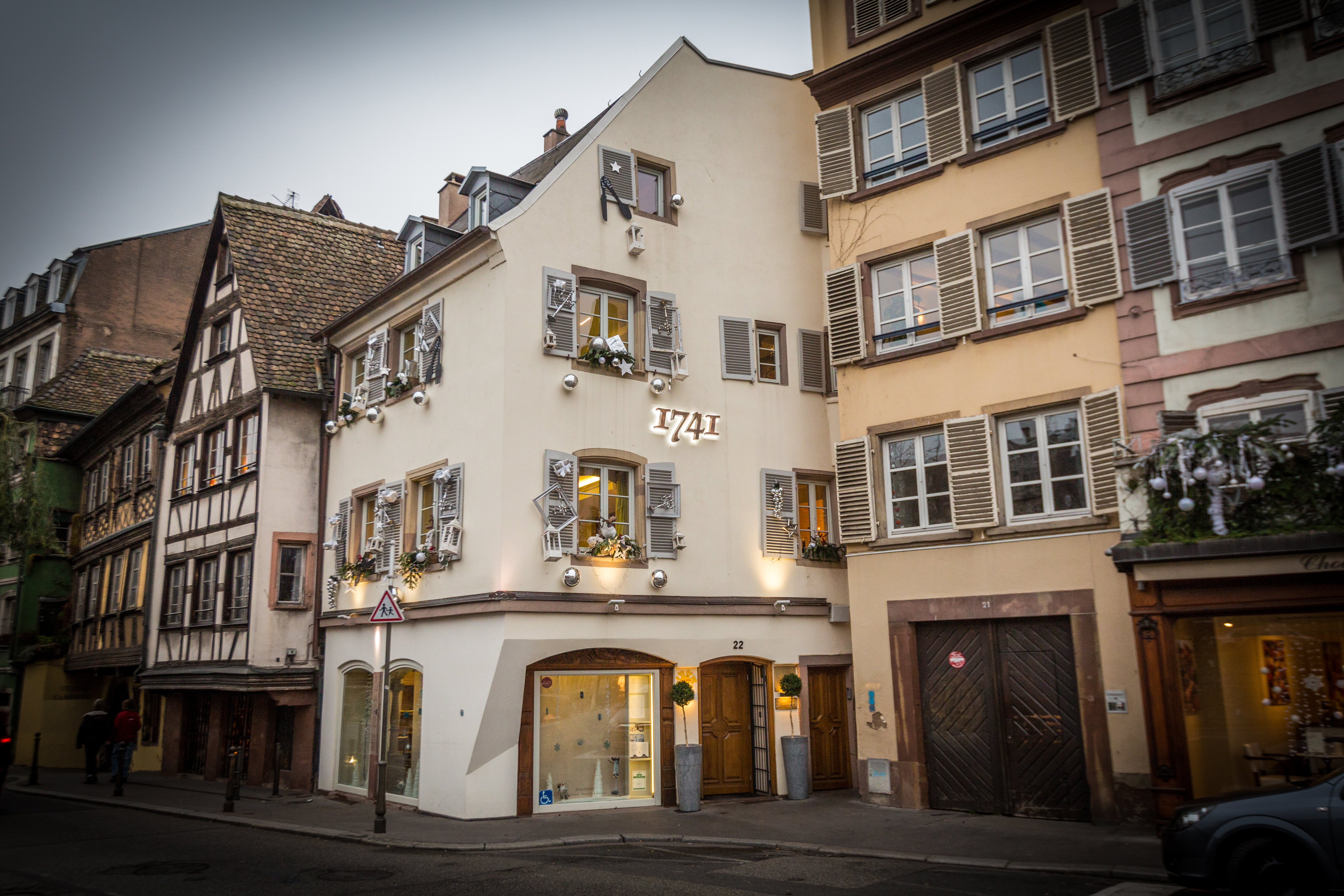
1741, Cédric Moulot, une étoile.
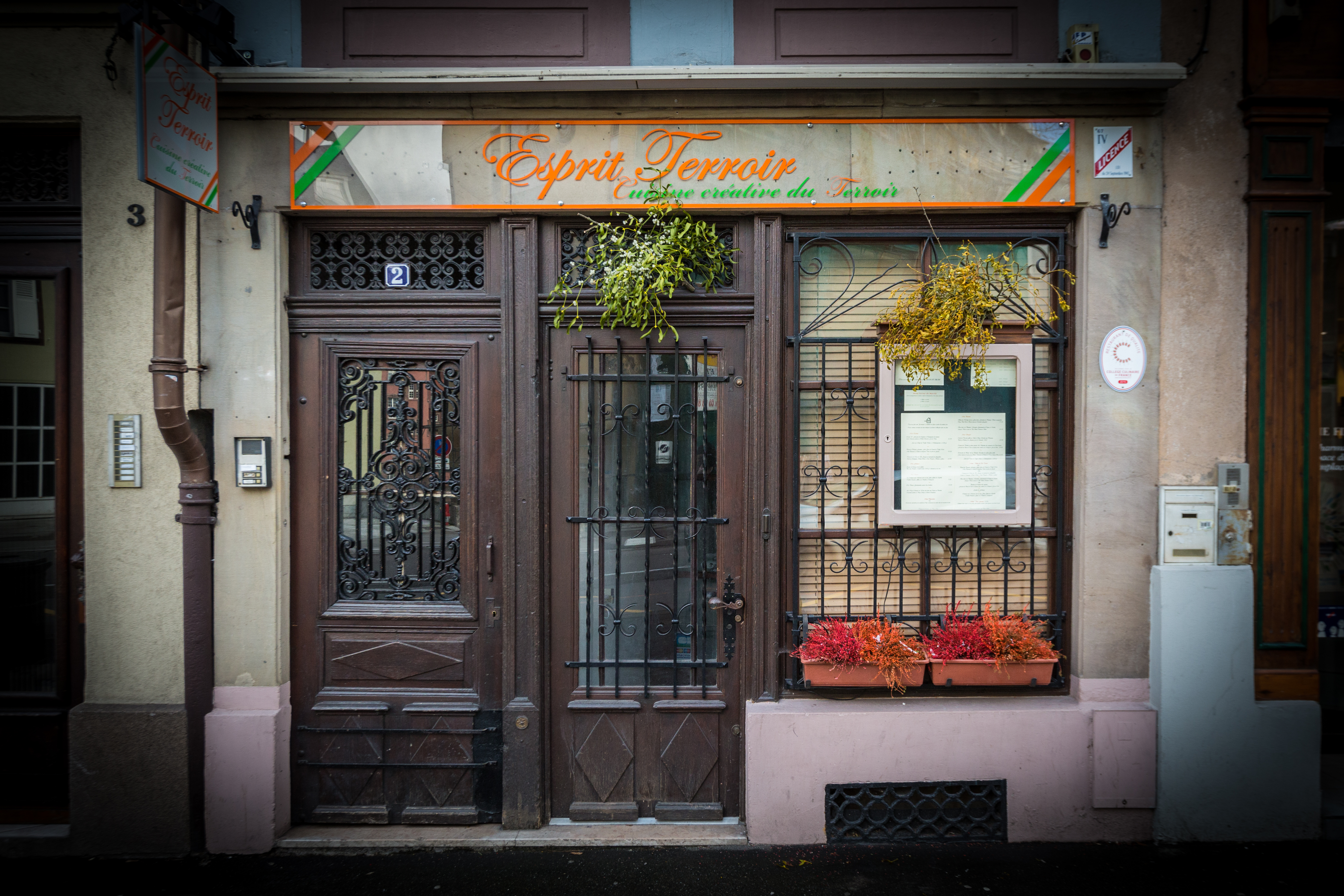
L’Esprit Terroir, où Joël Philipps avait été très jeune « étoilé Michelin ». Il a quitté Strasbourg pour Marlenheim (Le Cerf).

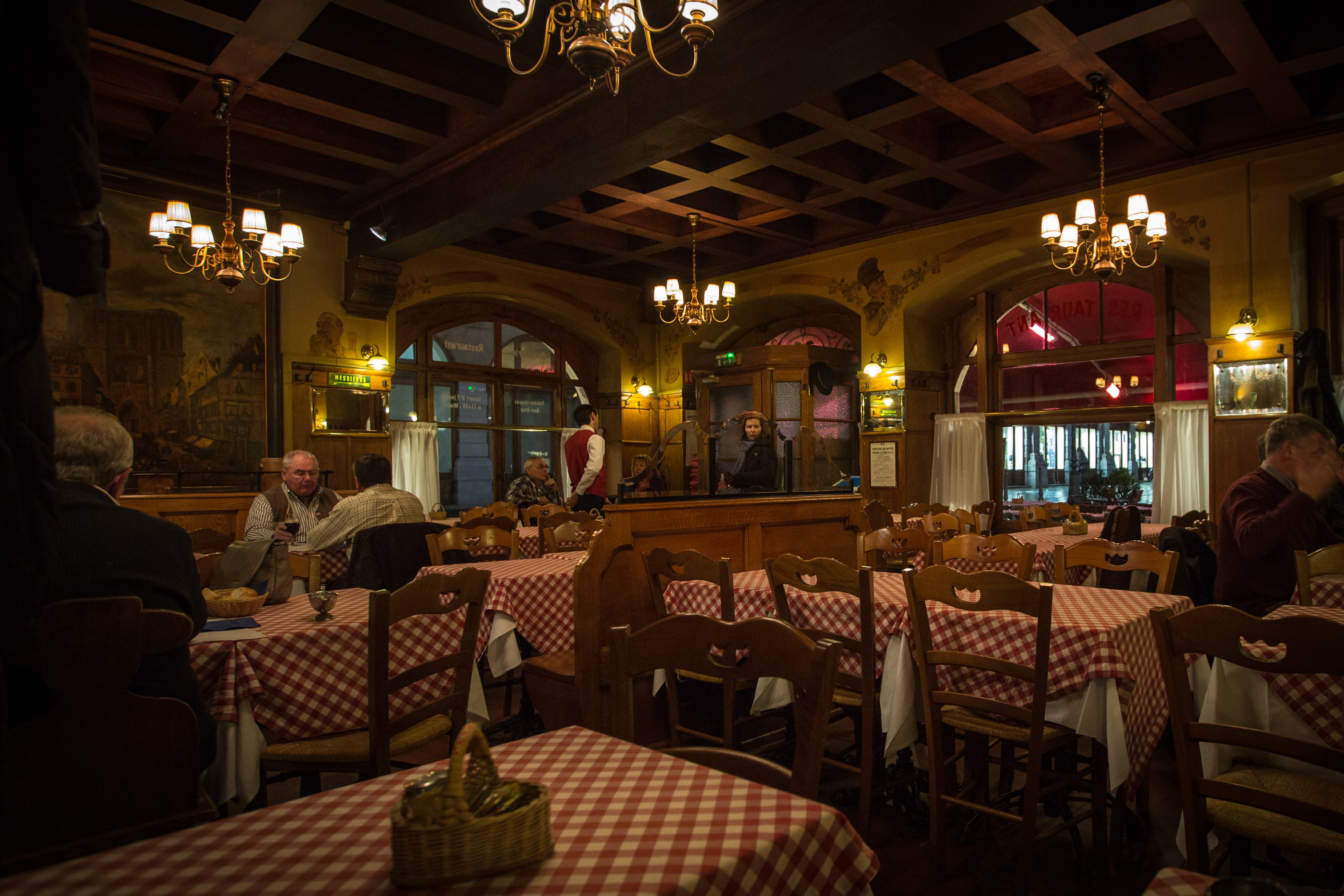
Intérieur du Winstub « Aux Armes de Strasbourg », plus connue sous le vocable alsacien de Stadtwappe.

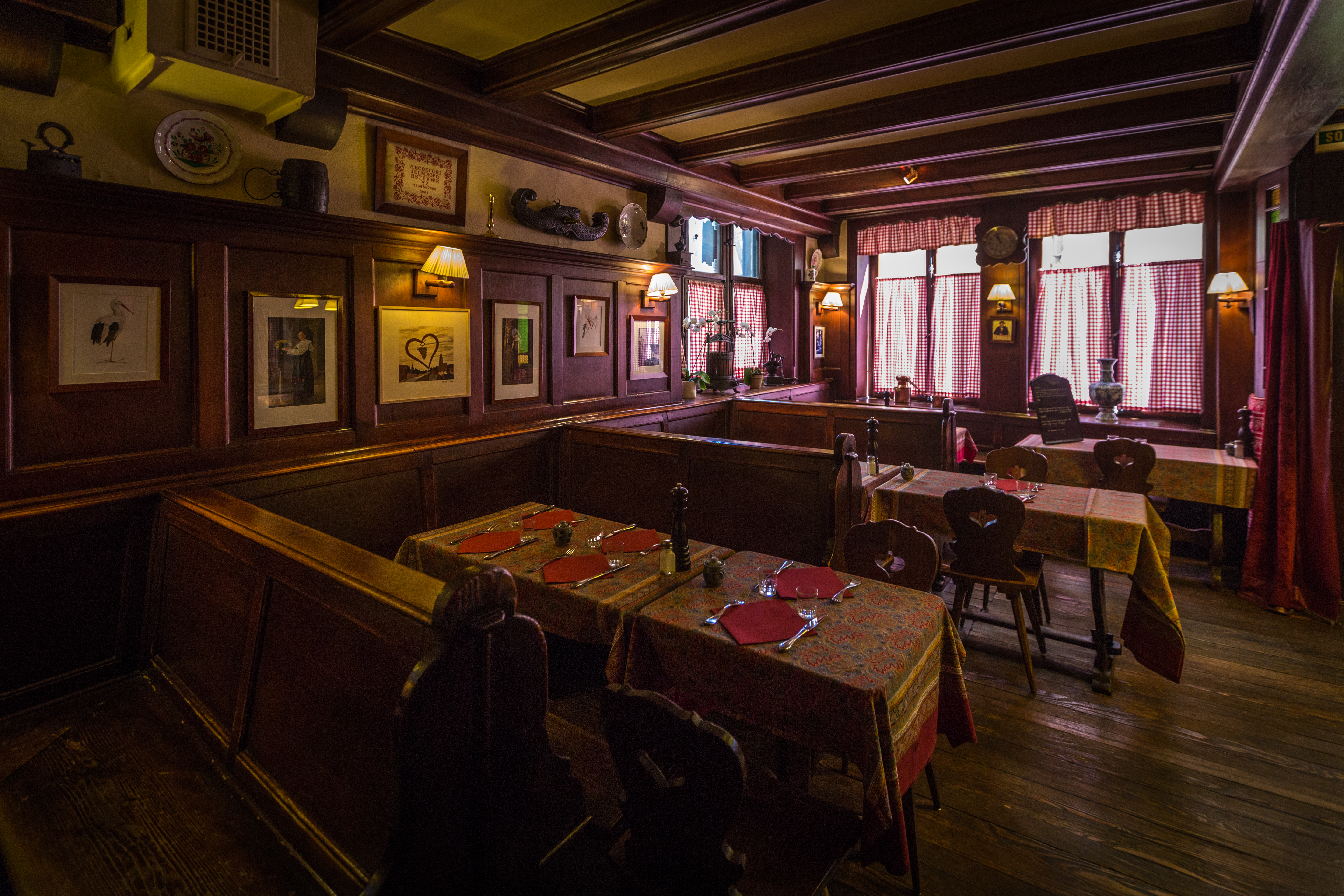
Intérieur de la Winstub « Chez Yvonne ».

Strasbourg fut longtemps célèbre pour ses , « bistrots à vins (d'Alsace) » typés et conviviaux auxquels une clientèle locale était très attachée. Cela notamment grâce à la présence constante de patrons au comportement familier, de personnages tels qu'Yvonne Haller, dont l'accueil marqua longuement un établissement de caractère, toujours existant, mais moins « personnalisé » : Chez Yvonne, dont le nom alsacien est S'Burjerstuewel. Le Clou, d'ancienne notoriété, le Coin des Pucelles, le Fink'Stuebel et quelques autres établissements perpétuent la tradition, bien que les étrangers à la ville y fussent souvent beaucoup plus nombreux que les Strasbourgeois. Mais beaucoup d'affaires ont été reprises, sont gérées de façon autre par des propriétaires ou investisseurs ne participant pas au service, moins proches de la clientèle.
L’Ami Schutz, dans le secteur touristique des Ponts-Couverts, entretient une atmosphère  appréciée de sa clientèle peu locale, internationale. L'endroit se flatta longtemps d'être une « bierstub ». Terrasse et salles agréables, ambiance se voulant « alsacienne ».
Au Pont du Corbeau, près du musée alsacien, garde un répertoire terroir et une clientèle strasbourgeoise.
Deux restaurants de renom sont installés dans des maisons historiques célèbres : la maison Kammerzell, qui avait été reprise et a été cédée par Guy-Pierre Baumann (le créateur de la choucroute au poisson), à la fin des années 1960, et La Maison des Tanneurs, quasi institutionnelle (remaniée, cette demeure spectaculaire date pour l'essentiel de 1572 : François Lenhardt, qui reprit la maison après sa mère, fêta les 440 ans de l'édifice en 2012).
Strasbourg est une ville de , ou prétendues telles, plus que de « brasseries alsaciennes ». La disparition de l'affaire familiale Schützenberger en 2006, dernière brasserie indépendante de Schiltigheim, entraîna la fermeture du très contemporain restaurant-bar Le Schutzenberger, immédiatement proche de la place Kléber. De gros investissements avaient été faits par Schützenberger au cœur de Strasbourg, pour ce vaste établissement aux multiples niveaux, aménagé par Jean Nouvel, mais il ne connut pas le succès et demeure fermé depuis des années. Les restaurants-brasseries existants ne se différencient guère de ceux d'autres régions.

### Pratique du dialecte alsacien

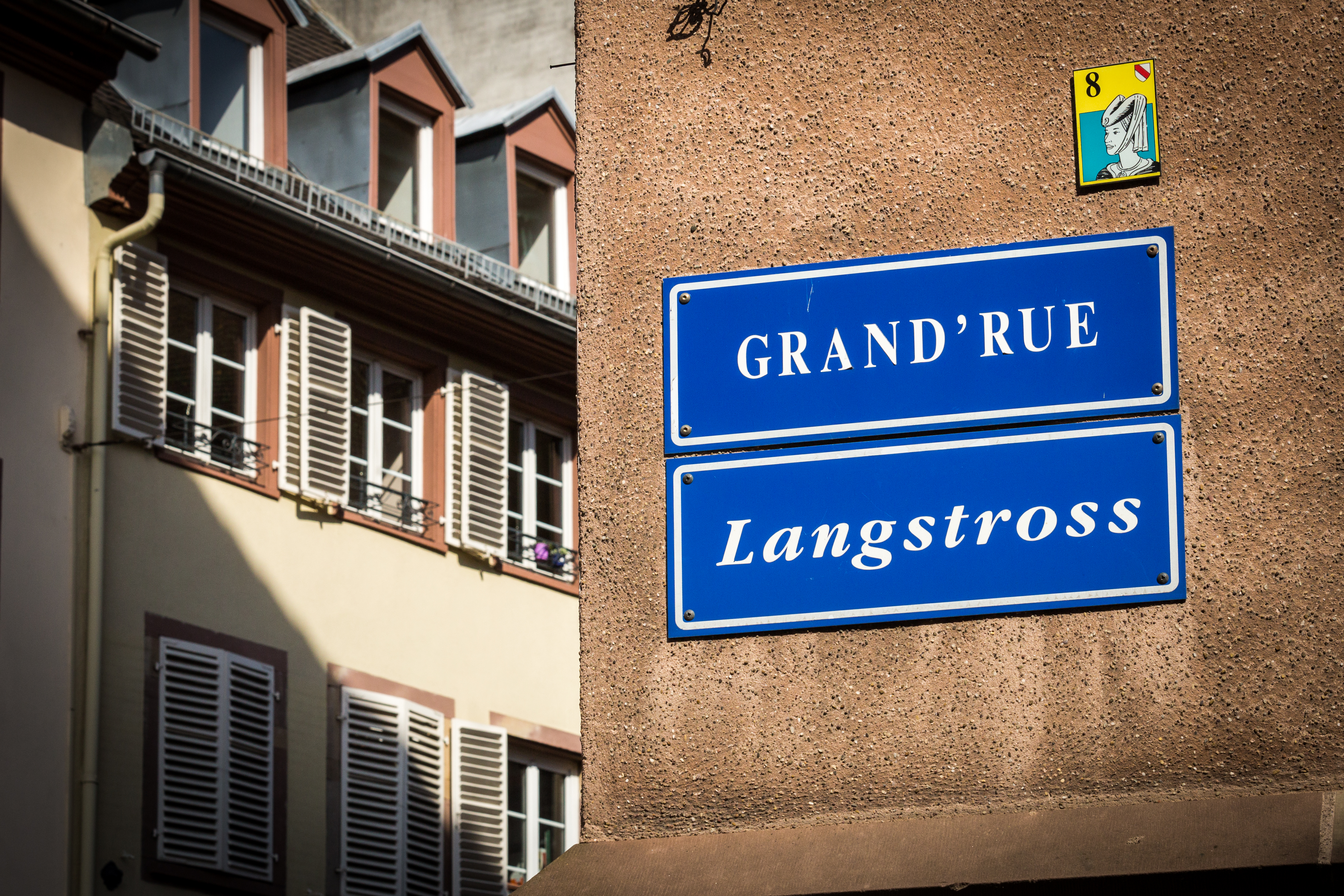
Signalisation bilingue du centre historique de la ville.

L'alsacien est le nom donné aux variantes dialectales de l'allemand pratiquées en Alsace. Ces dialectes sont l'alémanique (du sud de la région jusque vers Haguenau) et un peu le francique (méridional vers Wissembourg et rhénan en Alsace bossue). Le parler strasbourgeois, bien qu'étant de l'alémanique, se différencie de ses alentours par une forte influence du francique qui marque son vocabulaire.
En France, l'alsacien est la deuxième langue régionale après l'occitan, connu par quelque 39 % de la population de la région (beaucoup moins dans les villes, notamment Strasbourg, mais vivace dans les espaces ruraux). Comme pour toutes les langues non établies, l’orthographe n’est pas fixée, car la prononciation, en particulier, varie, ou variait, d’un secteur à l’autre, voire d’un village à l’autre, quand ce n'est pas d'un quartier à l'autre. Les différences phonologiques, et dans une moindre mesure morphologiques, entre les parlers du nord au sud de l'Alsace sont importantes. Une méthode comme orthal tente de remédier à cet état des choses. De nombreux mots français ont été intégrés et ont enrichi le lexique alsacien au fil du temps.
Au début du XXIe siècle, le dialecte est de moins en moins parlé à Strasbourg, surtout par les jeunes générations. A contrario, il est pratiqué encore par de nombreuses personnes d'un certain âge. Quelques expressions se perpétuent dans le langage courant, certains mots restent usuels (notamment sur les cartes des ).

### Hommage en astronomie
L'astéroïde (4690) Strasbourg a été nommé en honneur de la ville.

### Personnalités liées à la commune

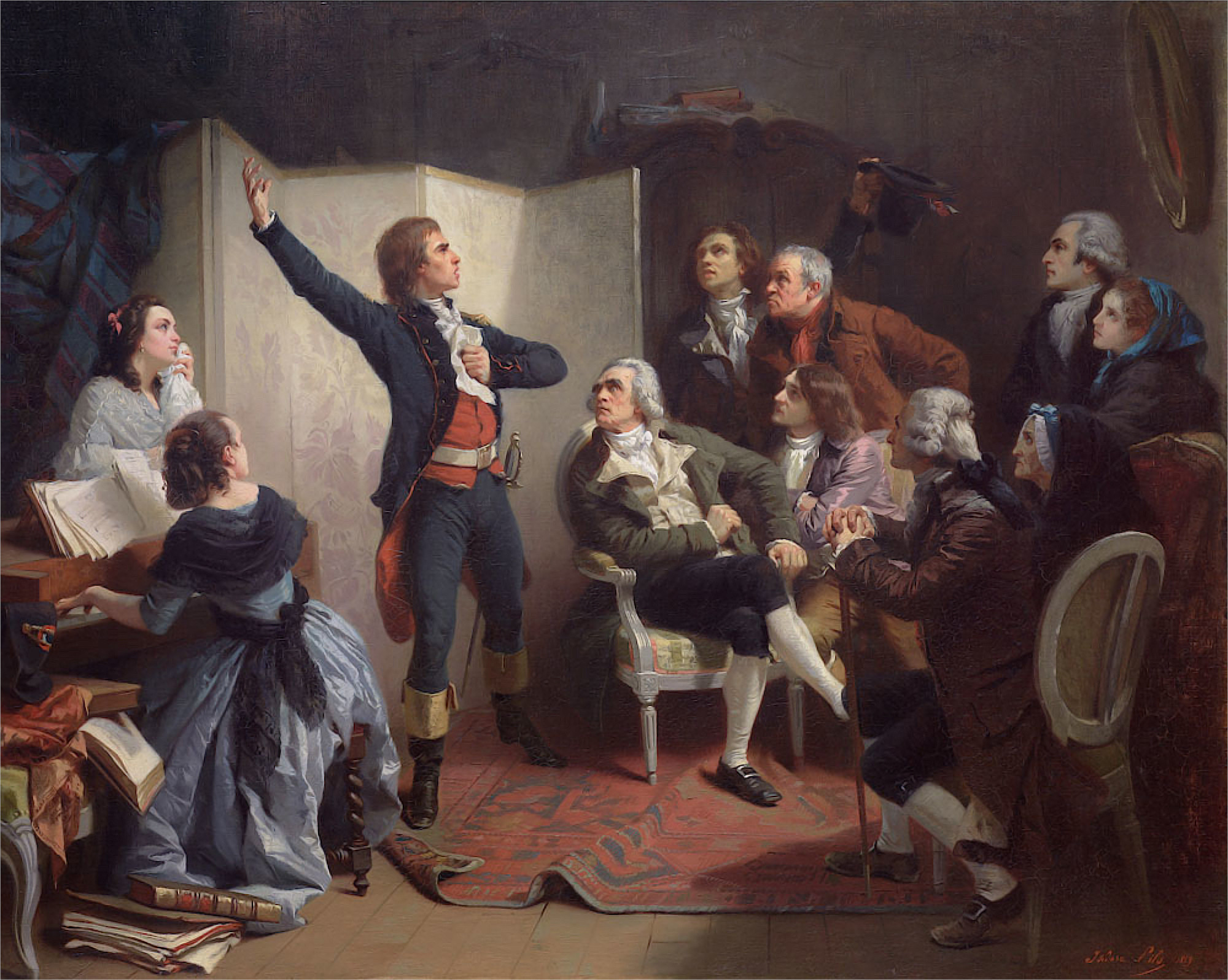
Rouget de Lisle chantant la Marseillaise, à Strasbourg.

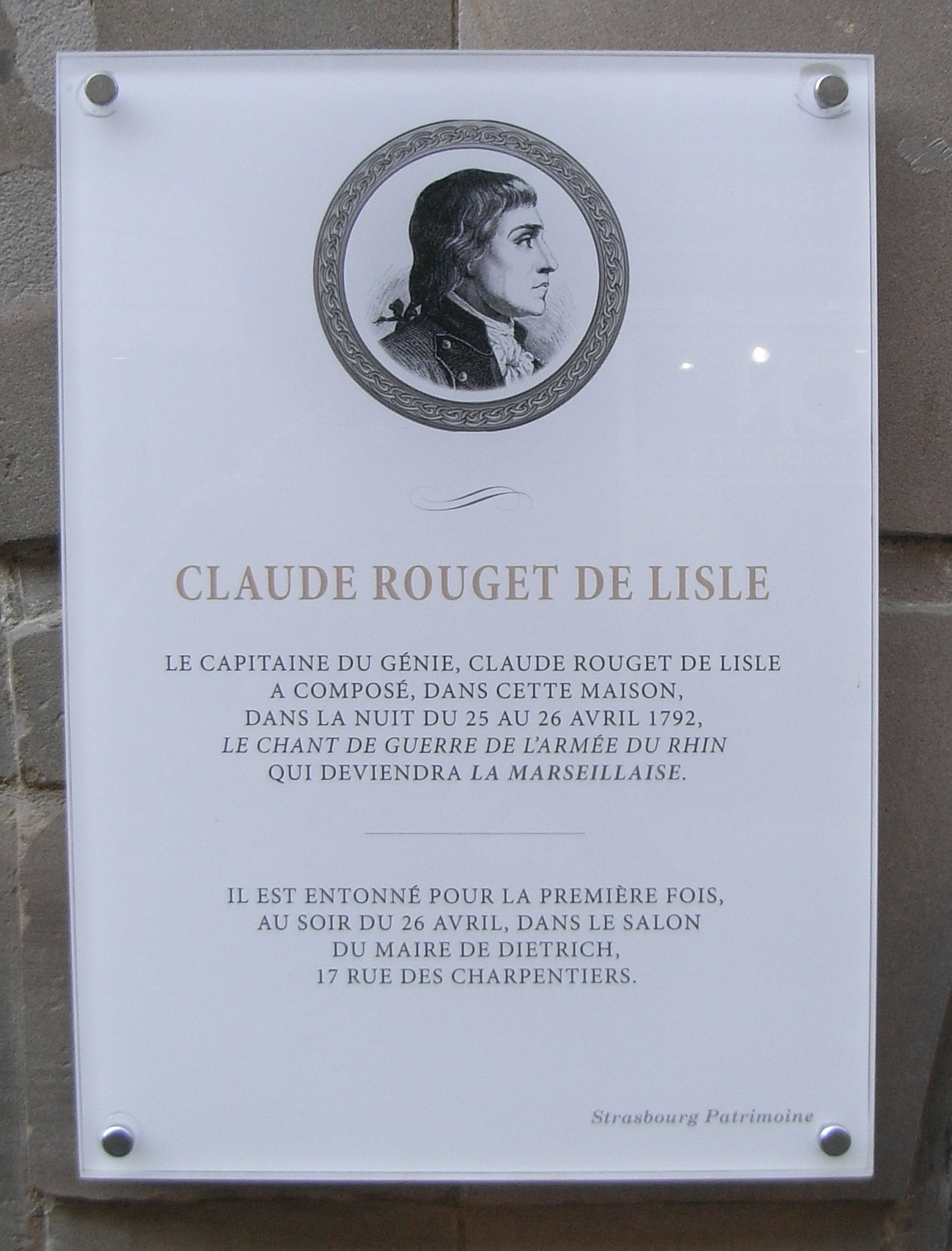
Plaque apposée sur la maison où a été composée la Marseillaise.

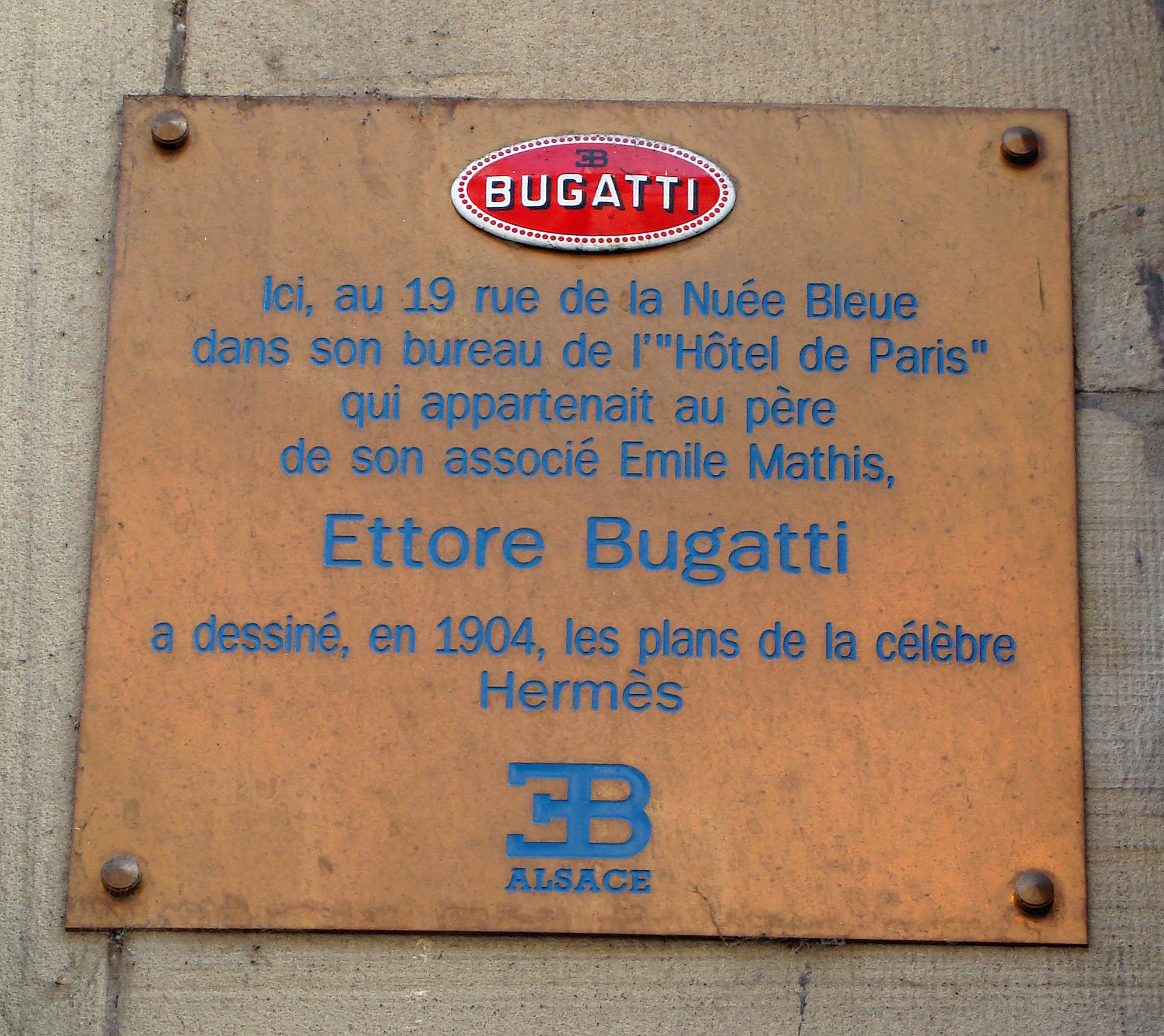
Ettore Bugatti & Émile Mathis, plaque rue de la Nuée Bleue à Strasbourg.

Plusieurs personnalités sont nées à Strasbourg et la ville a accueilli de nombreux personnages historiques.
Johannes Gutenberg y résida plus de dix ans. Il y conçut en partie l'impression à caractères mobiles.
De nombreux humanistes et propagateurs de la Réforme s'installèrent à Strasbourg, notamment Sébastien Brant, Érasme et Jean Calvin. Après le passage de Goethe qui suivit des études de droit et y élabora sa pensée, Strasbourg accueille Rouget de Lisle qui composera La Marseillaise.
Le XIXe siècle vit passer d'autres personnalités, comme Victor Hugo, celui-ci brièvement et ne s'intéressant qu'à « la munster » (la cathédrale), Louis Pasteur et Albert Schweitzer.
L'écrivain et aviateur Antoine de Saint-Exupéry effectua son service militaire à Strasbourg en 1921.
Les illustrateurs Boulet, John Howe et Marjane Satrapi furent élèves de l'École supérieure des arts décoratifs de Strasbourg.

#### Les Justes parmi les Nations
Douze habitants ont été admis parmi les 4281 Justes parmi les nations de France pour avoir sauvé des personnes juives persécutées par le régime nazi et le gouvernement de Vichy :
- Voir Histoire de Strasbourg : La Seconde Guerre mondiale.

#### Politique
- Charles Frey, (Strasbourg, 1888 - Strasbourg, 1955), homme politique alsacien.
- Pierre Pflimlin (Roubaix, 1907 - Strasbourg, 2000), ancien maire, ancien président du Conseil et ancien ministre.
- Roland Ries (Niederlauterbach, 1945-), sénateur et maire.
- Catherine Trautmann (1951-), ancien maire et ancien ministre.
- François Loos (1953-), conseiller municipal et ancien ministre.
- Fabienne Keller (Sélestat, 1959-), sénatrice et ancien maire.
- Alexis Kohler (1972), actuel secrétaire général de l'Élysée.

#### Militaires
- François Pierre Amey (Sélestat, 1768 - Strasbourg, 1850), général des armées de la République et de l'Empire.
- Arthur Bossler (Lutterbach 1906 - Strasbourg 1973), résistant français chef des Forces françaises de l'intérieur (FFI) de La Robertsau pendant la Seconde Guerre mondiale.
- Charles de Foucauld (Strasbourg, 1858 - Sahara, 1916), militaire, explorateur puis religieux.
- Hans-Georg von Friedeburg (Strasbourg, 1895 - Flensbourg-Mürwick, 1945), amiral allemand.
- François Christophe Kellermann (Strasbourg, 1735 - Paris, 1820), général de l'armée d'Ancien Régime et de la République, maréchal d'Empire, puis homme politique.
- Georges Kiefer (Brumath, 1893 - Strasbourg 1970), chef des Forces françaises de l'intérieur (FFI) du Bas-Rhin pendant la Seconde Guerre mondiale.
- Jean-Baptiste Kléber (Strasbourg, 1753 - Le Caire, 1800), général français.
- Charles-Claude Meuziau (Buxy, 1771 - Strasbourg, 1834), général des armées de la République et de l'Empire.
- Louis Adrien Brice de Montigny (Kitzingen, 1731 - Strasbourg, 1811), général des armées de la République.
- Jean Muller (1771-1834), militaire né à Strasbourg
- Guillaume O'Meara (Dunkerque, 1764 - Strasbourg, 1828), général des armées de la République et de l'Empire.
- Joseph Hélie Désiré Perruquet de Montrichard (Thoirette, 1760 - Strasbourg, 1828), général des armées de la République et de l'Empire.

#### Sciences et techniques
- Charles Gerhardt (1816-1856), chimiste, « inventeur » de l'aspirine.
- Émile Mathis (Strasbourg, 1880 - Genève, Suisse, 1956), ingénieur automobile, fondateur de la marque Mathis en association avec Ettore Bugatti.
- Louis Néel (Lyon, 1904 - Brive-la-Gaillarde, 2000), physicien, prix Nobel de physique en 1970. Professeur à la faculté des Sciences de Strasbourg.
- Jean-Marie Lehn (Rosheim, 1939-), chimiste, prix Nobel de chimie en 1987. Maître de conférences à la faculté des Sciences de Strasbourg.
- Jules Hoffmann (Echternach, Luxembourg, 1941-), biologiste, prix Nobel de physiologie ou médecine 2011. Effectue ses études supérieures à Strasbourg.
- Martin Karplus (Vienne, Autriche, 1930-), chimiste, prix Nobel de chimie 2013. Directeur du laboratoire de chimie biophysique de l'université de Strasbourg.
- Jean-Pierre Sauvage (Paris, 1944-), prix Nobel de chimie 2016. Professeur émérite à l'université de Strasbourg.
- Jean-Richard Freymann 1949-) écrivain, psychiatre et psychanalyste.
- Jean-Henri Jaeger 1944-), chirurgien.

#### Arts
| - Amélie Diéterle par Léopold-Émile Reutlinger. - Maison natale de l'actrice au 44 rue du Jeu-des-enfants (Kinderspielgasse). |

- Gustave Doré (Strasbourg, 1832 - Paris, 1883), illustrateur, peintre et sculpteur.
- Henry Ebel (1849-1931), peintre et décorateur, mort à Strasbourg.
- Amélie Diéterle (Strasbourg, 1871 - Cannes, 1941), comédienne de la Belle Époque.
- Jean Arp (Strasbourg, 1886, - Bâle, Suisse, 1966), peintre, sculpteur et poète.
- Lucien Haffen (1888-1968), artiste peintre.
- Charles Munch (Strasbourg, 1891 - Richmond, États-Unis, 1968), chef d'orchestre et violoniste.
- Hélène Boschi (Lausanne, Suisse, 1917 - Strasbourg, 1990), pianiste pédagogue et concertiste.
- Roger Delage (Vierzon, 1922 - Strasbourg, 2001), musicologue, chef d'orchestre et pédagogue.
- Colette Herzog (Strasbourg, 1923 - Paris, 1986), cantatrice et pensionnaire de l'opéra national de Paris.
- Germain Muller (1923-1994), auteur dramatique, poète et humoriste.
- Claude Rich (1929-2017), acteur.
- Tomi Ungerer (1931-2019), illustrateur, peintre, dessinateur et auteur.
- Herbert Léonard (1945-2025), chanteur.
- Kadour Naimi (Sidi Bel Abbès, Algérie, 1945-), dramaturge, cinéaste et écrivain, formé à l'École supérieure d'art dramatique de Strasbourg.
- Christian Dingler (1947-), chanteur.
- François Verry (1951-), pianiste, pianofortiste, claviériste, organiste et professeur de musique classique.
- Elizabeth Sombart (1958-), pianiste.
- Blutch (1967-), auteur de bandes dessinées.
- Christian Voltz (1967-), artiste plasticien et auteur jeunesse, né dans la commune, formé à l'École supérieure des arts décoratifs de Strasbourg, vit, travaille dans son atelier strasbourgeois[467].
- Jean-Michel Tinivelli (1967-), acteur.
- Abd al Malik (Paris, 1975-), chanteur. Grandit à Strasbourg.
- Alex Lutz (1978-), acteur, humoriste, metteur en scène, auteur de théâtre, romancier et réalisateur.
- Cyril Pallaud (1985-), organiste titulaire à l’église saint Guillaume et chevalier des arts et des lettres.
- M. Pokora (1985 -), chanteur.
- Jeannette Gregori (1967-) photographe.
- Maud Houver (1991 -), chanteuse lyrique.
- Jacques (musicien) (1991-), artiste de musique électronique, musicien, chanteur et poète.

#### Universitaires, intellectuels
- Louis Pasteur (1822-1895) professeur de chimie à la Faculté des Sciences et à la Pharmacie de l’Université de Strasbourg, s'y est marié le 28 mai 1849 avec Marie Anne Laurent[468].
- François-Georges Dreyfus (1928-2011), politologue et historien, directeur de l'Institut d'études politiques de Strasbourg.
- Georg Simmel (1858-1918), sociologue et philosophe, professeur à l'Université de Strasbourg de 1914 à 1918.
- Julien Freund (1921-1993), résistant, sociologue et philosophe, enseignant à l'Université de Strasbourg.
- Alphonse Grün (1801-1866) écrivain et avocat né à Strasbourg.

#### Sports
- René Hauss (Lingolsheim, 1927 - Strasbourg, 2010), footballeur.
- Gilbert Gress (1941-), footballeur.
- Arsène Wenger (1946-), footballeur et entraîneur, né à Strasbourg.
- Pascal Schall (1959-), footballeur français, est né à Strasbourg.
- Jean-Jacques Etamé (1966-), footballeur international camerounais, est né à Strasbourg.
- Marc Eschbach (1966-), footballeur français, est né à Strasbourg.
- Mehdi Baala (1978-), athlète.
- Fouad Chouki (1978-), athlète.
- Christelle Sturtz (1978-), karatéka et coach sportive.
- Paul-Henri Mathieu (1982-), joueur de tennis.
- Vincent Anstett (1982-), escrimeur.
- Alharbi El Jadeyaoui (1986-), footballeur international marocain.
- Candice Didier (1988-), patineuse artistique.
- Morgan Schneiderlin (1989-), footballeur international français.
- Frank Ntilikina (Ixelles, Belgique, 1998-), joueur de basket-ball. Grandit à Strasbourg.
- Thibaut Favrot (1994-), skieur alpin.
- Cédric Kanté (1979-), footballeur international malien.
- Karim Matmour (1985-), footballeur international algérien.
- Jonathan Clauss (1992-), footballeur international français.

### Héraldique, logotype et devise

#### Héraldique
| Armes de Strasbourg | Les armes de Strasbourg se blasonnent ainsi : « D'argent (avec ou sans diapré) à la bande de gueules ». Le blason de la ville est le résultat d'une inversion des couleurs du blason de l'ancienne principauté épiscopale de Strasbourg (De gueules à la bande d'argent) à l'issue de la révolte des bourgeois de la ville au Moyen Âge qui ont pris leur indépendance face à la tutelle de l'évêque. Celui-ci conserva néanmoins son pouvoir sur la campagne environnante. Le même phénomène s'est observé à Bâle, expliquant ainsi l'actuelle inversion des couleurs des blasons des cantons de Bâle-Ville et Bâle-Campagne. Cependant le blasonnement est apparemment sujet à discussion. Outre l'interprétation graphique ci-contre, on rencontre au moins deux blasonnements différents : D'argent à la bande de gueules (le champ diapré). (Grand Larousse encyclopédique en 10 volumes) D'azur, à une Notre-Dame de carnation assise sur un trône d'or et sous un pavillon de même, tenant de la main dextre un sceptre d'or, et sur le bras sénestre l'enfant Jésus : auprès de la Vierge est un écusson d'argent, chargé d'une bande de gueules. (Malte-Brun, La France illustrée, 1884) |

| Armes de Strasbourg avec ornements | Les Grandes Armes de Strasbourg se composent du blason bandé et de certains ajouts à l'extérieur. Le musée historique de Strasbourg ainsi que d'autres bâtiments historiques en conservent des exemples, sur pierre ou sur vitraux, dont l'emploi remonte au XIIIe siècle. Il sert officiellement pour la première fois de décor sur une charte municipale de 1399, où est venue se joindre, en 1919, la Légion d’honneur. Si les ornements extérieurs font appel à l'ancienne condition de ville libre du Saint-Empire romain germanique, le champ diapré n'est qu'un élément décoratif. Les Grandes Armes de Strasbourg ont servi de décoration à des fins officielles, comme pour les médailles de l'Exposition de la ville, timbres postaux et documents officiels jusque dans les années 1980, quand la corporation municipale décida de faire usage d'un logo. |

| Blason de Strasbourg sous le Premier Empire | Les armes de Strasbourg sous le Premier Empire se blasonnent ainsi : « D'azur diapré d'or à la bande d'argent, au chef de gueules chargé de trois abeilles d'or ». Pendant le Premier Empire, Strasbourg fut au nombre des bonnes villes et autorisée à ce titre à demander des armoiries au nouveau pouvoir. Elles devenaient : D'azur diapré d'or à la bande d'argent, au chef de gueules chargé de trois abeilles d'or, qui est des bonnes villes de l'Empire. |

Le 5 novembre 1973, le blason de la ville a été apposé sur la locomotive BB 15010 de la SNCF.

#### Logotype et drapeau

Le drapeau de la ville.
Le logo de la communauté urbaine, utilisé du début des années 1990 à 2010.
Le logo de la communauté urbaine, utilisé entre 2010 et 2015.
Le logo de l'Eurométropole, utilisé depuis 2015.

Le drapeau de la ville dérive de son blason, il présente une large bande rouge diagonale sur un fond blanc. Le rouge et le blanc sont également les couleurs traditionnelles de l'Alsace.
Le premier logo de la ville et de la communauté urbaine, adopté dans les années 1990, représente la flèche de la cathédrale stylisée. Le cercle coloré symbolise le mouvement et la dynamique.
Le logo actuel est adopté en 2015. Il est dérivé de celui créé en 2010, qui a été adapté à l'occasion de la transformation de la communauté urbaine en métropole. Le « .eu » fait directement référence au site web de la ville ; il montre également que Strasbourg est tournée vers les nouvelles technologies et confirme la vocation européenne de la ville. Ledit logo est généralement accompagné d'une vignette rouge portant la mention Capitale européenne. Le plus souvent, le logo est vert, mais il existe également des variantes de différentes couleurs : bleu, rouge, noir, orange, etc.

#### Devise
Devise : Argentoratum, le nom latin de la ville.

#### Histoire
- Collectif d'historiens et d'archéologues Strasbourg 2000 ans d'Histoire , dans Dossiers d'archéologie, N°420, novembre-décembre 2023, 82.p.
- Collectif d’historiens sous la direction de Georges Livet et Francis Rapp, Histoire de Strasbourg des origines à nos jours, quatre volumes (env. 2 000 pages), 1982 (ISBN 2-7165-0041-X).
- Centre national d'archéologie urbaine, Strasbourg, Association pour les fouilles archéologiques nationales, Paris, 1992, 285 p. (ISBN 2-906796-09-3).
- Collectif, Strasbourg : fouilles archéologiques de la ligne B du tram, Musées de la ville de Strasbourg, Strasbourg, 2000, 74 p. (ISBN 2-901833-46-2).
- Michel Bertrand, Histoire secrète de Strasbourg, Albin Michel, 1986, 326 p. (ISBN 2-22602-0462).
- Christian Lamboley, 40-45, Strasbourg bombardé, Contades, Strasbourg, 1988, 158 p.
- Bastien Gissinger, Recherches sur le site fortifié de Strasbourg durant l'Antiquité tardive : le castrum d'Argentoratum, J. et E. Hedges, Oxford, 2002, 204 p. (ISBN 1-84171-303-1).
- Benoît Jordan, Histoire de Strasbourg, Gisserot-Histoire, 2006, 128 p. (ISBN 2-8774-7870-X).
- Paul Greissler, La Classe politique dirigeante à Strasbourg (1650-1750), le Quai, Strasbourg, 1987, 302 p. (ISBN 2-903548-03-X).
- Stéphane Jonas, Annelise Gérard, Marie-Noële Denis, François Weidmann, Strasbourg, capitale du Reichsland Alsace-Lorraine et sa nouvelle université. 1871-1918, Strasbourg, Oberlin, 1995.
- Jean-Marie Mantz (dir.), Histoire de la médecine à Strasbourg, la Nuée bleue, Strasbourg, 1998, 799 p. (ISBN 2-7165-0219-6).
- Jean Rahn, Martin Grunenwald, 50 ans d'histoire au Centre régional d'éducation populaire et de sport d'Alsace, Le Verger, Illkirch-Graffenstaden, 1996, 235 p. (ISBN 2-908367-63-7).
- Revue des sciences sociales, no 40, 2008, « Strasbourg, carrefour des sociologies ».
- Jean-Louis Schlienger, André Braun, Le Mangeur alsacien : histoire de l'alimentation en Alsace de la Renaissance à l'annexion, la Nuée bleue, coll. « la Bibliothèque alsacienne », Strasbourg, 1990, 254 p. (ISBN 2-7165-0277-3).
- Bernadette Schnitzler, -12 : aux origines de Strasbourg, Musées de la Ville de Strasbourg, Strasbourg, 1988, 184 p.
- Eugène Seinguerlet, Histoire de Strasbourg, Dinali, Strasbourg, 1988, 78 p.
- Régis J. Spiegel, Strasbourg romantique. Au siècle des peintres et des écrivains voyageurs, La Nuée Bleue, Strasbourg, 2010, 215 p.
- Strasbourg 1870, le récit du siège d’après le journal inédit d’Ernest Frantz, 15 juillet-28 septembre, introduction et commentaires d’Aline Bouche, David Bourgeois et Marie-Claire Vitoux, Nancy, éditions Place Stanislas, 2011, 240 p.
- Guy Trendel, Racontez-moi Strasbourg, La Nuée bleue, 2006, 411 p. (ISBN 2-7165-0606-X).
- Camps et lieux d'internement en 1939-1945 :

Dulag-de-Strasburg.
Frontstalag 210 Strasbourg.
Oflag 65 de Strasbourg.
Stalag-385-Strasbourg.
Stalag-VCZ-Strasbourg.
Stalag VD Strasbourg.
- Dossiers d'archéologie, Strasbourg 2000 ans d'Histoire , N°420, novembre-décembre 2023

#### Économie
- Guy Trendel, Au pays de la Couronne d'Or : balades dans le vignoble de Strasbourg, Strasbourg, Corpur, 1998, 240 p. (ISBN 2-84208-028-9).

#### Patrimoine architectural
- Le patrimoine des communes du Bas-Rhin, Flohic, 1999 (ISBN 978-2842340551).
- Suzanne Braun, Églises de Strasbourg, Strasbourg, Oberlin, 2002, 217 p. (ISBN 2-85369-237-X).
- Lucie Maechel et Théodore Rieger, Strasbourg, insolite et secret : deux mille ans de métamorphoses, Paris, J.-P. Gisserot, 1999, 126 p. (ISBN 2-87747-428-3).
- Étienne Martin (dir.), Le Palais Rohan, Musée des arts décoratifs, Strasbourg, Musées de Strasbourg, 1998, 68 p. (ISBN 2-901833-41-1).
- Roland Recht, Georges Foessel et Jean-Pierre Klein, Connaître Strasbourg : cathédrale, musées, églises, monuments, palais et maisons, places et rues, Colmar, Alsatia, 1988, 285 p. (ISBN 2-7032-0185-0).
- Charles-Laurent Salch, Nouveau Dictionnaire des Châteaux Forts d'Alsace, Ittlenheim, alsatia, Conception et réalisation Lettrimage, 1991, 384 p. (ISBN 2-7032-0193-1)Strasbourg, pp. 314-315, Dessins de relevés et d'illustration sont de Walter Herrmann, André Lerch, Christian Rémy. Images de synthèse de Fabien Postif et Photos de Dominique Martinez
- Charles-Laurent Salch, Atlas des villes et villages fortifiés en France, Début du Ve siècle à la fin du XVe siècle, Strasbourg, Editions Publitotal, 1er novembre 1987, 495 p.Strasbourg pp. 220 à 234, et 389, B.38.688.87
- Charles-Laurent Salch, Imagiers des châteaux et remparts d’Alsace, 1370-1970, vol. 2, Strasbourg, Châteaux-forts d'Europe-Castrum Europe, 2011, 581 p. (ISSN 1253-6008)N°63/64/65/66 2013. Tome 3 : P à Z. Strasbourg pp. 494 à 496.
- Dominique Toursel-Harster, Jean-Pierre Beck, Guy Bronner, Dictionnaire des monuments historiques d’Alsace, Strasbourg, La Nuée Bleue, 1995, 663 p. (ISBN 2-7165-0250-1)Strasbourg, pp. 439 à 589.
- Michel Hérold et Françoise Gatouillat, Les vitraux de Lorraine et d'Alsace, Paris, CNRS Éditions, 1994, 329 p. (ISBN 2-271-05154-1)Corpus vitrearum, Inventaire général des monuments et richesses artistiques de la France, Recensement des vitraux anciens de la France, Volume V, pp. 198 à 248 Les vitraux de Strasbourg : Cathédrale Notre-Dame; Église protestante Saint-Pierre-le-jeune, ancienne collégiale ; Maison paroissiale de l'église Saint-Pierre-le-Jeune ; Èglise Saint-Thomas ; Séminaire protestant ; Hôpital civil ; Chambre des métiers d'Alsace ; Musée de l'Œuvre-Notre-Dame ; Musée historique. Et planches XXI-XXII-XXIII. Voir aussi : Vitraux déplacés pp.262 à 265, et vitraux disparus après la révolution p.265
- Texte Paul Louis Rinuy avec la collaboration de Joseph Abram, Antoine Le Bas, Clair Vignes-Dumas (photogr. Pascal Lemaître), Patrimoine sacré XXe et XXIe siècles. Les lieux de culte en France depuis 1905, Paris, Éditions du patrimoine, Centre des monuments nationaux, novembre 2014, 232 p. (ISBN 978-2-7577-0344-1)Collection Patrimoines en perspective, sous la responsabilité de Pascal Liévaux (MCC, DGP) : * Synagogues : 1940-1980 Reconstruction, expérimentations : Synagogue de la Paix, Strasbourg, pp. 126 à 129 ; * Mosquées : Modernité, antimodernité : Grande mosquée, Strasbourg, pp. 202-203.
- Agence d'urbanisme pour l'agglomération strasbourgeoise, Le Projet urbain dans l'histoire de Strasbourg : colloque des 30 et 31 octobre 1981, Agence d'urbanisme pour l'agglomération strasbourgeoise, Strasbourg, 1981, 31 p.
- Dominique Badariotti, Richard Kleinschmager, Léon Strauss, Géopolitique de Strasbourg : permanences, mutations et singularités de 1871 à nos jours, la Nuée bleue, coll. « la Bibliothèque alsacienne », Strasbourg, 1995, 260 p. (ISBN 2-7165-0362-1).
- Jean-Jacques Blaesius, Pascale Gérard, Le tram de Strasbourg : un chantier et des hommes, la Nuée bleue, Strasbourg, 1994, 143 p. (ISBN 2-7165-0353-2).
- Collectif, Strasbourg : panorama monumental et architectural des origines à 1914, Contades, coll. « Le Temps des cités », Strasbourg, 1984, 499 p.
- Collectif, Strasbourg, urbanisme et architecture : des origines à nos jours, Oberlin, Strasbourg, & G. Klopp, Thionville, 1996, 297 p. (ISBN 2-85369-164-0).
- Collectif, Strasbourg : chroniques d'urbanisme, L'Aube, La Tour d'Aigues, 1994, 261 p. (ISBN 2-87678-148-4).
- Collectif, Atlas de la région de Strasbourg : réalités d'aujourd'hui, idées pour demain, la Nuée bleue, Strasbourg, 1996, 262 p. (ISBN 2-7165-0410-5).
- Collectif, Strasbourg-Kehl am Rhein (1900-2000), Gallimard, coll. « Guides Gallimard », Paris, 1998, 93 p.
- Communauté urbaine de Strasbourg, 2e projet d'agglomération, 2000-2010 : « construire ensemble un développement durable et solidaire » : document annexe à la délibération du Conseil de Communauté, 14 avril 2000, Communauté urbaine de Strasbourg, Direction études et prospective, Strasbourg, 2000, 123 p.
- Denis Durand de Bousingen, L'hôpital de Strasbourg : une ville dans la ville, Le Verger, Illkirch-Graffenstaden & Hôpitaux universitaires de Strasbourg, Strasbourg, 2003, 275 p. (ISBN 2-84574-036-0).
- Jean-Pierre Klein, Strasbourg : urbanisme et architectures des origines à 1870, Musées de Strasbourg, Strasbourg, 1996 (1re éd. 1986), 297 p. (ISBN 2-85369-164-0).
- Richard Kleinschmager, Strasbourg : une ambition européenne, Anthropos, coll. « Villes », Paris, 1997, 216 p. (ISBN 2-7178-3362-5).
- Maurice Moszberger, Théodore Rieger et Léon Daul, Dictionnaire historique des rues de Strasbourg, Illkirch-Graffenstaden, le Verger, 2002, 430 p. (ISBN 2-84574-023-9).
- François Petrazoller, L'urbanisme à Strasbourg au XVIe siècle : la pierre et l'idée, Société savante d'Alsace, Strasbourg, 2002, 311 p. (ISBN 2-904920-29-3).

#### Patrimoine mobilier
- L'horloge astrolabique Hungerer de 1982.
- Le centre administratif de la Communauté urbaine de Strasbourg construit de 1973 à 1976.
- Le musée des Arts décoratifs de Strasbourg comprenant des photos de mécanismes anciens et nouveaux.
- Le lycée des pontonniers.

#### Dans la culture populaire
- La Longue Nuit de Strasbourg, bande dessinée de la série Les Chroniques de l'impossible, se passe entièrement à Strasbourg. Par Christian Piscaglia et Claude Laverdure, Dargaud, 1990.
- Strasbourg est représentée dans les jeux Pokémon X et Y par la ville de Flusselles, la région de Kalos étant directement inspirée de la France. Le cadrant solaire de la ville fait référence à l'horloge astronomique de Strasbourg.
- En 2009, Strasbourg, de Stéphane Cadé, dans l'album Cityrama.